# Volontaires nationaux pendant la Révolution
L'expression « volontaires nationaux pendant la Révolution » désigne les personnes qui, à partir de 1791, s’engagent dans l’armée française pour des raisons idéologiques (patriotisme et soutien au nouveau régime), dans le cadre de bataillons formés au niveau d’un département ou d’une ville.
Ils se différencient des soldats engagés dans les troupes de ligne, qui entrent dans un régiment constitué de longue date, pour des raisons purement professionnelles. Ils se différencient aussi des gardes nationaux, qui forment des troupes locales (à partir du 17 juillet 1789).
Ce système est mis en place en 1791, compte tenu de l'hostilité de nombreux pays à la Révolution, attisée par le départ des émigrés, dont beaucoup sont des officiers.
La guerre débute en 1792 (20 avril) et c'est à ce moment qu'a lieu l’épisode le plus célèbre de l’histoire des volontaires nationaux, celui de l’engagement consécutif à la proclamation par  l’Assemblée législative de « la Patrie en danger » (11 juillet).
Un certain nombre de bataillons de volontaires de 1792 participent à la journée révolutionnaire du 10 août, qui met fin au règne de Louis XVI, notamment des Marseillais et des Fédérés du Finistère. Les volontaires s'illustrent aussi à Valmy le 20 septembre 1792, aux côtés des troupes de ligne.
L'intégration des bataillons de volontaires et des troupes de ligne aboutit en 1793 à la création des demi-brigades, destinées à favoriser l'amalgame des différentes unités.
D'après l'historien Camille Rousset, Lazare Carnot écrit à la Convention le 29 avril 1793 : « Les volontaires ne veulent s'assujetire à aucune discipline. Ils sont le fléau de leurs hôtes et désolent nos campagnes »[réf. nécessaire]. 
Le système des volontaires nationaux passe au second plan en 1793, lorsque la Convention adopte le système de la conscription, d’abord la levée de 300 000 hommes (mars), puis la levée en masse (septembre).

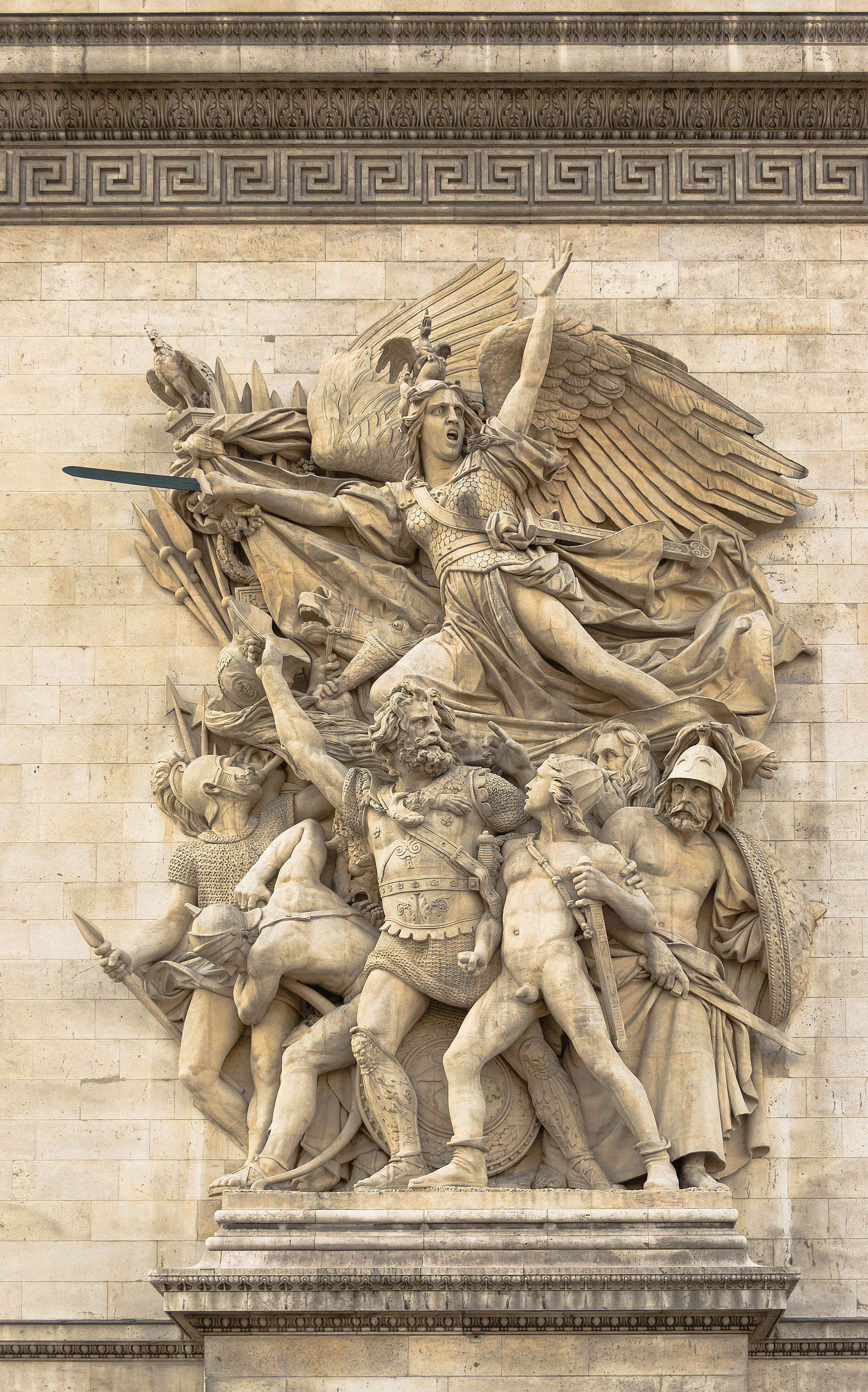
Le Départ des volontaires de 1792, aussi nommé La Marseillaise, par François Rude, Arc de triomphe de l'Étoile, Paris.
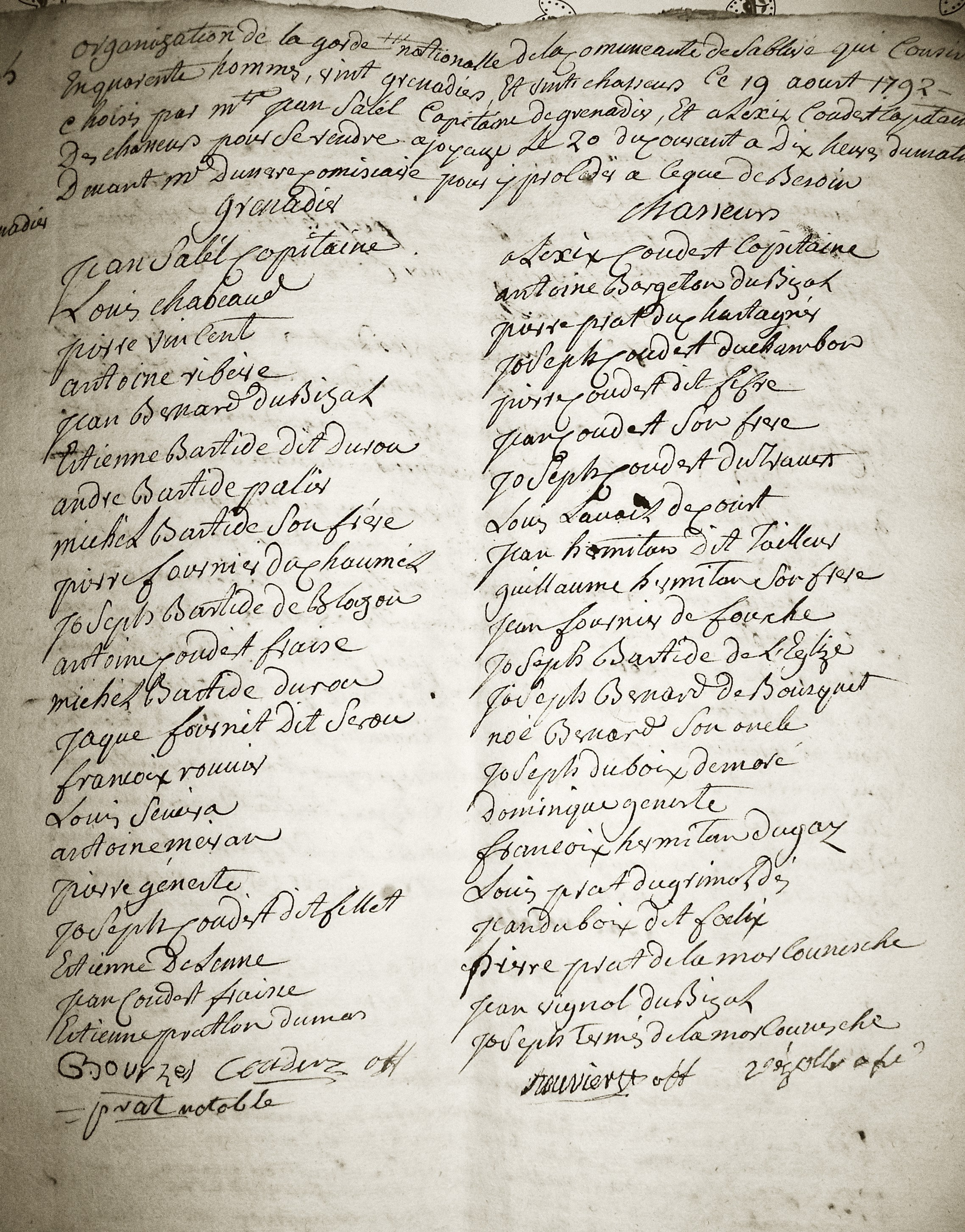
1792- Volontaires de Sablières

## Contexte
- 9 juillet 1789 : constitution de l'Assemblée constituante
- 15 juillet 1789 : création du système de la Garde nationale
- Février 1791 : création du système des volontaires nationaux
- 1er octobre 1791 : constitution de l'Assemblée nationale législative
- 7 février 1792 : traité de Berlin alliance militaire austro-prussienne pour réprimer les troubles en France et en Pologne.
- 20 avril 1792 : Déclaration de guerre de la France à l'Autriche
- 20 avril 1792 : début de la guerre de la première coalition
- Juillet 1792 : entrée en guerre de la Prusse aux côtés de l'Autriche
- 20 septembre 1792 : bataille de Valmy
- 21 septembre 1792 : proclamation de l'abolition de la royauté
- 21 septembre 1792 : Convention
- 2 mars 1793 : levée en masse
- 3 mars 1793 : début de la guerre de Vendée

## Historique

### L'armée française en 1789: les troupes de ligne
L'état militaire de la France comprenait, sans compter la maison du Roi :
- 79 régiments d'infanterie française et 23 régiments d'infanterie étrangère, tous formés à deux bataillons, à l'exception du seul régiment du Roi qui en avait quatre,
- 12  bataillons de chasseurs à pied
- 7 régiments d'artillerie à deux bataillons,
- 15 compagnies d'ouvriers et de mineurs,
- 26 régiments de cavalerie proprement dite
- 18 régiments de dragons,
- 6 régiments de hussards
- 12 régiments de chasseurs à cheval,

en somme l'armée régulière, l'armée de ligne, était composée de 218 bataillons d'infanterie, 14 bataillons d'artillerie, et 206 escadrons de troupes à cheval.
Son effectif normal était, sur le pied de paix, de 172 974 hommes, et de 210 948, sur le pied de guerre. En tout temps, c'était par engagements volontaires qu'elle se recrutait.

### Les milices
Il n'en était pas de même des milices ou troupe provinciales, force auxiliaire de l'armée de ligne, mais dont le personnel était fourni par la voie du tirage au sort. Ces milices, constituées en 13 régiments de grenadiers royaux, 16 régiments dits provinciaux et 78 bataillons de garnison, comptaient 55 240 hommes sur le pied de paix, et 76 000 sur le pied de guerre. Elles étaient capables de bon service, et elles en avaient donné la preuve pendant la guerre de Sept Ans. Leur suppression fut prononcée le 4 mars 1791.
Lorsque, à la fin de l'année 1790, se manifesta l'hostilité des monarchies européennes contre la Révolution, l'armée française se trouvait très affaiblie par l'émigration des principaux chefs et par l'indiscipline des soldats.

### Institution des volontaires nationaux (1791)
Il était impossible de la recruter selon les procédés de l'Ancien Régime. Le tirage au sort généralisé était inapplicable après l'abolition des milices provinciales, réclamée par l'immense majorité des électeurs de 1789, dans leurs cahiers de doléances et décrétée par le titre VI de la Constitution de 1791.
Les troupes françaises de toutes armes, autre que les gardes nationales, devaient être recrutées « par engagements volontaires » et à prix d'argent, comme autrefois, mais avec contrats passés devant les municipalités.
Le 28 janvier 1791, Alexandre de Lameth proposa de porter au complet 30 régiments d'infanterie de ligne avec la création de 100 000 soldats auxiliaires destinés à être répartis dans les régiments. Cette loi indique que :
- Il ne sera reçu à contracter un engagement de soldats auxiliaires que des personnes domiciliées, ayant au moins 18 ans et de pas plus de 40 ans et réunissant toutes les qualités requises par les ordonnances militaires. On admettra de préférence ceux qui auront servi dans les troupes de lignes.
- Les auxiliaires recevront pendant la paix 3 sols par jour et il sera fait un fond extraordinaire de 50 livres par homme pour leur équipement à leur arrivée au corps lorsqu'ils seront tenus de joindre.

### Décrets d'application de l'Assemblée constituante
Le 22 avril de la même année, l'Assemblée constituante décrète une conscription de 300 000 hommes de gardes nationales pour être organisée immédiatement en compagnies et bataillons qu'on assemblerait quand on en aurait besoin.
Le 4 juin, un autre décret ordonne la répartition de 100 000 soldats auxiliaires dans chacun des 83 départements du royaume : 25 000 pour le service de la marine et 75 000 pour les armées de terre, enrôlés pour 3 ans, doivent être formés sans délai pour être envoyés au combat au premier ordre.
Trois nouveaux décrets augmentent encore les forces et prescrivent de mettre en activité les bataillons de volontaires, composés de 568 hommes de la garde nationale des départements de la frontière, et ces bataillons doivent se monter, ensemble, à 26 000 hommes.
Les départements du Nord, du Pas-de-Calais, du Jura, du Haut-Rhin et du Bas-Rhin, de la Moselle, de la Meuse, des Ardennes, de l'Aisne, devaient fournir chacun le plus d'hommes possible. Les autres départements devaient fournir chacun de 2 000 à 3 000 hommes de bonne volonté, volontaire. Tout citoyen qui voulait marcher devait se faire inscrire à sa municipalité.
Un autre décret (22 juillet 1791) ordonne la mise en activité, tant sur les frontières que dans l'intérieur, de 74 000 hommes de la garde nationale, indépendamment des 26 000 demandés auparavant.
Ces différentes levées produisent les 170 premiers bataillons de volontaires nationaux, dont le nombre est successivement porté à 200, 380, 502 et 755 bataillons.
Tous les départements sont concernés. Les zones qui fournissent le plus de volontaires sont les départements frontaliers directement menacés par les armées étrangères comme le Nord, le Pas-de-Calais, la Somme, le Bas-Rhin, la Meurthe, les Vosges, les Hautes-Alpes, la Haute-Saône, le Doubs, les Bouches-du-Rhône, le Var et la Drôme. Les départements de Paris, de Seine-et-Oise et de Seine-et-Marne, animés d'un élan patriotique, fournissent également un fort contingent.

Il y a également des diversités, liées à la population du département. Par exemple la Corrèze livre deux fois plus de volontaires, comparativement à sa population, que l'Allier ou la Haute-Vienne.

### Le cas des volontaires de cavalerie
La cavalerie n'avait pas de volontaires.
Cependant comme beaucoup de citoyens préféraient ce service, les départements se firent entendre pour la levée de ces nouveaux corps. Un décret qui ordonne la création de ce nouveau corps règle également la forme et l'organisation :
1. Sous le nom de volontaires Gardes-nationaux chasseurs à cheval, 6 compagnies de 130 hommes chacun sont créées et attachées au 6 légions précédemment formées.
2. Pour y être admis, chaque citoyen devra justifier de son service dans la garde nationale, et prouver son civisme par un certificat authentique.
3. En s'inscrivant, il s'engagera à s'équiper et se monter à ses frais, suivant les formes réglées par la loi, qui règle aussi l’intérêt qui lui sera payé pour l'avance de son cheval.
4. Les volontaires nommeront eux-mêmes leurs officiers.

Un grand nombre d'individus offrant de réunir des bataillons ou des escadrons, on décide que chaque citoyen est autorisé à lever des corps armés. Le Gouvernement alloue huit cents livres par cavalier monté et armé, et cent cinquante livres par fantassin complètement équipé. C'est ainsi que prennent naissance les Hussards de la Liberté, Les Hussards de l'Égalité, les Hussards Braconniers, la Légion des Germains également appelée légion Germanique et une foule de corps analogues.

## Organisation
Les volontaires devaient former des bataillons de 8 à 10 compagnies de 50 hommes commandés par trois officiers. Chaque bataillon est composé de 8 ou 9 compagnies d'infanterie et d'une compagnie de grenadiers.
L'effectif de ces bataillons a varié de 500 à 800 hommes.
Le bataillon est commandé par un colonel et deux lieutenant-colonels. Tous les officiers devaient être élus par les volontaires.
Chaque garde national recevait une solde de 15 sous par jour.
Le caporal et le tambour, une solde et demie ; le fourrier et le sergent, 2 soldes ; le sous-lieutenant 3 soldes ; le lieutenant 4 soldes ; le capitaine 5 soldes ; le lieutenant-colonel 6 soldes et le colonel 7 soldes.
Dès que leur service ne serait plus nécessaire, les volontaires devaient rentrer dans leurs foyers et cesser de recevoir la solde.

## Liste des bataillons par départements
Voici la liste des bataillons, classés par départements, avec les personnalités, rattachements, campagnes, combats et batailles auxquels ils ont participé, le numéro de la demi-brigade lors de l'amalgame de la première formation puis le numéro de cette demi-brigade lors de l'amalgame de deuxième formation.

### Ain
De 1791 à 1793, les 9 districts (Pont-de-Vaux, Bourg, Nantua, Gex, Belley, Saint-Rambert, Montluel, Trévoux et Châtillon-les-Dombes) du département de l'Ain fournirent 13 bataillons :
- 1er bataillon de volontaires de l'Ain, dit bataillon de Bourg[9], formé le 21 janvier 1792[10],[8]
  - Armée des Alpes en garnison à Bourg-en-Bresse, Armée du Rhin, en garnison à Neuf-Brisach et à Plobsheim, 2e bataille de Wissembourg,
  - Personnalités : Général Pierre Argoud alors chef du bataillon, François Trocu de Latour.
  - Amalgamé lors de la première réorganisation dans la 91e demi-brigade de première formation
    - Amalgamé lors de la deuxième réorganisation dans la 3e demi-brigade de deuxième formation
- 2e bataillon de volontaires de l'Ain, formé le 1er décembre 1791[11]
  - En garnison à Bourg-en-Bresse, à Lons-le-Saunier, au camp de Neukirch et au camp du Bas-Rhin, Armée du Rhin, Armée des Vosges, Armée de Mayence, Siège de Mayence, Armée de l'Ouest, Armée des côtes de Brest, Armée des côtes de Cherbourg, Guerres de la première Coalition, Guerre de Vendée, 2e bataille de Cholet, Bataille de Savenay, Bataille de Josselin, Bataille de Quiberon
  - Personnalités : Étienne Vincent Sédillot de Fontaine alors chef du bataillon, Benoît Prosper Sibuet alors simple volontaire, Jean-Baptiste Rouville.
  - Non amalgamé lors de la première réorganisation[Note 1],[12]
    - Amalgamé lors de la deuxième réorganisation dans la 10e demi-brigade de deuxième formation[Note 2]
- 3e bataillon de volontaires de l'Ain, formé le 12 décembre 1791[13]
  - En garnison à Bourg-en-Bresse, à Fort-Louis et à Sélestat, Armée du Rhin, Armée des Vosges, Armée de la Moselle, Bataille de Kaiserslautern, Siège de Luxembourg
  - Personnalités : Jean-Baptiste Rouville, Barthélemy Catherine Joubert alors simple volontaire, Claude Marie Joseph Pannetier alors simple volontaire, Pierre Argoud alors capitaine.
  - Amalgamé, le 17 messidor an III (5 juillet 1795), lors de la première réorganisation dans la 199e demi-brigade de première formation
    - Amalgamé lors de la deuxième réorganisation dans la 51e demi-brigade de deuxième formation
- 4e bataillon de volontaires de l'Ain, formé le 9 août 1792[14]
  - En garnison à Collonges, Armée de Savoie, Armée des Alpes
  - Personnalités : Aimé Olivier Duport maire de Bourg-en-Bresse
  - Amalgamé lors de la première réorganisation dans la 201e demi-brigade bis de première formation
    - Amalgamé lors de la deuxième réorganisation dans la 5e demi-brigade légère de deuxième formation
- 5e bataillon de volontaires de l'Ain, formé le 15 août 1792 à Bourg-en-Bresse[15]
  - En garnison à Saint-Genix-d'Aoste, Belfort et Saint-Amour, Armée des Alpes, Armée du Rhin, Armée du Rhin et Moselle
  - Personnalités : Antoine Joseph Robin alors capitaine
  - Amalgamé lors de la première réorganisation dans la 4e demi-brigade légère de première formation
    - Amalgamé lors de la deuxième réorganisation dans la 21e demi-brigade de deuxième formation
- 6e bataillon de volontaires de l'Ain, formé le 22 août 1792[16]
  - En garnison à Gex, Armée de Savoie, Armée des Alpes
  - Personnalités :
  - Amalgamé lors de la première réorganisation dans la 200e demi-brigade bis de première formation
    - Amalgamé lors de la deuxième réorganisation dans la 18e demi-brigade de deuxième formation
- 7e bataillon de volontaires de l'Ain, considéré comme le 21e bataillon de volontaires des réserves, formé le 21 septembre 1792[17]
  - Armée du Nord
  - Personnalités : Jean-Joseph Mabiez de Rouville
  - Amalgamé lors de la première réorganisation dans la demi-brigade de l'Yonne
    - Amalgamé lors de la deuxième réorganisation dans la 67e demi-brigade de deuxième formation
- 8e bataillon de volontaires de l'Ain, formé le 4 septembre 1792[18]
  - Armée du Rhin, Armée des Alpes, Siège de Luxembourg, Siège de Mayence, Armée de Rhin et Moselle
  - Personnalités : Jean-Baptiste Rouville
  - La première moitié du bataillon est amalgamé lors de la première réorganisation dans la 201e demi-brigade de première formation qui sera
    - Amalgamé lors de la deuxième réorganisation dans la 106e demi-brigade de deuxième formation

  - La seconde moitié du bataillon est amalgamé lors de la première réorganisation dans la 203e demi-brigade de première formation qui sera
    - Amalgamé lors de la deuxième réorganisation dans la 100e demi-brigade de deuxième formation
- 8e bataillon bis de volontaires de l'Ain, également appelé 1er bataillon de Nantua ou 5e bataillon des Sèvres, formé le 9 fructidor an I (26 août 1793)[19]
  - Armée des Alpes, Armée d'Italie, Armée du Rhin
  - Personnalités :
  - Lors de la première réorganisation le bataillon est incorporé dans le 5e bataillon de volontaires des Deux-Sèvres, qui sera lui-même incorporé dans la 209e demi-brigade de première formation
    - Amalgamé lors de la deuxième réorganisation dans la 97e demi-brigade de deuxième formation
- 9e bataillon de volontaires de l'Ain, également appelé 1er bataillon de Châtillon, formé le 28 brumaire an II (18 novembre 1793)[20]
  - Armée des Alpes, Armée du Rhin
  - Personnalités :
  - Amalgamé lors de la première réorganisation dans la 17e demi-brigade légère de première formation ou 17e demi-brigade légère bis de première formation
    - Amalgamé lors de la deuxième réorganisation dans la 26e demi-brigade légère de deuxième formation
- 10e bataillon de volontaires de l'Ain[21]
  - Armée d'Italie
  - Personnalités :
  - Non amalgamé lors de la première réorganisation
    - Amalgamé lors de la deuxième réorganisation dans la 39e demi-brigade de deuxième formation
- 11e bataillon de volontaires de l'Ain, également appelé 1er bataillon de la Montagne ou 1er bataillon de Bourg, formé le 1er vendémiaire an II (22 septembre 1793)[22]
  - Armée des Alpes, Armée d'Italie
  - Personnalités : Claude Joseph Pelecier alors lieutenant.
  - Non amalgamé lors de la première réorganisation
    - Amalgamé lors de la deuxième réorganisation dans la 22e demi-brigade légère de deuxième formation
- Bataillon de Montferme[Note 3],[23] également appelé 9e bataillon de réquisition, formé le 1er vendémiaire an II (22 septembre 1793)[24]
  - Siège de Lyon
  - Personnalités :
  - Amalgamé lors de la première réorganisation dans la 165e demi-brigade de première formation
    - Amalgamé lors de la deuxième réorganisation dans la 45e demi-brigade de deuxième formation
- Compagnie des Sans-culottes de Belley

### Aisne
De 1791 à 1793, les 6 districts (Saint-Quentin, Vervins, Laon, Chauny, Soissons et Château-Thierry) du département de l'Aisne fournirent 5 bataillons, :
- 1er bataillon de volontaires de l'Aisne, formé du 26 août au 7 septembre 1791[26]
  - En garnison à Saint-Quentin, Bapaume, Arras, Lens, Hénin-Liétard et Condé ,Bataille de Valmy, Armée de Belgique, Bataille de Jemappes, Armée du Nord
  - Personnalités :
  - Amalgamé lors de la première réorganisation dans la 150e demi-brigade de première formation
    - Amalgamé lors de la deuxième réorganisation dans la 21e demi-brigade de deuxième formation
- 2e bataillon de volontaires de l'Aisne[27], formé le 5 septembre 1791.
  - En garnison à Chauny et Saint-Quentin, il passe à Saint-Domingue, Révolution haïtienne, Bataille du Cap-français
  - Personnalités : Jean-Pierre Luc de Lacroix, Jean-Antoine Duchesne.
  - Alors aux colonies le bataillon ne fut pas amalgamé lors de la première réorganisation
    - Alors aux colonies le bataillon ne fut pas amalgamé lors de la deuxième réorganisation[28]. Le 22 septembre 1796, il restait en garnison à Port-de-Paix, 31 officiers et 142 volontaires dont on ignore ce que devinrent après cette date[29].
- 3e bataillon de volontaires de l'Aisne, formé le 28 août 1791 à La Fère[30]
  - En garnison au Cateau-Cambrésis, il passe à Lorient le 4 juin 1792 et embarque pour la Martinique le 1er août. Révolution haïtienne, Bataille du Cap-français, Armée des Côtes de Brest, Guerre de Vendée, Virée de Galerne, Bataille de Pontorson, Expédition de Quiberon, Bataille de Quiberon, Armée d'Angleterre.
  - Personnalités : Pierre Bordier de Beaumont lieutenant-colonel en chef du bataillon, Louis Marie Joseph de Fay de Quincy lieutenant colonel en second du bataillon.
  - Lors de la première réorganisation le bataillon est affecté à la 141e demi-brigade de première formation, le détachement du 3e bataillon de l'Aisne revenu en France, forme le 2e bataillon de la 141e demi-brigade sans être réellement amalgamé.
  - Le détachement du 3e bataillon de l'Aisne de Saint-Domingue n'est ni affecté, ni amalgamé lors de la première réorganisation.
    - Lors de la deuxième réorganisation une partie du 3e bataillon de volontaires de l'Aisne revenue en France en 1799 est incorporé dans la 82e demi-brigade de deuxième formation[31]
    - Lors de la deuxième réorganisation, une autre partie du 3e bataillon de volontaires de l'Aisne revenue en France en 1799 est incorporé dans la 19e demi-brigade légère de deuxième formation[31]
    - Lors de la deuxième réorganisation, la compagnie de grenadiers du 3e bataillon de volontaires de l'Aisne revenue en France en 1799 est incorporée dans la 86e demi-brigade de deuxième formation[31]
- 4e bataillon de volontaires de l'Aisne, également appelé 1er bataillon de Vervins formé le 18 août 1792[32]
  - En garnison à Chauny, puis Condé, Gand, armée de Sambre-et-Meuse, Armée du Nord, Bataille de Fleurus (1794)
  - Personnalités : Marc Nicolas Louis Pécheux alors lieutenant-colonel en chef du bataillon, Nicolas-Claude-Joseph Godelle alors sous-lieutenant
  - Non amalgamé lors de la première réorganisation
    - Amalgamé lors de la deuxième réorganisation dans la 41e demi-brigade de deuxième formation
- 5e bataillon de volontaires de l'Aisne, également appelé 2e bataillon de Château-Thierry, formé le 19 août 1792 sur réquisition[33]
  - En garnison à Bourbourg, Armée du Nord
  - Personnalités :
  - Amalgamé lors de la première réorganisation dans la 3e demi-brigade de première formation
    - Amalgamé lors de la deuxième réorganisation dans la 8e demi-brigade de deuxième formation
- Compagnie de grenadiers volontaires de Saint-Quentin également appelée compagnie de chasseurs du Nord, formée le 1er septembre 1792
  - En garnison à Valenciennes
  - Personnalités :
- Compagnie de Vermandois
  - Armée du Nord
  - Personnalités :
- Chasseurs de Saint-Quentin
  - Composé avec également 64 volontaires de Chauny, il est en garnison à Valenciennes du 1er janvier au 10 avril 1793 puis il passe à Bruxelles, Armée du Nord
  - Personnalités :

### Allier
De 1791 à 1793, les 7 districts (Cérilly, Moulins, Le Donjon, Cusset, Gannat, Montmarault et Montluçon) du département de l'Allier fournirent 3 bataillons
- 1er bataillon de volontaires de l'Allier, formé le 5 octobre 1791 à Moulins[34]
  - Bataille de Verdun, Bataille de Valmy, Armée de Belgique, Bataille de Jemappes, Armée du Nord, Bataille de Neerwinden, Bataille de Hondschoote.
  - Personnalités : Jean-Baptiste de Brade alors lieutenant-colonel en chef du bataillon, Sébastien Trochereau de Bouillay alors lieutenant-colonel, Jean Bernard Michel de Bellecour alors capitaine.
  - Amalgamé lors de la première réorganisation dans la demi-brigade de l'Allier
    - Amalgamé lors de la deuxième réorganisation dans la 27e demi-brigade de deuxième formation
- 2e bataillon de volontaires de l'Allier, formé le 17 septembre 1792[35]
  - Armée du Rhin
  - Personnalités :
  - Amalgamé lors de la première réorganisation dans la 17e demi-brigade légère bis de première formation
    - Amalgamé lors de la deuxième réorganisation dans la 26e demi-brigade légère de deuxième formation
- 3e bataillon de volontaires de l'Allier, formé le 28 floréal an I (17 mai 1793)[36]
  - Armée de l'Ouest, Guerre de Vendée
  - Personnalités :
  - Non amalgamé lors de la première réorganisation. (Devait être incorporé dans la 15e demi-brigade de première formation)
    - Amalgamé lors de la deuxième réorganisation dans la 27e demi-brigade de deuxième formation

### Basses-Alpes
De 1791 à 1793, les 5 districts (Sisteron, Barcelonnette, Castellane, Digne et Forcalquier) du département des Basses-Alpes fournirent 6 bataillons.
- 1er bataillon de volontaires des Basses-Alpes, formé le 26 octobre 1791[37]
  - Digne, Gap, armée du Midi, camp sur le Var en 1792, Barcelonnette et Sisteron en 1793, Armée des Alpes en 1794 et 1795
  - Personnalités :
  - Amalgamé lors de la première réorganisation dans la 45e demi-brigade de première formation
    - Amalgamé lors de la deuxième réorganisation dans la 18e demi-brigade de deuxième formation
- 2e bataillon de volontaires des Basses-Alpes, formé le 8 octobre 1791[38]
  - Digne, armée du Midi, Grenoble, camp de Barraux, Besançon, Dijon, Troyes et Châlons en 1792, Armée du Nord, Armée de Belgique,Bataille de Jemappes
  - Personnalités : Jean Florimond Gougelot alors lieutenant-colonel en second
  - Amalgamé lors de la première réorganisation dans la 150e demi-brigade de première formation
    - Amalgamé lors de la deuxième réorganisation dans la 21e demi-brigade de deuxième formation
- 3e bataillon de volontaires des Basses-Alpes, formé le 27 octobre 1791[39]
  - Armée des Alpes, Digne en 1792, armée du Midi en 1793, et Pyrénées-Orientales en 1794
  - Personnalités : André Mouret alors lieutenant-colonel en second.
  - Amalgamé lors de la première réorganisation dans la 19e demi-brigade de première formation
    - Amalgamé lors de la deuxième réorganisation dans la 69e demi-brigade de deuxième formation
- 4e bataillon de volontaires des Basses-Alpes également appelé 1er chasseurs des Alpes, formé le 31 janvier 1793[40]
  - Personnalités :
  - Non amalgamé lors de la première réorganisation
    - Amalgamé lors de la deuxième réorganisation dans la 39e demi-brigade de deuxième formation
- 5e bataillon de volontaires des Basses-Alpes, formé le 3 août 1793[41]
  - Personnalités :
  - Non amalgamé lors de la première réorganisation
    - Amalgamé lors de la deuxième réorganisation dans la 22e demi-brigade légère de deuxième formation
- Bataillon de grenadiers des Basses-Alpes également appelé 1er bataillon de grenadiers des Alpes, formé en 4 octobre 1792[42]
  - Armée des Alpes en 1792, Entrevaux, Grenoble, Toulon, Perpignan en 1793 et Pyrénées-Orientales en 1794 et 1795
  - Personnalités :
  - Amalgamé lors de la première réorganisation dans la 5e demi-brigade provisoire de première formation
    - Amalgamé lors de la deuxième réorganisation dans la 18e demi-brigade de deuxième formation
- Compagnie franche de Manosque
  - Armée des Alpes
  - Personnalités :

### Hautes-Alpes
De 1791 à 1793, les 4 districts (Briançon, Embrun, Gap et Serres) du département des Hautes-Alpes fournirent 6 bataillons
- 1er bataillon de volontaires des Hautes-Alpes, formé le 14 octobre 1791
  - Armée du Midi, Armée des Alpes, Armée des Pyrénées-Orientales, Guerre du Roussillon, Bataille de Perpignan, Bataille de Villelongue, Bataille de Figueras.
  - Personnalités : Joseph Jean-Baptiste Albert-Court alors lieutenant, Jean Joseph Guieu alors capitaine, Jacques de Tholozan de La Bastie lieutenant-colonel en chef du bataillon, Jean Joseph Guieu lieutenant-colonel en second.
  - Amalgamé lors de la première réorganisation dans la 69e demi-brigade de première formation
    - Amalgamé lors de la deuxième réorganisation dans la 18e demi-brigade de deuxième formation
- 2e bataillon de volontaires des Hautes-Alpes, formé le 28 novembre 1791
  - Guerres de la première Coalition, Guerre de Vendée, Armée du Midi, Armée de Belgique, Armée du Nord, Armée de l'Ouest, Bataille de Jemmapes, Siège de Namur, Siège de Maubeuge
  - Personnalités : Alexis Martin dit Saint-Martin alors chef du bataillon, Pierre Arnould Meyer alors lieutenant colonel en second, Jean Serres alors capitaine.
  - Amalgamé lors de la première réorganisation dans la 171e demi-brigade de première formation
    - Amalgamé lors de la deuxième réorganisation dans la 94e demi-brigade de deuxième formation
- 3e bataillon de volontaires des Hautes-Alpes, également appelé bataillon de volontaires de Briançon ou 1er bataillon de grenadiers des Hautes-Alpes formé le 10 septembre 1792[44]
  - Armée des Alpes, Armée du Midi, Armée du Nord, Armée d'Italie
  - Personnalités :
  - Amalgamé lors de la première réorganisation dans la 51e demi-brigade de première formation
    - Amalgamé lors de la deuxième réorganisation dans la 63e demi-brigade de deuxième formation
- 4e bataillon de volontaires des Hautes-Alpes, également appelé 1er bataillon de chasseurs des Alpes
  - Armée des Alpes, Armée d'Italie
  - Personnalités :
  - Amalgamé lors de la première réorganisation dans la 3e demi-brigade légère de première formation
    - Amalgamé lors de la deuxième réorganisation dans la 11e demi-brigade légère de deuxième formation
- 5e bataillon de volontaires des Hautes-Alpes, également appelé 2e bataillon de chasseurs des Alpes
  - Siège de Toulon
  - Personnalités :
  - Amalgamé lors de la première réorganisation dans la 51e demi-brigade de première formation
    - Amalgamé lors de la deuxième réorganisation dans la 63e demi-brigade de deuxième formation
- Bataillon de chasseurs des Hautes-Alpes
  - Personnalités :
  - Le bataillon n'existait pas lors de la première réorganisation.
    - Amalgamé lors de la deuxième réorganisation dans la 11e demi-brigade légère de deuxième formation

### Alpes-Maritimes
De 1791 à 1793, les 3 districts (Menton, Nice et Puget-Théniers) du département des Alpes-Maritimes fournirent 2 bataillons
- 1er bataillon de volontaires des Alpes-Maritimes
  - Armée des Pyrénées-Orientales
  - Personnalités : Bernardin Clérissy alors chirurgien-major
  - Amalgamé lors de la première réorganisation dans la 15e demi-brigade provisoire de première formation
    - Amalgamé lors de la deuxième réorganisation dans la 11e demi-brigade de deuxième formation
- Compagnie de guides
  - Personnalités :
  - N'existait pas lors de la première réorganisation
    - 7e demi-brigade légère de deuxième formation
- 1re compagnie franche des Alpes-Maritimes
  - Personnalités : Dominique Honoré Antoine Vedel alors capitaine.

### Ardèche
De 1791 à 1793, les 7 districts (Annonay, Aubenas, L'Argentière, Privas, Tournon, Vernoux et Villeneuve-de-Berg) du département de l'Ardèche fournirent 7 bataillons

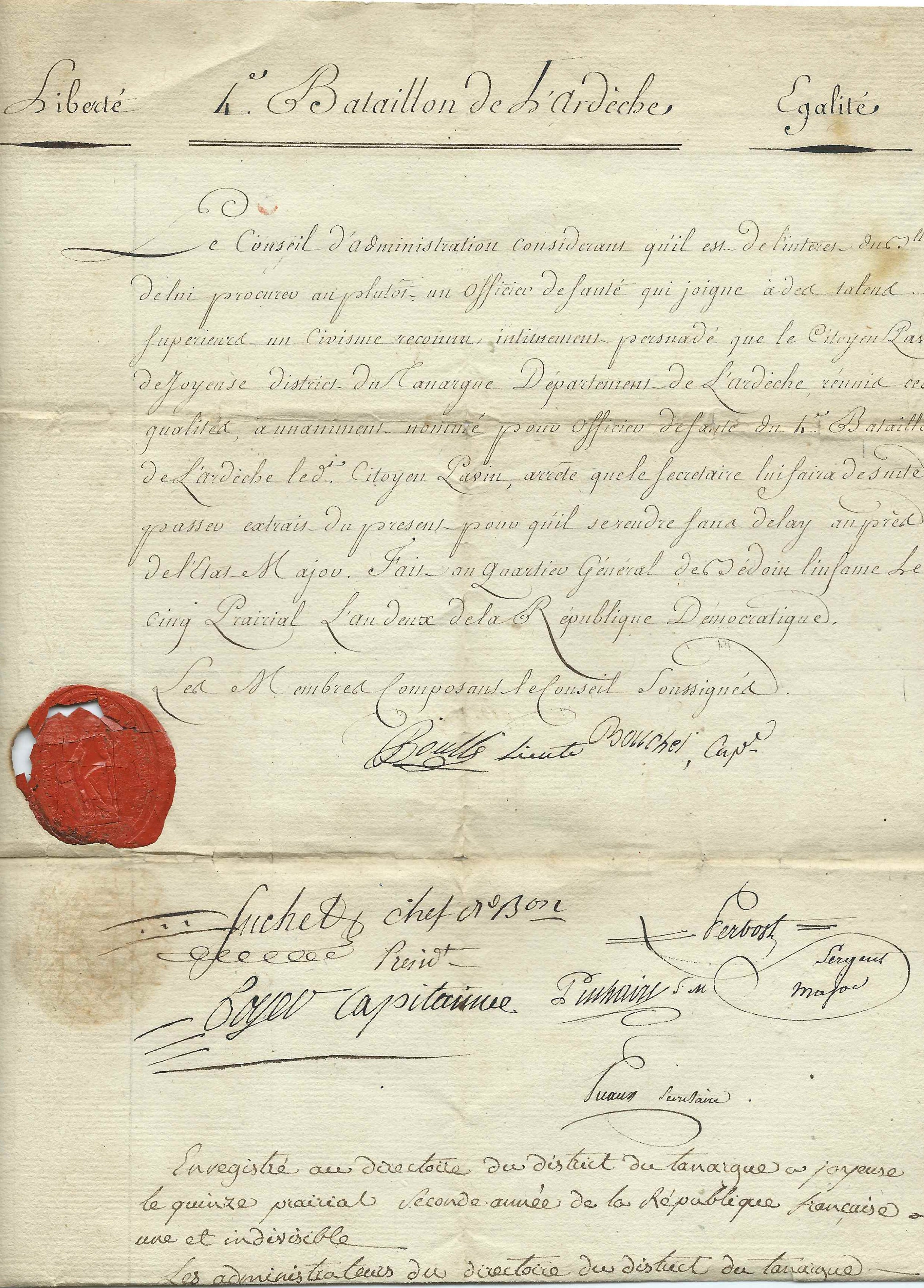
Signé par Suchet, futur maréchal de France, ordre de rejoindre son bataillon pour un officier de santé du 4e bataillon des volontaires de l'Ardèche.

- 1er bataillon de volontaires de l'Ardèche, formé à Privas le 1er juillet 1792[48]
  - Armée des Alpes, Soulèvement de Lyon, Insurrections fédéralistes, Siège de Lyon
  - Personnalités : François Lejeune alors capitaine de grenadiers, Honoré Louis Auguste Massol de Monteil alors lieutenant colonel en chef du bataillon.
  - Amalgamé lors de la première réorganisation dans la 70e demi-brigade de première formation
    - Amalgamé lors de la deuxième réorganisation dans la 75e demi-brigade de deuxième formation
- 2e bataillon de volontaires de l'Ardèche, formé à Privas le 1er juillet 1792[48]
  - En garnison à Joyeuse, camps de Jalès, Armée des Alpes, Soulèvement de Lyon, Insurrections fédéralistes, Siège de Lyon
  - Personnalités :
  - Amalgamé lors de la première réorganisation dans la 55e demi-brigade de première formation
    - Lors de la deuxième réorganisation les 1er et 3e bataillon de la 55e demi-brigade de première formation sont amalgamés dans la 5e demi-brigade légère de deuxième formation
    - Lors de la deuxième réorganisation le 2e bataillon de la 55e demi-brigade de première formation est amalgamé dans la 4e demi-brigade de deuxième formation
- 3e bataillon de volontaires de l'Ardèche, formé à Privas le 28 janvier 1793[48]
  - Garnison de Mayence
  - Personnalités :
  - Amalgamé lors de la première réorganisation dans la 55e demi-brigade de première formation
    - Lors de la deuxième réorganisation le 2e bataillon de la 55e demi-brigade de première formation est incorporé dans la 4e demi-brigade de deuxième formation
    - Lors de la deuxième réorganisation les 1er et 3e bataillons de la 55e demi-brigade de première formation sont incorporés dans la 5e demi-brigade légère de deuxième formation
- 4e bataillon de volontaires de l'Ardèche formé à Bourg-Saint-Andéol le 20 septembre 1793[48]
  - Siège de Toulon
  - Personnalités : Jean Antoine François Combelle alors simple soldat puis sergent et adjudant, Louis-Gabriel Suchet alors lieutenant-colonel et chef du bataillon
  - Amalgamé lors de la première réorganisation dans la 211e demi-brigade de première formation
    - Amalgamé lors de la deuxième réorganisation dans la 18e demi-brigade de deuxième formation
- 5e bataillon de volontaires de l'Ardèche formé à Aubenas le 12 frimaire an II (2 décembre 1793)
  - Garnisons d'Aigues-Mortes, de Pont-Saint-Esprit, Armée des Pyrénées orientales
  - Personnalités :
  - Amalgamé lors de la première réorganisation dans la 5e demi-brigade provisoire de première formation
    - Amalgamé lors de la deuxième réorganisation dans la 18e demi-brigade de deuxième formation
- 6e bataillon de volontaires de l'Ardèche, formé le 15 frimaire an II (5 décembre 1793)
  - Garnison de Collioure
  - Personnalités :
  - Amalgamé lors de la première réorganisation dans la 7e demi-brigade de première formation
    - Lors de la deuxième réorganisation le 1er bataillon de la 7e demi-brigade de première formation est incorporé dans la 23e demi-brigade légère de deuxième formation
    - Lors de la deuxième réorganisation le 2e bataillon de la 7e demi-brigade de première formation est incorporé dans la 11e demi-brigade de deuxième formation
    - Lors de la deuxième réorganisation le 3e bataillon de la 7e demi-brigade de première formation est incorporé dans la 80e demi-brigade de deuxième formation
- 1er bataillon de grenadiers de l'Ardèche, formé le 8 septembre 1792[Note 6]
  - Siège de Lyon, Armée des Vosges, Guerre de Vendée, Bataille de Noirmoutier
  - Personnalités :
  - Amalgamé lors de la première réorganisation dans la demi-brigade de l'Ardèche
    - Amalgamé lors de la deuxième réorganisation dans la 28e demi-brigade légère de deuxième formation
- 1re compagnie de chasseurs volontaires de l'Ardèche 
  - Armée des Alpes
  - Personnalités :
- 2e compagnie de chasseurs volontaires de l'Ardèche 
  - Armée des Alpes
  - Personnalités :

### Ardennes
De 1791 à 1793, les 6 districts (Rocroi, Charleville, Sedan, Grandpré, Vouziers et Rethel) du département des Ardennes fournirent 6 bataillons
- 1er bataillon de volontaires des Ardennes, formé le 20 septembre 1791
  - En garnison à Longwy, Siège de Thionville
  - Personnalités : Jean René Moreaux alors lieutenant-colonel et chef du bataillon, Jacques Bidoit alors lieutenant-colonel en second du bataillon
  - Amalgamé lors de la première réorganisation dans la 201e demi-brigade de première formation
    - Amalgamé lors de la deuxième réorganisation dans la 106e demi-brigade de deuxième formation
- 2e bataillon de volontaires des Ardennes, formé le 22 septembre 1791
  - Armée du Nord, Armée des Ardennes, en garnison à Dinant
  - Personnalités :
  - Non amalgamé lors de la première réorganisation
    - Amalgamé lors de la deuxième réorganisation dans la 48e demi-brigade de deuxième formation
- 3e bataillon de volontaires des Ardennes, formé le 26 septembre 1791
  - Armée de Belgique, Bataille de Jemappes
  - Personnalités :
  - Non amalgamé lors de la première réorganisation
    - Amalgamé lors de la deuxième réorganisation dans la 24e demi-brigade légère de deuxième formation
- 4e bataillon de volontaires des Ardennes, formé le 21 septembre 1791
  - Bataille de Jemappes, Combat de La Croix-aux-Bois, Bataille de Valmy, Siège de Valenciennes, en garnison à Mézières et Charleville
  - Personnalités :
  - Non amalgamé lors de la première réorganisation
    - Amalgamé lors de la deuxième réorganisation dans la 64e demi-brigade de deuxième formation
- 5e bataillon de volontaires des Ardennes également appelé bataillon de Mézières et de Pont-d'Arches[49]
  - En garnison à Mouzon
  - Personnalités :
  - Non amalgamé lors de la première réorganisation
    - Amalgamé lors de la deuxième réorganisation dans la 30e demi-brigade légère de deuxième formation
- Bataillon de chasseurs des Ardennes, formés le 12 août 1792
  - Personnalités :
- 1re compagnie franche de Rethel, formée en septembre 1792
  - En garnison à Valenciennes. Cette compagnie forme le 18 avril 1793 le noyau du 5e bataillon de chasseurs francs du Nord
  - Personnalités :
- 2e compagnie franche de Rethel, formée le 17 septembre 1792
  - En garnison à Valenciennes. Cette compagnie forme le 18 avril 1793 le noyau du 5e bataillon de chasseurs francs du Nord
  - Personnalités :
- 1re compagnie de chasseurs sedanais
  - En garnison à Philippeville
  - Personnalités :
- 2e compagnie de chasseurs sedanais
  - En garnison à Philippeville
  - Personnalités :
- 3e compagnie de chasseurs sedanais
  - En garnison à Philippeville
  - Personnalités :

### Ariège
De 1791 à 1793, les 3 districts (Saint-Girons, Mirepoix et Tarascon) du département de l'Ariège fournirent 8 bataillons et 2 compagnies franches de chasseurs.
- 1er bataillon de volontaires de l'Ariège, formé à Foix le 15 janvier 1792
  - Armée du Midi, Armée des Alpes, en garnison à Villefranche-de-Conflent, Prades, Collioure, Siège du fort de Bellegarde, Viviers, Aubenas, Bourg-en-Bresse, Valence, Ferney-Voltaire, Chambéry, Soulèvement de Lyon, Insurrections fédéralistes, Siège de Lyon, Armée des Pyrénées-Orientales, Bataille du Mas Deu, Combat d'Oms, Combat de Saint-Laurent-de-la-Mouga, Combats de Bellver et d'Urgell, Bataille de Saint-Laurent-de-la-Mouga. Le 18 février 1795 7e bataillon de volontaires de l'Ariège est incorporé dans le bataillon.
  - Personnalités : Justin Laffite alors sous-lieutenant
  - Amalgamé lors de la première réorganisation dans la 1re demi-brigade provisoire de première formation
    - Amalgamé lors de la deuxième réorganisation dans la 25e demi-brigade de deuxième formation
- 2e bataillon de volontaires de l'Ariège, formé le 22 janvier 1792
  - Armée des Alpes, en garnison à Belley, Nantua, Soulèvement de Lyon, Insurrections fédéralistes, Siège de Lyon
  - Personnalités :
  - Amalgamé lors de la première réorganisation dans la 56e demi-brigade de première formation
    - Amalgamé lors de la deuxième réorganisation dans la 85e demi-brigade de deuxième formation
- 3e bataillon de volontaires de l'Ariège, formé le 27 janvier 1792
  - Armée des Pyrénées, Bataille de Peyrestortes, en garnison à Collioure, Sète, Agde, Roses. Le 8 février 1795 le 7e bataillon de la Montagne de Haute-Garonne est incorporé dans le bataillon
  - Personnalités : Paul de Verbigier de Saint-Paul alors sergent
  - Amalgamé lors de la première réorganisation dans la 3e demi-brigade provisoire de première formation
    - Amalgamé lors de la deuxième réorganisation dans la 57e demi-brigade de deuxième formation
- 4e bataillon de volontaires de l'Ariège, formé à Pamiers le 7 septembre 1793
  - Armée des Pyrénées orientales, alentours de Perpignan, Bages
  - Personnalités :
  - Amalgamé lors de la première réorganisation dans la 11e demi-brigade provisoire de première formation
    - Amalgamé lors de la deuxième réorganisation dans la 27e demi-brigade légère de deuxième formation
- 5e bataillon de volontaires de l'Ariège, formé le 2 septembre 1793
  - Armée des Pyrénées orientales, en garnison à Mont-Louis et dans le Val d'Aran
  - Personnalités :
  - Amalgamé lors de la première réorganisation dans la 11e demi-brigade provisoire de première formation
    - Amalgamé lors de la deuxième réorganisation dans la 27e demi-brigade légère de deuxième formation
- 6e bataillon de volontaires de l'Ariège, formé à Saint-Girons le 6 octobre 1793
  - Armée des Pyrénées orientales, en garnison à Mont-Louis et dans le Val d'Aran. Le 22 juillet 1794, le bataillon est versé, à Perpignan, dans la Légion des Allobroges.
  - Personnalités :
- 7e bataillon de volontaires de l'Ariège, formé à Pamiers le 6 octobre 1793
  - Armée des Pyrénées-Orientales. Le 18 février 1795 le bataillon est versé, à Jonchères dans le 1er bataillon de volontaires de l'Ariège
  - Personnalités :
  - Amalgamé lors de la première réorganisation dans la 1re demi-brigade provisoire de première formation
    - Amalgamé lors de la deuxième réorganisation dans la 25e demi-brigade de deuxième formation
- 1er bataillon de chasseurs de l'Ariège, formé le 22 janvier 1792
  - Siège de Lyon, Siège de Toulon
  - Personnalités :
  - Non Amalgamé lors de la première réorganisation
    - Amalgamé lors de la deuxième réorganisation dans la 20e demi-brigade légère de deuxième formation
- 1re compagnie franche de chasseurs de l'Ariège, formée le 8 février 1794
  - Armée des Pyrénées-Orientales
  - Personnalités :
- 2e compagnie franche de chasseurs de l'Ariège, formée le 8 février 1794
  - Armée des Pyrénées-Orientales
  - Personnalités :

### Aube
De 1791 à 1793, les 6 districts (Nogent-sur-Seine, Arcis-sur-Aube, Bar-sur-Aube, Bar-sur-Seine, Ervy et Troyes) du département de l'Aube fournirent 4 bataillons
- 1er bataillon de volontaires de l'Aube, formé à Troyes le 28 septembre 1791
  - En garnison à Carvin et Bouchain, Révolution haïtienne, Bataille du Cap-français
  - Personnalités :
  - Non amalgamé lors de la première réorganisation
    - Amalgamé lors de la deuxième réorganisation dans la 10e demi-brigade légère de deuxième formation
- 2e bataillon de volontaires de l'Aube, formé le 28 août 1792
  - Armée du Rhin, en garnison à Strasbourg, Armée du Nord, Siège d'Anvers
  - Personnalités : Denis-Éloi Ludot alors Capitaine (France)
  - Amalgamé lors de la première réorganisation dans la 6e demi-brigade de première formation
    - Amalgamé lors de la deuxième réorganisation dans la 100e demi-brigade de deuxième formation
- 3e bataillon de volontaires de l'Aube, formé le 26 août 1792
  - Armée du Nord, en garnison à Condé, Armée de Hollande,
  - Personnalités :
  - Amalgamé lors de la première réorganisation dans la 38e demi-brigade de première formation
    - Amalgamé lors de la deuxième réorganisation dans la 21e demi-brigade de deuxième formation
- 4e bataillon de volontaires de l'Aube, formé le 18 février 1793
  - En garnison à Mouzon, Armée des Ardennes, Guerre de Vendée, Armée de l'Ouest, Le bataillon est incorporé dans le 1er bataillon de la Formation d'Orléans.
  - Personnalités :
  - Amalgamé lors de la première réorganisation dans la 196e demi-brigade de première formation
    - Amalgamé lors de la deuxième réorganisation dans la 6e demi-brigade de deuxième formation
- 5e bataillon de volontaires de l'Aube, formé le 10 juin 1793
  - Armée des Ardennes, en garnison à Carignan.
  - Les différentes compagnies furent versés dans les 4e et 6e bataillons de volontaires de l'Aube, formés pour la Vendée.
    - Lors de la deuxième réorganisation le bataillon était dissous.

  - Personnalités :
- 6e bataillon de volontaires de l'Aube, formé le 2 juillet 1793
  - Armée des côtes de Cherbourg, Guerre de Vendée, Bataille du Mans, Bataille de Savenay, 4e bataille de Machecoul.
  - Personnalités :
  - Non amalgamé lors de la première réorganisation
    - Le bataillon rentra dans ses foyers et fut licencié au mois de mars 1794.
- Bataillon des chasseurs de l'Aube
  - Personnalités :
  - Non amalgamé lors de la première réorganisation
    - Amalgamé lors de la deuxième réorganisation dans la 14e demi-brigade légère de deuxième formation

### Aude
De 1791 à 1793, les 6 districts (Castelnaudary, Carcassonne, Narbonne, Lagrasse, Limoux et Quillan) du département de l'Aude fournirent 9 bataillons
- 1er bataillon de volontaires de l'Aude, formé le 10 novembre 1791
  - Armée des Alpes, Soulèvement de Lyon, Insurrections fédéralistes, Siège de Lyon
  - Personnalités : Jean Pierre Pouget alors lieutenant-colonel en second.
  - Amalgamé lors de la première réorganisation dans la 209e demi-brigade de première formation
    - Lors de la deuxième réorganisation les 1er et 2e bataillon de la 209e demi-brigade de première formation sont incorporés dans la 85e demi-brigade de deuxième formation
    - Lors de la deuxième réorganisation le 3e bataillon de la 209e demi-brigade de première formation est incorporé dans la 57e demi-brigade de deuxième formation
- 2e bataillon de volontaires de l'Aude, formé le 9 novembre 1791, chef du bataillon Jean Baptiste Arnaud
  - Armée des Pyrénées
  - Personnalités : Bernard Georges François Frère, Jean Louis Gros alors lieutenant
  - Amalgamé lors de la première réorganisation dans la 147e demi-brigade de première formation
    - Amalgamé lors de la deuxième réorganisation dans la 4e demi-brigade de deuxième formation
- 3e bataillon de volontaires de l'Aude, formé le 10 novembre 1791
  - Armée des Pyrénées
  - Personnalités :
  - Amalgamé lors de la première réorganisation dans la 147e demi-brigade de première formation
    - Amalgamé lors de la deuxième réorganisation dans la 4e demi-brigade de deuxième formation
- 4e bataillon de volontaires de l'Aude, formé le 7 mars 1793
  - Armée des Pyrénées orientales, Guerre du Roussillon, Bataille de Peyrestortes
  - Personnalités : Étienne Estève alors volontaire puis fourrier, sergent-major et lieutenant.
  - Amalgamé lors de la première réorganisation dans la 8e demi-brigade provisoire de première formation également appelée 1re demi-brigade de l'Aude
    - Amalgamé lors de la deuxième réorganisation dans la 4e demi-brigade de deuxième formation
- 5e bataillonde volontaires de l'Aude, formé le 7 mars 1793
  - Personnalités :
  - Amalgamé lors de la première réorganisation dans la 9e demi-brigade provisoire de première formation également appelée 2e demi-brigade de l'Aude
    - Amalgamé lors de la deuxième réorganisation dans la 4e demi-brigade de deuxième formation
- 6e bataillon de volontaires de l'Aude, formé le 27 mars 1793
  - Louis-Joseph Mejan alors capitaine de la compagnie de grenadiers.
  - Personnalités :
  - Amalgamé lors de la première réorganisation dans la 8e demi-brigade provisoire de première formation également appelée 1re demi-brigade de l'Aude
    - Amalgamé lors de la deuxième réorganisation dans la 4e demi-brigade de deuxième formation
- 7e bataillon de volontaires de l'Aude, formé le 7 avril 1793
  - Armée des Pyrénées orientales, Bataille de Mas Deu
  - Personnalités : Pierre Banel alors lieutenant-colonel en chef du bataillon
  - Amalgamé lors de la première réorganisation dans la 9e demi-brigade provisoire de première formation également appelée 2e demi-brigade de l'Aude
    - Amalgamé lors de la deuxième réorganisation dans la 4e demi-brigade de deuxième formation
- 8e bataillon de volontaires de l'Aude, formé le 13 avril 1793
  - Armée des Alpes, Armée des Pyrénées orientales, 2e bataille du Boulou
  - Personnalités : Pierre Paul Fourn alors lieutenant-colonel en chef[53], Pierre Bayle engagé volontaire comme tambour c'est le plus jeune militaire mort pour la France depuis l'instauration de la République.
  - Amalgamé lors de la première réorganisation dans la 8e demi-brigade provisoire de première formation également appelée 1re demi-brigade de l'Aude
    - Amalgamé lors de la deuxième réorganisation dans la 4e demi-brigade de deuxième formation
- 9e bataillon de volontaires de l'Aude, formé le 18 juillet 1793
  - Armée des Pyrénées orientales
  - Personnalités :
  - Amalgamé lors de la première réorganisation dans la 9e demi-brigade provisoire de première formation également appelée 2e demi-brigade de l'Aude
    - Amalgamé lors de la deuxième réorganisation dans la 4e demi-brigade de deuxième formation
- Chasseurs de l'Aude
  - Entre dans la formation du 20e bataillon de chasseurs en mars 1793. Armée d'Italie, Armée des Pyrénées Occidentales.
  - Personnalités : Pierre de Rolland alors volontaire, Guillaume Peyrusse,engagé comme soldat, trésorier général de la Couronne en 1815.
  - Amalgamé lors de la première réorganisation dans la 20e demi-brigade légère de première formation
    - Amalgamé lors de la deuxième réorganisation dans la 7e demi-brigade légère de deuxième formation
- 4e compagnie franche de l'Aude
  - Personnalités : Antoine Aymard
- 1er compagniefranche des chasseurs de Castelnaudary
- 2e compagnie franche des chasseurs de Castelnaudary
  - Personnalités : Antoine Aymard
  - Amalgamé lors de la première réorganisation dans la 13e demi-brigade provisoire de première formation
    - Amalgamé lors de la deuxième réorganisation dans la 51e demi-brigade de deuxième formation[54]
- Légion des braconniers montagnards où bataillon des braconniers montagnards également appelé légion des chasseurs des Corbières[Note 7]
  - Cette unité était composée de 2 000 hommes environ afin de défendre leur région contre l'invasion espagnole. En 1793, lorsque la légion fut rattachée à l'armée des Pyrénées orientales pour combattre dans le Roussillon, les désertions furent nombreuses. La légion participe à la 1re bataille du Boulou.
  - Personnalités : Louis Méjan alors chef de bataillon.

### Aveyron
De 1791 à 1793, les 9 districts ( Mur-de-Barrez, Saint-Geniez-d'Olt, Sévérac-le-Château, Millau, Saint-Affrique, Sauveterre, Villefranche, Aubin et Rodez) du département de l'Aveyron fournirent 2 bataillons
- 1er bataillon de volontaires de l'Aveyron, formé le 4 juillet 1792
  - Armée des Alpes
  - Personnalités :
  - Amalgamé lors de la première réorganisation dans la 16e demi-brigade légère de première formation
    - Amalgamé lors de la deuxième réorganisation dans la 22e demi-brigade légère de deuxième formation
- 2e bataillon de volontaires de l'Aveyron
  - Armée des Alpes
  - Personnalités :
  - Amalgamé lors de la première réorganisation dans la 56e demi-brigade de première formation
    - Amalgamé lors de la deuxième réorganisation dans la 85e demi-brigade de deuxième formation
- 3e bataillon de volontaires de l'Aveyron
  - Armée d'Italie
  - Personnalités :

### Bouches-du-Rhône
De 1791 à 1793, les 6 districts (Tarascon, Apt, Aix, Marseille, Salon et Arles) du département des Bouches-du-Rhône fournirent 19 bataillons et 3 compagnies
- 1er bataillon de volontaires des Bouches-du-Rhône, formé le 27 octobre 1791
  - Armée de Belgique, Bataille de Jemappes
  - Personnalités : François de Miollis alors chef de bataillon.
  - Amalgamé lors de la première réorganisation dans la 48e demi-brigade de première formation
    - 18e demi-brigade de deuxième formation
- 2e bataillon de volontaires des Bouches-du-Rhône, formé le 1er décembre 1791
  - En garnison à Entrevaux, Armée du Midi, Armée d'Italie
  - Personnalités :
  - Amalgamé lors de la première réorganisation dans la 15e demi-brigade légère de première formation
    - Amalgamé lors de la deuxième réorganisation dans la 27e demi-brigade légère de deuxième formation
- 3e bataillon de volontaires des Bouches-du-Rhône, formé le 10 mai 1792
  - Armée d'Italie
  - Personnalités :
  - Amalgamé lors de la première réorganisation dans la 101e demi-brigade de première formation
    - Amalgamé lors de la deuxième réorganisation dans la 25e demi-brigade de deuxième formation
- 4e bataillon de volontaires des Bouches-du-Rhône également appelé 1er bataillon de volontaires de Marseille, formé le 10 mai 1792
  - Armée d'Italie
  - Personnalités :
  - Amalgamé lors de la première réorganisation dans la 99e demi-brigade de première formation
    - Amalgamé lors de la deuxième réorganisation dans la 51e demi-brigade de deuxième formation
- 5e bataillon de volontaires des Bouches-du-Rhône également appelé 2e bataillon de volontaires de Marseille, formé le 4 août 1792
  - Armée d'Italie
  - Personnalités : Joseph Chabran alors capitaine, Claude-Victor Perrin alors adjudant-major capitaine, François Argod alors lieutenant-colonel
  - Amalgamé lors de la première réorganisation dans la 52e demi-brigade de première formation
    - Lors de la deuxième réorganisation le 1er bataillon de la 52e demi-brigade de première formation est incorporé dans la 4e demi-brigade légère de deuxième formation
    - Lors de la deuxième réorganisation le 2e bataillon de la 52e demi-brigade de première formation est incorporé dans la 27e demi-brigade légère de deuxième formation
    - Lors de la deuxième réorganisation le 3e bataillon de la 52e demi-brigade de première formation est incorporé dans la 22e demi-brigade légère de deuxième formation
- 6e bataillon de volontaires des Bouches-du-Rhône, formé le 21 octobre 1792
  - Armée d'Italie
  - Personnalités :
  - Amalgamé lors de la première réorganisation dans la 101e demi-brigade de première formation
    - Amalgamé lors de la deuxième réorganisation dans la 25e demi-brigade de deuxième formation
- 7e bataillon de volontaires des Bouches-du-Rhône, formé le 26 septembre 1792
  - Armée d'Italie, 2e bataille de Wissembourg
  - Personnalités :
  - Amalgamé lors de la première réorganisation dans la 100e demi-brigade de première formation
    - Amalgamé lors de la deuxième réorganisation dans la 45e demi-brigade de deuxième formation
- 8e bataillon de volontaires des Bouches-du-Rhône également appelé bataillon de volontaires d'Apt, formé le 1er août 1793
  - Personnalités :
  - Non amalgamé lors de la première réorganisation
    - Amalgamé lors de la deuxième réorganisation dans la 29e demi-brigade légère de deuxième formation
- 9e bataillon de volontaires des Bouches-du-Rhône également appelé 1er bataillon de volontaires du Luberon, formé le 27 septembre 1792
  - Armée d'Italie, Expédition de Sardaigne
  - Personnalités :
  - Amalgamé lors de la première réorganisation dans la 99e demi-brigade de première formation
    - Amalgamé lors de la deuxième réorganisation dans la 51e demi-brigade de deuxième formation
- 2e bataillon de volontaires du Luberon, formé en avril 1793
  - Personnalités :
  - Amalgamé lors de la première réorganisation dans la 103e demi-brigade de première formation
    - Amalgamé lors de la deuxième réorganisation dans la 11e demi-brigade de deuxième formation
- 1er bataillon de grenadiers des Bouches-du-Rhône
  - En garnison à Toulon, Armée des Pyrénées orientales, Bataille de Saint-Laurent-de-la-Mouga
  - Personnalités :
  - Amalgamé lors de la première réorganisation dans la 2e demi-brigade provisoire de première formation
    - Lors de la deuxième réorganisation le 1er bataillon de la 2e demi-brigade provisoire de première formation est incorporé dans la 12e demi-brigade légère de deuxième formation
    - Lors de la deuxième réorganisation le 2e bataillon de la 2e demi-brigade provisoire de première formation est incorporé dans la 35e demi-brigade de deuxième formation
    - Lors de la deuxième réorganisation le 3e bataillon de la 2e demi-brigade provisoire de première formation est incorporé dans la 57e demi-brigade de deuxième formation
- 2e bataillon de grenadiers des Bouches-du-Rhône
  - En garnison à Toulon
  - Personnalités :
  - Amalgamé lors de la première réorganisation dans la 2e demi-brigade provisoire de première formation
    - Lors de la deuxième réorganisation le 1er bataillon de la 2e demi-brigade provisoire de première formation est incorporé dans la 12e demi-brigade légère de deuxième formation
    - Lors de la deuxième réorganisation le 2e bataillon de la 2e demi-brigade provisoire de première formation est incorporé dans la 35e demi-brigade de deuxième formation
    - Lors de la deuxième réorganisation le 3e bataillon de la 2e demi-brigade provisoire de première formation est incorporé dans la 57e demi-brigade de deuxième formation
- Bataillon de volontaires de Martigues, formé en septembre 1792
  - Armée d'Italie, Expédition de Sardaigne
  - Personnalités :
  - Amalgamé lors de la première réorganisation dans la 22e demi-brigade de première formation
    - Amalgamé lors de la deuxième réorganisation dans la 63e demi-brigade de deuxième formation
- 1er bataillon de volontaires de Marseille, également appelé 1er bataillon de la Phalange Marseillaise formé le 23 novembre 1792
  - En garnison à Toulon, Armée d'Italie, Expédition de Sardaigne
  - Personnalités :
  - Amalgamé lors de la première réorganisation dans la 103e demi-brigade de première formation
    - Amalgamé lors de la deuxième réorganisation dans la 11e demi-brigade de deuxième formation
- 2e bataillon de volontaires de Marseille, également appelé 2e bataillon de la Phalange Marseillaise, formé en 22 novembre 1792
  - En garnison à Toulon, Armée d'Italie, Expédition de Sardaigne
  - Personnalités :
  - Amalgamé lors de la première réorganisation dans la 22e demi-brigade de première formation
    - Amalgamé lors de la deuxième réorganisation dans la 63e demi-brigade de deuxième formation
- Bataillon de volontaires de Tarascon, formé le 4 octobre 1792
  - Armée d'Italie, Expédition de Sardaigne
  - Personnalités :
  - Amalgamé lors de la première réorganisation dans la 100e demi-brigade de première formation
    - Amalgamé lors de la deuxième réorganisation dans la 45e demi-brigade de deuxième formation
- Bataillon de volontaires de l'Union (d'Arles et d'Orange), formé le 29 septembre 1792
  - Armée d'Italie, Expédition de Sardaigne
  - Personnalités :
  - Amalgamé lors de la première réorganisation dans la 121e demi-brigade de première formation
    - Amalgamé lors de la deuxième réorganisation dans la 39e demi-brigade de deuxième formation
- Bataillon des Fédérés de Marseille, également appelé bataillon des Marseillais et bataillon du Dix-Août, formé le 27 octobre 1791[57],[58]
  - Fête de la Fédération, Prise des Tuileries
  - Personnalités : François Moisson, Pierre Dominique Garnier
  - Amalgamé lors de la première réorganisation dans la 103e demi-brigade de première formation
    - Amalgamé lors de la deuxième réorganisation dans la 11e demi-brigade de deuxième formation
- 1er bataillon de volontaires d'Aix également appelé bataillon des fédérés d'Aix, formé le 24 septembre 1792
  - Exécution de Louis XVI, Armée d'Italie, Expédition de Sardaigne
  - Personnalités :
  - Amalgamé lors de la première réorganisation dans la 165e demi-brigade de première formation
    - Amalgamé lors de la deuxième réorganisation dans la 45e demi-brigade de deuxième formation
- 1re compagnie franche de Marseille
  - La compagnie entre dans la formation du 20e bataillon de chasseurs en mars 1793. Armée d'Italie, Armée des Pyrénées Occidentales.
  - Personnalités :
  - Amalgamé lors de la première réorganisation dans la 20e demi-brigade légère de première formation
    - Amalgamé lors de la deuxième réorganisation dans la 7e demi-brigade légère de deuxième formation
- 1re compagnie franche des Bouches-du-Rhône
- 2e compagnie franche des Bouches-du-Rhône
- Compagnie de chasseurs des Bouches-du-Rhône, formé le 4 septembre 1792
  - Personnalités :
  - Armée d'Italie

### Calvados
De 1791 à 1793, les 6 districts (Bayeux, Caen, Pont-l'Évêque, Lisieux, Falaise et Vire) du département du Calvados fournirent 10 bataillons et 2 compagnies
- 1er bataillon de volontaires du Calvados, formé le 17 octobre 1791, chef du bataillon Antoine Arnaud
  - Armée du Nord, en garnison à Lille, , Siège de Lille
  - Personnalités : Antoine Arnaud, alors lieutenant-colonel en second
  - Amalgamé lors de la première réorganisation dans la 48e demi-brigade de première formation
    - Amalgamé lors de la deuxième réorganisation dans la 18e demi-brigade de deuxième formation
- 2e bataillon de volontaires du Calvados, formé le 2 novembre 1791
  - Armée du Nord, Armée de Belgique
  - Personnalités : Étienne Brouard alors capitaine
  - Amalgamé lors de la première réorganisation dans la 97e demi-brigade de première formation
    - Amalgamé lors de la deuxième réorganisation dans la 73e demi-brigade de deuxième formation
- 3e bataillon de volontaires du Calvados, formé le 20 janvier 1792
  - Armée du Nord, Guerre de Vendée, Bataille de Fougères
  - Personnalités :
  - Amalgamé lors de la première réorganisation dans la 23e demi-brigade de première formation
    - Amalgamé lors de la deuxième réorganisation dans la 67e demi-brigade de deuxième formation
- 4e bataillon de volontaires du Calvados, formé le 8 septembre 1792
  - Armée des Vosges, Armée de Mayence, Siège de Mayence, Guerre de Vendée
  - Personnalités : Victor Levasseur alors simple volontaire puis sous-lieutenant dans la compagnie de canonniers du bataillon.
  - Non amalgamé lors de la première réorganisation
    - Amalgamé lors de la deuxième réorganisation dans la 70e demi-brigade de deuxième formation
- 5e bataillon de volontaires du Calvados dit bataillon de volontaires de Lisieux, formé le 8 septembre 1792
  - Armée du Rhin, Guerre de Vendée, Armée des côtes de La Rochelle[59]
  - Personnalités : 
    - Le bataillon est incorporé dans l'artillerie de Marine à Brest.
- 6e bataillon de volontaires du Calvados dit bataillon de volontaires de Falaise, formé le 14 octobre 1792
  - Armée de Mayence, Siège de Mayence, Guerre de Vendée
  - Personnalités :
  - Non amalgamé lors de la première réorganisation
    - Amalgamé lors de la deuxième réorganisation dans la 10e demi-brigade de deuxième formation
- 6e bataillon bis de volontaires du Calvados dit bataillon de volontaires de Bayeux, formé le 10 septembre 1792
  - Armée du Nord, Armée du Rhin
  - Personnalités :
  - Amalgamé lors de la première réorganisation dans la 162e demi-brigade de première formation
    - Amalgamé lors de la deuxième réorganisation dans la 103e demi-brigade de deuxième formation
- 7e bataillon de volontaires du Calvados, formé le 30 octobre 1792
  - Personnalités : Jean Hector Legros alors capitaine puis lieutenant-colonel du bataillon
  - Amalgamé lors de la première réorganisation dans la 141e demi-brigade de première formation
    - Amalgamé lors de la deuxième réorganisation dans la 86e demi-brigade de deuxième formation
- 8e bataillon de volontaires du Calvados, formé en 6 novembre 1792
  - Armée des côtes de Cherbourg, Guerre de Vendée, Bataille de Fougères, Bataille d'Ernée, Armée de l'Ouest, Colonnes infernales, Armée de la Moselle, Siège de Luxembourg
  - Personnalités :
  - Amalgamé lors de la première réorganisation dans la 6e demi-brigade légère de première formation
    - Lors de la deuxième réorganisation le 1er bataillon de la 6e demi-brigade légère de première formation est incorporé dans la 5e demi-brigade légère de deuxième formation
    - Lors de la deuxième réorganisation les 2e et 3e bataillon de la 6e demi-brigade légère de première formation sont incorporés dans la 29e demi-brigade légère de deuxième formation
- 9e bataillon de volontaires du Calvados
  - N'aurait jamais été formé, n'aurait jamais existé.
- 10e bataillon de volontaires du Calvados, formé le 21 janvier 1793
  - Armée du Nord
  - Personnalités :
  - Amalgamé lors de la première réorganisation dans la Demi-brigade de la Seine-Inférieure
    - Amalgamé lors de la deuxième réorganisation dans la 14e demi-brigade de deuxième formation
- Compagnie franche de grenadiers du Calvados, formée le 14 octobre 1792 à Isigny
  - Personnalités :
  - En garnison à Valenciennes.
- Volontaires nationaux à cheval du Calvados, formée le 19 septembre 1792
  - Personnalités :

### Cantal
De 1791 à 1793, les 4 districts (Mauriac, Murat, Saint-Flour et Aurillac) du département du Cantal fournirent 3 bataillons.
- 1er bataillon de volontaires du Cantal également appelé bataillon d'Aurillac, formé le 10 juillet 1792[60]
  - Armée des Pyrénées
  - Personnalités : Alexis Joseph Delzons alors capitaine, Jacques Zacharie Destaing alors lieutenant-colonel en second puis chef du bataillon, Jean Raymond Costes alors volontaire puis sergent.
  - Amalgamé lors de la première réorganisation dans la 8e demi-brigade légère de première formation
    - Amalgamé lors de la deuxième réorganisation dans la 4e demi-brigade légère de deuxième formation
- 2e bataillon de volontaires du Cantal, formé le 14 septembre 1792
  - Armée des Alpes
  - Personnalités :
  - Amalgamé lors de la première réorganisation dans la 84e demi-brigade de première formation
    - Amalgamé lors de la deuxième réorganisation dans la 25e demi-brigade de deuxième formation
- 3e bataillon de volontaires du Cantal, formé le 29 novembre 1792
  - Guerre de Vendée
  - Personnalités : Antoine Manhès alors sous-lieutenant[61]
  - Amalgamé lors de la première réorganisation dans la 16e demi-brigade de première formation
    - Amalgamé lors de la deuxième réorganisation dans la 26e demi-brigade de deuxième formation

### Charente
De 1791 à 1793, les 6 districts (Ruffec, Confolens, La Rochefoucauld, Angoulême, Barbezieux et Cognac) du département de la Charente fournirent 10 bataillons et 3 compagnies,.
- 1er bataillon de volontaires de la Charente, formé le 17 octobre 1791 avec des volontaires des districts de Ruffec, de Confolens, et de La Rochefoucauld.
  - Bataille de Valmy, Armée de Belgique, Bataille de Jemappes, Siège de Valenciennes, Armée des Alpes, Siège de Lyon, Armée des Pyrénées orientales, Armée d'Italie
  - Personnalités : Jean Léchelle alors lieutenant-colonel, Pierre Fureau de Villemalet alors capitaine puis lieutenant-colonel en second, Mathieu Lacroix alors capitaine puis chef du bataillon, François Laroche alors sous-lieutenant des grenadiers[64], Louis Ducouret alors lieutenant
  - Amalgamé lors de la première réorganisation dans la 52e demi-brigade de première formation
    - Lors de la deuxième réorganisation le 1er bataillon de la 52e demi-brigade de première formation est incorporé dans la 4e demi-brigade légère de deuxième formation
    - Lors de la deuxième réorganisation le 2e bataillon de la 52e demi-brigade de première formation est incorporé dans la 27e demi-brigade légère de deuxième formation
    - Lors de la deuxième réorganisation le 3e bataillon de la 52e demi-brigade de première formation est incorporé dans la 22e demi-brigade légère de deuxième formation
- 2e bataillon de volontaires de la Charente formé avec des volontaires des districts d'Angoulême, de Barbezieux et de Cognac.
  - Révolution haïtienne
  - Personnalités :
  - Alors aux colonies il ne fut pas amalgamé.
    - Alors aux colonies il ne fut pas amalgamé. Le 25 septembre 1796, il est fait état d'un effectif de 118 hommes. On ne connaît pas le sort des débris du 2e bataillon, qui demeurent à Saint-Domingue après cette date.
- 3e bataillon de volontaires de la Charente également appelé 7e bataillon de volontaires de la réserve, formé le 8 septembre 1792
  - Armée de Belgique
  - Personnalités :
  - Non amalgamé lors de la première réorganisation
    - Amalgamé lors de la deuxième réorganisation dans la 70e demi-brigade de deuxième formation
- 4e bataillon de volontaires de la Charente également appelé 11e bataillon de volontaires de la réserve, formé le 14 septembre 1792
  - Armée du Nord
  - Personnalités : Jean André Valletaux alors lieutenant-colonel en chef du bataillon
  - Amalgamé lors de la première réorganisation dans la 197e demi-brigade de première formation également appelée demi-brigade des Lombards
    - Amalgamé lors de la deuxième réorganisation dans la 72e demi-brigade de deuxième formation
- 4e bataillon bis de volontaires de la Charente, formé le 9 novembre 1792
  - Personnalités :
  - Amalgamé lors de la première réorganisation dans la 20e demi-brigade légère bis de première formation
    - Amalgamé lors de la deuxième réorganisation dans la 10e demi-brigade légère de deuxième formation
- 5e bataillon de volontaires de la Charente également appelé 19e bataillon de volontaires de la réserve, formé le 18 septembre 1792
  - En garnison à Mons
  - Personnalités :
  - Non amalgamé lors de la première réorganisation
    - Amalgamé lors de la deuxième réorganisation dans la 13e demi-brigade de deuxième formation
- 8e bataillon de volontaires de la Charente
  - Guerre de Vendée[65]
  - Personnalités :
- 11e bataillon de volontaires de la Charente également appelé 4e bataillon de volontaires de la réserve ou encore 4e bataillon de volontaires de Soissons[66]
  - Armée du Nord, armée de Hollande
  - Personnalités : Jean-Baptiste Huché alors lieutenant-colonel en chef du bataillon, Henri Simon lieutenant-colonel en second du bataillon, Pierre Dereix alors capitaine.
  - Non amalgamé lors de la première réorganisation
    - Amalgamé lors de la deuxième réorganisation dans la 60e demi-brigade de deuxième formation
- 14e bataillon de volontaires de la Charente également appelé 14e bataillon de volontaires de la réserve ou encore 14e bataillon de volontaires de Soissons formé le 17 septembre 1792
  - En garnison à Gravelines, Armée du Nord, Guerre de Vendée, Armée des côtes de La Rochelle[59]
  - Personnalités :
  - Non amalgamé lors de la première réorganisation
    - Amalgamé lors de la deuxième réorganisation dans la 64e demi-brigade de deuxième formation
- 24e bataillon de volontaires de la Charente, formé le 19 mai 1793
  - Guerre de Vendée, Armée des côtes de La Rochelle[59]
  - Personnalités :
  - Amalgamé lors de la première réorganisation dans la 6e demi-brigade de première formation
    - Amalgamé lors de la deuxième réorganisation dans la 6e demi-brigade de deuxième formation
- 25e bataillon de volontaires de la Charente, également appelé bataillon de la Liberté, formé le 15 mars 1793
  - Guerre de Vendée, Armée des côtes de La Rochelle[65]
  - Personnalités :
  - Incorporé dans le bataillon de chasseurs réunis de l'Ouest
- Bataillon de volontaires de Barbezieux, formé le 8 octobre 1793
  - Non amalgamé lors de la première réorganisation
    - Amalgamé lors de la deuxième réorganisation dans la 89e demi-brigade de deuxième formation
- Bataillon de chasseurs de la Charente, formé le 21 décembre 1792
  - Armée de Mayence, Siège de Mayence, Guerre de Vendée, Bataille de Fougères
  - Personnalités :
  - Non amalgamé lors de la première réorganisation
    - Amalgamé lors de la deuxième réorganisation dans la 6e demi-brigade légère de deuxième formation
- Bataillon de Sèvres et Charente, également appelé 1er bataillon Le Vengeur, ou encore 2e bataillon de la Vendée, ou bataillon des Vengeurs
  - Armée de l'Ouest, Guerre de Vendée, Armée des côtes de La Rochelle[59], Bataille de Chantonnay
  - Personnalités :
- 2 compagnies de canonniers volontaires de la Charente
- 1re compagnie de chasseurs de la Charente également appelée 1re compagnie franche de Ruffec, formée le 7 septembre 1792
  - Personnalités :
  - En garnison à Bruxelles
- 2e compagnie de chasseurs de la Charente également appelée 2e compagnie franche de Ruffec, formée le 4 octobre 1792
  - Personnalités :
  - En garnison à Bruxelles
- Compagnie franche de chasseurs de la Charente
  - Personnalités :
  - Cette compagnie forme le 18 avril 1793 le noyau du 5e bataillon de chasseurs francs du Nord

### Charente-Inférieure
De 1791 à 1793, les 7 districts (La Rochelle, Rochefort, Saint-Jean-d'Angély, Saintes, Pons, Montlieu et Marennes) du département de la Charente-Inférieure fournirent 8 bataillons et 1 compagnie
- 1er bataillon de volontaires de la Charente-Inférieure dit bataillon de Rochefort, formé le 22 octobre 1791
  - En garnison à Malines, Armée des Ardennes
  - Personnalités :
  - Non amalgamé lors de la première réorganisation
    - Amalgamé lors de la deuxième réorganisation dans la 41e demi-brigade de deuxième formation
- 2e bataillon de volontaires de la Charente-Inférieure, formé le 13 mai 1792
  - Armée du Rhin
  - Personnalités :
  - Amalgamé lors de la première réorganisation dans la 74e demi-brigade de première formation
    - Amalgamé lors de la deuxième réorganisation dans la 109e demi-brigade de deuxième formation
- 3e bataillon de volontaires de la Charente-Inférieure dit bataillon de Saint-Jean-d'Angély, formé le 20 septembre 1792
  - Armée de l'Ouest, Guerre de Vendée, Armée des côtes de La Rochelle[59], Bataille de Chantonnay
  - Personnalités :
  - Non amalgamé lors de la première réorganisation
    - Amalgamé lors de la deuxième réorganisation dans la 30e demi-brigade légère de deuxième formation
- 4e bataillon de volontaires de la Charente-Inférieure, formé le 4 avril 1793
  - Personnalités :
  - Amalgamé lors de la première réorganisation dans la 142e demi-brigade de première formation
    - Amalgamé lors de la deuxième réorganisation dans la 86e demi-brigade de deuxième formation
- 5e bataillon de volontaires de la Charente-Inférieure, formé en avril 1793
  - Personnalités :
  - Non amalgamé lors de la première réorganisation
    - Amalgamé lors de la deuxième réorganisation dans la 28e demi-brigade légère de deuxième formation
- 6e bataillon de volontaires de la Charente-Inférieure, formé le 19 mai 1793
  - Armée de l'Ouest, Guerre de Vendée, Bataille de Chantonnay
  - Non amalgamé lors de la première réorganisation
    - Amalgamé lors de la deuxième réorganisation dans la 64e demi-brigade de deuxième formation
- 7e bataillon de volontaires de la Charente-Inférieure, formé le 15 mars 1793
  - Personnalités :
  - Non amalgamé lors de la première réorganisation
    - Amalgamé lors de la deuxième réorganisation dans la 79e demi-brigade de deuxième formation
- Bataillon de l'Égalité
  - Amalgamé lors de la première réorganisation dans la 196e demi-brigade de première formation
    - Amalgamé lors de la deuxième réorganisation dans la 6e demi-brigade de deuxième formation
- Compagnie de grenadiers de la Charente-Inférieure
  - Cette compagnie sera incorporée dans l'armée des Ardennes
- Compagnie franche de La Rochelle, formée le 4 août 1792
  - Armée des Alpes
  - Personnalités :

### Cher
De 1791 à 1793, les 7 districts (Aubigny, Sancerre, Sancoins, Saint-Amand, Châteaumeillant, Bourges et Vierzon) du département du Cher fournirent 3 bataillons
- 1er bataillon de volontaires du Cher, formé le 12 octobre 1791
  - Camp retranché de Sedan
  - Personnalités : François Maulmond alors lieutenant du bataillon de grenadiers
  - Amalgamé lors de la première réorganisation dans la 94e demi-brigade de première formation
    - Amalgamé lors de la deuxième réorganisation dans la 2e demi-brigade de deuxième formation
- 2e bataillon de volontaires du Cher, formé le 10 septembre 1792
  - En garnison à Metz, Siège de Bitche
  - Personnalités : Jean-François Hennequin alors lieutenant
  - Amalgamé lors de la première réorganisation dans la 132e demi-brigade de première formation
    - Amalgamé lors de la deuxième réorganisation dans la 108e demi-brigade de deuxième formation
- 3e bataillon de volontaires du Cher, formé le 23 novembre 1792
  - Personnalités :
  - Amalgamé lors de la première réorganisation dans la 14e demi-brigade bis de première formation
    - Amalgamé lors de la deuxième réorganisation dans la 16e demi-brigade légère de deuxième formation

### Corrèze
De 1791 à 1793, les 4 districts (Uzerche, Ussel, Tulle et Brive) du département de la Corrèze fournirent 5 bataillons,
- 1er bataillon de volontaires de la Corrèze, formé le 10 octobre 1791, à Tulle
  - Armée du Rhin, Bataille de Stromberg[69], Bataille de Bingen, 1re Bataille de Wissembourg, 2e bataille de Wissembourg
  - Personnalités : Antoine Guillaume Delmas en tant que chef de bataillon, Joseph Guillaume Martin alors lieutenant-colonel en second.
  - Amalgamé lors de la première réorganisation dans la 7e demi-brigade légère de première formation
    - Amalgamé lors de la deuxième réorganisation dans la 3e demi-brigade légère de deuxième formation
- 2e bataillon de volontaires de la Corrèze également appelé 29e bataillon de volontaires des réserves[70], formé le 16 août 1792
  - Armée du Nord, Bataille de Jemmapes, Armée de Belgique
  - Personnalités : Joseph Souham en tant que chef de bataillon
  - Amalgamé lors de la première réorganisation dans la 44e demi-brigade de première formation
    - Amalgamé lors de la deuxième réorganisation dans la 22e demi-brigade de deuxième formation
- 3e bataillon de volontaires de la Corrèze, formé le 12 août 1792
  - Armée du Nord
  - Personnalités : Pierre Jean Treich des Farges alors lieutenant-colonel
  - Amalgamé lors de la première réorganisation dans la 42e demi-brigade de première formation
    - Amalgamé lors de la deuxième réorganisation dans la 38e demi-brigade de deuxième formation
- 4e bataillon de volontaires de la Corrèze également appelé 9e bataillon de la Montagne, formé le 18 août 1793
  - Personnalités :
  - Amalgamé lors de la première réorganisation dans la 4e demi-brigade provisoire de première formation
    - Amalgamé lors de la deuxième réorganisation dans la 11e demi-brigade de deuxième formation
- 5e bataillon de volontaires de la Corrèze
  - Personnalités :
  - Amalgamé lors de la première réorganisation dans la 211e demi-brigade de première formation
    - Amalgamé lors de la deuxième réorganisation dans la 18e demi-brigade de deuxième formation

### Corse
De 1791 à 1793, les 9 districts (Bastia, Oletta, L'Île-Rousse, La Porta-d'Ampugnani, Corte, Cervione, Tallano, Ajaccio et Vico) du département de la Corse fournirent 4 bataillons
- 1er bataillon de volontaires de la Corse formé le 6 janvier 1792 à Bastia
  - Personnalités : Antoine Philippe Casalta, dit Darius alors lieutenant-colonel du bataillon
  - Amalgamé lors de la première réorganisation dans la 104e demi-brigade de première formation
    - Amalgamé lors de la deuxième réorganisation dans la 85e demi-brigade de deuxième formation
- 2e bataillon de volontaires de la Corse formé le 1er avril 1792 à Ajaccio
  - Personnalités : Napoléon Bonaparte alors lieutenant-colonel en second[72],[73], Jean-Baptiste Quenza lieutenant-colonel en chef du bataillon
  - Expédition de Sardaigne
  - Amalgamé lors de la première réorganisation dans la 15e demi-brigade légère de première formation après dissolution du 2e bataillon de volontaires de la Corse et qui était entré dans la composition des 15e, 16e, 17e et 18e bataillons de chasseurs[74]
    - 27e demi-brigade légère de deuxième formation
- 3e bataillon de volontaires de la Corse formé le 7 mars 1792
  - Personnalités : Achille Murati lieutenant-colonel en chef du bataillon[75], Joseph Antoine Aréna lieutenant-colonel en second puis chef du bataillon.
  - Amalgamé lors de la première réorganisation dans la 15e demi-brigade légère de première formation après dissolution du 2e bataillon de volontaires de la Corse et qui était entré dans la composition des 15e, 16e, 17e et 18e bataillons de chasseurs[74]
    - Amalgamé lors de la deuxième réorganisation dans la 27e demi-brigade légère de deuxième formation
- 4e bataillon de volontaires de la Corse formé en février 1792
  - Personnalités :
  - Amalgamé lors de la première réorganisation dans la 15e demi-brigade légère de première formation après dissolution du 2e bataillon de volontaires de la Corse et qui était entré dans la composition des 15e, 16e, 17e et 18e bataillons de chasseurs[74]
    - Amalgamé lors de la deuxième réorganisation dans la 27e demi-brigade légère de deuxième formation

### Côte-d'Or
De 1791 à 1793, les 7 districts (Châtillon-sur-Seine, Is-sur-Tille, Dijon, Saint-Jean-de-Losne, Beaune, Arnay-le-Duc et Semur-en-Auxois) du département de la Côte-d'Or fournirent 13 bataillons et 1 compagnie
- 1er bataillon de volontaires de la Côte-d'Or, formé le 30 août 1791
  - Personnalités : Nicolas Jacquemard alors simple volontaire puis sergent, Henri Richon lieutenant-colonel en chef du bataillon
  - Armée de Belgique, Bataille de Jemappes, Siège de Valenciennes, Siège de Lyon
  - Amalgamé lors de la première réorganisation dans la 146e demi-brigade de première formation
    - Amalgamé lors de la deuxième réorganisation dans la 5e demi-brigade de deuxième formation
- 2e bataillon de volontaires de la Côte-d'Or, formé le 1er septembre 1791
  - Personnalités : Nicolas Gruardet alors caporal, adjudant et lieutenant, Jean-Andoche Junot alors sergent, Antoine Maugras alors volontaire puis lieutenant-colonel en chef du bataillon
  - Armée du Rhin
  - Amalgamé lors de la première réorganisation dans la 117e demi-brigade de première formation
    - Amalgamé lors de la deuxième réorganisation dans la 75e demi-brigade de deuxième formation
- 3e bataillon de volontaires de la Côte-d'Or, formé le 25 août 1792
  - Personnalités : Étienne Heudelet de Bierre alors lieutenant
  - Armée du Rhin
  - Amalgamé lors de la première réorganisation dans la 87e demi-brigade de première formation
    - Amalgamé lors de la deuxième réorganisation dans la 78e demi-brigade de deuxième formation
- 4e bataillon de volontaires de la Côte-d'Or, formé le 14 août 1792
  - Personnalités : Pierre François Xavier Boyer alors simple soldat
  - Armée du Rhin
  - Amalgamé lors de la première réorganisation dans la 159e demi-brigade de première formation
    - Amalgamé lors de la deuxième réorganisation dans la 10e demi-brigade de deuxième formation
- 5e bataillon de volontaires de la Côte-d'Or également appelé 18e bataillon de volontaires des réserves, formé le 16 septembre 1792
  - Personnalités :
  - En garnison à Saint-Omer, Armée du Nord, Siège de Lyon
  - Amalgamé lors de la première réorganisation dans la 3e demi-brigade de première formation
    - Amalgamé lors de la deuxième réorganisation dans la 8e demi-brigade de deuxième formation
- 6e bataillon de volontaires de la Côte-d'Or, formé le 3 brumaire an I (24 octobre 1792)
  - Personnalités :
  - Guerre de Vendée, Bataille de Fougères, Bataille d'Ernée
  - Non amalgamé lors de la première réorganisation
    - Amalgamé lors de la deuxième réorganisation dans la 13e demi-brigade légère de deuxième formation
- 6e bataillon bis de volontaires de la Côte-d'Or[Note 8] également appelé 1er bataillon de grenadiers de la Côte-d'Or, formé le 24 août 1792
  - Personnalités : Jean Boillaud alors lieutenant-colonel
  - En garnison à Mons, Siège de Valenciennes, Siège de Lyon
  - Amalgamé lors de la première réorganisation dans la 200e bis demi-brigade de première formation
    - Amalgamé lors de la deuxième réorganisation dans la 18e demi-brigade légère de deuxième formation
- 8e bataillon de volontaires de la Côte-d'Or, formé le 10 thermidor an I (28 juillet 1793)
  - Personnalités : Vital Joachim Chamorin alors capitaine
  - Siège de Lyon
  - Amalgamé lors de la première réorganisation dans la 60e demi-brigade de première formation
    - Amalgamé lors de la deuxième réorganisation dans la 12e demi-brigade de deuxième formation
- 9e bataillon de volontaires de la Côte-d'Or dit bataillon de volontaires de Dijon, formé le 
  - Personnalités : Jacques Terrier alors capitaine
  - Amalgamé lors de la première réorganisation dans la 47e demi-brigade de première formation
    - Amalgamé lors de la deuxième réorganisation dans la 97e demi-brigade de deuxième formation
- 10e bataillon de volontaires de la Côte-d'Or, formé le 3e jour complémentaire an I (19 septembre 1793)
  - Personnalités :
  - Amalgamé lors de la première réorganisation dans la 207e demi-brigade de première formation
    - Amalgamé lors de la deuxième réorganisation dans la 93e demi-brigade de deuxième formation
- 10e bataillon bis de volontaires de la Côte-d'Or, formé le 23 fructidor an I (9 septembre 1793)
  - Personnalités :
  - Armée du Nord
  - Amalgamé lors de la première réorganisation, le 17 messidor an III (5 juillet 1795), dans la 199e demi-brigade de première formation
    - Amalgamé lors de la deuxième réorganisation dans la 51e demi-brigade de deuxième formation
- 11e bataillon de volontaires de la Côte-d'Or dit bataillon de volontaires de Semur, formé le 12 vendémiaire an II (3 octobre 1793)
  - Personnalités :
  - Amalgamé lors de la première réorganisation dans la 21e demi-brigade légère bis de première formation
    - Amalgamé lors de la deuxième réorganisation dans la 21e demi-brigade légère de deuxième formation
- 17e bataillon de volontaires de la Côte-d'Or, formé le 9 brumaire an II (30 octobre 1793).
  - Personnalités :
  - Amalgamé lors de la première réorganisation dans la 75e demi-brigade de première formation
    - Amalgamé lors de la deuxième réorganisation dans la 56e demi-brigade de deuxième formation
- Compagnie franche de la Côte-d'Or également appelée compagnie des chasseurs de la Côte-d'Or, formée le 4 septembre 1792
  - Personnalités :
  - En garnison à Landrecies, Armée de Mayence, Siège de Mayence, Guerre de Vendée
- Compagnie de canonniers volontaires de la Côte-d'Or

### Côtes-du-Nord
De 1791 à 1793, les 9 districts (Lannion, Pontrieux, Saint-Brieuc, Lamballe, Dinan, Broons, Loudéac, Rostrenen et Guingamp) du département des Côtes-du-Nord fournirent 4 bataillons et 1 compagnie
- 1er bataillon de volontaires des Côtes-du-Nord, formé le 22 septembre 1791
  - Personnalités :
  - Armée du Nord, Armée de Belgique, Bataille de Jemappes
  - Amalgamé lors de la première réorganisation dans la Demi-brigade des Côtes-du-Nord
    - Amalgamé lors de la deuxième réorganisation dans la 60e demi-brigade de deuxième formation
- 2e bataillon de volontaires des Côtes-du-Nord, formé le 12 avril 1792
  - Personnalités :
  - Armée du Rhin
  - Amalgamé lors de la première réorganisation dans la 182e demi-brigade de première formation
    - Amalgamé lors de la deuxième réorganisation dans la 68e demi-brigade de deuxième formation
- 3e bataillon de volontaires des Côtes-du-Nord, formé le 18 septembre 1792
  - Personnalités :
  - Amalgamé lors de la première réorganisation dans la 6e demi-brigade provisoire de première formation
    - Amalgamé lors de la deuxième réorganisation dans la 18e demi-brigade de deuxième formation
- 4e bataillon de volontaires des Côtes-du-Nord, formé le 23 septembre 1792
  - Personnalités :
  - Non amalgamé lors de la première réorganisation
    - Amalgamé lors de la deuxième réorganisation dans la 26e demi-brigade de deuxième formation
- 5e bataillon de volontaires des Côtes-du-Nord, formé le 23 septembre 1792
  - Personnalités :
  - Le bataillon fut licencié le 26 août 1793, à Guingamp, pour indiscipline.
- Compagnie franche de grenadiers des Côtes-du-Nord, formée le 1er août 1792
  - Personnalités :
  - Non amalgamé lors de la première réorganisation
    - Amalgamé lors de la deuxième réorganisation dans la 6e demi-brigade légère de deuxième formation

### Creuse
De 1791 à 1793, les 7 districts (La Souterraine, Guéret, Boussac, Évaux, Felletin, Bourganeuf et Aubusson) du département de la Creuse fournirent 3 bataillons et 2 compagnies
- 1er bataillon de volontaires de la Creuse, formé le 13 octobre 1791
  - Personnalités : Gilbert Bandy de Nalèche alors lieutenant-colonel en chef du bataillon.
  - En garnison à Verdun, Siège de Thionville
  - Amalgamé lors de la première réorganisation dans la 4e demi-brigade légère de première formation
    - Amalgamé lors de la deuxième réorganisation dans la 21e demi-brigade légère de deuxième formation
- 2e bataillon de volontaires de la Creuse également appelé bataillon de grenadiers et chasseurs de la Creuse, formé le 21 septembre 1792
  - Personnalités :
  - Armée du Rhin
  - Amalgamé lors de la première réorganisation dans la 95e demi-brigade de première formation
    - Amalgamé lors de la deuxième réorganisation dans la 62e demi-brigade de deuxième formation
- 3e bataillon de volontaires de la Creuse[76]
  - Personnalités :
  - Armée de l'Ouest, Division de Luçon, Guerre de Vendée
  - Amalgamé lors de la première réorganisation dans la 16e demi-brigade de première formation
    - Amalgamé lors de la deuxième réorganisation dans la 26e demi-brigade de deuxième formation
- 1re compagnie franche de la Creuse
- 2e compagnie franche de la Creuse

### Dordogne
De 1791 à 1793, les 9 districts (Nontron, Excideuil, Montignac, Sarlat, Belvès, Bergerac, Montpon, Ribérac et Perigueux) du département de la Dordogne fournirent 8 bataillons,
- 1er bataillon de volontaires de la Dordogne, formé le 6 juillet 1792
  - Armée du Rhin, 2e bataille de Wissembourg
  - Personnalités : Louis Gabriel Bacharetier de Beaupuy, chef du bataillon[80]
  - Amalgamé lors de la première réorganisation dans la 14e demi-brigade légère bis de première formation
    - Amalgamé lors de la deuxième réorganisation dans la 21e demi-brigade légère de deuxième formation
- 2e bataillon de volontaires de la Dordogne, formé le 7 juillet 1792
  - Armée du Rhin
  - Personnalités :
  - Amalgamé lors de la première réorganisation dans la 7e demi-brigade légère de première formation
    - Amalgamé lors de la deuxième réorganisation dans la 3e demi-brigade légère de deuxième formation
- 3e bataillon de volontaires de la Dordogne, formé le 21 septembre 1792
  - Armée du Rhin
  - Personnalités :
  - Amalgamé lors de la première réorganisation dans la Demi-brigade de la Dordogne
    - Amalgamé lors de la deuxième réorganisation dans la 30e demi-brigade légère de deuxième formation
- 4e bataillon de volontaires de la Dordogne également appelé 4e bataillon de la République, formé le 12 octobre 1792
  - En garnison à Paris, Insurrections fédéralistes, Armée de l'Ouest, Guerre de Vendée, Armée des côtes de La Rochelle[59], Bataille du Mans, Bataille de Savenay, Bataille de Noirmoutier
  - Personnalités :
  - Non amalgamé lors de la première réorganisation
    - Amalgamé lors de la deuxième réorganisation dans la 28e demi-brigade légère de deuxième formation
- 4e bataillon de volontaires de la Dordogne bis également appelé 4e bataillon de l’Égalité, formé le 5 avril 1793
  - Personnalités : Pierre Armand Bacharetier de Beaupuy dit La Richardie chef du bataillon.
  - Amalgamé lors de la première réorganisation dans la demi-brigade de la Dordogne
    - Amalgamé lors de la deuxième réorganisation dans la 30e demi-brigade légère de deuxième formation
- 5e bataillon de volontaires de la Dordogne, formé le 1er juin 1793
  - Personnalités :
  - Non amalgamé lors de la première réorganisation
    - Amalgamé lors de la deuxième réorganisation dans la 70e demi-brigade de deuxième formation
- 6e bataillon de volontaires de la Dordogne également appelé 3e bataillon de la Montagne
  - Personnalités :
  - Amalgamé lors de la première réorganisation dans la 121e demi-brigade de première formation
    - Amalgamé lors de la deuxième réorganisation dans la 39e demi-brigade de deuxième formation
- 9e bataillon de volontaires de la Dordogne, formé en mars 1793 et incorporé dans la Légion des Pyrénées
  - Personnalités :
  - Amalgamé lors de la première réorganisation dans la 29e demi-brigade légère de première formation
    - Amalgamé lors de la deuxième réorganisation dans la 35e demi-brigade de deuxième formation

### Doubs
De 1791 à 1793, les 6 districts (Besançon, Baume-les-Dames, Saint-Hippolyte, Pontarlier, Quingey et Ornans) du département du Doubs fournirent 12 bataillons
- 1er bataillon de volontaires du Doubs, formé le 21 août 1791
  - Armée des Vosges, 2e bataille de Wissembourg
  - Personnalités : Gabriel Louis Sabas de Faivre lieutenant-colonel en chef du bataillon, Pierre Claude Pajol alors volontaire puis sergent-major, Jacques Terrier alors volontaire
  - Amalgamé lors de la première réorganisation dans la 5e demi-brigade de première formation
    - Amalgamé lors de la deuxième réorganisation dans la 24e demi-brigade de deuxième formation
- 2e bataillon de volontaires du Doubs, formé le 9 octobre 1791
  - Armée du Rhin
  - Personnalités : Antoine François Blondeau du Fays lieutenant-colonel en chef du bataillon
  - Amalgamé lors de la première réorganisation dans la 41e demi-brigade de première formation
    - Amalgamé lors de la deuxième réorganisation dans la 93e demi-brigade de deuxième formation
- 3e bataillon de volontaires du Doubs, formé le 5 août 1792
  - Armée du Nord corps de Biron
  - Personnalités :
  - Amalgamé lors de la première réorganisation dans la 140e demi-brigade de première formation
    - Amalgamé lors de la deuxième réorganisation dans la 62e demi-brigade de deuxième formation
- 4e bataillon de volontaires du Doubs, formé le 5 août 1792
  - Armée du Rhin
  - Personnalités :
  - Amalgamé lors de la première réorganisation dans la 25e demi-brigade de première formation
    - Amalgamé lors de la deuxième réorganisation dans la 50e demi-brigade de deuxième formation
- 5e bataillon de volontaires du Doubs, formé le 5 août 1792
  - Armée du Rhin
  - Personnalités :
  - Amalgamé lors de la première réorganisation dans la 11e demi-brigade légère de première formation
    - Amalgamé lors de la deuxième réorganisation dans la 10e demi-brigade légère de deuxième formation
- 6e bataillon de volontaires du Doubs, formé le 5 août 1792
  - Corps de Porrentruy, Prise de Porrentruy, 2e bataille de Wissembourg
  - Personnalités :
  - Amalgamé lors de la première réorganisation dans la 18e demi-brigade légère bis de première formation
    - Amalgamé lors de la deuxième réorganisation dans la 23e demi-brigade légère de deuxième formation
- 7e bataillon de volontaires du Doubs, formé le 9 août 1792
  - Armée du Rhin
  - Personnalités : Charles Antoine Morand.
  - Amalgamé lors de la première réorganisation dans la 112e demi-brigade de première formation
    - Amalgamé lors de la deuxième réorganisation dans la 88e demi-brigade de deuxième formation
- 8e bataillon de volontaires du Doubs également appelé bataillon de volontaires de Saint-Hippolyte, formé le 5 août 1792
  - Armée du Rhin
  - Personnalités : Charles-Nicolas Méquillet alors lieutenant-colonel en chef du bataillon
  - Amalgamé lors de la première réorganisation dans la 204e demi-brigade de première formation
    - Lors de la deuxième réorganisation le 1er bataillon de la 204e demi-brigade de première formation est incorporé dans la 97e demi-brigade de deuxième formation
    - Lors de la deuxième réorganisation le 2e bataillon de la 204e demi-brigade de première formation est incorporé dans la 50e demi-brigade de deuxième formation
    - Lors de la deuxième réorganisation le 3e bataillon de la 204e demi-brigade de première formation est incorporé dans la 16e demi-brigade légère de deuxième formation
- 9e bataillon de volontaires du Doubs, formé le 30 août 1792
  - Armée du Rhin
  - Personnalités :
  - Amalgamé lors de la première réorganisation dans la 66e demi-brigade de première formation
    - Amalgamé lors de la deuxième réorganisation dans la 96e demi-brigade de deuxième formation
- 10e bataillon de volontaires du Doubs, formé le 5 septembre 1792
  - Armée du Rhin
  - Personnalités :
  - Amalgamé lors de la première réorganisation dans la 207e demi-brigade de première formation
    - Amalgamé lors de la deuxième réorganisation dans la 93e demi-brigade de deuxième formation
- 11e bataillon de volontaires du Doubs, formé le 6 septembre 1792
  - Armée du Rhin
  - Personnalités :
  - Amalgamé lors de la première réorganisation dans la 20e demi-brigade légère bis de première formation
    - Amalgamé lors de la deuxième réorganisation dans la 10e demi-brigade légère de deuxième formation
- 12e bataillon de volontaires du Doubs, formé le 5 septembre 1793
  - Personnalités : Jean-Baptiste Nicolas Henri Boyer en tant que volontaire
  - Amalgamé lors de la première réorganisation dans la 194e demi-brigade de première formation
    - Amalgamé lors de la deuxième réorganisation dans la 50e demi-brigade de deuxième formation

### Drôme
De 1791 à 1793, les 7 districts (Romans, Valence, Die, Buis, Montélimar, Crest et Orange (provisoirement) du département de la Drôme fournirent 10 bataillons
- 1er bataillon de volontaires de la Drôme, formé le 8 octobre 1791
  - Armée des Alpes
  - Personnalités :
  - Amalgamé lors de la première réorganisation dans la 209e demi-brigade bis de première formation
    - Amalgamé lors de la deuxième réorganisation dans la 85e demi-brigade de deuxième formation
- 2e bataillon de volontaires de la Drôme, formé le 12 octobre 1791
  - Armée des Alpes
  - Personnalités :
  - Amalgamé lors de la première réorganisation dans la 118e demi-brigade de première formation
    - Amalgamé lors de la deuxième réorganisation dans la 32e demi-brigade de deuxième formation
- 3e bataillon de volontaires de la Drôme, formé le 12 octobre 1791 à Valence
  - Armée du Midi, Armée des Alpes, Conquête de la Savoie, Soulèvement de Lyon, Insurrections fédéralistes, Siège de Lyon, Guerre du Roussillon, Combat de Palau, 2e bataille du Boulou, Bataille de Figueras, Siège de Roses
  - Personnalités : Louis Jean-Baptiste Gouvion alors lieutenant-colonel en chef, Claude Henri Belgrand de Vaubois alors lieutenant-colonel en second puis en chef, Claude-Victor Perrin alors adjudant, Jean Davin alors adjudant, Jean Urbain Fugière alors capitaine puis lieutenant-colonel en chef, François Argod adjudant-major puis lieutenant-colonel en chef.
  - Amalgamé lors de la première réorganisation dans la 69e demi-brigade de première formation
    - Amalgamé lors de la deuxième réorganisation dans la 18e demi-brigade de deuxième formation
- 4e bataillon de volontaires de la Drôme, formé le 8 octobre 1791
  - Armée du Midi, Armée d'Italie
  - Personnalités :
  - Amalgamé lors de la première réorganisation dans la 83e demi-brigade de première formation
    - Amalgamé lors de la deuxième réorganisation dans la 57e demi-brigade de deuxième formation
- 5e bataillon de volontaires de la Drôme dit bataillon de volontaires de l'Ouvèze[Note 10], formé le 5 août 1792 :
  - En garnison à Pontarlier
  - Personnalités :
  - Amalgamé lors de la première réorganisation dans la 201e demi-brigade de première formation
    - Amalgamé lors de la deuxième réorganisation dans la 106e demi-brigade de deuxième formation
- 6e bataillon de volontaires de la Drôme, formé le 5 août 1792
  - En garnison à Besançon
  - Personnalités : Jean-Étienne Championnet alors lieutenant-colonel en chef du bataillon
  - Amalgamé lors de la première réorganisation dans la 11e demi-brigade légère de première formation
    - Amalgamé lors de la deuxième réorganisation dans la 10e demi-brigade légère de deuxième formation
- 7e bataillon de volontaires de la Drôme, formé le 5 août 1792
  - En garnison à la citadelle de Besançon
  - Personnalités :
  - Amalgamé lors de la première réorganisation dans la 203e demi-brigade de première formation
    - Amalgamé lors de la deuxième réorganisation dans la 100e demi-brigade de deuxième formation
- 8e bataillon de volontaires de la Drôme, formé le 5 août 1792
  - En garnison à Dole
  - Personnalités : Saint-Cyr Nugues alors volontaire puis sergent
  - Amalgamé lors de la première réorganisation dans la 15e demi-brigade légère bis de première formation
    - Amalgamé lors de la deuxième réorganisation dans la 3e demi-brigade légère de deuxième formation
- 9e bataillon de volontaires de la Drôme également appelé 1er bataillon de grenadiers de la Drôme, formé le 12 août 1792
  - Armée des Alpes
  - Personnalités : Louis André Bon alors lieutenant colonel en chef du bataillon
  - Amalgamé lors de la première réorganisation dans la 1re demi-brigade provisoire de première formation
    - Amalgamé lors de la deuxième réorganisation dans la 25e demi-brigade de deuxième formation
- 10e bataillon de volontaires de la Drôme
  - Armée d'Italie
  - Personnalités :
  - Le 21 mai 1794, le bataillon entre dans la 117e demi-brigade de première formation permettant de porter sa force à 3 235 hommes[84]
- 11e bataillon de volontaires de la Drôme 
  - Armée d'Italie
  - Personnalités :
  - Le 21 mai 1794, le bataillon entre dans la 117e demi-brigade de première formation permettant de porter sa force à 3 235 hommes[84]
- Bataillon de volontaires de Montélimar
  - Armée d'Italie
  - Personnalités :
  - Le 21 mai 1794, le bataillon entre dans la 117e demi-brigade de première formation permettant de porter sa force à 3 235 hommes[84]
- Bataillon de volontaires de Nyons, formé le 9 vendémiaire an II (30 septembre 1793)
  - Personnalités : Joseph Charras alors volontaire puis capitaine.
  - Non amalgamé lors de la première réorganisation
    - Amalgamé lors de la deuxième réorganisation dans la 4e demi-brigade légère de deuxième formation

### Eure
De 1791 à 1793, les 6 districts (Évreux, Les Andelys, Bernay, Louviers, Pont-Audemer et Verneuil) du département de l'Eure fournirent 5 bataillons et 1 compagnie
- 1er bataillon de volontaires de l'Eure, formé le 12 septembre 1791
  - Armée de Belgique, Armée du Nord, Siège de Lille, 2e bataille de Wissembourg
  - Personnalités : Lieutenant-colonel Simon-Louis Le Bugle de l’Orme, de Dreux, 40 ans chef du bataillon.
  - Non amalgamé lors de la première réorganisation
    - Amalgamé lors de la deuxième réorganisation dans la 96e demi-brigade de deuxième formation
- 2e bataillon de volontaires de l'Eure, formé le 12 septembre 1791
  - Guerres de la Première Coalition, Armée du Nord, Armée de Belgique, Bataille de Jemappes, Prise de Bruxelles, Bataille de Neerwinden, Siège de Valenciennes, Guerre de Vendée, Armée de l'Ouest
  - Personnalités : Charles Nicolas Adrien Delanney alors lieutenant-colonel en chef du bataillon
  - Non amalgamé lors de la première réorganisation
    - Amalgamé lors de la deuxième réorganisation dans la 40e demi-brigade de deuxième formation
- 3e bataillon de volontaires de l'Eure également appelé 30e bataillon de volontaires des réserves, formé le 7 septembre 1792
  - En garnison à Ypres, Armée du Nord
  - Personnalités : Louis Marie Turreau de Garambouville, baron de Linières alors lieutenant-colonel en chef du bataillon
  - Amalgamé lors de la première réorganisation dans la 128e demi-brigade de première formation
    - Amalgamé lors de la deuxième réorganisation dans la 7e demi-brigade de deuxième formation
- 4e bataillon de volontaires de l'Eure également appelé 26e bataillon de volontaires des réserves, formé le 9 octobre 1792
  - Armée du Rhin
  - Personnalités :
  - Amalgamé lors de la première réorganisation dans la 41e demi-brigade de première formation
    - Amalgamé lors de la deuxième réorganisation dans la 93e demi-brigade de deuxième formation
- 5e bataillon de volontaires de l'Eure, formé en octobre 1792
  - Armée de Mayence, Siège de Mayence, Guerre de Vendée
  - Personnalités :
  - Amalgamé lors de la première réorganisation dans la Demi-brigade d'Eure et Landes
    - Amalgamé lors de la deuxième réorganisation dans la 17e demi-brigade de deuxième formation
- Compagnie de chasseurs de l'Eure également appelé compagnie de chasseurs volontaires du district d'Evreux, formée le 30 août 1792
  - Personnalités :
  - Non amalgamé lors de la première réorganisation
    - Amalgamé lors de la deuxième réorganisation dans la 6e demi-brigade légère de deuxième formation

### Eure-et-Loir

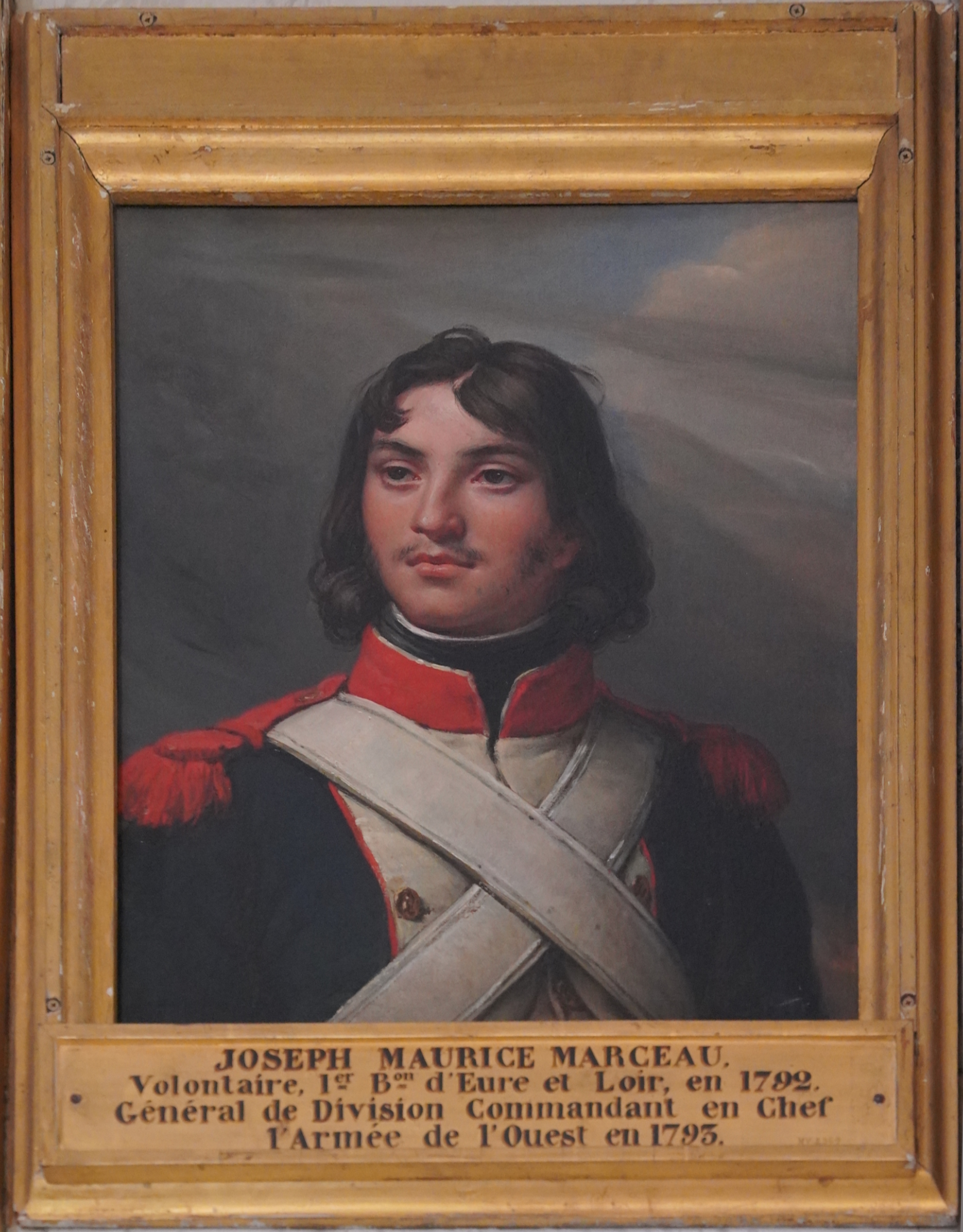
Marceau, volontaire du 1er bataillon d'Eure et Loir, château de Versailles.

De 1791 à 1793, les 6 districts (Chartres, Châteaudun, Châteauneuf-en-Thymerais, Dreux, Janville et Nogent-le-Rotrou) du département d'Eure-et-Loir fournirent 3 bataillons
- 1er bataillon de volontaires d'Eure-et-Loir, formé le 1er novembre 1791
  - Armée du Nord, Bataille de Valmy, Armée de Belgique, Bataille de Jemappes
  - Personnalités :
    - François Séverin Marceau alors capitaine, puis adjudant-major et lieutenant-colonel en second
    - Louis Pierre Huet, chef du bataillon le 4 novembre 1791

  - Amalgamé lors de la première réorganisation dans la 164e demi-brigade de première formation
    - Amalgamé lors de la deuxième réorganisation dans la 29e demi-brigade de deuxième formation
- 2e bataillon de volontaires d'Eure-et-Loir, formé le 1er décembre 1792
  - Armée du Rhin
  - Personnalités :
  - Amalgamé lors de la première réorganisation dans la 92e demi-brigade de première formation
    - Amalgamé lors de la deuxième réorganisation dans la 44e demi-brigade de deuxième formation
- 3e bataillon de volontaires d'Eure-et-Loir également appelé bataillon de Chartres, formé le 6 septembre 1793
  - Personnalités :
  - Non amalgamé lors de la première réorganisation
    - Amalgamé lors de la deuxième réorganisation dans la 6e demi-brigade de deuxième formation
- Compagnie de grenadiers nationaux d'Eure-et-Loir
  - En garnison à Longwy
  - Personnalités :

### Finistère
De 1791 à 1793, les 9 districts (Brest, Carhaix, Châteaulin, Landerneau, Lesneven, Morlaix, Pont-Croix, Quimper et Quimperlé) du département du Finistère fournirent 3 bataillons et 1 compagnie
- 1er bataillon de volontaires du Finistère, formé le 23 octobre 1791
  - Personnalités : Charles François Filon alors lieutenant-colonel en chef du bataillon
  - En garnison à Gand, Armée du Nord
  - Amalgamé lors de la première réorganisation dans la Demi-brigade du Finistère
    - Amalgamé lors de la deuxième réorganisation dans la 66e demi-brigade de deuxième formation
- 2e bataillon de volontaires du Finistère, formé le 23 octobre 1791
  - Personnalités : Jacques Mathurin Lafosse alors adjudant
  - En garnison à Lille
  - Amalgamé lors de la première réorganisation dans la 9e demi-brigade de première formation
    - Amalgamé lors de la deuxième réorganisation dans la 105e demi-brigade de deuxième formation
- 3e bataillon de volontaires du Finistère, formé le 23 octobre 1791
  - Personnalités : Jean Étienne de Saint-Martin alors sous-lieutenant
  - Révolution haïtienne, Bataille du Cap-français
  - Alors aux colonies il ne fut pas amalgamé lors de la première réorganisation
    - Alors aux colonies il ne fut pas amalgamé lors de la deuxième réorganisation. Signalé à Saint-Louis-du-Nord, le 11 décembre 1794, on ignore ce que devinrent les débris du 3e bataillon après cette date.
- Compagnie de chasseurs volontaires du Finistère, formée le 17 août 1792
  - En garnison à Abbeville
  - Personnalités :
- Compagnie franche des chasseurs nationaux de Morlaix, formée le 21 août 1792
  - En garnison à Landrecies
  - Personnalités :

### Gard
De 1791 à 1793, les 8 districts (Alais, Beaucaire, Nîmes, Pont-Saint-Esprit, Saint-Hippolyte, Sommières, Uzès et Le Vigan) du département du Gard fournirent 8 bataillons et 1 compagnie
- 1er bataillon de volontaires du Gard, formé le 3 septembre 1791
  - Armée des Alpes, Soulèvement de Lyon, Insurrections fédéralistes, Siège de Lyon
  - Personnalités :
  - Amalgamé lors de la première réorganisation dans la 14e demi-brigade de première formation
    - Amalgamé lors de la deuxième réorganisation dans la 63e demi-brigade de deuxième formation
- 2e bataillon de volontaires du Gard, formé le 3 septembre 1791
  - Camp de L'Épine, Armée de Belgique, Bataille de Jemappes
  - Personnalités : Régis Barthélemy Mouton-Duvernet alors volontaire
  - Non amalgamé lors de la première réorganisation
    - Amalgamé lors de la deuxième réorganisation dans la 41e demi-brigade de deuxième formation
- 2e bataillon bis de volontaires du Gard 
  - Personnalités :
  - Amalgamé lors de la première réorganisation dans la 14e demi-brigade de première formation
    - Amalgamé lors de la deuxième réorganisation dans la 63e demi-brigade de deuxième formation
- 3e bataillon de volontaires du Gard, formé le 2 septembre 1791
  - Armée du Rhin
  - Personnalités : Jean-Charles Pichegru alors lieutenant-colonel en chef du bataillon
  - Amalgamé lors de la première réorganisation dans la 79e demi-brigade de première formation
    - Amalgamé lors de la deuxième réorganisation dans la 79e demi-brigade de deuxième formation
- 4e bataillon de volontaires du Gard également appelé 1er bataillon du district de Pont-Saint-Esprit où 1er bataillon de grenadiers du Gard, formé le 8 novembre 1792
  - Armée des Pyrénées
  - Personnalités : François Antoine Teste, alors lieutenant-colonel
  - Amalgamé lors de la première réorganisation dans la 2e demi-brigade provisoire de première formation
    - Lors de la deuxième réorganisation le 1er bataillon de la 2e demi-brigade provisoire de première formation est incorporé dans la 22e demi-brigade légère de deuxième formation
    - Lors de la deuxième réorganisation le 2e bataillon de la 2e demi-brigade provisoire première formation est incorporé dans la 35e demi-brigade de deuxième formation
    - Lors de la deuxième réorganisation le 3e bataillon de la 2e demi-brigade provisoire première formation est incorporé dans la 57e demi-brigade de deuxième formation
- 5e bataillon de volontaires du Gard également appelé 1er bataillon de grenadiers d'Uzès, formé le 26 avril 1793
  - Personnalités :
  - Amalgamé lors de la première réorganisation dans la 7e demi-brigade provisoire de première formation
    - Lors de la deuxième réorganisation le 1er bataillon de la 7e demi-brigade provisoire de première formation est incorporé dans la 23e demi-brigade légère de deuxième formation
    - Lors de la deuxième réorganisation le 2e bataillon de la 7e demi-brigade provisoire de première formation est incorporé dans la 11e demi-brigade de deuxième formation
    - Lors de la deuxième réorganisation le 3e bataillon de la 7e demi-brigade provisoire de première formation est incorporé dans la 80e demi-brigade de deuxième formation
- 5e bataillon bis de volontaires du Gard également appelé 2e bataillon de grenadiers d'Uzès
  - Armée des Alpes
  - Personnalités : Alexandre Voulland alors lieutenant-colonel en chef du bataillon
  - Amalgamé lors de la première réorganisation dans la 14e demi-brigade provisoire de première formation
    - Amalgamé lors de la deuxième réorganisation dans la 63e demi-brigade de deuxième formation
- 2e bataillon de grenadiers du Gard
  - Personnalités : Jacques Laurent Gilly alors simple volontaire puis lieutenant-colonel en second ; Alexandre Voulland lieutenant-colonel commandant le bataillon.
- 3e bataillon de grenadiers du Gard
  - Personnalités :
  - Armée des Pyrénées
- Compagnie de chasseurs nationaux volontaires du Bourg de Quissac
  - Armée des Alpes
  - Personnalités :

### Haute-Garonne
De 1791 à 1793, les 8 districts (Toulouse, Rieux, Villefranche, Castelsarrasin, Muret, Saint-Gaudens, Revel et Grenade) du département de la Haute-Garonne fournirent 11 bataillons
- 1er bataillon de volontaires de la Haute-Garonne, formé le 11 décembre 1791
  - Armée du Midi, Armée d'Italie
  - Personnalités : Dominique Martin Dupuy alors lieutenant-colonel en chef, Jean Joseph Magdeleine Pijon alors lieutenant-colonel en second, François Roguet alors adjudant
  - Amalgamé lors de la première réorganisation dans la 21e demi-brigade de première formation
    - Amalgamé lors de la deuxième réorganisation dans la 32e demi-brigade de deuxième formation
- 2e bataillon de volontaires de la Haute-Garonne, formé le 24 janvier 1792
  - Armée des Alpes
  - Personnalités : Généraux Jean Antoine Verdier alors adjudant-major-lieutenant, Pierre Chabert alors volontaire puis sergent-major
  - Amalgamé lors de la première réorganisation dans la 122e demi-brigade de première formation
    - Amalgamé lors de la deuxième réorganisation dans la 57e demi-brigade de deuxième formation
- 3e bataillon de volontaires de la Haute-Garonne, formé le 12 février 1792
  - Armée des Alpes, Armée d'Italie
  - Personnalités : Général Jean Dominique Compans alors capitaine, Joseph Magdelaine Martin alors simple volontaire puis capitaine, lieutenant-colonel en second et lieutenant-colonel en chef.
  - Amalgamé lors de la première réorganisation dans la 122e demi-brigade de première formation
    - Amalgamé lors de la deuxième réorganisation dans la 57e demi-brigade de deuxième formation
- 4e bataillon de volontaires de la Haute-Garonne, formé le 8 mars 1792
  - Armée des Alpes
  - Personnalités : Marie Étienne de Barbot alors lieutenant-colonel en second du bataillon
  - Amalgamé lors de la première réorganisation dans la 130e demi-brigade de première formation
    - Amalgamé lors de la deuxième réorganisation dans la 4e demi-brigade de deuxième formation
- 5e bataillon de volontaires de la Haute-Garonne, formé le 10 mars 1792
  - Armée des Alpes, Armée des Pyrénées orientales
  - Personnalités : Jean-Chrysostôme Calès alors lieutenant
  - Amalgamé lors de la première réorganisation dans la 130e demi-brigade de première formation
    - Amalgamé lors de la deuxième réorganisation dans la 4e demi-brigade de deuxième formation
- 6e bataillon de volontaires de la Haute-Garonne, formé le 27 mars 1792
  - Armée des Pyrénées
  - Personnalités :
  - Amalgamé lors de la première réorganisation dans la Demi-brigade d'Eure et Landes
    - Amalgamé lors de la deuxième réorganisation dans la 17e demi-brigade de deuxième formation
- 7e bataillon de volontaires de la Haute-Garonne, formé le 15 avril 1792
  - En garnison à Toulouse
  - Personnalités :
  - Amalgamé lors de la première réorganisation dans la 1re demi-brigade provisoire de première formation
    - Amalgamé lors de la deuxième réorganisation dans la 25e demi-brigade de deuxième formation
- 8e bataillon de volontaires de la Haute-Garonne également appelé 5e brigade de la Montagne 
  - Personnalités :
  - Amalgamé lors de la première réorganisation dans la 6e demi-brigade provisoire de première formation
    - Amalgamé lors de la deuxième réorganisation dans la 18e demi-brigade de deuxième formation
- 9e bataillon de volontaires de la Haute-Garonne 
  - Personnalités :
  - Amalgamé lors de la première réorganisation dans la 20e demi-brigade légère de première formation
    - Amalgamé lors de la deuxième réorganisation dans la 7e demi-brigade légère de deuxième formation
- 10e bataillon de volontaires de la Haute-Garonne, formé le 20 septembre 1793
  - Personnalités :
  - Amalgamé lors de la première réorganisation dans la 20e demi-brigade légère de première formation
    - Amalgamé lors de la deuxième réorganisation dans la 7e demi-brigade légère de deuxième formation
- Chasseurs de la Haute-Garonne également appelés 1er bataillon de chasseurs de la Haute-Garonne
  - En garnison à Bayonne, Guerre de Vendée, Armée des côtes de La Rochelle[59], Entre dans la formation du 20e bataillon de chasseurs en mars 1793. Armée d'Italie, Armée des Pyrénées Occidentales.
  - Personnalités :
  - Amalgamé lors de la première réorganisation dans la 20e demi-brigade légère de première formation
    - Amalgamé lors de la deuxième réorganisation dans la 7e demi-brigade légère de deuxième formation
- 1re compagnie de chasseurs de la Haute-Garonne, formée le 14 juillet 1792
  - Armée des Pyrénées
  - Personnalités :
- 2e compagnie de chasseurs de la Haute-Garonne, formée le 14 juillet 1792
  - Armée des Pyrénées
  - Personnalités :

### Gers
De 1791 à 1793, les 6 districts (Auch, Condom, L'Isle-Jourdain, Lectoure, Mirande et Nogaro) du département du Gers fournirent 8 bataillons et 2 compagnies
- 1er bataillon de volontaires du Gers, formé le 20 juin 1792
  - Armée des Pyrénées, Armée des Pyrénées orientales
  - Personnalités : Jean-Jacques de Laterrade alors lieutenant-colonel en chef du bataillon
  - Amalgamé lors de la première réorganisation dans la 105e demi-brigade de  première formation
    - Amalgamé lors de la deuxième réorganisation dans la 51e demi-brigade de deuxième formation
- 2e bataillon de volontaires du Gers, formé le 20 juin 1792
  - Armée des Pyrénées orientales, Armée des Pyrénées
  - Personnalités : Jérôme Soulès alors lieutenant-colonel, Jacques-Gervais Subervie alors lieutenant, Jean Lannes le futur maréchal de France en est élu sous lieutenant, Pierre Banel alors adjudant-major, Joseph Lagrange alors capitaine.
  - Amalgamé lors de la première réorganisation dans la 105e demi-brigade de  première formation
    - Amalgamé lors de la deuxième réorganisation dans la 51e demi-brigade de deuxième formation
- 3e bataillon de volontaires du Gers également appelé bataillon de Lectoure, formé le 1er décembre 1792
  - En garnison à Auch
  - Personnalités : Pierre Léglise alors simple soldat.
  - Amalgamé lors de la première réorganisation dans la demi-brigade de Gers et Gironde
    - Amalgamé lors de la deuxième réorganisation dans la 28e demi-brigade légère de deuxième formation
- 4e bataillon de volontaires du Gers, formé le 11 juillet 1793
  - En garnison à Oloron
  - Personnalités : Marie Joseph Delort alors simple soldat.
  - Amalgamé lors de la première réorganisation dans la demi-brigade de Gers et Bayonne
    - Amalgamé lors de la deuxième réorganisation dans la 28e demi-brigade légère de deuxième formation
- 5e bataillon de volontaires du Gers, formé le 21 septembre 1793
  - Personnalités :
  - Amalgamé lors de la première réorganisation dans la demi-brigade de Gers et Bayonne
    - Amalgamé lors de la deuxième réorganisation dans la 28e demi-brigade légère de deuxième formation
- 6e bataillon de volontaires du Gers, formé le 20 juin 1793
  - Personnalités :
  - Amalgamé lors de la première réorganisation dans la demi-brigade de Gers et Gironde
    - Amalgamé lors de la deuxième réorganisation dans la 28e demi-brigade légère de deuxième formation
- 7e bataillon de volontaires du Gers, formé le 8 octobre 1793
  - Personnalités :
  - Amalgamé lors de la première réorganisation dans la demi-brigade de l'Ardèche
    - Amalgamé lors de la deuxième réorganisation dans la 28e demi-brigade légère de deuxième formation
- Bataillon de volontaires de Mirande, formé en pluviôse an II
- 1re compagnie de chasseurs nationaux à pied du Gers, formée le 7 juillet 1792
  - Armée des Pyrénées
  - Personnalités :
- 2e compagnie de chasseurs nationaux à pied du Gers, formée le 7 juillet 1792
  - Armée des Pyrénées
  - Personnalités :
- Compagnie de volontaires de Sauve (Gers)
  - Armée des Pyrénées
  - Personnalités :

### Gironde
De 1791 à 1793, les 7 districts (Bazas, Blaye, Bordeaux, Cadillac, Lesparre, Libourne et La Réole) du département de Bec-d'Ambès devenu département de la Gironde fournirent 17 bataillons
- 1er bataillon de volontaires de la Gironde également appelé 1er bataillon de volontaires du Bec-d'Ambès, formé le 18 septembre 1791
  - Personnalités :
  - En garnison à Anvers, Armée du Nord
  - Non amalgamé lors de la première réorganisation (Devait être incorporé dans la 15e demi-brigade de première formation)
    - Amalgamé lors de la deuxième réorganisation dans la 27e demi-brigade de deuxième formation
- 2e bataillon de volontaires de la Gironde également appelé 2e bataillon de volontaires du Bec-d'Ambès, formé le 18 septembre 1791
  - Personnalités : Jean Dominique Favereau alors lieutenant-colonel en chef du bataillon, Nicolas Thomas de Sorlus-Crause alors lieutenant-colonel en second
  - En garnison à Gand, Armée du Nord
  - Amalgamé lors de la première réorganisation dans la 72e demi-brigade de première formation
    - Amalgamé lors de la deuxième réorganisation dans la 30e demi-brigade de deuxième formation
- 3e bataillon de volontaires de la Gironde, formé le 25 septembre 1791
  - Personnalités : Jean Pierre Girard-dit-Vieux alors lieutenant-colonel en chef du bataillon, Joseph Latour alors lieutenant
  - Armée des Alpes, 2e bataille de Wissembourg
  - Amalgamé lors de la première réorganisation dans la 65e demi-brigade de première formation
    - Amalgamé lors de la deuxième réorganisation dans la 68e demi-brigade de deuxième formation
- 4e bataillon de volontaires de la Gironde, formé le 25 septembre 1791
  - Personnalités : Jean Chemineau alors sergent-major, lieutenant puis capitaine.
  - Armée des Alpes
  - Non amalgamé lors de la première réorganisation
    - Amalgamé lors de la deuxième réorganisation dans la 58e demi-brigade de deuxième formation
- 5e bataillon de volontaires de la Gironde, formé le 27 septembre 1791
  - Personnalités : Hugues Brisset de Montbrun de Pomarède alors lieutenant-colonel
  - Armée du Midi, Armée des Alpes, Conquête de la Savoie, Siège de Toulon, Armée des Pyrénées-Orientales, Guerre du Roussillon, 1re bataille du Boulou, Bataille de Figueras, siège de Roses.
  - Amalgamé lors de la première réorganisation dans la 13e demi-brigade de première formation
    - Amalgamé lors de la deuxième réorganisation dans la 80e demi-brigade de deuxième formation
- 6e bataillon de volontaires de la Gironde, formé le 29 septembre 1791
  - Personnalités : François Belloc lieutenant-colonel en chef du bataillon
  - Armée du Midi, Armée des Alpes, Conquête de la Savoie, Bataille de Méribel, Soulèvement de Lyon, Insurrections fédéralistes, Siège de Lyon, Siège de Toulon, Armée des Pyrénées-Orientales, Guerre du Roussillon, 1re bataille du Boulou, Bataille de Figueras, Siège de Roses.
  - Amalgamé lors de la première réorganisation dans la 13e demi-brigade de première formation
    - Amalgamé lors de la deuxième réorganisation dans la 80e demi-brigade de deuxième formation
- 7e bataillon de volontaires de la Gironde également appelé bataillon de Bordeaux, formé le 9 août 1792
  - Personnalités : Jean Abbadie-Coulac dit de Labadie-Coulac ou Jean de Labadie alors lieutenant-colonel en chef du bataillon, Marie Auguste Pâris alors sergent
  - Armée des Pyrénées
  - Amalgamé lors de la première réorganisation dans la 148e demi-brigade de première formation
    - Amalgamé lors de la deuxième réorganisation dans la 34e demi-brigade de deuxième formation
- 8e bataillon de volontaires de la Gironde formé le 23 vendémiaire an I (14 octobre 1792)[85]
  - Personnalités : Jean Garderat alors lieutenant-colonel en chef du bataillon
  - En garnison à Libourne, armée des Pyrénées, Combat de Saint-Jean-Pied-de-Port, armée des Pyrénées Orientales, bataille de Mas Deu, combat de Cabestany
  - Amalgamé lors de la première réorganisation dans la 1re demi-brigade légère de première formation
    - Amalgamé lors de la deuxième réorganisation dans la 17e demi-brigade légère de deuxième formation
- 9e bataillon de volontaires de la Gironde, formé le 25 brumaire an I (15 novembre 1792)
  - Personnalités : Jean André Praefke alors lieutenant-colonel en chef du bataillon
  - En garnison à Bordeaux, Guerre de Vendée, Armée des côtes de La Rochelle[65]
  - Amalgamé lors de la première réorganisation dans la demi-brigade de Gironde et Lot-et-Garonne
    - Amalgamé lors de la deuxième réorganisation dans la 28e demi-brigade légère de deuxième formation
- 10e bataillon de volontaires de la Gironde également appelé bataillon de Libourne, formé le 25 floréal an I (14 mai 1793)
  - Personnalités :
  - Guerre de Vendée, Armée des côtes de La Rochelle[59]
  - Amalgamé lors de la première réorganisation dans la 114e demi-brigade de première formation
    - Amalgamé lors de la deuxième réorganisation dans la 35e demi-brigade de deuxième formation
- 10e bataillon bis de volontaires de la Gironde, formé en octobre 1792
  - Personnalités :
  - Amalgamé lors de la première réorganisation dans la demi-brigade de Gironde et Lot-et-Garonne
    - Amalgamé lors de la deuxième réorganisation dans la 28e demi-brigade légère de deuxième formation
- 11e bataillon de volontaires de la Gironde, formé le 29 prairial an I (17 juin 1793)
  - Personnalités :
  - Amalgamé lors de la première réorganisation dans la 148e demi-brigade de première formation
    - Amalgamé lors de la deuxième réorganisation dans la 34e demi-brigade de deuxième formation
- 12e bataillon de volontaires de la Gironde, formé le 13 messidor an I (1er juillet 1793)
  - Personnalités :
  - Amalgamé lors de la première réorganisation dans la 201e demi-brigade de première formation
    - Amalgamé lors de la deuxième réorganisation dans la 106e demi-brigade de deuxième formation
- 13e bataillon de volontaires de la Gironde
  - Personnalités :
  - Incorporé
    - Incorporé
- 14e bataillon de volontaires de la Gironde, formé le 8 vendémiaire an II (29 septembre 1793)
  - Personnalités :
  - Amalgamé lors de la première réorganisation dans la 114e demi-brigade de première formation
    - Amalgamé lors de la deuxième réorganisation dans la 35e demi-brigade de deuxième formation
- 16e bataillon de volontaires de la Gironde, formé le 20 brumaire an II (10 novembre 1793)
  - Personnalités :
  - Amalgamé lors de la première réorganisation dans la demi-brigade de Gers et Gironde
    - Amalgamé lors de la deuxième réorganisation dans la 28e demi-brigade légère de deuxième formation
- Bataillon de piquiers de La Réole, formé le 23 brumaire an II (13 novembre 1793)
  - Personnalités :
  - Amalgamé lors de la première réorganisation dans la demi-brigade des Aurois
    - Amalgamé lors de la deuxième réorganisation dans la 7e demi-brigade légère de deuxième formation
- 1er bataillon de volontaires de Bordeaux
  - Personnalités :
  - Guerre de Vendée[65], colonne Boulard
- 2e bataillon de volontaires de Bordeaux
  - Personnalités :
  - Guerre de Vendée[65], colonne Boulard
- Chasseurs de la Gironde
  - Guerre de Vendée, Armée des côtes de La Rochelle[59],
  - Personnalités :
- 1re compagnie de chasseurs volontaires de la Gironde
  - Armée des Alpes
  - Personnalités :
- 2e compagnie de chasseurs volontaires de la Gironde
  - Armée des Alpes
  - Personnalités :
- Compagnie de volontaires de Libourne
  - Armée des Alpes
  - Personnalités :
- Chasseurs de Bordeaux

### Hérault
De 1791 à 1793, les 4 districts (Montpellier, Béziers, Lodève et Saint-Pons) du département de l'Hérault fournirent 9 bataillons et 1 compagnie
- 1er bataillon de volontaires de l'Hérault, formé le 2 octobre 1791
  - Armée du Midi, Armée d'Italie
  - Personnalités : Jean-Jacques François de Soulier alors lieutenant-colonel en second, François Macquard alors lieutenant-colonel, Jean Ranchin de Massia alors lieutenant-colonel, Jacques Gilles Henri Goguet alors volontaire puis chef du bataillon, Antoine Dorfeuille alors sous-lieutenant, Pierre Gabriel Aussenac alors instructeur, Mathieu Tisson alors lieutenant.
  - Amalgamé lors de la première réorganisation dans la 129e demi-brigade de première formation
    - Amalgamé lors de la deuxième réorganisation dans la 32e demi-brigade de deuxième formation
- 2e bataillon de volontaires de l'Hérault, formé le 1er août 1792
  - Armée d'Italie
  - Personnalités : Jean-Jacques Dortoman alors lieutenant-colonel.
  - Amalgamé lors de la première réorganisation dans la 129e demi-brigade de première formation
    - Amalgamé lors de la deuxième réorganisation dans la 32e demi-brigade de deuxième formation
- 3e bataillon de volontaires de l'Hérault, formé le 23 août 1793
  - Armée d'Italie, Armée des Pyrénées
  - Personnalités : Mathieu Tisson alors lieutenant-colonel en chef, Louis-Joseph Mejan alors adjudant
  - Amalgamé lors de la première réorganisation dans la demi-brigade du Jura et de l'Hérault
    - Lors de la deuxième réorganisation le 1er bataillon de la demi-brigade du Jura et de l'Hérault est incorporé dans la 7e demi-brigade légère de deuxième formation
    - Lors de la deuxième réorganisation les 2e et 3e bataillons de la demi-brigade du Jura et de l'Hérault sont incorporés dans la 80e demi-brigade de deuxième formation
- 4e bataillon de volontaires de l'Hérault, formé le 25 février 1793
  - Guerre de Vendée, Armée des côtes de La Rochelle[59]
  - Personnalités :
  - Non amalgamé lors de la première réorganisation
    - 23e demi-brigade légère de deuxième formation
- 5e bataillon de volontaires de l'Hérault, formé le 5 mai 1793
  - Personnalités : Jean Guillaume Barthélemy Thomières alors volontaire puis capitaine
  - Amalgamé lors de la première réorganisation dans la 12e demi-brigade provisoire de première formation
    - Amalgamé lors de la deuxième réorganisation dans la 18e demi-brigade légère de deuxième formation
- 5e bataillon bis de volontaires de l'Hérault, formé le 19 mai 1793
  - Personnalités :
  - Amalgamé lors de la première réorganisation dans la 7e demi-brigade provisoire de première formation
    - Amalgamé lors de la deuxième réorganisation dans la 11e demi-brigade de deuxième formation
- 6e bataillon de volontaires de l'Hérault, formé le 19 mai 1793
  - Armée des Pyrénées orientales, 2e bataille du Boulou
  - Personnalités : Vital Joachim Chamorin alors sous-lieutenant
  - Amalgamé lors de la première réorganisation dans la 12e demi-brigade provisoire de première formation
    - Amalgamé lors de la deuxième réorganisation dans la 18e demi-brigade légère de deuxième formation
- 7e bataillon de volontaires de l'Hérault également appelé bataillon de Montpellier, formé le 19 mai 1793
  - Personnalités :
  - Amalgamé lors de la première réorganisation dans la 12e demi-brigade provisoire de première formation
    - Amalgamé lors de la deuxième réorganisation dans la 18e demi-brigade légère de deuxième formation
- 1er bataillon de Béziers
  - Armée des Pyrénées orientales
  - Personnalités :
  - Amalgamé lors de la première réorganisation dans la 10e demi-brigade provisoire de première formation
    - Amalgamé lors de la deuxième réorganisation dans la 63e demi-brigade de deuxième formation
- Chasseurs de l'Hérault
  - Entre dans la formation du 20e bataillon de chasseurs en mars 1793. Armée d'Italie, Armée des Pyrénées Occidentales.
  - Personnalités :
  - Amalgamé lors de la première réorganisation dans la 20e demi-brigade légère de première formation
    - Amalgamé lors de la deuxième réorganisation dans la 7e demi-brigade légère de deuxième formation
- Compagnie de dragons de l'Hérault
  - Armée des Pyrénées
  - Personnalités :
- Compagnie franche de Béziers

### Ille-et-Vilaine
De 1791 à 1793, les 9 districts (Bain-de-Bretagne, Dol, Fougères, La Guerche-de-Bretagne, Montfort, Redon, Rennes, Saint-Malo et Vitré) du département d'Ille-et-Vilaine fournirent 3 bataillons
- 1er bataillon de volontaires d'Ille-et-Vilaine, formé le 10 septembre 1791
  - En garnison à Anvers, Armée du Nord
  - Personnalités : Jean Victor Marie Moreau alors lieutenant-colonel en chef du bataillon, François-Joseph Leguay alors capitaine, René François Aubrée alors capitaine
  - Amalgamé lors de la première réorganisation dans la 31e demi-brigade de première formation
    - Amalgamé lors de la deuxième réorganisation dans la 42e demi-brigade de deuxième formation
- 2e bataillon de volontaires d'Ille-et-Vilaine, formé le 10 septembre 1791
  - Armée de Belgique, Armée du Nord, Bataille de Jemappes
  - Personnalités :
  - Amalgamé lors de la première réorganisation dans la 31e demi-brigade de première formation
    - Amalgamé lors de la deuxième réorganisation dans la 42e demi-brigade de deuxième formation
- 3e bataillon de volontaires d'Ille-et-Vilaine, formé le 25 septembre 1792
  - Armée des côtes de Brest, Armée des côtes de La Rochelle, Armée des côtes de Cherbourg, Guerre de Vendée, Expédition de Quiberon, Bataille de Machecoul
  - Personnalités : Pierre André Grobon alors simple volontaire puis capitaine
  - Non amalgamé lors de la première réorganisation
    - Amalgamé lors de la deuxième réorganisation dans la 52e demi-brigade de deuxième formation
- Compagnie franche des chasseurs de Rennes également appelée compagnie des volontaires cavaliers de Rennes
  - Armée des Ardennes
  - Personnalités :

### Indre
De 1791 à 1793, les 6 districts (Issoudun, Châteauroux, Argenton, Le Blanc, La Châtre et Châtillon-sur-Indre) du département de l'Indre fournirent 2 bataillons
- 1er bataillon de volontaires de l'Indre, formé le 26 octobre 1791
  - Armée de la Moselle
  - Personnalités : Joseph François Claude de Sabardin alors lieutenant-colonel en second
  - Amalgamé lors de la première réorganisation dans la 54e demi-brigade de première formation
    - Amalgamé lors de la deuxième réorganisation dans la 89e demi-brigade de deuxième formation
- 2e bataillon de volontaires de l'Indre, formé le 26 octobre 1791
  - Personnalités :
  - Amalgamé lors de la première réorganisation dans la 17e demi-brigade de première formation
    - Amalgamé lors de la deuxième réorganisation dans la 46e demi-brigade de deuxième formation

### Indre-et-Loire
De 1791 à 1793, les 7 districts (Tours, Amboise, Château-Renault, Loches, Chinon, Preuilly et Langeais) du département d'Indre-et-Loire fournirent 5 bataillons
- 1er bataillon de volontaires d'Indre-et-Loire, formé le 6 octobre 1791
  - Armée du Nord, Armée de Belgique, Guerre de Vendée, Armée des côtes de La Rochelle[59]
  - Personnalités :
  - Amalgamé lors de la première réorganisation dans la 10e demi-brigade de première formation
    - Amalgamé lors de la deuxième réorganisation dans la 33e demi-brigade de deuxième formation
- 2e bataillon de volontaires d'Indre-et-Loire, formé le 10 août 1791
  - En garnison à Gand, Armée du Nord, Guerre de Vendée, Armée des côtes de La Rochelle[59]
  - Personnalités :
  - Amalgamé lors de la première réorganisation dans la 10e demi-brigade de première formation
    - Amalgamé lors de la deuxième réorganisation dans la 33e demi-brigade de deuxième formation
- 3e bataillon de volontaires d'Indre-et-Loire, également appelé 2e bataillon de grenadiers et chasseurs d'Indre-et-Loire, formé le 26 septembre 1792
  - Armée du Nord corps de Biron
  - Personnalités :
  - Amalgamé lors de la première réorganisation dans la 139e demi-brigade de première formation
    - Lors de la deuxième réorganisation une partie de la 139e demi-brigade de première formation est incorporée dans la 21e demi-brigade de deuxième formation
    - Lors de la deuxième réorganisation une autre partie de la 139e demi-brigade de première formation est incorporée dans la 14e demi-brigade légère de deuxième formation
- 4e bataillon de volontaires d'Indre-et-Loire, formé le 5 mars 1793
  - Personnalités :
  - Non amalgamé lors de la première réorganisation (Devait être incorporé dans la 15e demi-brigade de première formation)
    - Amalgamé lors de la deuxième réorganisation dans la 27e demi-brigade de deuxième formation
- Bataillon de volontaires de Chinon, formé le 28 septembre 1793
  - Personnalités :
  - Non amalgamé lors de la première réorganisation
    - Amalgamé lors de la deuxième réorganisation dans la 28e demi-brigade légère de deuxième formation
- 23e bataillon de chasseurs également appelé compagnie franche de Bardon, formé le 12 août 1793
  - Commissionné à la fois en vertu de la loi du 22 juillet et de celle du 31 mai 1792, le 1er août, par le général en chef de l'armée du Nord pour une compagnie franche destinée à cette armée à lever dans les départements de Maine-et-Loire, de la Sarthe, d'Indre-et-Loire et circonvoisins. Cette compagnie n'avait pas rejoint l'armée du Nord ou elle comptait, et opérait dans la Sarthe, avec sa garnison à La Flèche.
  - Personnalités : Marc Antoine Pierre Bardon capitaine commandant la compagnie
  - Non amalgamé lors de la première réorganisation
    - Amalgamé lors de la deuxième réorganisation dans la 13e demi-brigade légère de deuxième formation

### Isère
De 1791 à 1793, les 4 districts (Grenoble, Saint-Marcellin, La Tour-du-Pin et Vienne) du département de l'Isère fournirent 11 bataillons
- 1er bataillon de volontaires de l'Isère, formé le 6 novembre 1791
  - Armée des Alpes
  - Personnalités : Pierre Antoine Husson alors sergent, Louis Chabert alors soldat
  - Amalgamé lors de la première réorganisation dans la 209e demi-brigade de première formation
    - Amalgamé lors de la deuxième réorganisation dans la 85e demi-brigade de deuxième formation
- 2e bataillon de volontaires de l'Isère, formé le 13 novembre 1791
  - Armée des Alpes, Armée d'Italie
  - Personnalités : Guilin Laurent Bizanet alors lieutenant-colonel en second, François-Xavier Bruno alors capitaine.
  - Amalgamé lors de la première réorganisation dans la 83e demi-brigade de première formation
    - Amalgamé lors de la deuxième réorganisation dans la 57e demi-brigade de deuxième formation
- 3e bataillon de volontaires de l'Isère, formé le 24 novembre 1791
  - Armée des Alpes, Soulèvement de Lyon, Insurrections fédéralistes, Siège de Lyon
  - Personnalités : Alexis Joseph Ravier de Jullière alors lieutenant-colonel en chef du bataillon
  - Amalgamé lors de la première réorganisation dans la 118e demi-brigade de première formation
    - Amalgamé lors de la deuxième réorganisation dans la 32e demi-brigade de deuxième formation
- 4e bataillon de volontaires de l'Isère, formé le 13 novembre 1791
  - Armée des Alpes
  - Personnalités : Pascal Antoine Fiorella alors lieutenant-colonel en chef du bataillon, Antoine Bénédict Carteret lieutenant-colonel en second du bataillon
  - Amalgamé lors de la première réorganisation dans la 46e demi-brigade de première formation
    - Amalgamé lors de la deuxième réorganisation dans la 39e demi-brigade de deuxième formation
- 5e bataillon de volontaires de l'Isère, formé le 20 novembre 1791
  - Armée des Alpes
  - Personnalités :
  - Non amalgamé lors de la première réorganisation
    - Amalgamé lors de la deuxième réorganisation dans la 4e demi-brigade légère de deuxième formation
- 6e bataillon de volontaires de l'Isère également appelé 1er bataillon de grenadiers, canonniers et chasseurs, formé le 6 octobre 1792
  - Armée des Alpes
  - Personnalités : Pierre Clavel alors volontaire puis capitaine
  - Amalgamé lors de la première réorganisation dans la 46e demi-brigade de première formation
    - Amalgamé lors de la deuxième réorganisation dans la 39e demi-brigade de deuxième formation
- 7e bataillon de volontaires de l'Isère également appelé 2e bataillon de grenadiers et chasseurs, formé le 17 janvier 1793
  - Personnalités :
  - Amalgamé lors de la première réorganisation dans la 20e demi-brigade de première formation
    - Amalgamé lors de la deuxième réorganisation dans la 11e demi-brigade de deuxième formation
- 8e bataillon de volontaires de l'Isère également appelé bataillon de Belley[86]
  - Siège de Lyon
  - Personnalités :
  - Amalgamé lors de la première réorganisation dans la 146e demi-brigade de première formation
    - Amalgamé lors de la deuxième réorganisation dans la 5e demi-brigade de deuxième formation
- 8e bataillon bis de volontaires de l'Isère également appelé bataillon de Vienne, formé le 28 brumaire an II
  - Personnalités :
  - Amalgamé lors de la première réorganisation dans la 16e demi-brigade légère de première formation
    - Amalgamé lors de la deuxième réorganisation dans la 22e demi-brigade légère de deuxième formation
- 9e bataillon de volontaires de l'Isère, formé le 19 germinal an II
  - Personnalités :
  - Amalgamé lors de la première réorganisation dans la 2e demi-brigade légère de première formation
    - Amalgamé lors de la deuxième réorganisation dans la 12e demi-brigade légère de deuxième formation
- 10e bataillon de volontaires de l'Isère, formé le 23 germinal an II
  - Personnalités :
  - Amalgamé lors de la première réorganisation dans la 3e demi-brigade provisoire de première formation
    - Amalgamé lors de la deuxième réorganisation dans la 57e demi-brigade de deuxième formation

### Jemmapes
De 1791 à 1793, le département de Jemmapes fourni 1 bataillon
- 1er bataillon de volontaires de Jemmapes
  - Personnalités :
  - Amalgamé lors de la première réorganisation dans la 7e demi-brigade légère de première formation
    - Lors de la deuxième réorganisation une partie de la 7e demi-brigade légère de première formation est incorporée dans la 5e demi-brigade légère de deuxième formation
    - Lors de la deuxième réorganisation une autre partie de la 7e demi-brigade légère de première formation est incorporée dans la 7e demi-brigade légère de deuxième formation

### Jura
De 1791 à 1793, les 6 districts (Dole, Arbois, Poligny, Lons-le-Saunier, Orgelet et Saint-Claude) du département du Jura fournirent 12 bataillons
- 1er bataillon de volontaires du Jura, formé le 6 octobre 1791
  - Armée des Vosges, 2e bataille de Wissembourg
  - Personnalités : Jacques François Sibot capitaine puis lieutenant-colonel en chef du bataillon
  - Amalgamé lors de la première réorganisation dans la 91e demi-brigade de première formation
    - Amalgamé lors de la deuxième réorganisation dans la 3e demi-brigade de deuxième formation
- 2e bataillon de volontaires du Jura, formé le 6 octobre 1791
  - Armée des Vosges, Armée de Mayence, Siège de Mayence, Guerre de Vendée
  - Personnalités : Jean-Pierre Travot alors lieutenant-colonel en second
  - Amalgamé lors de la première réorganisation dans la demi-brigade du Jura et de l'Hérault
    - Lors de la deuxième réorganisation le 1er bataillon de la Demi-brigade du Jura et de l'Hérault est incorporé dans la 7e demi-brigade légère de deuxième formation
    - Lors de la deuxième réorganisation les 2e et 3e bataillons de la Demi-brigade du Jura et de l'Hérault sont incorporés dans la 80e demi-brigade de deuxième formation
- 3e bataillon de volontaires du Jura, formé le 6 octobre 1791
  - Armée des Vosges, Siège de Lyon
  - Personnalités :
  - Amalgamé lors de la première réorganisation dans la 200e demi-brigade bis de première formation
    - Amalgamé lors de la deuxième réorganisation dans la 18e demi-brigade légère de deuxième formation
- 4e bataillon de volontaires du Jura, formé le 6 octobre 1791
  - Armée des Vosges
  - Personnalités : Arnaud Baville alors adjudant major puis lieutenant-colonel en chef du bataillon.
  - Amalgamé lors de la première réorganisation dans la 25e demi-brigade de première formation
    - Amalgamé lors de la deuxième réorganisation dans la 50e demi-brigade de deuxième formation
- 5e bataillon de volontaires du Jura, formé le 24 novembre 1791
  - Armée des Vosges, Armée du Nord
  - Personnalités :
  - Amalgamé lors de la première réorganisation dans la 201e demi-brigade bis de première formation
    - Amalgamé lors de la deuxième réorganisation dans la 5e demi-brigade légère de deuxième formation
- 6e bataillon de volontaires du Jura, formé le 14 novembre 1791
  - Armée des Vosges
  - Personnalités : Jean-Marie Aberjoux alors sous-lieutenant
  - Amalgamé lors de la première réorganisation dans la 72e demi-brigade de première formation
    - Amalgamé lors de la deuxième réorganisation dans la 30e demi-brigade de deuxième formation
- 7e bataillon de volontaires du Jura, formé le 24 novembre 1791
  - Armée des Vosges
  - Personnalités : Jean-Joseph Gauthier alors volontaire puis sergent-major, Claude Jacques Lecourbe alors lieutenant-colonel en chef du bataillon.
  - Non amalgamé lors de la première réorganisation
    - Amalgamé lors de la deuxième réorganisation dans la 94e demi-brigade de deuxième formation
- 8e bataillon de volontaires du Jura, formé le 25 août 1792
  - Armée du Rhin, 2e bataille de Wissembourg
  - Personnalités : Jean-François Rome alors sous-lieutenant.
  - Amalgamé lors de la première réorganisation dans la 74e demi-brigade de première formation
    - Amalgamé lors de la deuxième réorganisation dans la 109e demi-brigade de deuxième formation
- 9e bataillon de volontaires du Jura, formé le 26 août 1792
  - Armée du Rhin, Armée de Mayence, Siège de Mayence, Guerre de Vendée
  - Personnalités :
  - Amalgamé lors de la première réorganisation dans la demi-brigade du Jura et de l'Hérault
    - Lors de la deuxième réorganisation le 1er bataillon de la Demi-brigade du Jura et de l'Hérault est incorporé dans la 7e demi-brigade légère de deuxième formation
    - Lors de la deuxième réorganisation les 2e et 3e bataillons de la Demi-brigade du Jura et de l'Hérault sont incorporés dans la 80e demi-brigade de deuxième formation
- 10e bataillon de volontaires du Jura, formé le 5 août 1792
  - Armée du Rhin, 2e bataille de Wissembourg
  - Personnalités : Jean-Baptiste Jeanin alors lieutenant
  - Amalgamé lors de la première réorganisation dans la 170e demi-brigade de première formation
    - Lors de la deuxième réorganisation le 1er bataillon de la 170e demi-brigade de première formation est incorporé dans la 26e demi-brigade de deuxième formation
    - Lors de la deuxième réorganisation le 2e bataillon de la 170e demi-brigade de première formation est incorporé dans la 69e demi-brigade de deuxième formation
    - Lors de la deuxième réorganisation le 3e bataillon de la 170e demi-brigade de première formation est incorporé dans la 12e demi-brigade de deuxième formation
- 11e bataillon de volontaires du Jura, formé le 7 août 1792
  - Armée du Rhin, , 2e bataille de Wissembourg
  - Personnalités : Lubin Martin Vandermaesen adjudant-major puis lieutenant-colonel
  - Amalgamé lors de la première réorganisation dans la 140e demi-brigade de première formation
    - Amalgamé lors de la deuxième réorganisation dans la 62e demi-brigade de deuxième formation
- 12e bataillon de volontaires du Jura, formé le 12 août 1792
  - Armée du Rhin, 2e bataille de Wissembourg
  - Personnalités : Jacques-Henri Laurenceot alors capitaine[87]
  - Amalgamé lors de la première réorganisation dans la 159e demi-brigade de première formation
    - Amalgamé lors de la deuxième réorganisation dans la 10e demi-brigade de deuxième formation

### Landes
De 1791 à 1793, les 4 districts (Dax, Mont-de-Marsan, Saint-Sever et Tartas) du département des Landes fournirent 6 bataillons
- 1er bataillon de volontaires des Landes, formé en novembre 1791
  - Armée des Alpes
  - Personnalités : Jean-Baptiste Théodore Lamarque d'Arrouzat alors capitaine
  - Amalgamé lors de la première réorganisation dans la 70e demi-brigade de première formation
    - Amalgamé lors de la deuxième réorganisation dans la 75e demi-brigade de deuxième formation
- 2e bataillon de volontaires des Landes, formé le 19 octobre 1791
  - Armée des Pyrénées
  - Personnalités :
  - Amalgamé lors de la première réorganisation dans la demi-brigade des Landes
    - Lors de la deuxième réorganisation les 1er et 2e bataillons de la Demi-brigade des Landes sont incorporés dans la 68e demi-brigade de deuxième formation
    - Lors de la deuxième réorganisation le 3e bataillon de la Demi-brigade des Landes est incorporé dans la 10e demi-brigade légère de deuxième formation
- 3e bataillon de volontaires des Landes, formé le 15 janvier 1793
  - Personnalités :
  - Amalgamé lors de la première réorganisation dans la 40e demi-brigade de première formation
    - Amalgamé lors de la deuxième réorganisation dans la 27e demi-brigade de deuxième formation
- 4e bataillon de volontaires des Landes, formé le 27 avril 1793
  - Armée des Pyrénées, Bataille du camp des Sans Culottes
  - Personnalités :
  - Amalgamé lors de la première réorganisation dans la demi-brigade de Lot et Landes
    - Lors de la deuxième réorganisation les 1er et 2e bataillons de la demi-brigade de Lot et Landes sont incorporés dans la 35e demi-brigade de deuxième formation
    - Lors de la deuxième réorganisation le 3e bataillon de la demi-brigade de Lot et Landes est incorporé dans la 23e demi-brigade légère de deuxième formation
- 5e bataillon de volontaires des Landes, formé le 6 mai 1793
  - Personnalités :
  - Amalgamé lors de la première réorganisation dans la demi-brigade d'Eure et Landes
    - Amalgamé lors de la deuxième réorganisation dans la 17e demi-brigade de deuxième formation
- 6e bataillon de volontaires des Landes, formé le 21 septembre 1793
  - Personnalités :
  - Amalgamé lors de la première réorganisation dans la 113e demi-brigade de première formation
    - Amalgamé lors de la deuxième réorganisation dans la 85e demi-brigade de deuxième formation

### Léman
De 1791 à 1793, les 3 districts (Bazas, Carouge, Cluses et Thonon), du département du Léman fournirent 1 bataillon
- 1er bataillon de volontaires du Léman
  - Personnalités :
  - Non amalgamé lors de la première réorganisation
    - Amalgamé lors de la deuxième réorganisation dans la 86e demi-brigade de deuxième formation

### Loir-et-Cher
De 1791 à 1793, les 6 districts (Blois, Vendôme, Romorantin, Mondoubleau, Mer et Saint-Aignan) du département de Loir-et-Cher fournirent 4 bataillons
- 1er bataillon de volontaires de Loir-et-Cher, formé le 30 septembre 1791
  - En garnison à Philippeville, Siège de Valenciennes, Armée des Alpes, Siège de Lyon, Armée d'Italie
  - Personnalités : Pierre Fureau de Villemalet alors chef de bataillon
  - Amalgamé lors de la première réorganisation dans la 3e demi-brigade provisoire de première formation
    - Amalgamé lors de la deuxième réorganisation dans la 57e demi-brigade de deuxième formation
- 2e bataillon de volontaires de Loir-et-Cher, formé le 19 août 1792
  - En garnison à Cambrai, Armée du Nord
  - Personnalités :
  - Amalgamé lors de la première réorganisation dans la 68e demi-brigade de première formation
    - Amalgamé lors de la deuxième réorganisation dans la 15e demi-brigade de deuxième formation
- 3e bataillon de volontaires de Loir-et-Cher, formé le 25 septembre 1792
  - Personnalités :
  - Non amalgamé lors de la première réorganisation
    - Amalgamé lors de la deuxième réorganisation dans la 52e demi-brigade de deuxième formation
- 4e bataillon de volontaires de Loir-et-Cher également appelé bataillon de Blois, formé le 18 mars 1793
  - Personnalités :
  - Amalgamé lors de la première réorganisation dans la 157e demi-brigade de première formation
    - Amalgamé lors de la deuxième réorganisation dans la 70e demi-brigade de deuxième formation

### Haute-Loire
De 1791 à 1793, les 3 districts (Le Puy, Brioude et Monistrol-sur-Loire) du département de la Haute-Loire fournirent 3 bataillons. Toutefois la Haute-Loire ne fournit pas de bataillons de volontaires en 1791.
- 1er bataillon de volontaires de la Haute-Loire, formé le 22 juin 1792
  - Armée des Alpes, Conquête de la Savoie, Armée du Midi, Siège de Toulon, Armée d'Italie
  - Personnalités : Jean Jacques-Antoine Vital François de Chambarlhac alors lieutenant-colonel en chef du bataillon, Régis Barthélemy Mouton-Duvernet alors sergent-major, adjudant sous-officier puis adjudant major officier.
  - Amalgamé lors de la première réorganisation dans la 117e demi-brigade de première formation
    - Amalgamé lors de la deuxième réorganisation dans la 75e demi-brigade de deuxième formation
- 2e bataillon de volontaires de la Haute-Loire, formé le 19 octobre 1792
  - Armée des Alpes
  - Personnalités :
  - Amalgamé lors de la première réorganisation dans la 211e demi-brigade de première formation
    - Amalgamé lors de la deuxième réorganisation dans la 18e demi-brigade de deuxième formation
- 3e bataillon de volontaires de la Haute-Loire
  - Armée des Alpes
  - Personnalités :
  - Non amalgamé lors de la première réorganisation
    - Lors de la deuxième réorganisation une partie du 3e bataillon de volontaires de la Haute-Loire est incorporée dans la 4e demi-brigade de deuxième formation
    - Lors de la deuxième réorganisation une autre partie du 3e bataillon de volontaires de la Haute-Loire est incorporée dans la 5e demi-brigade légère de deuxième formation

### Loire-Inférieure
De 1791 à 1793, les 9 districts (Ancenis, Blain, Châteaubriant, Clisson, Guérande, Machecoul, Nantes, Paimbœuf et Savenay) du département de la Loire-Inférieure fournirent 4 bataillons et 2 compagnies
- 1er bataillon de volontaires de la Loire-Inférieure, formé en novembre 1791 à Nantes
  - Révolution haïtienne
  - Personnalités : Jean-Louis Gaspard Josnet de Laviolais alors lieutenant-colonel en chef du bataillon, Pierre Cambronne alors simple volontaire
  - Alors aux colonies il ne fut pas amalgamé lors de la première réorganisation.
    - Le 22 septembre 1794, il y a encore 47 officiers et volontaires à Port-de-Paix, à Saint-Domingue, dont on ignore le sort après cette date. Le 1er bataillon est réorganisé en métropole puis est amalgamé pour former la 64e demi-brigade de deuxième formation.
- 2e bataillon de volontaires de la Loire-Inférieure également appelé bataillon de volontaires de Nantes, formé le 30 juillet 1792
  - Armée des Pyrénées
  - Personnalités :
  - Non amalgamé lors de la première réorganisation
    - Amalgamé lors de la deuxième réorganisation dans la 64e demi-brigade de deuxième formation
- 3e bataillon de volontaires de la Loire-Inférieure, formé en janvier 1793
  - Révolution haïtienne
  - Personnalités :
  - Amalgamé lors de la première réorganisation dans la 193e demi-brigade de première formation
    - Amalgamé lors de la deuxième réorganisation dans la 5e demi-brigade de deuxième formation
- 4e bataillon de volontaires de la Loire-Inférieure, formé le 15 mars 1793
  - Personnalités :
  - Non amalgamé lors de la première réorganisation
    - Amalgamé lors de la deuxième réorganisation dans la 64e demi-brigade de deuxième formation
- Légion nantaise
  - Personnalités :
  - Non amalgamé lors de la première réorganisation
    - Amalgamé lors de la deuxième réorganisation dans la 24e demi-brigade légère de deuxième formation
- 1re compagnie de volontaires nantais
  - En garnison à Anvers
  - Personnalités :
- 2e compagnie de volontaires nantais
  - En garnison à Anvers
  - Personnalités :

### Loiret
De 1791 à 1793, les 7 districts (Orléans, Beaugency, Neuville, Pithiviers, Montargis, Gien et Boiscommun) du département du Loiret fournirent 4 bataillons et 1 compagnie
- 1er bataillon de volontaires du Loiret, formé le 12 octobre 1791
  - Personnalités : Étienne Gudin alors lieutenant-colonel en chef du bataillon, Jacques Quétard de La Porte alors lieutenant-colonel en second du bataillon
  - Armée de BelgiqueComposition de l'armée du Nord (Révolution française), Bataille de Jemappes
  - Amalgamé lors de la première réorganisation dans la 36e demi-brigade de première formation
    - Amalgamé lors de la deuxième réorganisation dans la 84e demi-brigade de deuxième formation
- 2e bataillon de volontaires du Loiret, formé le 9 août 1792
  - Personnalités :
  - En garnison à Metz
  - Amalgamé lors de la première réorganisation dans la 87e demi-brigade de première formation
    - Amalgamé lors de la deuxième réorganisation dans la 78e demi-brigade de deuxième formation
- 3e bataillon de volontaires du Loiret, formé le 21 octobre 1792
  - Personnalités : Joseph Placide Alexandre Léorier alors volontaire, lieutenant puis lieutenant-colonel en chef du bataillon
  - Armée des Ardennes
  - Amalgamé lors de la première réorganisation dans la 1re demi-brigade de première formation
    - Amalgamé lors de la deuxième réorganisation dans la 31e demi-brigade de deuxième formation
- 4e bataillon de volontaires du Loiret, formé le 3 mai 1793
  - Personnalités :
  - Guerre de Vendée, Armée des côtes de La Rochelle[59]
  - Amalgamé lors de la première réorganisation dans la 143e demi-brigade de première formation
    - Amalgamé lors de la deuxième réorganisation dans la 52e demi-brigade de deuxième formation
- Compagnie franche de Billard, formée le 13 septembre 1792 à Gien,
  - Personnalités : Toussaint Billard capitaine commandant la compagnie
  - En garnison à Longwy.
- 1re compagnie de chasseurs du Loiret, formée le 25 septembre 1792
  - En garnison à Ypres
  - Personnalités :
- Compagnie de chasseurs du Loiret, formée le 14 mars 1793

### Lot
De 1791 à 1793, les 6 districts (Cahors, Martel, Gourdon, Figeac, Montauban et Lauzerte) du département du Lot fournirent 9 bataillons
- 1er bataillon de volontaires du Lot également appelé bataillon du Midi, formé le 1er juillet 1792
  - Armée de la Moselle, Combat de Merzig
  - Personnalités : François Bessières alors lieutenant colonel en chef du bataillon.
  - Amalgamé lors de la première réorganisation dans la 108e demi-brigade de première formation
    - Lors de la deuxième réorganisation une partie de la 108e demi-brigade de première formation est incorporée dans la 21e demi-brigade de deuxième formation
    - Lors de la deuxième réorganisation une autre partie de la 108e demi-brigade de première formation est incorporée dans la 14e demi-brigade légère de deuxième formation
- 2e bataillon de volontaires du Lot, formé le 1er juillet 1792
  - En garnison à Sarrelibre
  - Personnalités : Jean-Jacques Ambert alors lieutenant colonel en chef du bataillon.
  - Amalgamé lors de la première réorganisation dans la 108e demi-brigade de première formation
    - Lors de la deuxième réorganisation une partie de la 108e demi-brigade de première formation est incorporée dans la 21e demi-brigade de deuxième formation
    - Lors de la deuxième réorganisation une autre partie de la 108e demi-brigade de première formation est incorporée dans la 14e demi-brigade légère de deuxième formation
- 3e bataillon de volontaires du Lot également appelé 20e bataillon de volontaires des réserves
  - En garnison à Louvain, Armée du Nord
  - Personnalités :
  - Amalgamé lors de la première réorganisation dans la 43e demi-brigade de première formation
    - Amalgamé lors de la deuxième réorganisation dans la 54e demi-brigade de deuxième formation
- 4e bataillon de volontaires du Lot, formé le 1er novembre 1792
  - En garnison à Cahors, Armée des Pyrénées orientales
  - Personnalités :
  - Amalgamé lors de la première réorganisation dans la 4e demi-brigade provisoire de première formation
    - Amalgamé lors de la deuxième réorganisation dans la 11e demi-brigade de deuxième formation
- 5e bataillon de volontaires du Lot, formé le 4 mars 1793
  - Personnalités :
  - Amalgamé lors de la première réorganisation dans la 6e demi-brigade provisoire de première formation
    - Amalgamé lors de la deuxième réorganisation dans la 18e demi-brigade de deuxième formation
- 6e bataillon de volontaires du Lot également appelé bataillon de l'Égalité, formé en juillet 1793
  - Personnalités :
  - Amalgamé lors de la première réorganisation dans la demi-brigade de l'Ardèche
    - Amalgamé lors de la deuxième réorganisation dans la 28e demi-brigade légère de deuxième formation
- 7e bataillonde volontaires du Lot, formé le 16 juin 1793
  - Personnalités :
  - Amalgamé lors de la première réorganisation dans la demi-brigade de Lot et Landes
    - Lors de la deuxième réorganisation une partie de la Demi-brigade de Lot et Landes est incorporée dans la 35e demi-brigade de deuxième formation
    - Lors de la deuxième réorganisation une autre partie de la Demi-brigade de Lot et Landes est incorporée dans la 23e demi-brigade légère de deuxième formation
- 8e bataillon de volontaires du Lot, formé le 1er juillet 1793
  - Personnalités :
  - Amalgamé lors de la première réorganisation dans la demi-brigade de Lot et Landes
    - Lors de la deuxième réorganisation une partie de la Demi-brigade de Lot et Landes est incorporée dans la 35e demi-brigade de deuxième formation
    - Lors de la deuxième réorganisation une autre partie de la Demi-brigade de Lot et Landes est incorporée dans la 23e demi-brigade légère de deuxième formation
- 9e bataillon de volontaires du Lot également appelé bataillon de la Montagne
  - Personnalités :
  - Amalgamé lors de la première réorganisation dans la 14e demi-brigade de première formation
    - Amalgamé lors de la deuxième réorganisation dans la 63e demi-brigade de deuxième formation

### Lot-et-Garonne
De 1791 à 1793, les 9 districts (Agen, Nérac, Marmande, Tonneins, Villeneuve, Lauzun, Monflanquin, Casteljaloux et Valence) du département de Lot-et-Garonne fournirent 10 bataillons
- 1er bataillon de volontaires de Lot-et-Garonne, formé le 18 juin 1792
  - Armée du Rhin, Guerre de Vendée
  - Personnalités :
  - Amalgamé lors de la première réorganisation dans la 116e demi-brigade de première formation
    - Amalgamé lors de la deuxième réorganisation dans la 84e demi-brigade de deuxième formation
- 2e bataillon de volontaires de Lot-et-Garonne, formé le 21 juin 1792
  - Armée du Rhin, 2e bataille de Wissembourg
  - Personnalités : Étienne Chassin de La Bruyère volontaire puis lieutenant-colonel en chef du bataillon; Jean Romain Conilh de Beyssac lieutenant-colonel en second du bataillon.
  - Amalgamé lors de la première réorganisation dans la 12e demi-brigade légère de première formation
    - Amalgamé lors de la deuxième réorganisation dans la 16e demi-brigade légère de deuxième formation
- 2e bataillon bis de volontaires de Lot-et-Garonne, formé le 30 mars 1793
  - Personnalités :
  - Amalgamé lors de la première réorganisation dans la 180e demi-brigade de première formation
    - Lors de la deuxième réorganisation une partie de la 180e demi-brigade de première formation est incorporée dans la 19e demi-brigade de deuxième formation
    - Lors de la deuxième réorganisation une autre partie de la 180e demi-brigade de première formation est incorporée dans la 18e demi-brigade légère de deuxième formation
- 3e bataillon de volontaires de Lot-et-Garonne également appelé 24e bataillon de volontaires des réserves, formé le 1er octobre 1792
  - En garnison à Doullens, Guerre de Vendée[90], Bataille de Noirmoutier
  - Personnalités :
  - Non amalgamé lors de la première réorganisation
    - Amalgamé lors de la deuxième réorganisation dans la 30e demi-brigade légère de deuxième formation
- 4e bataillon de volontaires de Lot-et-Garonne, formé le 18 octobre 1792
  - Armée des Pyrénées
  - Personnalités :
  - Non amalgamé lors de la première réorganisation
    - Amalgamé lors de la deuxième réorganisation dans la 28e demi-brigade de deuxième formation
- 5e bataillon de volontaires de Lot-et-Garonne, formé le 10 juin 1793
  - Personnalités :
  - Amalgamé lors de la première réorganisation dans la demi-brigade de Gironde et Lot-et-Garonne
    - Amalgamé lors de la deuxième réorganisation dans la 28e demi-brigade légère de deuxième formation
- 5e bataillon bis de volontaires de Lot-et-Garonne, formé le 27 mars 1793
  - Personnalités :
  - Non amalgamé lors de la première réorganisation
    - Amalgamé lors de la deuxième réorganisation dans la 70e demi-brigade de deuxième formation
- 6e bataillon de volontaires de Lot-et-Garonne, formé le 20 juin 1793
  - Personnalités :
  - Amalgamé lors de la première réorganisation dans la 113e demi-brigade de première formation
    - Amalgamé lors de la deuxième réorganisation dans la 85e demi-brigade de deuxième formation
- 7e bataillon de volontaires de Lot-et-Garonne, formé le 1er juillet 1793
  - Personnalités :
  - Amalgamé lors de la première réorganisation dans la demi-brigade des Landes
    - Lors de la deuxième réorganisation une partie de la demi-brigade des Landes est incorporée dans la 68e demi-brigade de deuxième formation
    - Lors de la deuxième réorganisation une autre partie de la demi-brigade des Landes est incorporée dans la 10e demi-brigade légère de deuxième formation
- 8e bataillon de volontaires de Lot-et-Garonne 
  - Personnalités :
- 9e bataillon de volontaires de Lot-et-Garonne, formé le 6 brumaire an II 
  - Personnalités :
  - Amalgamé lors de la première réorganisation dans la demi-brigade de la Dordogne
    - Amalgamé lors de la deuxième réorganisation dans la 30e demi-brigade légère de deuxième formation

### Lozère
De 1791 à 1793, les 7 districts (Mende, Marvejols, Florac, Langogne, Villefort, Meyrueis et Saint-Chély-d'Apcher) du département de la Lozère fournirent 2 bataillons
- 1er bataillon de volontaires de la Lozère, formé le 8 août 1792
  - En garnison à Avignon
  - Personnalités :
  - Amalgamé lors de la première réorganisation dans la 45e demi-brigade de première formation
    - Lors de la deuxième réorganisation une partie de la 45e demi-brigade de première formation est incorporée dans la 18e demi-brigade de deuxième formation
    - Lors de la deuxième réorganisation une autre partie de la 45e demi-brigade de première formation est incorporée dans la 19e demi-brigade de deuxième formation
- 2e bataillon de volontaires de la Lozère, formé en août 1792
  - Armée des Alpes, combats contre les barbets dans le comté de Nice[91]
  - Personnalités :
  - Amalgamé lors de la première réorganisation dans la 20e demi-brigade de première formation
    - Amalgamé lors de la deuxième réorganisation dans la 11e demi-brigade de deuxième formation

### Manche
De 1791 à 1793, les 7 districts (Avranches, Coutances, Cherbourg, Valognes, Carentan, Saint-Lô et Mortain) du département de la Manche fournirent 13 bataillons
- 1er bataillon de volontaires de la Manche, formé le 22 octobre 1791, chef de bataillon Jean-Marie Valhubert
  - Armée du Nord, Armée de Belgique
  - Personnalités : Jean-Marie Valhubert alors lieutenant-colonel en chef du bataillon
  - Non amalgamé lors de la première réorganisation
    - Amalgamé lors de la deuxième réorganisation dans la 28e demi-brigade de deuxième formation
- 2e bataillon de volontaires de la Manche, formé le 7 octobre 1791
  - En garnison à Verdun, Armée du Nord
  - Personnalités :
  - Amalgamé lors de la première réorganisation dans la demi-brigade de l'Allier
    - Amalgamé lors de la deuxième réorganisation dans la 27e demi-brigade de deuxième formation
- 3e bataillon de volontaires de la Manche, formé le 12 septembre 1792
  - Armée de la Moselle
  - Personnalités :
  - Amalgamé lors de la première réorganisation dans la 200e demi-brigade de première formation
    - Amalgamé lors de la deuxième réorganisation dans la 38e demi-brigade de deuxième formation
- 4e bataillon de volontaires de la Manche, formé en septembre 1792
  - Armée de la Moselle
  - Personnalités : Léonard Jean Aubry Huard de Saint-Aubin alors simple volontaire puis capitaine et lieutenant-colonel en second du bataillon
  - Amalgamé lors de la première réorganisation dans la 26e demi-brigade de première formation
    - Amalgamé lors de la deuxième réorganisation dans la 108e demi-brigade de deuxième formation
- 5e bataillon de volontaires de la Manche, formé le 14 août 1792
  - En garnison à Douai, Guerre de Vendée, 1re bataille de Noirmoutier, 2e bataille de Noirmoutier, Massacre de Bouin
  - Personnalités :
  - Amalgamé lors de la première réorganisation dans la 205e demi-brigade de première formation
    - Amalgamé lors de la deuxième réorganisation dans la 109e demi-brigade de deuxième formation
- 6e bataillon de volontaires de la Manche, formé le 1er avril 1793
  - Personnalités :
  - Amalgamé lors de la première réorganisation dans la 28e demi-brigade de première formation
    - Amalgamé lors de la deuxième réorganisation dans la 40e demi-brigade de deuxième formation
- 7e bataillon de volontaires de la Manche, formé le 16 juin 1793
  - Personnalités :
  - Amalgamé lors de la première réorganisation dans la 19e demi-brigade légère de première formation
    - Amalgamé lors de la deuxième réorganisation dans la 6e demi-brigade légère de deuxième formation
- 8e bataillon de volontaires de la Manche, formé le 14 juin 1793
  - Personnalités :
  - Amalgamé lors de la première réorganisation dans la 61e demi-brigade de première formation
    - Amalgamé lors de la deuxième réorganisation dans la 76e demi-brigade de deuxième formation
- 9e bataillon de volontaires de la Manche, formé le 21 mars 1793
  - Guerre de Vendée, Siège de Granville
  - Personnalités : Michel Louis Joseph Bonté
  - Amalgamé lors de la première réorganisation dans la 12e demi-brigade de première formation
    - Amalgamé lors de la deuxième réorganisation dans la 81e demi-brigade de deuxième formation
- 10e bataillon de volontaires de la Manche, formé le 16 juin 1793
  - Personnalités : François Marie Guillaume Legendre d'Harvesse en tant que volontaire, capitaine puis chef de bataillon, Théodore François Millet alors volontaire puis lieutenant
  - Amalgamé lors de la première réorganisation dans la 28e demi-brigade de première formation
    - Amalgamé lors de la deuxième réorganisation dans la 40e demi-brigade de deuxième formation
- 11e bataillon de volontaires de la Manche, formé le 29 août 1793
  - Personnalités :
  - Amalgamé lors de la première réorganisation dans la 67e demi-brigade de première formation
    - Amalgamé lors de la deuxième réorganisation dans la 58e demi-brigade de deuxième formation
- 12e bataillon de volontaires de la Manche, formé le 1er frimaire an II
  - Personnalités :
  - Amalgamé lors de la première réorganisation dans la 12e demi-brigade de première formation
    - Amalgamé lors de la deuxième réorganisation dans la 81e demi-brigade de deuxième formation
- Bataillon de chasseurs de la Manche
  - Personnalités :
  - Amalgamé lors de la première réorganisation dans la 15e demi-brigade légère de première formation
    - Amalgamé lors de la deuxième réorganisation dans la 3e demi-brigade légère de deuxième formation

### Marne
De 1791 à 1793, les 6 districts (Châlons-sur-Marne, Reims, Épernay, Sézanne, Sainte-Menehould et Vitry-le-François) du département de la Marne fournirent 8 bataillons

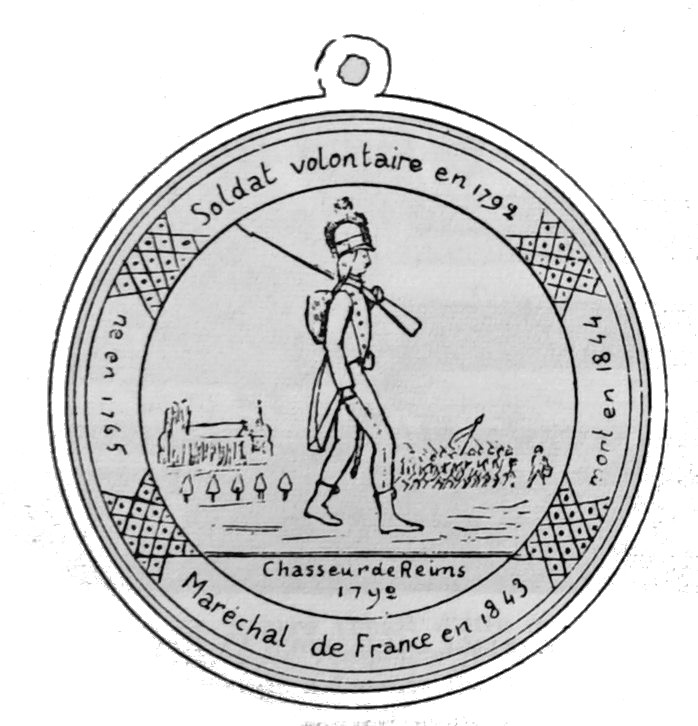
Le volontaire Drouet en 1792, médaille frappée à Reims.

- 1er bataillon de volontaires de la Marne, formé le 4 septembre 1791
  - Armée du Nord division Miranda, Bataille de Valmy, Armée de Belgique, Bataille de Jemappes
  - Personnalités : Just Pasteur Sabatier alors adjudant-major puis lieutenant-colonel, Jean Joseph Louis Autesserre alors capitaine
  - Amalgamé lors de la première réorganisation dans la demi-brigade du Finistère
    - Amalgamé lors de la deuxième réorganisation dans la 66e demi-brigade de deuxième formation
- 2e bataillon de volontaires de la Marne, formé le 7 septembre 1791
  - Armée du Nord division Miranda, Bataille de Valmy, Armée de Belgique, Bataille de Jemappes
  - Personnalités : Nicolas Philippe Xavier Spital alors lieutenant-colonel, Pierre-Charles Lochet alors capitaine, Mémie Pinteville alors lieutenant-colonel en second
  - Amalgamé lors de la première réorganisation dans la 171e demi-brigade de première formation
    - Amalgamé lors de la deuxième réorganisation dans la 94e demi-brigade de deuxième formation
- 3e bataillon de volontaires de la Marne, formé le 4 septembre 1791
  - Armée de Belgique, Armée du Nord, Bataille de Valmy, Bataille de Jemappes
  - Personnalités : Charles Saligny de San-Germano alors sous-lieutenant, Louis Harlet alors lieutenant, Étienne Nicolas Lefol alors capitaine, François de Baussancourt alors lieutenant-colonel en second du bataillon
  - Amalgamé lors de la première réorganisation dans la demi-brigade du Finistère
    - Amalgamé lors de la deuxième réorganisation dans la 66e demi-brigade de deuxième formation
- 4e bataillon de volontaires de la Marne, formé le 8 septembre 1791
  - En garnison à Montmédy, Armée du Centre, Armée de la Moselle,Armée des Ardennes, Guerres de la première Coalition, Combat de La Glisuelle, Siège de Valenciennes
  - Personnalités : Jean Rémy Duvergé de Cuy, Louis Jacques Failly
  - Amalgamé lors de la première réorganisation dans la 172e demi-brigade de première formation
    - Amalgamé lors de la deuxième réorganisation dans la 99e demi-brigade de deuxième formation
- 5e bataillon de volontaires de la Marne, formé le 20 août 1792
  - En garnison à Chalons, 11 novembre 1792 : armée de la Moselle. Le bataillon quitte Metz le 27 mars 1793 pour La Rochelle. Armée de la Vendée[65]. Le 25 avril il est à Fontenay-le-Peuple et de Luçon, il participe à une opération contre Mareuil dans la nuit du 3 au 4 mai. Il participe probablement aux combats qui ont lieu dans le sud de la Vendée en mai 1793, notamment aux batailles de Fontenay des 16 et 24 mai 1793. Le 20 mai 1793 il est aux Sables-d'Olonne[92]. Armée de la Vendée au 1er juin 1793 avec 834 hommes.
  - Personnalités : Jean-Baptiste Michel Féry lieutenant-colonel en chef du bataillon
  - Amalgamé lors de la première réorganisation dans la 143e demi-brigade de première formation
    - Amalgamé lors de la deuxième réorganisation dans la 52e demi-brigade de deuxième formation
- 6e bataillon de volontaires de la Marne, formé le 20 août 1792
  - Personnalités :
  - Amalgamé lors de la première réorganisation dans la 172e demi-brigade de première formation
    - Amalgamé lors de la deuxième réorganisation dans la 99e demi-brigade de deuxième formation

- 7e bataillon de volontaires de la Marne, formé le 19 messidor an I (7 juillet 1793)
  - Armée des Ardennes, Armée de la Moselle, Armée du Rhin, Bataille d'Arlon, Bataille de Virton, Bataille de l'abbaye d'Orval, Bataille de Bouillon, Prise des lignes de Wissembourg, Siège de Landau, Siège de Lauterbourg, Siège de Spire, Bataille de Kayserslautern (en)
  - Personnalités : Louis Marie Gaussart alors volontaire puis lieutenant
  - Amalgamé lors de la première réorganisation dans la 152e demi-brigade de première formation
    - Amalgamé lors de la deuxième réorganisation dans la 75e demi-brigade de deuxième formation
- 8e bataillon de volontaires de la Marne également appelé bataillon de grenadiers de Reims et bataillon de chasseurs de Reims, formé le 12 germinal an I (1er avril 1793)
  - Personnalités : Nicolas Godinot, Louis Vallin, Jean Hardÿ alors capitaine, Jean-Baptiste Drouet d'Erlon alors simple volontaire puis caporal
  - Amalgamé lors de la première réorganisation dans la 13e demi-brigade légère de première formation
    - Amalgamé lors de la deuxième réorganisation dans la 25e demi-brigade légère de deuxième formation

### Haute-Marne
De 1791 à 1793, les 6 districts (Bourbonne, Bourmont, Chaumont, Joinville, Langres et Saint-Dizier) du département de la Haute-Marne fournirent 4 bataillons
- 1er bataillon de volontaires de la Haute-Marne, formé le 17 septembre 1791
  - Armée de la Moselle, Armée du Nord
  - Personnalités :
  - Amalgamé lors de la première réorganisation dans la 85e demi-brigade de première formation
    - Amalgamé lors de la deuxième réorganisation dans la 24e demi-brigade de deuxième formation
- 2e bataillon de volontaires de la Haute-Marne, formé le 8 août 1792
  - Armée de la Moselle
  - Personnalités : Rémy Vincent alors lieutenant-colonel en chef du bataillon
  - Amalgamé lors de la première réorganisation dans la 16e demi-brigade de première formation
    - Amalgamé lors de la deuxième réorganisation dans la 26e demi-brigade de deuxième formation
- 3e bataillon de volontaires de la Haute-Marne, également appelé Grenadiers et Chasseurs du district de Saint-Dizier formé le 26 octobre 1792
  - Armée de la Moselle, Armée du Nord
  - Personnalités :
  - Amalgamé lors de la première réorganisation dans la 127e demi-brigade de première formation
    - Amalgamé lors de la deuxième réorganisation dans la 3e demi-brigade de deuxième formation
- 4e bataillon de volontaires de la Haute-Marne également appelé bataillon de Chaumont, formé le 1er septembre 1793
  - Personnalités :
  - Amalgamé lors de la première réorganisation dans la 170e demi-brigade de première formation
    - Lors de la deuxième réorganisation le 1er bataillon de la 170e demi-brigade de première formation est incorporé dans la 26e demi-brigade de deuxième formation
    - Lors de la deuxième réorganisation le 2e bataillon de la 170e demi-brigade de première formation est incorporé dans la 69e demi-brigade de deuxième formation
    - Lors de la deuxième réorganisation le 3e bataillon de la 170e demi-brigade de première formation est incorporé dans la 12e demi-brigade de deuxième formation

### Mayenne
De 1791 à 1793, les 7 districts (Ernée, Mayenne, Lassay, Evron, Laval, Craon et Château-Gontier) du département de la Mayenne fournirent 3 bataillons
- 1er bataillon de volontaires de la Mayenne, formé le 18 septembre 1791
  - En garnison à Laval, Granville, et Verdun. Armée du Centre, Armée des Ardennes, Armée des côtes de Cherbourg
  - Personnalités : Joseph-Juste Coquereau alors volontaire.
  - Non amalgamé lors de la première réorganisation
    - Amalgamé lors de la deuxième réorganisation dans la 73e demi-brigade de deuxième formation
- 2e bataillon de volontaires de la Mayenne également appelé 27e bataillon de volontaires des réserves
  - Armée du Nord, en garnison à Mons
  - Personnalités :
  - Amalgamé lors de la première réorganisation dans la 184e demi-brigade de première formation
    - Amalgamé lors de la deuxième réorganisation dans la 40e demi-brigade de deuxième formation
- 3e bataillon de volontaires de la Mayenne, formé le 26 avril 1793
  - Armée de la Moselle et armée du Rhin
  - Personnalités :
  - Non amalgamé lors de la première réorganisation
    - Amalgamé lors de la deuxième réorganisation dans la 89e demi-brigade de deuxième formation
- Grenadiers volontaires de la Mayenne[93]
  - Composés de 2 compagnies en garnison à Phalsbourg
  - Personnalités :

### Mayenne-et-Loire (Maine-et-Loire)
De 1791 à 1793, les 8 districts (Angers, Saumur, Baugé, Châteauneuf, Segré, Saint-Florent-le-Vieil, Cholet et Vihiers) du département de Mayenne-et-Loire fournirent 8 bataillons. Le département de Mayenne-et-Loire prendra ensuite le nom de Maine-et-Loire. Les bataillons portent donc le nom de bataillon de volontaires de Mayenne-et-Loire puis celui de bataillon de volontaires de Maine-et-Loire.
- 1er bataillon de volontaires de Mayenne-et-Loire, formé le 15 septembre 1791
  - Armée de Belgique, Siège de Verdun, Bataille de Valmy, Armée de Belgique, Bataille de Jemappes, Siège de Valenciennes, Siège de Lyon, Guerre de Vendée, Armée des côtes de La Rochelle[59]
  - Personnalités : Nicolas Joseph Beaurepaire alors lieutenant-colonel en chef du bataillon; Henri-Pierre Delaage alors sous-lieutenant; Louis Claude du Chastel alors simple grenadier; Joseph Antoine René Joubert alors volontaire; Marin-Pierre Gaullier alors volontaire ; Louis Lemoine alors lieutenant-colonel en second du bataillon.
  - Non amalgamé lors de la première réorganisation
    - Amalgamé lors de la deuxième réorganisation dans la 85e demi-brigade de deuxième formation
- 1er bataillon bis de volontaires de Mayenne-et-Loire
  - Personnalités :
  - Amalgamé lors de la première réorganisation dans la 203e demi-brigade de première formation
    - Amalgamé lors de la deuxième réorganisation dans la 100e demi-brigade de deuxième formation
- 2e bataillon de volontaires de Mayenne-et-Loire, formé en août 1792
  - Armée de Belgique
  - Personnalités : Jacques Desjardin alors lieutenant-colonel en chef du bataillon; Jean Victor Tharreau alors adjudant-major
  - Amalgamé lors de la première réorganisation dans la 97e demi-brigade de première formation
    - Amalgamé lors de la deuxième réorganisation dans la 73e demi-brigade de deuxième formation
- 3e bataillon de volontaires de Mayenne-et-Loire, formé le 19 septembre 1792
  - Armée des Ardennes, Armée du Nord
  - Personnalités :
  - Non amalgamé lors de la première réorganisation
    - Amalgamé lors de la deuxième réorganisation dans la 68e demi-brigade de deuxième formation
- 4e bataillon de volontaires de Mayenne-et-Loire, formé en septembre 1793, chef de bataillon Louis Lemoine
  - Siège de Valenciennes, Guerre de Vendée, Armée des côtes de La Rochelle[59], Armée des Pyrénées orientales, Guerre du Roussillon, Bataille de Peyrestortes
  - Personnalités :
  - Non amalgamé lors de la première réorganisation
    - Amalgamé lors de la deuxième réorganisation dans la 28e demi-brigade légère de deuxième formation
- 4e bataillon bis de volontaires de Mayenne-et-Loire dit bataillon Père de famille
  - Personnalités :
  - Non amalgamé lors de la première réorganisation
    - Lors de la deuxième réorganisation le 1er tiers du bataillon est incorporé dans la 89e demi-brigade de deuxième formation
    - Lors de la deuxième réorganisation le 2e tiers du bataillon est incorporé dans la 31e demi-brigade de deuxième formation
    - Lors de la deuxième réorganisation le 3e tiers du bataillon est incorporé dans la 62e demi-brigade de deuxième formation
- 5e bataillon de volontaires de Mayenne-et-Loire, formé le 24 vendémiaire an II
  - Personnalités :
  - Amalgamé lors de la première réorganisation dans la 36e demi-brigade de première formation
    - Amalgamé lors de la deuxième réorganisation dans la 84e demi-brigade de deuxième formation
- Bataillon de Marat également appelé bataillon des Amis de l'honneur français, formé le 14 brumaire an II
  - Personnalités :
  - Non amalgamé lors de la première réorganisation
    - Lors de la deuxième réorganisation le 1er tiers du bataillon est incorporé dans la 93e demi-brigade de deuxième formation
    - Lors de la deuxième réorganisation le 2e tiers du bataillon est incorporé dans la 89e demi-brigade de deuxième formation
    - Lors de la deuxième réorganisation le 3e tiers du bataillon est incorporé dans la 2e demi-brigade de deuxième formation
- Canonniers volontaires d'Angers
  - Personnalités : Henri-Pierre Delaage alors sergent puis officier.
- Cavalerie des volontaires d'Angers
  - Armée de l'Ouest
  - Personnalités :
  - Forme lors de la première réorganisation avec une partie de la cavalerie des légions du Nord et des Francs le 19e régiment de dragons.
    - Lors de la deuxième réorganisation, le 19e régiment de dragons garde son nom et son rang obtenu en 1791.
- 23e bataillon de chasseurs également appelé compagnie franche de Bardon, formé le 12 août 1793
  - Commissionné à la fois en vertu de la loi du 22 juillet et de celle du 31 mai 1792, le 1er août, par le général en chef de l'armée du Nord pour une compagnie franche destinée à cette armée à lever dans les départements de Maine-et-Loire, de la Sarthe, d'Indre-et-Loire et circonvoisins. Cette compagnie n'avait pas rejoint l'armée du Nord ou elle comptait, et opérait dans la Sarthe, avec sa garnison à La Flèche.
  - Personnalités : Marc Antoine Pierre Bardon capitaine commandant la compagnie
  - Non amalgamé lors de la première réorganisation
    - Amalgamé lors de la deuxième réorganisation dans la 13e demi-brigade légère de deuxième formation

### Meurthe
De 1791 à 1793, les 9 districts (Nancy, Lunéville, Vézelise, Toul, Pont-à-Mousson, Vic, Dieuze, Sarrebourg et Blâmont) du département de la Meurthe fournirent 11 bataillons
- 1er bataillon de volontaires de la Meurthe, formé le 19 août 1791
  - Personnalités : Jean Hugues Gambin alors chef de bataillon, Jean-Baptiste Jacquinot et son frère Charles Claude Jacquinot alors tous les deux lieutenants, André Monleau lieutenant-colonel en chef du bataillon.
  - Bataille de Valmy, Armée de Belgique, Bataille de Jemappes, Siège de Valenciennes, Armée de Mayence, Siège de Mayence, Guerre de Vendée, Bataille de Noirmoutier
  - Amalgamé lors de la première réorganisation dans la 89e demi-brigade de première formation
    - Amalgamé lors de la deuxième réorganisation dans la 79e demi-brigade de deuxième formation
- 2e bataillon de volontaires de la Meurthe, formé le 17 août 1791
  - Personnalités : Antoine Boulay de la Meurthe alors volontaire[94], François Coliny lieutenant-colonel en chef du bataillon.
  - Armée des Ardennes, Armée du Nord, Bataille de Valmy,
  - Amalgamé lors de la première réorganisation dans la 111e demi-brigade de première formation
    - Amalgamé lors de la deuxième réorganisation dans la 37e demi-brigade de deuxième formation
- 3e bataillon de volontaires de la Meurthe, formé le 18 août 1791
  - Personnalités : Anne Charles Basset de Montaigu alors adjudant-major puis lieutenant-colonel en chef du bataillon
  - Armée des Ardennes, Armée du Nord, Bataille de Valmy,
  - Amalgamé lors de la première réorganisation dans la 35e demi-brigade de première formation
    - Amalgamé lors de la deuxième réorganisation dans la 106e demi-brigade de deuxième formation
- 4e bataillon de volontaires de la Meurthe, formé le 18 août 1791
  - Personnalités : Antoine Boulay de la Meurthe alors volontaires puis capitaine[94]
  - Armée de la Moselle, Siège de Thionville, Bataille de Pellingen, Bataille de Wissembourg
  - Amalgamé lors de la première réorganisation dans la 185e demi-brigade de première formation
    - Amalgamé lors de la deuxième réorganisation dans la 74e demi-brigade de deuxième formation
- 5e bataillon de volontaires de la Meurthe, formé le 1er octobre 1791
  - Personnalités :
  - Bataille de Valmy, Armée de Belgique, Bataille de Jemappes, Armée du Nord
  - Amalgamé lors de la première réorganisation dans la 35e demi-brigade de première formation
    - Amalgamé lors de la deuxième réorganisation dans la 106e demi-brigade de deuxième formation
- 6e bataillon de volontaires de la Meurthe, formé le 22 juillet 1792
  - Personnalités : Balthazard Grandjean alors adjudant-major, Louis-Joseph Hugo alors volontaire
  - Armée de Moselle, Bataille de Pellingen
  - Amalgamé lors de la première réorganisation dans la 110e demi-brigade de première formation
    - Amalgamé lors de la deuxième réorganisation dans la 16e demi-brigade de deuxième formation
- 7e bataillonde volontaires de la Meurthe, formé le 9 août 1792
  - Personnalités : Louis Thomas Gengoult alors volontaire
  - En garnison à Thionville
  - Amalgamé lors de la première réorganisation dans la 110e demi-brigade de première formation
    - Amalgamé lors de la deuxième réorganisation dans la 16e demi-brigade de deuxième formation
- 8e bataillon de volontaires de la Meurthe, formé le 19 août 1792
  - Personnalités :
  - Armée de Moselle, Armée du Nord
  - Amalgamé lors de la première réorganisation dans la 164e demi-brigade de première formation
    - Amalgamé lors de la deuxième réorganisation dans la 29e demi-brigade de deuxième formation
- 9e bataillon de volontaires de la Meurthe, formé le 16 août 1792
  - Personnalités : Georges Mouton alors volontaire, lieutenant puis capitaine, Hubert Vautrin alors adjudant
  - Armée de Moselle
  - Amalgamé lors de la première réorganisation dans la demi-brigade des Côtes-du-Nord
    - Amalgamé lors de la deuxième réorganisation dans la 60e demi-brigade de deuxième formation
- 10e bataillon de volontaires de la Meurthe, formé le 19 août 1792
  - Personnalités : Nicolas Louis Jordy alors lieutenant-colonel en chef du bataillon.
  - Armée des Vosges, Guerre de Vendée, Bataille de Bouin, Bataille de Noirmoutier
  - Non amalgamé lors de la première réorganisation
    - Amalgamé lors de la deuxième réorganisation dans la 68e demi-brigade de deuxième formation
- 11e bataillon de volontaires de la Meurthe, formé le 1er septembre 1793
  - Personnalités :
  - Armée des Vosges
  - Amalgamé lors de la première réorganisation dans la 200e demi-brigade de première formation
    - Amalgamé lors de la deuxième réorganisation dans la 38e demi-brigade de deuxième formation
- Chasseurs de la Meurthe
  - 6 compagnies entrent dans la formation du 19e bataillon de chasseurs le 27 février 1793. Armée de l'Ouest, guerre de Vendée.
  - Personnalités :
  - Amalgamé lors de la première réorganisation dans la 19e demi-brigade légère de première formation
    - Amalgamé lors de la deuxième réorganisation dans la 6e demi-brigade légère de deuxième formation

### Meuse
De 1791 à 1793, les 8 districts (Bar-le-Duc, Clermont, Commercy, Gondrecourt, Saint-Mihiel, Stenay, Verdun et Étain) du département de la Meuse fournirent 8 bataillons
- 1er bataillon de volontaires de la Meuse, formé le 1er août 1791
  - Personnalités : Louis de Bigault de Signemont lieutenant-colonel en chef du bataillon
  - Armée de la Moselle, Armée de Belgique, Combat de La Croix-aux-Bois,
  - Amalgamé lors de la première réorganisation dans la 206e demi-brigade de première formation
    - Amalgamé lors de la deuxième réorganisation dans la 24e demi-brigade de deuxième formation
- 2e bataillon de volontaires de la Meuse, formé le 28 août 1791
  - Personnalités : Louis Henri Loison alors sous-lieutenant[95]
  - Armée de Belgique, Bataille de Valmy, Bataille de Jemappes
  - Amalgamé lors de la première réorganisation dans la 71e demi-brigade de première formation
    - Amalgamé lors de la deuxième réorganisation dans la 92e demi-brigade de deuxième formation
- 3e bataillon de volontaires de la Meuse, formé le 6 septembre 1791
  - Personnalités : Florentin Ficatier alors lieutenant-colonel en chef du bataillon, Nicolas-Charles Oudinot alors lieutenant-colonel en second
  - En garnison à Thionville, Combat de La Croix-aux-Bois
  - Amalgamé lors de la première réorganisation dans la 34e demi-brigade de première formation
    - Amalgamé lors de la deuxième réorganisation dans la 43e demi-brigade de deuxième formation
- 4e bataillon de volontaires de la Meuse, formé le 23 septembre 1791
  - Personnalités :
  - Armée des Ardennes, Armée de Belgique, Bataille de Jemappes
  - Non amalgamé lors de la première réorganisation
    - Amalgamé lors de la deuxième réorganisation dans la 28e demi-brigade de deuxième formation
- 5e bataillon de volontaires de la Meuse, formé le 12 octobre 1792
  - Personnalités :
  - En garnison à Thionville
  - Amalgamé lors de la première réorganisation dans la 132e demi-brigade de première formation
    - Amalgamé lors de la deuxième réorganisation dans la 108e demi-brigade de deuxième formation
- 6e bataillon de volontaires de la Meuse, formé le 18 août 1793
  - Personnalités :
  - Amalgamé lors de la première réorganisation dans la 73e demi-brigade de première formation
    - Amalgamé lors de la deuxième réorganisation dans la 74e demi-brigade de deuxième formation
- Bataillon d'éclaireurs du mont d'Haure, formé le 8 février 1793
  - Personnalités :
  - Amalgamé lors de la première réorganisation dans la 9e demi-brigade légère de première formation
    - Amalgamé lors de la deuxième réorganisation dans la 9e demi-brigade légère de deuxième formation
- Bataillon de chasseurs de Bar-sur-Ornain, formé le 1er janvier 1793
  - Personnalités :
  - Amalgamé lors de la première réorganisation dans la 16e demi-brigade légère bis de première formation
    - Amalgamé lors de la deuxième réorganisation dans la 26e demi-brigade légère de deuxième formation
- 2e compagnie franche de chasseurs de la Meuse, formée le 2 septembre 1792
  - Armée des Ardennes
  - Personnalités :
- Compagnie franche de Boussart, également appelée 3e compagnie de chasseurs de la Meuse créée le 1er octobre 1792
  - Personnalités : André Joseph Boussart capitaine commandant la compagnie
  - Armée de Belgique

### Mont-Blanc
De 1791 à 1793, les 7 districts (Annecy, Carouge, Chambéry, Cluses, Moûtiers, Saint-Jean-de-Maurienne et Thonon) du département du Mont-Blanc fournirent 5 bataillons
- 1er bataillon de volontaires du Mont-Blanc, formé en janvier 1793
  - Armée des Pyrénées orientales, Bataille de Mas Deu
  - Personnalités : Louis Gay alors capitaine; Gaspard François Forestier alors sergent puis capitaine
  - Amalgamé lors de la première réorganisation dans la 5e demi-brigade provisoire de première formation
    - Amalgamé lors de la deuxième réorganisation dans la 18e demi-brigade de deuxième formation
- 2e bataillon de volontaires du Mont-Blanc, formé en mars 1793
  - Personnalités :
  - Amalgamé lors de la première réorganisation dans la 19e demi-brigade de première formation
    - Amalgamé lors de la deuxième réorganisation dans la 69e demi-brigade de deuxième formation
- 3e bataillon de volontaires du Mont-Blanc, formé le 15 mai 1793
  - Personnalités :
  - Amalgamé lors de la première réorganisation dans la 18e demi-brigade légère de première formation
    - Amalgamé lors de la deuxième réorganisation dans la 29e demi-brigade légère de deuxième formation
- 4e bataillon de volontaires du Mont-Blanc, formé le 8 juin 1793
  - Personnalités : Jean-Claude Moreau alors simple volontaire, puis adjudant-major, capitaine et chef du bataillon.
  - Amalgamé lors de la première réorganisation dans la 15e demi-brigade provisoire de première formation
    - Amalgamé lors de la deuxième réorganisation dans la 11e demi-brigade de deuxième formation
- 5e bataillon de volontaires du Mont-Blanc
  - Siège de Lyon, Armée des Pyrénées-Orientales
  - Personnalités : Louis Chabert alors capitaine
  - Amalgamé lors de la première réorganisation dans la 15e demi-brigade provisoire de première formation
    - Amalgamé lors de la deuxième réorganisation dans la 11e demi-brigade de deuxième formation

### Mont-Terrible
De 1791 à 1793, les 2 districts (Delémont et Porrentruy) du département du Mont-Terrible fournirent 1 bataillon
- 1er bataillon de volontaires du Mont-Terrible, formé le 10 août 1793
  - Personnalités : Jean Pierre François Dieudonné Roussel alors sergent-major, Pierre François Xavier Boyer alors capitaine.
  - Amalgamé lors de la première réorganisation dans la 65e demi-brigade de première formation
    - Amalgamé lors de la deuxième réorganisation dans la 68e demi-brigade de deuxième formation

### Morbihan
De 1791 à 1793, les 9 districts (Auray, Le Faouët, Hennebont, Josselin, Pontivy, Ploërmel, La Roche-Bernard, Rochefort et Vannes) du département du Morbihan fournirent 4 bataillons
- 1er bataillon de volontaires du Morbihan, formé le 1er octobre 1791 à Vannes
  - Révolution haïtienne, Bataille de Morne Pelé, Bataille du Cap-français
  - Personnalités :
  - Amalgamé lors de la première réorganisation dans la 61e demi-brigade de première formation
    - Amalgamé lors de la deuxième réorganisation dans la 76e demi-brigade de deuxième formation
- 2e bataillon de volontaires du Morbihan, formé le 1er janvier 1792 à Vannes
  - Révolution haïtienne, Bataille du Cap-français
  - Personnalités : Pierre Jules César Guyardet simple volontaire puis lieutenant et lieutenant-colonel en second
  - Non amalgamé lors de la première réorganisation
    - Amalgamé lors de la deuxième réorganisation dans la 6e demi-brigade légère de deuxième formation
- 3e bataillon de volontaires du Morbihan, formé le 1er juin 1793
  - Personnalités :
  - Non amalgamé lors de la première réorganisation
    - Amalgamé lors de la deuxième réorganisation dans la 41e demi-brigade de deuxième formation
- 4e bataillon de volontaires du Morbihan, formé le 19 floréal an II (8 mai 1794)
  - Personnalités :
  - Non amalgamé lors de la première réorganisation
    - Amalgamé lors de la deuxième réorganisation dans la 36e demi-brigade de deuxième formation
- Compagnie de chasseurs de Lorient
  - Armée de Belgique
  - Personnalités :

### Moselle
De 1791 à 1793, les 9 districts (Metz, Bitche, Boulay, Briey, Longwy, Morhange, Sarreguemines, Sarrelouis et Thionville) du département de la Moselle fournirent 5 bataillons
- 1er bataillon de volontaires de la Moselle, formé le 14 août 1791
  - Armée de Belgique, Armée du Nord
  - Personnalités :
  - Non amalgamé lors de la première réorganisation
    - Lors de la deuxième réorganisation une partie du 1er bataillon de volontaires de la Moselle est incorporée dans la 55e demi-brigade de deuxième formation
    - Lors de la deuxième réorganisation la compagnie de grenadiers du 1er bataillon de volontaires de la Moselle est incorporée dans la 36e demi-brigade de deuxième formation
- 2e bataillon de volontaires de la Moselle, formé le 18 août 1791
  - Armée de la Moselle, En garnison à Stenay, Bataille de Valmy,
  - Personnalités : Jean Gougeon alors sergent-major puis sous-lieutenant et lieutenant, Emmanuel-Michel-Bertrand-Gaspard Neuhaus, dit Maisonneuve alors lieutenant-colonel en chef du bataillon.
  - Amalgamé lors de la première réorganisation dans la 116e demi-brigade de première formation
    - Amalgamé lors de la deuxième réorganisation dans la 84e demi-brigade de deuxième formation
- 3e bataillon de volontaires de la Moselle, formé le 18 août 1791
  - Armée de la Moselle, Siège de Thionville
  - Personnalités : Jean-Baptiste Pierre de Semellé alors volontaire, Hyacinthe Roger-Duprat alors lieutenant-colonel en chef du bataillon, Guillaume Lepéduchelle dit Péduchelle lieutenant-colonel en second.
  - Amalgamé lors de la première réorganisation dans la 53e demi-brigade de première formation
    - Amalgamé lors de la deuxième réorganisation dans la 10e demi-brigade de deuxième formation
- 4e bataillonde volontaires de la Moselle, formé le 25 août 1791
  - Armée de la Moselle
  - Personnalités : François Martin Valentin Simmer alors volontaire, Gabriel Jean Joseph Molitor alors capitaine, Jacques Charles René Delaunay alors lieutenant-colonel en chef du bataillon.
  - Amalgamé lors de la première réorganisation dans la 34e demi-brigade de première formation
    - Amalgamé lors de la deuxième réorganisation dans la 43e demi-brigade de deuxième formation
- 5e bataillon de volontaires de la Moselle également appelé chasseurs de Kellermann, formé le 1er août 1792
  - En garnison à Verdun
  - Personnalités : Louis Marie Gaussart alors sergent-major
  - Amalgamé lors de la première réorganisation dans la 173e demi-brigade de première formation
    - Lors de la deuxième réorganisation les 1er et 2e bataillons de la 173e demi-brigade de première formation sont incorporés dans la 37e demi-brigade de deuxième formation
    - Lors de la deuxième réorganisation le 3e bataillon de la 173e demi-brigade de première formation est incorporé dans la 88e demi-brigade de deuxième formation
- 1er bataillon auxiliaire de la Moselle 
  - Personnalités :
  - Non amalgamé lors de la première réorganisation
    - Amalgamé lors de la deuxième réorganisation dans la 91e demi-brigade de deuxième formation
- Compagnie franche de Cazain également appelée compagnie franche de Metz, formée le 11 novembre 1792
  - Personnalités :Jean Nicolas Cazain capitaine commandant la compagnie
  - Armée de la Moselle
- 1re compagnie franche de la Moselle, formée le 29 juillet 1792
  - Armée de la Moselle
  - Personnalités : Paul Guillaume alors capitaine commandant de la compagnie

### Nièvre
De 1791 à 1793, les 9 districts (Nevers, Saint Pierre le Moutier, Decize, Moulins, Château Chinon, Corbigny, Clamecy, Cosne et La Charité) du département de la Nièvre fournirent 3 bataillons
- 1er bataillon de volontaires de la Nièvre, formé le 11 octobre 1791
  - Armée de Belgique, Bataille de Jemappes, Siège de Valenciennes, Armée des Alpes, Siège de Lyon, Armée d'Italie
  - Personnalités : Jean-Baptiste Bouquerot des Essarts alors simple volontaire. Louis Charbonnier alors capitaine.
  - Amalgamé lors de la première réorganisation dans la 104e demi-brigade de première formation
    - Amalgamé lors de la deuxième réorganisation dans la 85e demi-brigade de deuxième formation
- 2e bataillon de volontaires de la Nièvre également appelé 5e bataillon de volontaires des réserves, formé le 8 septembre 1792
  - En garnison à Bruges, Armée du Nord
  - Personnalités :
  - Amalgamé lors de la première réorganisation dans la 33e demi-brigade de première formation
    - Amalgamé lors de la deuxième réorganisation dans la 17e demi-brigade de deuxième formation
- 3e bataillon de volontaires de la Nièvre, formé le 30 octobre 1792
  - Armée de Mayence, Siège de Mayence, Guerre de Vendée
  - Personnalités :
  - Non amalgamé lors de la première réorganisation[Note 11]
    - Amalgamé lors de la deuxième réorganisation dans la 30e demi-brigade légère de deuxième formation
- 4e bataillon de volontaires de la Nièvre
  - Personnalités :
- 5e bataillon de volontaires de la Nièvre formé en mars 1793[97]
  - Guerre de Vendée
  - Personnalités :

### Nord
De 1791 à 1793, les 8 districts (Bergues, Hazebrouck, Lille, Douai, Cambrai, Valenciennes, Le Quesnoy et Avesnes) du département du Nord fournirent 24 bataillons,
- 1er bataillon de volontaires du Nord, formé le 1er septembre 1791
  - Armée de Belgique, Armée du Nord, Bataille de Jemappes, Siège de Lille

- - Personnalités : Édouard Mortier alors capitaine, Jean André Buchold dit Bucholtz alors lieutenant-colonel en chef du bataillon, Nicolas Joseph Desenfans alors lieutenant-colonel en second du bataillon
  - Non amalgamé lors de la première réorganisation
    - Amalgamé lors de la deuxième réorganisation dans la 30e demi-brigade légère de deuxième formation
- 2e bataillon de volontaires du Nord, formé le 1er septembre 1791
  - Armée des Ardennes, Bataille de Valmy,
  - Personnalités : Jean Armand Chevalleau de Boisragon alors lieutenant-colonel en chef du bataillon; Pierre François Jean Gaspard Bisson alors capitaine des grenadiers du bataillon
  - Non amalgamé lors de la première réorganisation
    - Amalgamé lors de la deuxième réorganisation dans la 48e demi-brigade de deuxième formation
- 3e bataillon de volontaires du Nord, formé le 20 août 1791
  - En garnison à Lille
  - Personnalités :
  - Amalgamé lors de la première réorganisation dans la 9e demi-brigade de première formation
    - Amalgamé lors de la deuxième réorganisation dans la 105e demi-brigade de deuxième formation
- 4e bataillon de volontaires du Nord dit bataillon de Lille, formé le 24 octobre 1792
  - En garnison à Saint-Omer, Armée du Nord
  - Personnalités :
  - Amalgamé lors de la première réorganisation dans la 90e demi-brigade de première formation
    - Amalgamé lors de la deuxième réorganisation dans la 33e demi-brigade de deuxième formation
- 4e bataillon bis de volontaires du Nord dit bataillon de Bergues et de Dunkerque, formé le 7 octobre 1793
  - Composition de l'armée du Nord (Révolution française)
  - Personnalités : André Joseph Lemaire alors lieutenant-colonel en chef du bataillon.
  - Amalgamé lors de la première réorganisation dans la 49e demi-brigade de première formation
    - Amalgamé lors de la deuxième réorganisation dans la 13e demi-brigade de deuxième formation
- 5e bataillon de volontaires du Nord dit bataillon du Quesnoy, formé le 17 octobre 1792
  - Personnalités :
  - Amalgamé lors de la première réorganisation dans la 175e demi-brigade de première formation
    - Lors de la deuxième réorganisation le 1er bataillon de la 175e demi-brigade de première formation est incorporé dans la 23e demi-brigade de deuxième formation
    - Lors de la deuxième réorganisation le 2e bataillon de la 175e demi-brigade de première formation est incorporé dans la 67e demi-brigade de deuxième formation
    - Lors de la deuxième réorganisation le 3e bataillon de la 175e demi-brigade de première formation est incorporé dans la 30e demi-brigade de deuxième formation
- 6e bataillon de volontaires du Nord dit 1er bataillon de Cambrai, formé le 28 septembre 1792
  - Armée de Belgique
  - Personnalités : Jérôme Joseph Goris alors capitaine puis lieutenant-colonel en chef du bataillon
  - Amalgamé lors de la première réorganisation dans la 178e demi-brigade de première formation
    - Amalgamé lors de la deuxième réorganisation dans la 17e demi-brigade de deuxième formation
- 6e bataillon bis de volontaires du Nord dit bataillon de chasseurs du Nord, formé le 6 février 1793
  - Guerre de Vendée, Armée des côtes de La Rochelle[65]
  - Personnalités :
  - Amalgamé lors de la première réorganisation dans la 16e demi-brigade légère bis de première formation
    - Amalgamé lors de la deuxième réorganisation dans la 26e demi-brigade légère de deuxième formation
- 6e bataillon ter de volontaires du Nord dit 1er bataillon de volontaires de Cambrai, formé le 6 février 1793
  - Personnalités :
  - Non amalgamé lors de la première réorganisation
    - Amalgamé lors de la deuxième réorganisation dans la 30e demi-brigade légère de deuxième formation
- 7e bataillonde volontaires du Nord également appelé 2e bataillon de Cambrai, formé le 6 octobre 1792
  - Armée du Nord division de Miranda
  - Personnalités :
  - Amalgamé lors de la première réorganisation dans la demi-brigade de l'Yonne
    - Lors de la deuxième réorganisation le 1er bataillon de la demi-brigade de l'Yonne est incorporé dans la 23e demi-brigade de deuxième formation
    - Lors de la deuxième réorganisation les 2e et 3e bataillons de la demi-brigade de l'Yonne sont incorporés dans la 67e demi-brigade de deuxième formation
- 8e bataillon de volontaires du Nord dit 3e bataillon de Cambrai, formé le 25 octobre 1792
  - Armée du Nord division de Miranda
  - Personnalités :
  - Amalgamé lors de la première réorganisation dans la 204e demi-brigade de première formation
    - Lors de la deuxième réorganisation le 1er bataillon de la 204e demi-brigade de première formation est incorporé dans la 97e demi-brigade de deuxième formation
    - Lors de la deuxième réorganisation le 2e bataillon de la 204e demi-brigade de première formation est incorporé dans la 50e demi-brigade de deuxième formation
    - Lors de la deuxième réorganisation le 3e bataillon de la 204e demi-brigade de première formation est incorporé dans la 16e demi-brigade légère de deuxième formation
- 9e bataillon de volontaires du Nord dit bataillon de Douai, formé le 24 octobre 1792
  - Armée des Ardennes, Bataille de Jemmapes
  - Personnalités : Éloi Laurent Despeaux alors simple volontaire puis capitaine adjudant-major et chef de bataillon
  - Amalgamé lors de la première réorganisation dans la 161e demi-brigade de première formation
    - Lors de la deuxième réorganisation les 1er et 3e bataillon de la 161e demi-brigade de première formation sont incorporés dans la 9e demi-brigade de deuxième formation
    - Lors de la deuxième réorganisation le 2e bataillon de la 161e demi-brigade de première formation est incorporé dans la 73e demi-brigade de deuxième formation
- 10e bataillon de volontaires du Nord dit 1er bataillon de volontaires de Valenciennes, formé le 16 septembre 1792
  - Armée des Ardennes, Armée du Nord
  - Personnalités : Adrien Joseph Saudeur alors lieutenant-colonel en chef du bataillon.
  - Amalgamé lors de la première réorganisation dans la 154e demi-brigade de première formation
    - Amalgamé lors de la deuxième réorganisation dans la 10e demi-brigade légère de deuxième formation
- 2e bataillon de volontaires de Valenciennes, formé le 26 mai 1793
  - Personnalités :
  - Non amalgamé lors de la première réorganisation
    - Amalgamé lors de la deuxième réorganisation dans la 20e demi-brigade de deuxième formation
- 1er bataillon de volontaires de Saint-Amand, formé le 8 septembre 1792
  - Armée des Ardennes
  - Personnalités :
  - Non amalgamé lors de la première réorganisation
    - Amalgamé lors de la deuxième réorganisation dans la 7e demi-brigade légère de deuxième formation
- 2e bataillon de volontaires de Saint-Amand, formé le 20 juin 1793
  - Personnalités :
  - Non amalgamé lors de la première réorganisation
    - Amalgamé lors de la deuxième réorganisation dans la 28e demi-brigade légère de deuxième formation
- Bataillon de chasseurs du Mont-des-Chats, formé le 29 pluviôse an II
  - Armée du Nord
  - Personnalités :
  - Non amalgamé lors de la première réorganisation
    - Amalgamé lors de la deuxième réorganisation dans la 24e demi-brigade légère de deuxième formation
- Bataillon de chasseurs du Hainaut, formé le 15 janvier 1793
  - Composition de l'armée du Nord (Révolution française), Siège de Maubeuge
  - Personnalités : Jean-Baptiste Deshayes alors sergent.
  - Amalgamé lors de la première réorganisation dans la 32e demi-brigade légère de première formation
    - Amalgamé lors de la deuxième réorganisation dans la 17e demi-brigade légère de deuxième formation
- Compagnie franche des chasseurs de Vandamme, formée le 4 novembre 1792, 
  - Armée du Nord
  - Personnalités : Dominique-Joseph René Vandamme alors chef de la compagnie
  - Réuni au bataillon de chasseurs du Mont-Cassel le 19 fructidor an I (5 septembre 1793) la compagnie est ensuite amalgamée lors de la première réorganisation dans la 14e demi-brigade légère de première formation
    - Amalgamé lors de la deuxième réorganisation dans la 1re demi-brigade légère de deuxième formation
- 1er bataillon de volontaires du district de Lille, formé en septembre 1793
  - Personnalités :
  - Non amalgamé lors de la première réorganisation
    - Amalgamé lors de la deuxième réorganisation dans la 8e demi-brigade de deuxième formation
- 2e bataillon de volontaires du district de Lille
- 3e bataillon de volontaires du district de Lille
  - Personnalités :
  - Non amalgamé lors de la première réorganisation
    - Amalgamé lors de la deuxième réorganisation dans la 8e demi-brigade de deuxième formation
- 4e bataillon de volontaires du district de Lille
- 5e bataillon de volontaires du district de Lille
  - Personnalités :
  - Non amalgamé lors de la première réorganisation
    - Amalgamé lors de la deuxième réorganisation dans la 8e demi-brigade de deuxième formation
- 6e bataillon de volontaires du district de Lille
- 7e bataillon de volontaires du district de Lille
- 8e bataillonde volontaires du district de Lille
- 9e bataillon de volontaires du district de Lille
  - Personnalités :
  - Amalgamé lors de la première réorganisation dans la 15e demi-brigade légère de première formation
    - Amalgamé lors de la deuxième réorganisation dans la 27e demi-brigade légère de deuxième formation
- Bataillon de volontaires de Dunkerque également appelé bataillon de la Marine
  - Personnalités :
  - Non amalgamé lors de la première réorganisation
    - Amalgamé lors de la deuxième réorganisation dans la 7e demi-brigade d'artillerie de marine
- 1er bataillon de chasseurs francs du Nord 
  - Personnalités :
  - Non amalgamé lors de la première réorganisation
    - Amalgamé lors de la deuxième réorganisation dans la 24e demi-brigade légère de deuxième formation
- 2e bataillon de chasseurs francs du Nord
  - Personnalités :
  - Non amalgamé lors de la première réorganisation
    - Amalgamé lors de la deuxième réorganisation dans la 24e demi-brigade légère de deuxième formation
- 5e bataillon de chasseurs francs du Nord
  - Formé en 1793 par la réunion de plusieurs compagnies franches
  - Personnalités :
  - Amalgamé lors de la première réorganisation dans la demi-brigade de Tirailleurs
    - Amalgamé lors de la deuxième réorganisation dans la 15e demi-brigade légère de deuxième formation
- Bataillon des Flanqueurs d'Hasnon
  - Le 1er mai 1792, on avait organisé, à Valenciennes, des compagnies franches qui se distinguent par leur bravoure et que la Convention réunit, par décret du 17 septembre 1792, en un bataillon de « flanqueurs d'Hasnon ». Ce bataillon initialement en garnison à Condé, se distingue à Jemappes. Le 18 avril 1793, on y joint une compagnie franche de chasseurs et le corps prend alors le nom de « chasseurs francs du Nord ».
  - Personnalités :
- 1er bataillon de volontaires d'Avesnes
- 1er bataillon de volontaires de Bergues
- 2e bataillon de volontaires de Bergues
- 3e bataillon de volontaires de Bergues
- 1er bataillon de volontaires d'Hazebrouck
- 2e bataillon de volontaires d'Hazebrouck
- Compagnie franche de Béthune
  - Personnalités :
  - En garnison à Valenciennes
- Compagnie de chasseurs Cambrelots
  - Personnalités :
  - Armée de Belgique, Bataille de Jemappes
- Compagnie franche de Clémendot, formée le 28 août 1792 à Condé
  - Personnalités : Nicolas Simon Clémendot capitaine commandant la compagnie
  - En garnison à Mons
- Compagnie franche des volontaires de Tourcoing, formée le 27 septembre 1792
  - En garnison à Tourcoing
  - Personnalités :
- Compagnie de chasseurs de Vandamme
  - En garnison à Anvers, armée du Nord puis amalgamée au bataillon des chasseurs du Mont-Cassel
  - Personnalités : Dominique René Vandamme alors capitaine commandant de la compagnie.
- Escadron franc formé à Arras formé le 31 octobre 1792
  - Amalgamé dans le 12e régiment de chasseurs à cheval
  - Personnalités : Pierre Wattier alors sous-lieutenant, Joachim Murat alors lieutenant
- Corps de piquiers formé à Lille
  - Personnalités :
- Hussards défenseurs de la Liberté et de l'Égalité également connu sous l'appellation de troupes légères à cheval, troupes légères de Boyer ou légion Boyer formé le 2 septembre 1792 avec 200 hommes de cavalerie levés dans le département du Nord[100].
  - Personnalités : Gabriel Etienne Boyer
  - Lors de la première réorganisation, les Hussards de Boyer formèrent le 7e régiment de hussards par décret du 23 novembre 1792 et prirent le No 6 par décret du 4 juin 1793
    - Lors de la deuxième réorganisation le 6e régiment de hussards garde son nom.

### Oise
De 1791 à 1793, les 9 districts (Beauvais, Chaumont, Grandvilliers, Breteuil, Clermont, Senlis, Noyon, Compiègne et Crépy) du département de l'Oise fournirent 14 bataillons et 1 compagnie
- 1er bataillon de volontaires de l'Oise, formé en septembre 1791
  - En garnison à Lille, Armée du Nord, Siège de Lille
  - Personnalités : Éloi Charlemagne Taupin alors sous-lieutenant puis chef de bataillon
  - Amalgamé lors de la première réorganisation dans la 183e demi-brigade de première formation
    - Amalgamé lors de la deuxième réorganisation dans la 28e demi-brigade de deuxième formation
- 2e bataillon de volontaires de l'Oise, formé le 18 septembre 1791
  - En garnison à Ostende, Armée du Nord, Siège de Lille
  - Personnalités :
  - Non amalgamé lors de la première réorganisation
    - Amalgamé lors de la deuxième réorganisation dans la 26e demi-brigade de deuxième formation
- 3e bataillon de volontaires de l'Oise, formé le 18 septembre 1791
  - En garnison à Ypres, Armée du Nord
  - Personnalités : François Basile Azemar alors volontaire puis élu capitaine et lieutenant-colonel en second du bataillon.
  - Amalgamé lors de la première réorganisation dans la 50e demi-brigade de première formation
    - Amalgamé lors de la deuxième réorganisation dans la 70e demi-brigade de deuxième formation
- 4e bataillon de volontaires de l'Oise, formé le 8 septembre 1792
  - En garnison à Mézières
  - Personnalités :
  - Amalgamé lors de la première réorganisation dans la 204e demi-brigade de première formation
    - Lors de la deuxième réorganisation le 1er bataillon de la 204e demi-brigade de première formation est incorporé dans la 97e demi-brigade de deuxième formation
    - Lors de la deuxième réorganisation le 2e bataillon de la 204e demi-brigade de première formation est incorporé dans la 50e demi-brigade de deuxième formation
    - Lors de la deuxième réorganisation le 3e bataillon de la 204e demi-brigade de première formation est incorporé dans la 16e demi-brigade légère de deuxième formation
- 5e bataillon de volontaires de l'Oise, également appelé bataillon de l'Oise et de l'Aisne, formé en 11 octobre 1792[Note 12]
  - Armée de Belgique
  - Personnalités :
  - Amalgamé lors de la première réorganisation dans la 49e demi-brigade de première formation
    - Amalgamé lors de la deuxième réorganisation dans la 13e demi-brigade de deuxième formation
- 6e bataillon de volontaires de l'Oise également appelé bataillon de Compiègne ou encore 3e bataillon de volontaires de Seine-et-Marne, formé le 20 septembre 1792
  - Le 6e bataillon de volontaires de l'Oise est le même bataillon que le 3e bataillon de volontaires de Seine-et-Marne; il était composé des volontaires de Senlis et de Compiègne. Camp de L'Épine, En garnison à Verdun, Armée du Nord
  - Personnalités :
  - Amalgamé lors de la première réorganisation dans la 128e demi-brigade de première formation
    - Amalgamé lors de la deuxième réorganisation dans la 7e demi-brigade de deuxième formation
- 7e bataillon de volontaires de l'Oise, formé le 6 juillet 1793
  - Personnalités :
  - Amalgamé lors de la première réorganisation dans la 179e demi-brigade de première formation
    - Amalgamé lors de la deuxième réorganisation dans la 20e demi-brigade de deuxième formation
- Bataillon de volontaires de Senlis
  - Personnalités :
  - Amalgamé lors de la première réorganisation dans la 202e demi-brigade de première formation
    - Amalgamé lors de la deuxième réorganisation dans la 53e demi-brigade de deuxième formation
- 1er bataillon de volontaires de Beauvais
  - Personnalités :
  - Incorporé lors de la première réorganisation dans le 1er bataillon du 106e régiment d'infanterie
    - Amalgamé lors de la deuxième réorganisation dans la 13e demi-brigade de deuxième formation
- Compagnie de chasseurs nationaux du district de Clermont également appelé Compagnie de chasseurs nationaux de l'Oise formée le 1er septembre 1792
  - Personnalités :
  - Armée de Belgique
- Compagnie de chasseurs bons-tireurs de l'Oise[102], formée le 1er octobre 1792
  - Personnalités :
- Compagnie de volontaires de Breteuil
- Bataillon de volontaires de Clermont
- 2e bataillon de volontaires de Beauvais
- 3e bataillon de volontaires de Beauvais
- Bataillon de volontaires de Chaumont

### Orne
De 1791 à 1793, les 6 districts (Alençon, Domfront, Argentan, Laigle, Bellême et Mortagne) du département de l'Orne fournirent 5 bataillons
- 1er bataillon de volontaires de l'Orne, formé le 20 septembre 1791
  - En garnison à Anvers, Armée du Nord
  - Personnalités : Nicolas Barthel alors lieutenant-colonel en chef du bataillon, Jacques Fromentin alors lieutenant-colonel en second puis chef du bataillon, Jean-François Graindorge
  - Amalgamé lors de la première réorganisation dans la 111e demi-brigade de première formation
    - Amalgamé lors de la deuxième réorganisation dans la 37e demi-brigade de deuxième formation
- 2e bataillon de volontaires de l'Orne, formé le 20 septembre 1791
  - Armée du Nord division de Miranda, Combat de Quiévrain
  - Personnalités : Henri Victor Roulland alors lieutenant-colonel en chef du bataillon
  - Amalgamé lors de la première réorganisation dans la 167e demi-brigade de première formation
    - Amalgamé lors de la deuxième réorganisation dans la 47e demi-brigade de deuxième formation
- 3e bataillon de volontaires de l'Orne, formé le 14 septembre 1792
  - ** En garnison à Mézières, Combat de Quiévrain
  - Personnalités :
  - Amalgamé lors de la première réorganisation dans la 142e demi-brigade de première formation
    - Amalgamé lors de la deuxième réorganisation dans la 86e demi-brigade de deuxième formation
- 4e bataillon de volontaires de l'Orne, formé le 9 septembre 1792
  - En garnison à Montmédy
  - Personnalités :
  - Non amalgamé lors de la première réorganisation
    - Amalgamé lors de la deuxième réorganisation dans la 64e demi-brigade de deuxième formation
- 5e bataillon de volontaires de l'Orne, formé le 27 septembre 1792
  - En garnison à Metz
  - Personnalités : Victor Urbain Rémond
  - Amalgamé lors de la première réorganisation dans la 149e demi-brigade de première formation
    - Lors de la deuxième réorganisation le 1er bataillon de la 149e demi-brigade de première formation est incorporé dans la 105e demi-brigade de deuxième formation
    - Lors de la deuxième réorganisation le 2e bataillon de la 149e demi-brigade de première formation est incorporé dans la 83e demi-brigade de deuxième formation
    - Lors de la deuxième réorganisation le 3e bataillon de la 149e demi-brigade de première formation est incorporédans la 43e demi-brigade de deuxième formation

### Paris-Seine
De 1791 à 1793, le département de Paris, qui comprenait 3 districts : Paris, Franciade et Bourg-de-l'Égalité, fournit 48 bataillons et 4 compagnies.

Il y aura 3 formations.

#### Paris Première formation
De 1791 à 1793, les districts de Paris, de Franciade et de Bourg-de-l'Égalité, première formation, fournirent 32 bataillons et 3 compagnies.

Drapeau du bataillon du district des Feuillants l'une des composantes du 1er bataillon de volontaires de Paris

Drapeau du bataillon du district des Cordeliers l'une des composantes du 3e bataillon de volontaires de Paris

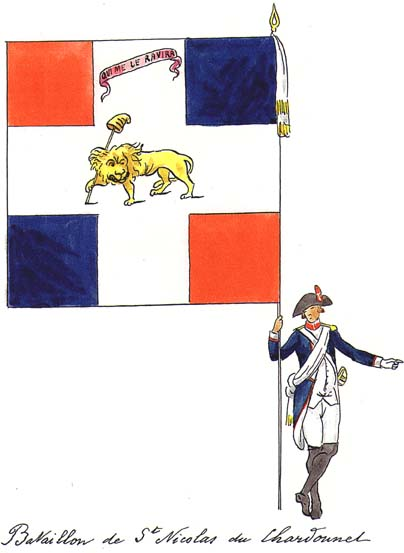
Drapeau Garde républicaine du District Saint-Nicolas-du-Chardonnet

- 1er bataillon de volontaires de Paris, formé le 21 juillet 1791 au camp de Grenelle.
  - En garnison à Malines, Armée du Nord, Armée de Belgique, Armée de Rhin-et-Moselle, Armée de la Moselle, Armée du Rhin, Guerres de la première Coalition, Bataille de Valmy, Combat de Menin, Combat de Quiévrain, Bataille de Jemappes, Bataille de Neerwinden, Bataille de Menin, Bataille de Wattignies, Bataille de Kaiserslautern, Siège de Valenciennes, Siège de Maubeuge , 2e Bataille de Wissembourg, Bataille de Pellingen, Blocus de Mayence.
  - Personnalités : Claude Antoine Capon de Château-Thierry alors lieutenant-colonel et chef du bataillon, Jean Charles Roussel alors canonnier, Nicolas-Joseph Maison alors volontaire, Antoine Balland, capitaine puis chef de bataillon en second, puis lieutenant-colonel en chef du bataillon.
  - Amalgamé lors de la première réorganisation dans la 201e demi-brigade de première formation
    - Amalgamé lors de la deuxième réorganisation dans la 106e demi-brigade de deuxième formation
- 2e bataillon de volontaires de Paris, formé le 20 juillet 1791 au camp de Grenelle.
  - Armée des Ardennes, Guerres de la première Coalition, Armée du Nord, Bataille de Valmy, Armée de Belgique, Combat de Menin, Combat de Quiévrain, Bataille de Jemappes, Siège de Maastricht, bataille d'Aldenhoven, Bataille de Neerwinden,Siège de Valenciennes, Bataille de Hondschoote, Bataille de Menin, Bataille de Wattignies, Guerre de Vendée, Armée de l'Ouest, Bataille de Pont-James, Bataille de La Châtaigneraie
  - Personnalités : Claude Antoine Capon de Château-Thierry alors lieutenant-colonel en chef du bataillon,Auguste Nicolas Lenoir alors volontaire, François Benjamin Deschamps capitaine puis chef de bataillon, Guillaume François d'Aigremont alors sous-lieutenant, Philippe Joseph Malbrancq alors lieutenant-colonel en chef du bataillon, Pierre Guillaume Gratien alors lieutenant-colonel en second du bataillon, Gabriel Etienne Boyer alors lieutenant[100].
  - Amalgamé lors de la première réorganisation dans la 67e demi-brigade de première formation
    - Amalgamé lors de la deuxième réorganisation dans la 58e demi-brigade de deuxième formation
- 3e bataillon de volontaires de Paris, formé le 18 juillet 1791 au camp de Grenelle.
  - Armée du Centre, Armée du Nord, Armée de Belgique, Guerres de la première Coalition, Combat de La Croix-aux-Bois, Bataille de Valmy, Bataille de Jemappes, Bataille d'Aldenhoven, Siège du Quesnoy, Guerre de Vendée, Armée des côtes de La Rochelle[65]
  - Personnalités : Claude Antoine Capon de Château-Thierry alors lieutenant-colonel et chef du bataillon, Louis Augustin Laurent Berthault lieutenant-colonel en chef du bataillon, Pierre François Marie Laval lieutenant-colonel en second puis lieutenant-colonel en chef, Jean Prudhon capitaine puis lieutenant-colonel en second et lieutenant-colonel en chef du bataillon
  - Non amalgamé lors de la première réorganisation, le bataillon ayant été fait prisonnier lors de la reddition du Quesnoy
    - Amalgamé lors de la deuxième réorganisation dans la 7e demi-brigade de deuxième formation
- 4e bataillon de volontaires de Paris également appelé 1er bataillon des Sections Armées, formé le 2 septembre 1791
  - Armée du Centre, Armée de la Moselle, campagne de Trèves, Combat de Merzig
  - Personnalités : Barthélémy François Mousin alors lieutenant-colonel en chef du bataillon, Jacques Lecapitaine alors sous-lieutenant, lieutenant puis capitaine, Raymond Pierre Penne alors lieutenant puis capitaine.
  - Amalgamé lors de la première réorganisation dans la 59e demi-brigade de première formation
    - Amalgamé lors de la deuxième réorganisation dans la 102e demi-brigade de deuxième formation[103]
- 5e bataillon de volontaires de Paris également appelé 5e bataillon Saint-Laurent ou 5e bataillon Saint-Martin, formé le 20 septembre 1792
  - En garnison à Givet, Armée du Nord
  - Personnalités :
  - Amalgamé lors de la première réorganisation dans la 2e demi-brigade de première formation
    - Amalgamé lors de la deuxième réorganisation dans la 9e demi-brigade de deuxième formation
- 6e bataillon de volontaires de Paris, formé le 12 septembre 1792
  - Armée des Ardennes, Armée du Nord, Guerre de Vendée, Armée des côtes de La Rochelle[59]
  - Personnalités : François Louis Dedon-Duclos alors lieutenant-colonel en chef du bataillon
  - Amalgamé lors de la première réorganisation dans la 179e demi-brigade de première formation
    - Amalgamé lors de la deuxième réorganisation dans la 20e demi-brigade de deuxième formation
- 6e bataillon bis de volontaires de Paris également appelé bataillon Bon-Conseil, Mauconseil ou Bon Conseil, formé le 21 septembre 1792
  - Armée des Ardennes
  - Personnalités :
  - Amalgamé lors de la première réorganisation dans la 167e demi-brigade de première formation
    - Amalgamé lors de la deuxième réorganisation dans la 47e demi-brigade de deuxième formation
- 7e bataillon de volontaires de Paris également appelé bataillon du Théâtre-Français, formé le 20 septembre 1792
  - Armée des Ardennes, Armée de Belgique
  - Personnalités : Louis Pierre Alphonse de Colbert alors simple volontaire
  - Non amalgamé lors de la première réorganisation
    - Amalgamé lors de la deuxième réorganisation dans la 41e demi-brigade de deuxième formation
- 7e bataillon bis de volontaires de Paris, formé le 3 septembre 1792
  - Armée de Belgique
  - Personnalités :
  - Non amalgamé lors de la première réorganisation
    - Amalgamé lors de la deuxième réorganisation dans la 7e demi-brigade de deuxième formation
- 8e bataillon de volontaires de Paris également appelé bataillon de Sainte-Marguerite, formé le 5 septembre 1792
  - Armée du Nord, en garnison à Condé, Armée de Belgique, Bataille de Jemappes
  - Personnalités : Auguste François-Marie de Colbert-Chabanais alors simple volontaire
  - Amalgamé lors de la première réorganisation dans la 131e demi-brigade de première formation
    - Amalgamé lors de la deuxième réorganisation dans la 1re demi-brigade de deuxième formation
- 9e bataillon de volontaires de Paris également appelé 9e bataillon Saint-Laurent ou 9e bataillon Saint-Martin, formé le 14 septembre 1792
  - Armée de Belgique, Armée du Nord
  - Personnalités : Auguste Nicolas Lenoir alors volontaire, Nicolas-Joseph Maison alors capitaine
  - Amalgamé lors de la première réorganisation dans la 181e demi-brigade de première formation
    - Amalgamé lors de la deuxième réorganisation dans la 6e demi-brigade légère de deuxième formation
- 9e bataillon bis de volontaires de Paris également appelé bataillon de l'Arsenal
  - En garnison à Mouzon et Carignan, Armée de Belgique, Bataille de Jemappes
  - Personnalités : Louis Friant alors lieutenant-colonel en chef du bataillon, Louis François Binot alors volontaire, ainsi que Louis-François Lejeune, Jean-Baptiste Franceschi-Delonne, Jacques-Augustin-Catherine Pajou et Jean-Baptiste Say tous les quatre engagés dans la compagnie des Arts.
  - Amalgamé lors de la première réorganisation dans la 181e demi-brigade de première formation
    - Lors de la deuxième réorganisation les 1er et 2e bataillon de la 181e demi-brigade de première formation sont incorporés dans la 78e demi-brigade de deuxième formation
    - Lors de la deuxième réorganisation le 3e bataillon de la 181e demi-brigade de première formation est incorporé dans la 92e demi-brigade de deuxième formation
- 10e bataillon de volontaires de Paris également appelé bataillon des Amis de la Patrie, formé le 23 septembre 1792
  - Armée des Ardennes, Armée du Nord, Guerre de Vendée
  - Personnalités : Joseph Martin Madeleine Ferrière alors sous-lieutenant
  - Amalgamé lors de la première réorganisation dans la 198e demi-brigade bis de première formation
    - Amalgamé lors de la deuxième réorganisation dans la 79e demi-brigade de deuxième formation
- 11e bataillon de volontaires de Paris également appelé 11e bataillon de volontaires de la République, formé le 20 octobre 1792
  - En garnison à Paris
  - Personnalités :
  - Non amalgamé lors de la première réorganisation
    - Amalgamé lors de la deuxième réorganisation dans la 6e demi-brigade légère de deuxième formation
- 12e bataillon de volontaires de Paris également appelé 12e bataillon de volontaires de la République[104], formé le 1er septembre 1792
  - Guerre de Vendée, Ile-de-France, La Réunion, Java
  - Personnalités :
  - Non amalgamé lors de la première réorganisation
    - Amalgamé lors de la deuxième réorganisation dans la 70e demi-brigade de deuxième formation
- 13e bataillon de volontaires de Paris également appelé bataillon de la Butte des Moulins, formé le 5 septembre 1792
  - Armée de Belgique, Bataille de Jemappes
  - Personnalités : Paul Thiébault alors volontaire
  - Amalgamé lors de la première réorganisation dans la 1re demi-brigade de première formation
    - Amalgamé lors de la deuxième réorganisation dans la 31e demi-brigade de deuxième formation
- 14e bataillon de volontaires de Paris également appelé 14e bataillon de volontaires de la République ou 14e bataillon des piques ou des piquiers formé le 1er octobre 1792[105]
  - En garnison à Paris, Guerre de Vendée, Armée des côtes de La Rochelle[59], Siège d'Angers[105], Deuxième bataille de Luçon
  - Personnalités : John Oswald alors chef du bataillon
  - Amalgamé lors de la première réorganisation dans la 6e demi-brigade de première formation
    - Amalgamé lors de la deuxième réorganisation dans la 6e demi-brigade de deuxième formation
- 15e bataillon de volontaires de Paris également appelé bataillon de Molière, formé le 24 septembre 1792
  - Armée du Nord
  - Personnalités : Étienne Louis Malus alors volontaire, Simon Lefebvre alors lieutenant-colonel en chef du bataillon
  - Amalgamé lors de la première réorganisation dans la 161e demi-brigade de première formation
    - Lors de la deuxième réorganisation les 1er et 3e bataillons de la 161e demi-brigade de première formation sont incorporés dans la 9e demi-brigade de deuxième formation
    - Lors de la deuxième réorganisation le 2e bataillon de la 161e demi-brigade de première formation est incorporé dans la 73e demi-brigade de deuxième formation
- 16e bataillon de volontaires de Paris également appelé 1er bataillon républicain de Paris, formé le 21 septembre 1792
  - Armée de Belgique, Armée du Nord
  - Personnalités :
  - Amalgamé lors de la première réorganisation dans la 154e demi-brigade de première formation
    - Amalgamé lors de la deuxième réorganisation dans la 10e demi-brigade légère de deuxième formation
- 17e bataillon de volontaires de Paris également appelé 1er bataillon des Gravilliers, formé le 4 septembre 1792
  - En garnison à Louvain, Armée de Belgique, Bataille de Jemappes, Siège de Valenciennes, Siège de Lyon
  - Personnalités : Jean Hugues Gambin alors sergent-major puis capitaine et adjudant-major
  - Non amalgamé lors de la première réorganisation
    - Lors de la deuxième réorganisation une partie du 17e bataillon de volontaires de Paris est incorporée dans la 80e demi-brigade de deuxième formation
    - Lors de la deuxième réorganisation une autre partie du 17e bataillon de volontaires de Paris est incorporée dans la 27e demi-brigade légère de deuxième formation
- 18e bataillon de volontaires de Paris également appelé 1er bataillon des Lombards, formé le 5 septembre 1792
  - En garnison à Bruxelles, Armée du Nord, Armée de Belgique, Bataille de Jemappes
  - Personnalités : Jean-Baptiste de Lavalette alors lieutenant-colonel en chef du bataillon
  - Amalgamé lors de la première réorganisation dans la 197e demi-brigade bis de première formation également appelée demi-brigade des Lombards
    - Amalgamé lors de la deuxième réorganisation dans la 72e demi-brigade de deuxième formation
- 19e bataillon de volontaires de Paris également appelé bataillon du Pont-Neuf et bataillon Révolutionnaire, formé le 22 septembre 1792 au camp de Châlons[106].
  - En garnison à Carignan, Guerres de la première Coalition, Armée des Ardennes, Armée de la Moselle, Bataille d'Arlon, Bataille de Kaiserslautern.
  - Personnalités : François Antoine Fleury lieutenant-colonel en chef du bataillon, Michel Girardot lieutenant-colonel en second, Henri César Auguste Schwiter alors sergent puis promu sergent-major, sous-lieutenant et capitaine adjudant-major, Nicolas Michel Chevreau.
  - Amalgamé lors de la première réorganisation dans la 86e demi-brigade de première formation
    - Amalgamé lors de la deuxième réorganisation dans la 103e demi-brigade de deuxième formation
- 1er bataillon des Sections Réunies de la Commune et des Arcis de Paris, également appelé, Bataillon de la Commune et des Arcis de Paris, formé le 16 septembre 1792 à Château-Thierry[107].
  - Armée du Nord, Armée des Ardennes, Guerres de la première Coalition, Siège de Namur, Siège de Maastricht, Bataille de Tirlemont, Bataille de Neerwinden, Siège de Valenciennes, Bataille de Raismes, Bataille du Cateau-Cambrésis (en)
  - Personnalités : Pierre Charles Dumoulin alors lieutenant-colonel en chef du bataillon, Georges Joseph Berger alors lieutenant-colonel en second du bataillon
  - Amalgamé lors de la première réorganisation dans la 162e demi-brigade de première formation
    - Amalgamé lors de la deuxième réorganisation dans la 103e demi-brigade de deuxième formation
- 5e bataillon des Sections Réunies de la Commune et des Arcis
  - Guerre de Vendée, Armée des côtes de La Rochelle[59]
  - Personnalités :
- 1er bataillon de Popincourt également appelé bataillon de Popincourt, formé le 20 septembre 1792[108]
  - Armée de la Moselle, Bataille de Pellingen
  - Personnalités : Joseph Deckeur, Jean Nicolas Lecoq
  - Amalgamé lors de la première réorganisation dans la 176e demi-brigade de première formation
    - Lors de la deuxième réorganisation le 1er bataillon de la 176e demi-brigade de première formation est incorporé dans la 20e demi-brigade de deuxième formation
    - Lors de la deuxième réorganisation le 2e bataillon de la 176e demi-brigade de première formation est incorporé dans la 53e demi-brigade de deuxième formation
    - Lors de la deuxième réorganisation le 3e bataillon de la 176e demi-brigade de première formation est incorporé dans la 23e demi-brigade de deuxième formation
- Bataillon de Saint-Denis également appelé 1er bataillon de volontaires de Saint-Denis ou bataillon de Franciade, formé le 7 septembre 1792[109]
  - Armée de Belgique, Armée du Nord, Bataille de Jemappes
  - Personnalités :
  - Non amalgamé lors de la première réorganisation
    - Amalgamé lors de la deuxième réorganisation dans la 23e demi-brigade légère de deuxième formation
- 1er bataillon des Amis de la République, formé le 27 septembre 1792[110]
  - Armée des Vosges
  - Personnalités :
  - Non amalgamé lors de la première réorganisation
    - Amalgamé lors de la deuxième réorganisation dans la 64e demi-brigade de deuxième formation
- 2e bataillon des Amis de la République, formé le 27 septembre 1792
  - Armée de Mayence, Siège de Mayence, Guerre de Vendée
  - Personnalités :
- 1er bataillon de la République, formé le 25 septembre 1792[111]
  - Armée du Rhin, Armée de Mayence, Siège de Mayence, Guerre de Vendée
  - Personnalités :
  - Amalgamé lors de la première réorganisation dans la 185e demi-brigade de première formation
    - Amalgamé lors de la deuxième réorganisation dans la 74e demi-brigade de deuxième formation
- 2e bataillon de la République, formé le 15 octobre 1792[112]
  - Armée des Vosges
  - Personnalités :
  - Non amalgamé lors de la première réorganisation
    - Amalgamé lors de la deuxième réorganisation dans la 64e demi-brigade de deuxième formation
- 3e bataillon de la République, formé le 17 octobre 1792[113]
  - Armée de la Moselle
  - Personnalités : Joseph Léonard Richard alors lieutenant-colonel en chef du bataillon
  - Amalgamé lors de la première réorganisation dans la 4e demi-brigade de première formation
    - Lors de la deuxième réorganisation le 1er bataillon de la 4e demi-brigade de première formation est incorporé dans la 89e demi-brigade de deuxième formation
    - Lors de la deuxième réorganisation le 2e bataillon de la 4e demi-brigade de première formation est incorporé dans la 31e demi-brigade de deuxième formation
    - Lors de la deuxième réorganisation le 3e bataillon de la 4e demi-brigade de première formation est incorporé dans la 62e demi-brigade de deuxième formation
- 1er bataillon de la Réunion[114],[115]
  - Armée des côtes de Cherbourg, Armée de l'Ouest, Guerre de Vendée, Armée des côtes de Brest, Guadeloupe, Sainte-Lucie, Saint-Martin
  - Personnalités :
  - Non amalgamé lors de la première réorganisation
  - Non amalgamé lors de la deuxième réorganisation
- 1er bataillon de grenadiers de Paris également appelé 1er bataillon de grenadiers fédérés de Paris formé le 20 septembre 1792 avec six compagnies de grenadiers levées à Paris[116].
  - Armée de Belgique, Bataille de Jemappes, Combat de Tirlemont, Bataille de Neerwinden, Siège de Valenciennes, Armée des Alpes, Siège de Lyon, Armée d'Italie, Bataille de Loano
  - Personnalités : Charles Dumoulin alors lieutenant, Gilbert Julian Vinot alors volontaire[117], Jean François Leval alors lieutenant-colonel en chef du bataillon
  - Non amalgamé lors de la première réorganisation
    - Amalgamé lors de la deuxième réorganisation dans la 18e demi-brigade de deuxième formation
- Bataillon de chasseurs républicains des Quatre-Nations également appelé 1er bataillon de chasseurs républicains de Paris, formé le 1er septembre 1792[118]
  - Armée des Vosges, Armée de Belgique, Bataille de Jemappes
  - Personnalités : Laurent de Gouvion-Saint-Cyr alors simple volontaire, sous-lieutenant, capitaine et chef de bataillon.
  - Non amalgamé lors de la première réorganisation
    - Amalgamé lors de la deuxième réorganisation dans la 6e demi-brigade légère de deuxième formation
- Bataillon de Saint-Germain-l'Auxerrois[119],[120]
  - Personnalités : Gabriel Joseph Clément alors grenadier volontaire.
- Compagnie de chasseurs de Dubourg[121] également appelé 1re compagnie franche des chasseurs de Paris formée le 4 août 1792[122]
  - Armée de la Moselle
  - Personnalités : Jacques Dutruy alors capitaine-commandant de la compagnie.
- Compagnie franche de l'Égalité de Paris dite de l'Oratoire, formée le 4 septembre 1792[123]
  - Armée du Nord division de Miranda, Armée de Belgique, Siège de Lille, combat de Lapanpon Combat de Flers Combat de Termonde, Retraite de Wlodrops, Combat de L'Abeele
  - Personnalités :
  - Réuni au bataillon de chasseurs du Mont-Cassel le 19 fructidor an I (5 septembre 1793) la compagnie est ensuite amalgamée lors de la première réorganisation dans la 14e demi-brigade légère de première formation
    - Amalgamé lors de la deuxième réorganisation dans la 1re demi-brigade légère de deuxième formation
- 1re compagnie franche de chasseurs du Louvre, formée le 2 septembre 1792 à Paris[124]
  - En garnison à Toul, Armée de la Moselle, Bataille de Kaiserslautern, Combat de Lembach.
  - Personnalités :
  - Réuni au 2e bataillon des corps francs le 22 ventôse an II (12 mars 1794) la compagnie est ensuite amalgamée lors de la première réorganisation dans la 19e demi-brigade légère bis de première formation[125]
    - Amalgamé lors de la deuxième réorganisation dans la 53e demi-brigade de deuxième formation
- 2e compagnie franche de chasseurs du Louvre, formée le 4 septembre 1792 à Paris[124]
  - Armée des Pyrénées, Armée des Pyrénées-Occidentales, en garnison à Toulouse, Saint-Jean-Pied-de-Port, combat de Blanc-Pignon[126], Bataille des Aldudes
  - Personnalités : Jacques François Bache alors capitaine commandant la compagnie.
  - Réuni au 5e bataillon de chasseurs le 6 vendémiaire an III (27 septembre 1794) la compagnie est ensuite amalgamée lors de la première réorganisation dans la 5e demi-brigade légère de première formation
    - Amalgamé lors de la deuxième réorganisation dans la 24e demi-brigade légère de deuxième formation
- 3e compagnie franche de chasseurs du Louvre, formée le 15 septembre 1792 à Paris[124]
  - Armée de la Moselle, Expédition de Trèves, Combat de Wavren, Combat de Limbach, Bataille de Pirmasens
  - Personnalités :
  - Réuni au 2e bataillon des corps francs le 22 ventôse an II (12 mars 1794) la compagnie est ensuite amalgamée lors de la première réorganisation dans la 19e demi-brigade légère bis de première formation[125]
    - Amalgamé lors de la deuxième réorganisation dans la 53e demi-brigade de deuxième formation
- 4e compagnie franche de chasseurs du Louvre, formée le 16 octobre 1792 à Paris[124]
  - Armée de la Moselle, En garnison à Metz, Combat de Limbach, Bataille de Kaiserslautern
  - Personnalités :
  - Réuni au 2e bataillon des corps francs le 22 ventôse an II (12 mars 1794) la compagnie est ensuite amalgamée lors de la première réorganisation dans la 19e demi-brigade légère bis de première formation[125]
    - Amalgamé lors de la deuxième réorganisation dans la 53e demi-brigade de deuxième formation
- 4e compagnie franche de chasseurs nationaux du Mail, formée en 11 septembre 1792[127]
  - Armée du Rhin, en garnison à Molsheim, en garnison dans l'île de Dalhunden
  - Personnalités :
  - Réunie au 15e bataillon bis de chasseurs le 2 prairial an II (21 mai 1794) la compagnie est ensuite amalgamée lors de la première réorganisation dans la 15e demi-brigade légère bis de première formation
    - Amalgamé lors de la deuxième réorganisation dans la 3e demi-brigade légère de deuxième formation.
- 1re compagnie franche des chasseurs de l'Observatoire, formée le 27 août 1792 à Paris[128]
  - Armée du Centre, Armée de la Moselle, Armée des Vosges, Campagne de Trèves, Combat de Pirmasens, Bataille de Kaiserslautern, Bataille de Wœrth-Frœschwiller, bataille du Geisberg.
  - Personnalités :
  - Réuni au 2e bataillon des corps francs le 22 ventôse an II (12 mars 1794) la compagnie est ensuite amalgamée lors de la première réorganisation dans la 19e demi-brigade légère bis de première formation[125]
    - Amalgamé lors de la deuxième réorganisation dans la 53e demi-brigade de deuxième formation
- 2e compagnie franche des chasseurs de l'Observatoire, formée le 27 août 1792 à Paris[129]
  - Armée du Nord, Première Coalition, Combat de Pont Rouge, en garnison à Cassel et Bailleul, Combat de L'Abeele, Bataille de Hondschoote.
  - Personnalités : Dominique Vandamme
  - Réuni au bataillon de chasseurs du Mont-Cassel le 19 fructidor an II (5 septembre 1794) la compagnie est ensuite amalgamée lors de la première réorganisation dans la 14e demi-brigade légère de première formation
    - Amalgamé lors de la deuxième réorganisation dans la 1re demi-brigade légère de deuxième formation
- 2e compagnie franche de la section du Panthéon-Français, formée des boursiers du Collège de l'Égalité (ci-devant Louis-le-Grand) formée le 30 juillet 1792[130]
  - Armée de Belgique, Bataille de Jemappes, Prise de Bruxelles, En garnison à Liège, Bataille d'Aldenhoven, Siège de Valenciennes
  - Personnalités :
  - Les derniers volontaires subsistant de la compagnie sont répartis dans différents corps.
- Compagnie de chasseurs-carabiniers des Quatre-Nations de Paris, formée le 2 septembre 1792[131]
  - Armée de Belgique, Bataille de Jemappes
  - Personnalités : Luc Antoine Vincent alors capitaine commandant la compagnie
- 2e compagnie franche de chasseurs nationaux des Sans-Culottes
  - Armée de la Moselle, Combat de la Montagne Verte, Combat de Rohrbach[132]
  - Personnalités :
  - Réuni au 2e bataillon des corps francs le 22 ventôse an II (12 mars 1794) la compagnie est ensuite amalgamée lors de la première réorganisation dans la 19e demi-brigade légère bis de première formation[125]
    - Amalgamé lors de la deuxième réorganisation dans la 53e demi-brigade de deuxième formation
- Compagnie des Chasseurs des Pyrénées levés dans la section des Tuileries, formés en mai 1793[133]
  - Guerre de Vendée, Armée de l'Ouest, Bataille de Saumur
  - Personnalités :
  - La compagnie est réunie au 22e bataillon d'infanterie légère le 9 messidor an I (27 juin 1793) la compagnie est ensuite amalgamée lors de la première réorganisation dans la 22e demi-brigade légère de première formation
    - Amalgamé lors de la deuxième réorganisation dans la 5e demi-brigade légère de deuxième formation
- Compagnie des chasseurs du Midi formée à Paris, section du Temple formée le 18 février 1793[134]
  - Armée des Pyrénées Occidentales, Bataille de Perpignan, Combat de Corneilla
  - Personnalités : Hilaire Benoît Reynaud alors sergent-major
  - Réunie au 20e bataillon de chasseurs le 16 fructidor an I (2 septembre 1793) la compagnie est ensuite Amalgamé lors de la première réorganisation dans la 20e demi-brigade légère de première formation
    - Amalgamé lors de la deuxième réorganisation dans la 7e demi-brigade légère de deuxième formation
- Chasseurs du Louvre et sans-culottes du Louvre
- Compagnie de canonniers de la section du Contrat-Social[135]

#### Paris Seconde formation
De 1791 à 1793, les districts de Paris, de Franciade et de Bourg-de-l'Égalité, seconde formation, fournirent 12 bataillons.

Cette deuxième formation avait pour vocation de renforcer les troupes et d'intervenir dans l'expédition de Vendée.
- 1er bataillon de Paris de seconde formation pour la Vendée, formé le 13 mai 1793
  - Guerre de Vendée
  - Personnalités :
  - Non amalgamé lors de la première réorganisation
    - Amalgamé lors de la deuxième réorganisation dans la 28e demi-brigade légère de deuxième formation
- 2e bataillon de Paris de seconde formation pour la Vendée, également appelé bataillon du Panthéon, formé le 14 mai 1793
  - Guerre de Vendée
  - Personnalités : Antoine Rameaux
  - Non amalgamé lors de la première réorganisation
    - Amalgamé lors de la deuxième réorganisation dans la 7e demi-brigade légère de deuxième formation
- 3e bataillon de Paris de seconde formation pour la Vendée, formé le 19 mai 1793
  - Guerre de Vendée
  - Personnalités :
  - Une partie est non amalgamé lors de la première réorganisation
    - Lors de la deuxième réorganisation la partie non amalgamée lors de la première réorganisation est incorporée dans la 6e demi-brigade de deuxième formation

  - L'autre partie, composée de 6 compagnies, entre, lors de la première réorganisation, dans la formation du 20e bataillon de chasseurs en mars 1793 qui, lui-même, entrera dans la composition de la 20e demi-brigade légère de première formation. Armée d'Italie, Armée des Pyrénées Occidentales.
    - Cette partie amalgamée est incorporée dans la 7e demi-brigade légère de deuxième formation
- 4e bataillon de Paris de seconde formation pour la Vendée, également appelé 2e bataillon des Gravilliers, formé le 22 mai 1793
  - Guerre de Vendée
  - Personnalités :
  - Amalgamé lors de la première réorganisation dans la demi-brigade de Paris et Vosges
    - Amalgamé lors de la deuxième réorganisation dans la 13e demi-brigade légère de deuxième formation
- 5e bataillon de Paris de seconde formation pour la Vendée, également appelé bataillon de l'Unité, formé le 16 mai 1793
  - Guerre de Vendée
  - Personnalités :
  - Non amalgamé lors de la première réorganisation
    - Amalgamé lors de la deuxième réorganisation dans la 13e demi-brigade légère de deuxième formation
- 6e bataillon de Paris de seconde formation pour la Vendée, également appelé bataillon du Luxembourg, formé le 17 mai 1793
  - Guerre de Vendée
  - Personnalités :
  - Non amalgamé lors de la première réorganisation
    - Amalgamé lors de la deuxième réorganisation dans la 6e demi-brigade légère de deuxième formation
- 7e bataillon de Paris de seconde formation pour la Vendée, formé le 28 mai 1793
  - Guerre de Vendée
  - Personnalités :
  - Non amalgamé lors de la première réorganisation
    - Amalgamé lors de la deuxième réorganisation dans la 6e demi-brigade de deuxième formation
- 7e bataillon bis de Paris de seconde formation pour la Vendée également appelé bataillon des Cinq Sections, formé le 15 mai 1793
  - Guerre de Vendée
  - Personnalités :
  - Amalgamé lors de la première réorganisation dans la 208e demi-brigade de première formation
    - Amalgamé lors de la deuxième réorganisation dans la 56e demi-brigade de deuxième formation
- 8e bataillon de Paris de seconde formation pour la Vendée, également appelé 2e bataillon des Lombards, formé le 1er juin 1793
  - Guerre de Vendée
  - Personnalités :
  - Amalgamé lors de la première réorganisation dans la demi-brigade de Paris et Vosges
    - Amalgamé lors de la deuxième réorganisation dans la 13e demi-brigade légère de deuxième formation
- 8e bataillon bis de Paris de seconde formation pour la Vendée, également appelé bataillon de Saint-Antoine, ou du faubourg Saint-Antoine, formé le 14 mai 1793
  - Aux colonies
  - Personnalités :
  - Non amalgamé lors de la première réorganisation
    - Non amalgamé lors de la deuxième réorganisation
- 9e bataillon de Paris de seconde formation pour la Vendée, également appelé 2e bataillon de la Réunion, formé le 21 mai 1793
  - Guerre de Vendée
  - Personnalités :
  - Non amalgamé lors de la première réorganisation
    - Amalgamé lors de la deuxième réorganisation dans la 64e demi-brigade de deuxième formation
- 10e bataillon de Paris de seconde formation pour la Vendée, également appelé bataillon du Museum, formé en mai 1793
  - Guerre de Vendée
  - Personnalités :
  - Non amalgamé lors de la première réorganisation
    - Amalgamé lors de la deuxième réorganisation dans la 6e demi-brigade de deuxième formation

#### Paris Troisième formation
De 1791 à 1793, les districts de Paris, de Franciade et de Bourg-de-l'Égalité, troisième formation pour combattre les insurrections fédéralistes dans le département de l'Eure, fournirent 4 bataillons et 1 compagnie.
- 1er bataillon de volontaires de Paris (3e formation), formé en juillet 1793
  - Le 1er bataillon de volontaires de Paris (3e formation) est licencié aussitôt après sa création et tout de suite incorporé dans le 15e bataillon de la formation d'Orléans[136]
  - Licencié 
    - Licencié
- 2e bataillon de volontaires de Paris (3e formation), formé le 18 juillet 1793
  - Personnalités :
  - Non amalgamé lors de la première réorganisation
    - Amalgamé lors de la deuxième réorganisation dans la 34e demi-brigade de deuxième formation
- 1er bataillon de volontaires auxiliaire (3e formation)
  - Personnalités :
  - Non amalgamé lors de la première réorganisation
    - Amalgamé lors de la deuxième réorganisation dans la 95e demi-brigade de deuxième formation
- 2e bataillonde volontaires auxiliaire (3e formation)
  - Personnalités :
  - Non amalgamé lors de la première réorganisation
    - Amalgamé lors de la deuxième réorganisation dans la 14e demi-brigade de deuxième formation
- Compagnie de chasseurs
  - Personnalités :
  - Non amalgamé lors de la première réorganisation
    - Amalgamé lors de la deuxième réorganisation dans la 9e demi-brigade légère de deuxième formation

### Pas-de-Calais
De 1791 à 1793, les 8 districts (Arras, Bapaume, Béthune, Boulogne, Calais, Montreuil, Saint-Omer et Saint-Pol) du département du Pas-de-Calais fournirent 12 bataillons,.
- 1er bataillon de volontaires du Pas-de-Calais, formé le 25 septembre 1791
  - Personnalités : Martin Jean François de Carrion de Loscondes alors lieutenant-colonel en chef du bataillon
  - Armée de Belgique, Armée du Nord, en garnison à Valenciennes, Siège de Lille, Bataille de Jemappes
  - Amalgamé lors de la première réorganisation dans la 27e demi-brigade de première formation
    - Amalgamé lors de la deuxième réorganisation dans la 23e demi-brigade de deuxième formation
- 2e bataillon de volontaires du Pas-de-Calais, formé le 25 septembre 1791
  - Personnalités : Louis Bastoul alors lieutenant-colonel en second puis chef du bataillon, François-Martin Poultier alors simple volontaire
  - En garnison à Lille, Armée du Nord
  - Amalgamé lors de la première réorganisation dans la 23e demi-brigade de première formation
    - Amalgamé lors de la deuxième réorganisation dans la 67e demi-brigade de deuxième formation
- 2e bataillon bis de volontaires du Pas-de-Calais également appelé bataillon de volontaires de Saint-Pol, formé le 13 septembre 1793
- Personnalités :
  - Aux colonies
  - Non amalgamé lors de la première réorganisation
    - Amalgamé lors de la deuxième réorganisation dans la 86e demi-brigade de deuxième formation
- 3e bataillon de volontaires du Pas-de-Calais, formé le 25 septembre 1791, puis partie du 1er bataillon provisoire des Côtes-de-Brest en 1795
  - Personnalités : Domitien Joseph Asselin de Williencourt alors sous-lieutenant, Edme Étienne Borne Desfourneaux alors lieutenant-colonel en second du bataillon
  - Révolution haïtienne
  - Non amalgamé lors de la première réorganisation
    - Non amalgamé lors de la seconde réorganisation. Seule la compagnie de dépôt du bataillon, en garnison à Brest est amalgamée dans la 58e demi-brigade de deuxième formation
- 3e bataillon bis de volontaires du Pas-de-Calais également appelé bataillon de volontaires d'Arras, formé le 1er vendémiaire an II
  - Personnalités : Jean-Pierre Louis Bruslé de Baubert lieutenant-colonel en chef du bataillon
  - Armée du Nord, Révolution haïtienne, Saint-Domingue, Bataille du Cap-français, Le bataillon perd 220 hommes tués, sur 300, dans une embuscade tendue par les Chouans lors de la bataille de La Ceriseraie le 12 août 1795.
  - Non amalgamé lors de la première réorganisation
    - Amalgamé lors de la deuxième réorganisation dans la 34e demi-brigade de deuxième formation
- 4e bataillon de volontaires du Pas-de-Calais, formé le 28 janvier 1792
  - Personnalités :
  - Armée de Belgique
  - Non amalgamé lors de la première réorganisation[137]
    - Lors de la deuxième réorganisation une partie du 4e bataillon de volontaires du Pas-de-Calais est incorporé dans la 21e demi-brigade de deuxième formation
    - Lors de la deuxième réorganisation une autre partie du 4e bataillon de volontaires du Pas-de-Calais dans la 60e demi-brigade de deuxième formation
- 5e bataillon de volontaires du Pas-de-Calais, formé le 13 septembre 1792
  - Personnalités :
  - En garnison à Arras
  - Non amalgamé lors de la première réorganisation
    - Amalgamé lors de la deuxième réorganisation dans la 36e demi-brigade de deuxième formation
- 6e bataillon de volontaires du Pas-de-Calais, formé le 21 octobre 1792
  - Personnalités : Roch Godart alors lieutenant-colonel en second du bataillon
  - En garnison à Bruges, Composition de l'armée du Nord (Révolution française)
  - Amalgamé lors de la première réorganisation dans la 198e demi-brigade bis de première formation
    - Amalgamé lors de la deuxième réorganisation dans la 79e demi-brigade de deuxième formation
- 7e bataillon de volontaires du Pas-de-Calais, formé le 25 octobre 1792
  - Personnalités :
  - En garnison à Calais, Armée du Nord
  - Amalgamé lors de la première réorganisation dans la demi-brigade de l'Allier
    - Amalgamé lors de la deuxième réorganisation dans la 27e demi-brigade de deuxième formation
- 8e bataillon de volontaires du Pas-de-Calais, formé le 4 novembre 1792
  - Personnalités : François Marie Dufour alors lieutenant-colonel en second du bataillon
  - En garnison à Tournai
  - Amalgamé lors de la première réorganisation dans la 198e demi-brigade bis de première formation
    - Amalgamé lors de la deuxième réorganisation dans la 79e demi-brigade de deuxième formation
- 9e bataillon de volontaires du Pas-de-Calais, formé le 2 novembre 1792
  - Personnalités :
  - En garnison à Calais
  - Amalgamé lors de la première réorganisation dans la 184e demi-brigade de première formation
    - Amalgamé lors de la deuxième réorganisation dans la 40e demi-brigade de deuxième formation
- 10e bataillon de volontaires du Pas-de-Calais, formé le 26 janvier 1793
  - Personnalités :
  - Armée du Nord
  - Amalgamé lors de la première réorganisation dans la demi-brigade de la Seine-Inférieure
    - Amalgamé lors de la deuxième réorganisation dans la 14e demi-brigade de deuxième formation
- Compagnie franche d'Hesdin, formée le 3 novembre 1792
  - Personnalités :
- Compagnie franche du Pas-de-Calais, formée le 6 octobre 1792
  - Personnalités :

### Puy-de-Dôme
De 1791 à 1793, les 8 districts (Clermont-Ferrand, Riom, Ambert, Thiers, Issoire, Besse, Billom et Montaigut) du département du Puy-de-Dôme fournirent 8 bataillons,
- 1er bataillon de volontaires du Puy-de-Dôme, formé le 18 septembre 1791
  - Armée des Alpes
  - Personnalités : Jean-Antoine Chapsal alors lieutenant-colonel en second puis en chef du bataillon.
  - Amalgamé lors de la première réorganisation dans la 54e demi-brigade de première formation
    - Amalgamé lors de la deuxième réorganisation dans la 89e demi-brigade de deuxième formation
- 2e bataillon de volontaires du Puy-de-Dôme, formé le 15 août 1792
  - Armée du Rhin
  - Personnalités : Nicolas Joseph Schreiber alors adjudant-major
  - Amalgamé lors de la première réorganisation dans la 202e demi-brigade de première formation
    - Amalgamé lors de la deuxième réorganisation dans la 53e demi-brigade de deuxième formation
- 3e bataillon de volontaires du Puy-de-Dôme, formé en 31 octobre 1792
  - Personnalités :
  - Amalgamé lors de la première réorganisation dans la 86e demi-brigade de première formation
    - Amalgamé lors de la deuxième réorganisation dans la 103e demi-brigade de deuxième formation
- 4e bataillon de volontaires du Puy-de-Dôme, formé le 14 mai 1793
  - Personnalités :
  - Amalgamé lors de la première réorganisation dans la 196e demi-brigade de première formation
    - Amalgamé lors de la deuxième réorganisation dans la 6e demi-brigade de deuxième formation
- 5e bataillon de volontaires du Puy-de-Dôme
  - Personnalités :
- 6e bataillon de volontaires du Puy-de-Dôme
  - Siège de Lyon
  - Personnalités :
- 7e bataillon de volontaires du Puy-de-Dôme
  - Siège de Lyon
  - Personnalités :
- 8e bataillon de volontaires du Puy-de-Dôme
  - Siège de Lyon
  - Personnalités :

### Basses-Pyrénées
De 1791 à 1793, les 6 districts (Pau, Oloron, Orthez, Mauléon, Saint-Palais et Ustaritz) du département des Basses-Pyrénées fournirent 10 bataillons
- 1er bataillon de volontaires des Basses-Pyrénées, formé le 17 octobre 1791
  - Personnalités : François Suzamicq, capitaine puis chef de bataillon
  - Armée du Midi, Armée des Pyrénées, Armée des Pyrénées occidentales
  - Amalgamé lors de la première réorganisation dans la 39e demi-brigade de première formation
    - Amalgamé lors de la deuxième réorganisation dans la 4e demi-brigade de deuxième formation
- 2e bataillon de volontaires des Basses-Pyrénées, formé le 17 octobre 1791
  - Personnalités : Guillaume Latrille de Lorencez alors sergent, adjudant puis major
  - Armée du Midi, Armée des Pyrénées, Armée des Pyrénées occidentales
  - Amalgamé lors de la première réorganisation dans la 39e demi-brigade de première formation
    - Amalgamé lors de la deuxième réorganisation dans la 4e demi-brigade de deuxième formation
- 3e bataillon de volontaires des Basses-Pyrénées, formé en octobre 1791
  - Personnalités : Jean Lalanne alors lieutenant-colonel en chef du bataillon
  - Armée des Pyrénées
  - Amalgamé lors de la première réorganisation dans la 134e demi-brigade de première formation
    - Amalgamé lors de la deuxième réorganisation dans la 70e demi-brigade de deuxième formation
- 4e bataillon de volontaires des Basses-Pyrénées, formé le 25 novembre 1791
  - Personnalités : Jean Mauco alors lieutenant-colonel en second du bataillon
  - En garnison à Pau
  - Amalgamé lors de la première réorganisation dans la 134e demi-brigade de première formation
    - Amalgamé lors de la deuxième réorganisation dans la 70e demi-brigade de deuxième formation
- 5e bataillon de volontaires des Basses-Pyrénées, formé le 20 ventôse an II
  - Personnalités :
  - Amalgamé lors de la première réorganisation dans la demi-brigade de la Sarthe
    - Amalgamé lors de la deuxième réorganisation dans la 7e demi-brigade légère de deuxième formation
- 6e bataillon de volontaires des Basses-Pyrénées également appelé bataillon de volontaires de Bayonne, formé le 14 brumaire an II
  - Personnalités :
  - Amalgamé lors de la première réorganisation dans la demi-brigade de Gers et Bayonne
    - Amalgamé lors de la deuxième réorganisation dans la 28e demi-brigade légère de deuxième formation
- 1re compagnie de chasseurs basques
  - Personnalités : Jean Isidore Harispe alors capitaine
  - Armée des Pyrénées
  - Amalgamé lors de la première réorganisation dans la demi-brigade Basque
    - Amalgamé lors de la deuxième réorganisation dans le bataillon de Chasseurs Basques
- 2e compagnie de chasseurs basques
  - Personnalités :
  - Armée des Pyrénées
  - Amalgamé lors de la première réorganisation dans la demi-brigade Basque
    - Amalgamé lors de la deuxième réorganisation dans le bataillon de Chasseurs Basques
- 3e compagnie de chasseurs basques
  - Personnalités :
  - Armée des Pyrénées
  - Amalgamé lors de la première réorganisation dans la demi-brigade Basque
    - Amalgamé lors de la deuxième réorganisation dans le bataillon de Chasseurs Basques
- 4e compagnie de chasseurs basques
  - Personnalités :
  - Armée des Pyrénées
  - Non amalgamé lors de la première réorganisation
    - Amalgamé lors de la deuxième réorganisation dans le bataillon de Chasseurs Basques
- Légion des Montagnes devenue demi-brigade de chasseurs des Montagnes
  - Personnalités :
  - Non amalgamée lors de la première réorganisation
    - Amalgamé lors de la deuxième réorganisation dans la 24e demi-brigade légère de deuxième formation

### Hautes-Pyrénées
De 1791 à 1793, les 5 districts (Tarbes, Bagnères, Vic, La Montagne-Argelès et Les Quatre Vallées-La Barthe-de-Neste) du département des Hautes-Pyrénées fournirent 5 bataillons
- 1er bataillon de volontaires des Hautes-Pyrénées, formé le 12 février 1792
  - Armée des Pyrénées
  - Personnalités : Jean Boniface Darnaud alors lieutenant-colonel en chef du bataillon
  - Amalgamé lors de la première réorganisation dans la demi-brigade des Landes
    - Amalgamé lors de la deuxième réorganisation dans la 68e demi-brigade de deuxième formation
- 2e bataillon de volontaires des Hautes-Pyrénées, formé en octobre 1792
  - Armée des Pyrénées
  - Personnalités :
  - Amalgamé lors de la première réorganisation dans la 145e demi-brigade de première formation
    - Amalgamé lors de la deuxième réorganisation dans la 4e demi-brigade de deuxième formation
- 3e bataillon de volontaires des Hautes-Pyrénées, formé en novembre 1792
  - Armée des Pyrénées
  - Personnalités : Guillaume Alexandre Thomas Pégot alors lieutenant-colonel en second du bataillon
  - Amalgamé lors de la première réorganisation dans la 40e demi-brigade de première formation
    - Amalgamé lors de la deuxième réorganisation dans la 27e demi-brigade de deuxième formation
- 4e bataillon de volontaires des Hautes-Pyrénées, formé le 21 octobre 1793
  - Personnalités :
  - Amalgamé lors de la première réorganisation dans la demi-brigade de la Sarthe
    - Amalgamé lors de la deuxième réorganisation dans la 7e demi-brigade légère de deuxième formation
- 5e bataillon de volontaires des Hautes-Pyrénées également appelé 2e bataillon de volontaires d'Argelès, formé le 6 ventôse an II
  - Personnalités :
  - Amalgamé lors de la première réorganisation dans la 22e demi-brigade légère de première formation
    - Amalgamé lors de la deuxième réorganisation dans la 5e demi-brigade légère de deuxième formation
- Compagnie de chasseurs volontaires nationaux des Hautes-Pyrénées
  - Armée des Pyrénées
  - Personnalités :

### Pyrénées-Orientales
De 1791 à 1793, les 3 districts (Perpignan, Prades et Céret) du département des Pyrénées-Orientales fournirent 4 bataillons
- 1er bataillon de volontaires des Pyrénées-Orientales, formé le 4 janvier 1792
  - Armée des Alpes, Armée du Midi, Armée du Rhin
  - Personnalités : Henri Catherine Balthazard Vincent alors volontaire, Augustin Pons alors volontaire
  - Amalgamé lors de la première réorganisation dans la 169e demi-brigade de première formation
    - Amalgamé lors de la deuxième réorganisation dans la 24e demi-brigade légère de deuxième formation
- 2e bataillon de volontaires des Pyrénées-Orientales, formé le 3 octobre 1792
  - Armée des Pyrénées
  - Personnalités :
  - Amalgamé lors de la première réorganisation dans la 3e demi-brigade provisoire de première formation
    - Lors de la deuxième réorganisation une partie de la 3e demi-brigade provisoire de première formation est incorporée dans la 57e demi-brigade de deuxième formation
    - Lors de la deuxième réorganisation une autre partie de la 3e demi-brigade provisoire de première formation est incorporée dans la 5e demi-brigade légère de deuxième formation
- 3e bataillon de volontaires des Pyrénées-Orientales, formé le 4 novembre 1792
  - Armée des Pyrénées-Orientales, Armée des Pyrénées
  - Personnalités : Louis Melchior Legrand alors lieutenant-colonel en second du bataillon
  - Amalgamé lors de la première réorganisation dans la 3e demi-brigade provisoire de première formation
    - Lors de la deuxième réorganisation une partie de la 3e demi-brigade provisoire de première formation est incorporée dans la 57e demi-brigade de deuxième formation
    - Lors de la deuxième réorganisation une autre partie de la 3e demi-brigade provisoire de première formation est incorporée dans la 5e demi-brigade légère de deuxième formation
- 4e bataillon de volontaires des Pyrénées-Orientales, formé le 8 mai 1793
  - Personnalités :
  - Amalgamé lors de la première réorganisation dans la 11e demi-brigade provisoire de première formation
    - Amalgamé lors de la deuxième réorganisation dans la 27e demi-brigade légère de deuxième formation

### Bas-Rhin
De 1791 à 1793, les 6 districts ( Haguenau, Benfeld, Strasbourg, Wissembourg, Sarre-Union et Landau) du département du Bas-Rhin fournirent 11 bataillons
- 1er bataillon de volontaires du Bas-Rhin, formé le 1er octobre 1791
  - Armée du Rhin, Guerre de Vendée, Bataille de La Garnache, Bataille de Bouin, Bataille de Noirmoutier
  - Personnalités : François Joseph d'Offenstein alors lieutenant-colonel en chef du bataillon
  - Amalgamé lors de la première réorganisation dans la 53e demi-brigade de première formation
    - Amalgamé lors de la deuxième réorganisation dans la 10e demi-brigade de deuxième formation
- 2e bataillon de volontaires du Bas-Rhin, formé le 5 octobre 1791
  - Armée du Rhin corps de Porrentruy
  - Personnalités : Jacques-Valère Clément
  - Amalgamé lors de la première réorganisation dans la 186e demi-brigade de première formation
    - Amalgamé lors de la deuxième réorganisation dans la 44e demi-brigade de deuxième formation
- 3e bataillon de volontaires du Bas-Rhin, dit bataillon de Strasbourg, formé le 1er août 1792
  - Armée du Rhin corps du Bas-Rhin
  - Personnalités : Jean Muller alors sous-lieutenant
  - Amalgamé lors de la première réorganisation dans la 177e demi-brigade de première formation
    - Lors de la deuxième réorganisation les 1er et 2e bataillons de la 177e demi-brigade de première formation sont incorporés dans la 102e demi-brigade de deuxième formation[103]
    - Lors de la deuxième réorganisation le 3e bataillon de la 177e demi-brigade de première formation est incorporé dans la 92e demi-brigade de deuxième formation
- 4e bataillon de volontaires du Bas-Rhin, formé le 11 août 1792
  - Armée du Rhin, Bataille de Wœrth-Frœschwiller
  - Personnalités : David Ortlieb alors lieutenant-colonel en chef du bataillon, Jean Georges Fruhinsholz alors lieutenant-colonel en second du bataillon
  - Amalgamé lors de la première réorganisation dans la 194e demi-brigade de première formation
    - Amalgamé lors de la deuxième réorganisation dans la 50e demi-brigade de deuxième formation
- 5e bataillon de volontaires du Bas-Rhin, formé le 12 août 1792
  - Armée des Vosges
  - Personnalités :
  - Non amalgamé lors de la première réorganisation
    - Amalgamé lors de la deuxième réorganisation dans la 94e demi-brigade de deuxième formation
- 6e bataillon de volontaires du Bas-Rhin, formé le 16 août 1792
  - Armée des Vosges, Armée du Rhin, Siège de Mayence, Siège de Cassel, Bataille de Stromberg, Siège de Kreutznack
  - Personnalités : Joseph Antoine Marie Mainoni alors lieutenant-colonel en chef du bataillon
  - Amalgamé lors de la première réorganisation dans la 152e demi-brigade de première formation
    - Amalgamé lors de la deuxième réorganisation dans la 75e demi-brigade de deuxième formation
- 7e bataillon de volontaires du Bas-Rhin, formé le 15 août 1792
  - Armée du Rhin
  - Personnalités : Pierre Antoine Courtot volontaire puis lieutenant-colonel en chef du bataillon, Michel Girardot (1759-1800)
  - Amalgamé lors de la première réorganisation dans la 182e demi-brigade de première formation
    - Amalgamé lors de la deuxième réorganisation dans la 68e demi-brigade de deuxième formation
- 8e bataillon de volontaires du Bas-Rhin, formé le 2 prairial an I (21 mai 1793)
  - Personnalités : Arnould Muscar alors chef de bataillon
  - Non amalgamé lors de la première réorganisation
    - Amalgamé lors de la deuxième réorganisation dans la 20e demi-brigade de deuxième formation
- 9e bataillon de volontaires du Bas-Rhin également appelé bataillon de l'Union, formé le 2 prairial an I (21 mai 1793)
  - Personnalités :
  - Alors aux colonies, le bataillon ne fut pas amalgamé lors de la première réorganisation
    - Alors aux colonies, le bataillon ne fut pas amalgamé lors de la deuxième réorganisation
- 10e bataillon de volontaires du Bas-Rhin également appelé bataillon des Amis, formé le 16 brumaire an II (6 novembre 1793)
  - Personnalités :
  - Amalgamé lors de la première réorganisation dans la 42e demi-brigade de première formation
    - Amalgamé lors de la deuxième réorganisation dans la 38e demi-brigade de deuxième formation
- Bataillon de chasseurs du Rhin en août 1792
  - Créé avec la Légion de Biron, 2e bataille de Wissembourg
  - Amalgamé lors de la première réorganisation dans la 16e demi-brigade légère bis de première formation
    - Amalgamé lors de la deuxième réorganisation dans la 26e demi-brigade légère de deuxième formation

### Haut-Rhin
De 1791 à 1793, les 3 districts (Altkirch, Belfort et Colmar) du département du Haut-Rhin fournirent 6 bataillons et 3 compagnies
- 1er bataillon de volontaires du Haut-Rhin, formé le 3 octobre 1791
  - Armée du Rhin
  - Personnalités : François Jean Werlé alors lieutenant, Jean Soult alors sous-lieutenant instructeur puis adjudant-major et capitaine
  - Amalgamé lors de la première réorganisation dans la 177e demi-brigade de première formation
    - Lors de la deuxième réorganisation les 1er et 2e bataillons de la 177e demi-brigade de première formation sont incorporés dans la 102e demi-brigade de deuxième formation[103]
    - Lors de la deuxième réorganisation le 3e bataillon de la 177e demi-brigade de première formation est incorporé dans la 92e demi-brigade de deuxième formation
- 2e bataillon de volontaires du Haut-Rhin, formé le 3 octobre 1791
  - Armée du Nord, Armée des Vosges
  - Personnalités : François Xavier de Mengaud alors lieutenant-colonel en chef du bataillon
  - Amalgamé lors de la première réorganisation dans la 127e demi-brigade de première formation
    - Amalgamé lors de la deuxième réorganisation dans la 3e demi-brigade de deuxième formation
- 3e bataillon de volontaires du Haut-Rhin, formé le 24 septembre 1791
  - Armée du Rhin corps du Bas-Rhin
  - Personnalités : François Jean Sautter alors lieutenant-colonel en chef du bataillon.
  - Amalgamé lors de la première réorganisation dans la 80e demi-brigade de première formation
    - Amalgamé lors de la deuxième réorganisation dans la 83e demi-brigade de deuxième formation
- 4e bataillon de volontaires du Haut-Rhin, formé le 3 octobre 1791
  - Armée des Vosges, Armée de Mayence, Siège de Mayence, Guerre de Vendée
  - Personnalités : Marie Antoine de Reiset alors volontaire, Jean-Baptiste Kléber alors lieutenant-colonel en second du bataillon
  - Non amalgamé lors de la première réorganisation
    - Amalgamé lors de la deuxième réorganisation dans la 94e demi-brigade de deuxième formation
- 5e bataillon de volontaires du Haut-Rhin, formé le 3 octobre 1791
  - Armée du Nord, Armée du Rhin corps de Porrentruy
  - Personnalités :
  - Amalgamé lors de la première réorganisation dans la 85e demi-brigade de première formation
    - Amalgamé lors de la deuxième réorganisation dans la 34e demi-brigade de deuxième formation
- 6e bataillon de volontaires du Haut-Rhin, formé le 21 septembre 1792
  - Armée du Rhin corps de Porrentruy
  - Personnalités :
  - Amalgamé lors de la première réorganisation dans la 93e demi-brigade de première formation
    - Amalgamé lors de la deuxième réorganisation dans la 49e demi-brigade de deuxième formation
- Compagnie de francs-tireurs également appelées compagnie de bons-tireurs du Haut-Rhin où chasseurs bons-tireurs du Haut-Rhin[140]
  - En garnison à Colmar, elle assura des patrouilles le long de la frontière
  - Personnalités :
  - Versés dans le 15e bataillon bis de chasseurs qui deviendra la 15e demi-brigade légère bis de première formation
    - 3e demi-brigade légère de deuxième formation
- Compagnie de chasseurs francs-tireurs de Colmar
- Chasseurs du Rhin

### Rhône-et-Loire
De 1791 à 1793, les 6 districts (Campagne de Lyon, Ville de Lyon, Montbrison, Roanne, Saint-Étienne, Villefranche) du département de Rhône-et-Loire fournirent 13 bataillons
- 1er bataillon de volontaires de Rhône-et-Loire, formé le 11 août 1791
  - Armée de la Moselle, Armée du Rhin, Bataille de Pellingen, Siège de Spire, Siège de Worms, Siège de Mayence en 1792, Siège de Mayence en 1793
  - Personnalités : Jacques Louis Barbier alors capitaine puis chef du bataillon
  - Amalgamé lors de la première réorganisation dans la 181e demi-brigade de première formation
    - Lors de la deuxième réorganisation les 1er et 2e bataillons de la 181e demi-brigade de première formation sont incorporés dans la 78e demi-brigade de deuxième formation
    - Lors de la deuxième réorganisation le 3e bataillon de la 181e demi-brigade de première formation est incorporé dans la 92e demi-brigade de deuxième formation
- 2e bataillon de volontaires de Rhône-et-Loire, formé le 3 octobre 1791
  - Armée des Vosges
  - Personnalités :
  - Amalgamé lors de la première réorganisation dans la 186e demi-brigade de première formation
    - Amalgamé lors de la deuxième réorganisation dans la 44e demi-brigade de deuxième formation
- 3e bataillon de volontaires de Rhône-et-Loire, formé le 3 décembre 1791
  - Armée du Rhin, 2e bataille de Wissembourg
  - Personnalités :
  - Amalgamé lors de la première réorganisation dans la 205e demi-brigade de première formation
    - Amalgamé lors de la deuxième réorganisation dans la 109e demi-brigade de deuxième formation
- 4e bataillon de volontaires de Rhône-et-Loire, formé le 15 décembre 1791
  - Armée du Midi, Armée d'Italie
  - Personnalités : Marc Antoine Coban-Vabre lieutenant-colonel en chef du bataillon
  - Amalgamé lors de la première réorganisation dans la 84e demi-brigade de première formation
    - Amalgamé lors de la deuxième réorganisation dans la 25e demi-brigade de deuxième formation
- 5e bataillon de volontaires de Rhône-et-Loire également appelé 12e bataillon de volontaires des réserves, formé le 21 septembre 1792
  - Armée des Alpes, Armée du Nord
  - Personnalités :
  - Amalgamé lors de la première réorganisation dans la 44e demi-brigade de première formation
    - Amalgamé lors de la deuxième réorganisation dans la 22e demi-brigade de deuxième formation
- 5e bataillon bis de volontaires de Rhône-et-Loire, formé le 1er septembre 1792
  - Armée du Rhin
  - Personnalités : Philibert Gaudet capitaine puis lieutenant-colonel en chef du bataillon
  - Amalgamé lors de la première réorganisation dans la 109e demi-brigade de première formation
    - Amalgamé lors de la deuxième réorganisation dans la 31e demi-brigade de deuxième formation
- 5e bataillon ter de volontaires de Rhône-et-Loire, formé le 22 septembre 1792
  - Armée des Alpes
  - Personnalités :
  - Amalgamé lors de la première réorganisation dans la 201e demi-brigade bis de première formation
    - Amalgamé lors de la deuxième réorganisation dans la 5e demi-brigade légère de deuxième formation
- 6e bataillon de volontaires de Rhône-et-Loire également appelé 1er bataillon de grenadiers volontaires de Rhône-et-Loire, formé le 30 août 1792
  - Siège de Lyon, Armée des Vosges
  - Personnalités :
  - Non amalgamé lors de la première réorganisation
    - Amalgamé lors de la deuxième réorganisation dans la 13e demi-brigade de deuxième formation
- 6e bataillon bis de volontaires de Rhône-et-Loire, également appelé 2e bataillon de grenadiers volontaires de Rhône-et-Loire, formé le 26 septembre 1792
  - Armée du Rhin
  - Personnalités :
  - Amalgamé lors de la première réorganisation dans la 202e demi-brigade de première formation
    - Amalgamé lors de la deuxième réorganisation dans la 53e demi-brigade de deuxième formation
- 7e bataillon de volontaires de Rhône-et-Loire, formé le 5 octobre 1792
  - Armée de la Moselle
  - Personnalités :
  - Amalgamé lors de la première réorganisation dans la 59e demi-brigade de première formation
    - Amalgamé lors de la deuxième réorganisation dans la 102e demi-brigade de deuxième formation[103]
- 1er bataillon de volontaires du Rhône, formé le 10 septembre 1793
  - Personnalités :
  - Amalgamé lors de la première réorganisation dans la 21e demi-brigade légère bis de première formation
    - Amalgamé lors de la deuxième réorganisation dans la 21e demi-brigade légère de deuxième formation
- 2e bataillon de volontaires du Rhône, formé le 21 brumaire an II 
  - Personnalités :
  - Amalgamé lors de la première réorganisation dans la 208e demi-brigade de première formation
    - Amalgamé lors de la deuxième réorganisation dans la 56e demi-brigade de deuxième formation
- Bataillon de grenadiers volontaires de Villefranche, formé le 28 septembre 1793
  - Siège de Lyon
  - Personnalités :
  - Amalgamé lors de la première réorganisation dans la 21e demi-brigade légère bis de première formation
    - Amalgamé lors de la deuxième réorganisation dans la 21e demi-brigade légère de deuxième formation

### Haute-Saône
De 1791 à 1793, les 6 districts (Jussey, Luxeuil, Lure, Vesoul, Gray, Champlitte et Montbéliard) du département de la Haute-Saône fournirent 12 bataillons
- 1er bataillon de volontaires de la Haute-Saône, formé le 15 octobre 1791
  - Armée du Rhin corps du Haut-Rhin, 2e bataille de Wissembourg
  - Personnalités :
  - Amalgamé lors de la première réorganisation dans la 80e demi-brigade de première formation
    - Amalgamé lors de la deuxième réorganisation dans la 83e demi-brigade de deuxième formation
- 2e bataillon de volontaires de la Haute-Saône, formé le 18 février 1791
  - Armée des Vosges, Armée de Mayence, Siège de Mayence, Guerre de Vendée
  - Personnalités :
  - Non amalgamé lors de la première réorganisation
    - Amalgamé lors de la deuxième réorganisation dans la 30e demi-brigade légère de deuxième formation
- 3e bataillon de volontaires de la Haute-Saône, formé le 21 octobre 1791
  - Armée du Rhin, 2e bataille de Wissembourg
  - Personnalités : Jean Nicolas Méquillet alors lieutenant-colonel en chef du bataillon, Jean-François Girardot alors lieutenant-colonel en second puis en chef du bataillon
  - Amalgamé lors de la première réorganisation dans la 12e demi-brigade légère de première formation
    - Amalgamé lors de la deuxième réorganisation dans la 16e demi-brigade légère de deuxième formation
- 4e bataillon de volontaires de la Haute-Saône, formé le 18 octobre 1791
  - Armée de la Moselle, Armée de Mayence, Siège de Mayence, Guerre de Vendée
  - Personnalités : Jean-Henri Tugnot de Lanoye alors lieutenant-colonel en chef du bataillon.
  - Amalgamé lors de la première réorganisation dans la 4e demi-brigade de première formation
    - Lors de la deuxième réorganisation le 1er bataillon de la 4e demi-brigade de première formation est incorporé dans la 89e demi-brigade de deuxième formation
    - Lors de la deuxième réorganisation le 2e bataillon de la 4e demi-brigade de première formation est incorporé dans la 31e demi-brigade de deuxième formation
    - Lors de la deuxième réorganisation le 3e bataillon de la 4e demi-brigade de première formation est incorporé dans la 62e demi-brigade de deuxième formation
- 5e bataillon de volontaires de la Haute-Saône, formé le 1er août 1792
  - Armée du Rhin
  - Personnalités :
  - Amalgamé lors de la première réorganisation dans la 92e demi-brigade de première formation
    - Amalgamé lors de la deuxième réorganisation dans la 44e demi-brigade de deuxième formation
- 6e bataillon de volontaires de la Haute-Saône, formé le 3 août 1792
  - Armée des Vosges
  - Personnalités : Antoine Gruyer alors capitaine
  - Amalgamé lors de la première réorganisation dans la 149e demi-brigade de première formation
    - Lors de la deuxième réorganisation le 1er bataillon de la 149e demi-brigade de première formation est incorporé dans la 105e demi-brigade de deuxième formation
    - Lors de la deuxième réorganisation le 2e bataillon de la 149e demi-brigade de première formation est incorporé dans la 83e demi-brigade de deuxième formation
    - Lors de la deuxième réorganisation le 3e bataillon de la 149e demi-brigade de première formation est incorporé dans la 43e demi-brigade de deuxième formation
- 7e bataillon de volontaires de la Haute-Saône, formé le 15 août 1792
  - Armée du Rhin
  - Personnalités :
  - Amalgamé lors de la première réorganisation dans la 180e demi-brigade de première formation
    - Lors de la deuxième réorganisation les 1er et 2e bataillon de la 180e demi-brigade de première formation sont incorporés dans la 19e demi-brigade de deuxième formation
    - Lors de la deuxième réorganisation le 3e bataillon de la 180e demi-brigade de première formation est incorporé dans la 18e demi-brigade légère de deuxième formation
- 8e bataillon de volontaires de la Haute-Saône, formé le 13 août 1792
  - Armée du Rhin
  - Personnalités :
  - Amalgamé lors de la première réorganisation dans la 95e demi-brigade de première formation
    - Amalgamé lors de la deuxième réorganisation dans la 62e demi-brigade de deuxième formation
- 9e bataillon de volontaires de la Haute-Saône, formé le 13 août 1792
  - Armée des Vosges, Armée de Mayence, Siège de Mayence, Guerre de Vendée
  - Personnalités : Claude-François Ferey alors adjudant-major[142].
  - Amalgamé lors de la première réorganisation dans la demi-brigade de la Haute-Saône
    - Amalgamé lors de la deuxième réorganisation dans la 29e demi-brigade légère de deuxième formation
- 10e bataillon de volontaires de la Haute-Saône, formé le 20 juillet 1792
  - Armée des Vosges, Armée de Mayence, Siège de Mayence, Guerre de Vendée
  - Personnalités :
  - Amalgamé lors de la première réorganisation dans la demi-brigade de la Haute-Saône
    - Amalgamé lors de la deuxième réorganisation dans la 29e demi-brigade légère de deuxième formation
- 11e bataillon de volontaires de la Haute-Saône, formé le 16 août 1792
  - Armée des Vosges, Armée de Mayence, Siège de Mayence, Guerre de Vendée
  - Personnalités : Claude Joseph Pelecier alors simple soldat puis sergen, sergent-major et sous-lieutenant.
  - Non amalgamé lors de la première réorganisation
    - Amalgamé lors de la deuxième réorganisation dans la 20e demi-brigade de deuxième formation
- 12e bataillon de volontaires de la Haute-Saône, formé le 15 août 1792
  - Armée du Rhin, Armée de Mayence, Siège de Mayence, Guerre de Vendée
  - Personnalités :
  - Non amalgamé lors de la première réorganisation
    - Amalgamé lors de la deuxième réorganisation dans la 29e demi-brigade légère de deuxième formation

### Saône-et-Loire
De 1791 à 1793, les 7 districts (Mâcon, Chalon-sur-Saône, Louhans, Autun, Bourbon-Lancy, Charolles et Semur-en-Brionnais) du département de Saône-et-Loire fournirent 9 bataillons
- 1er bataillon de volontaires de Saône-et-Loire, formé le 10 septembre 1791
  - Armée de la Moselle, Bataille de Valmy, Siège de Lyon
  - Personnalités : Jean-Baptiste Debrun alors capitaine puis lieutenant-colonel en chef du bataillon, Guillaume Philibert Duhesme alors capitaine puis lieutenant-colonel en chef du bataillon.
  - Amalgamé lors de la première réorganisation dans la 94e demi-brigade de première formation
    - Amalgamé lors de la deuxième réorganisation dans la 2e demi-brigade de deuxième formation
- 2e bataillon de volontaires de Saône-et-Loire, formé le 28 septembre 1791
  - Armée des Ardennes, Bataille de Valmy, Siège de Lyon
  - Personnalités : Marie Guillaume Daumas alors capitaine puis lieutenant-colonel en chef du bataillon
  - Amalgamé lors de la première réorganisation dans la 200e demi-brigade de première formation
    - Amalgamé lors de la deuxième réorganisation dans la 38e demi-brigade de deuxième formation
- 3e bataillon de volontaires de Saône-et-Loire, formé le 7 août 1792
  - Armée du Rhin
  - Personnalités : Claude Petit lieutenant-colonel en chef du bataillon
  - Amalgamé lors de la première réorganisation dans la 79e demi-brigade de première formation
    - Amalgamé lors de la deuxième réorganisation dans la 79e demi-brigade de deuxième formation
- 4e bataillon de volontaires de Saône-et-Loire, formé le 14 août 1792
  - Armée du Rhin corps du Haut-Rhin, 2e bataille de Wissembourg
  - Personnalités :
  - Amalgamé lors de la première réorganisation dans la 6e demi-brigade légère de première formation
    - Lors de la deuxième réorganisation le 1er bataillon de la 6e demi-brigade légère de première formation est incorporé dans la 5e demi-brigade légère de deuxième formation
    - Lors de la deuxième réorganisation les 2e et 3e bataillons de la 6e demi-brigade légère de première formation sont incorporés dans la 29e demi-brigade légère de deuxième formation
- 5e bataillon de volontaires de Saône-et-Loire, formé le 26 août 1792
  - Neuf compagnies furent réunies à Autun, sous la dénomination de « 5e bataillon de volontaires de Saône-et-Loire » le 26 août 1792, et envoyé au camp de Soissons sans état-major et avec seulement deux lieutenants-colonels chefs de route. Elles entèrent en grande partie dans la composition du 9e bataillon des réserves le 12 septembre suivant.
  - Personnalités :
  - Entre dans la composition du 9e bataillon des réserves. Non amalgamé lors de la première réorganisation
    - Amalgamé lors de la deuxième réorganisation dans la 28e demi-brigade de deuxième formation
- 6e bataillon de volontaires de Saône-et-Loire également appelé 1er bataillon de grenadiers de Saône-et-Loire, formé le 12 septembre 1792
  - Siège de Lyon, Armée des Vosges
  - Personnalités :
  - Amalgamé lors de la première réorganisation dans la 169e demi-brigade de première formation
    - Amalgamé lors de la deuxième réorganisation dans la 24e demi-brigade légère de deuxième formation
- 7e bataillon de volontaires de Saône-et-Loire, formé en juin 1793
  - Guerre de Vendée, Armée des côtes de La Rochelle[59]
  - Personnalités :
  - Amalgamé lors de la première réorganisation dans la demi-brigade de la Haute-Saône
    - Amalgamé lors de la deuxième réorganisation dans la 29e demi-brigade légère de deuxième formation
- 8e bataillon de volontaires de Saône-et-Loire également appelé bataillon de Louhans, formé le 10 septembre 1793
  - Guerre de Vendée, Armée des côtes de La Rochelle[65]
  - Personnalités : François L'Huillier de Hoff alors chef du bataillon
  - Non amalgamé lors de la première réorganisation
    - Amalgamé lors de la deuxième réorganisation dans la 85e demi-brigade de deuxième formation
- Bataillon de chasseurs volontaires de Saône-et-Loire, également appelé chasseurs de Saône-et-Loire, formé le 12 septembre 1792
  - Armée des Vosges, Armée de Mayence, Siège de Mayence, Guerre de Vendée
  - Personnalités :
  - Non amalgamé lors de la première réorganisation
    - Amalgamé lors de la deuxième réorganisation dans la 6e demi-brigade légère de deuxième formation

### Sarthe
De 1791 à 1793, les 9 districts (Le Mans, Saint-Calais, Château-du-Loir, La Flèche, Sablé, Sillé-le-Guillaume, Fresnay-le-Vicomte, Mamers et La Ferté-Bernard) du département de la Sarthe fournirent 9 bataillons
- 1er bataillon de volontaires de la Sarthe, formé le 2 septembre 1791
  - Personnalités : Michel Étienne Lenoir de La Cochetière alors lieutenant-colonel en chef du bataillon, Louis François Coutard alors capitaine
  - Armée des Ardennes, Combat de La Croix-aux-Bois, Bataille de Valmy, armée de Sambre et Meuse
  - Non amalgamé lors de la première réorganisation
    - Amalgamé lors de la deuxième réorganisation dans la 73e demi-brigade de deuxième formation
- 2e bataillon de volontaires de la Sarthe, formé le 18 juillet 1792
  - Personnalités :
  - En garnison à Valenciennes, Armée du Nord, Armée des Pyrénées Occidentales, Guerre de Vendée, Armée des côtes de La Rochelle[65]
  - Amalgamé lors de la première réorganisation dans la demi-brigade de la Sarthe
    - Amalgamé lors de la deuxième réorganisation dans la 7e demi-brigade légère de deuxième formation
- 3e bataillon de volontaires de la Sarthe
  - Personnalités :
  - En garnison à Bergues il est composé de plusieurs compagnies qui n'étaient pas encore réunies en bataillon en 1792. Certaines sources indiquent que ce bataillon n'aurait jamais été créé.
- 4e bataillon de volontaires de la Sarthe, formé le 25 septembre 1792
  - Personnalités :
  - En garnison à Douai, Armée du Nord, Guerre de Vendée
  - Amalgamé lors de la première réorganisation dans la 29e demi-brigade de première formation
    - Amalgamé lors de la deuxième réorganisation dans la 14e demi-brigade de deuxième formation
- 4e bataillon bis de volontaires de la Sarthe, formé le 3 septembre 1793
  - Personnalités :
  - Armée du Nord, Siège d'Anvers
  - Non amalgamé lors de la première réorganisation
    - Amalgamé lors de la deuxième réorganisation dans la 6e demi-brigade de deuxième formation
- 5e bataillon de volontaires de la Sarthe, formé en avril 1793
  - Personnalités :
  - Non amalgamé lors de la première réorganisation
    - Amalgamé lors de la deuxième réorganisation dans la 33e demi-brigade de deuxième formation
- 6e bataillon de volontaires de la Sarthe
  - Personnalités :
- 7e bataillon de volontaires de la Sarthe
  - Personnalités :
  - Amalgamé lors de la première réorganisation dans la 167e demi-brigade de première formation
    - Amalgamé lors de la deuxième réorganisation dans la 47e demi-brigade de deuxième formation
- 8e bataillon de volontaires de la Sarthe, formé le 28 février 1793
  - Personnalités :
  - Guerre de Vendée
  - Non amalgamé lors de la première réorganisation
    - Amalgamé lors de la deuxième réorganisation dans la 30e demi-brigade légère de deuxième formation
- 23e bataillon de chasseurs également appelé compagnie franche de Bardon, formé le 12 août 1793
  - Commissionné à la fois en vertu de la loi du 22 juillet et de celle du 31 mai 1792, le 1er août, par le général en chef de l'armée du Nord pour une compagnie franche destinée à cette armée à lever dans les départements de Maine-et-Loire, de la Sarthe, d'Indre-et-Loire et circonvoisins. Cette compagnie n'avait pas rejoint l'armée du Nord ou elle comptait, et opérait dans la Sarthe, avec sa garnison à La Flèche.
  - Personnalités : Marc Antoine Pierre Bardon capitaine commandant la compagnie
  - Non amalgamé lors de la première réorganisation
    - Amalgamé lors de la deuxième réorganisation dans la 13e demi-brigade légère de deuxième formation
- Compagnie franche de cavalerie de la Sarthe, formée le 21 septembre 1792
  - Personnalités :

### Seine-et-Oise
De 1791 à 1793, les 9 districts (Corbeil, Dourdan, Étampes, Gonesse, Mantes, Montfort, Pontoise, Saint-Germain et Versailles) du département de Seine-et-Oise fournirent 14 bataillons
- 1er bataillon de volontaires de Seine-et-Oise, formé le 4 octobre 1791
  - Personnalités :
  - Armée de Belgique, Bataille de Jemappes, Combat de La Croix-aux-Bois
  - Non amalgamé lors de la première réorganisation
    - Amalgamé lors de la deuxième réorganisation dans la 86e demi-brigade de deuxième formation
- 2e bataillon de volontaires de Seine-et-Oise, formé le 19 octobre 1791
  - Personnalités : Charles Victoire Emmanuel Leclerc alors lieutenant[143]
  - Armée du Rhin corps du Bas-Rhin, Armée de Mayence, Siège de Mayence, Guerre de Vendée
  - Non amalgamé lors de la première réorganisation
    - Amalgamé lors de la deuxième réorganisation dans la 23e demi-brigade légère de deuxième formation
- 3e bataillon de volontaires de Seine-et-Oise, formé le 19 octobre 1791
  - Personnalités :
  - Armée de Belgique, Bataille de Jemappes
  - Non amalgamé lors de la première réorganisation
    - Amalgamé lors de la deuxième réorganisation dans la 34e demi-brigade de deuxième formation
- 4e bataillon de volontaires de Seine-et-Oise, formé le 19 octobre 1791
  - Personnalités : Louis-Prix Varé alors lieutenant puis lieutenant-colonel en chef du bataillon; Amédée Emmanuel François Laharpe lieutenant-colonel en second du bataillon.
  - Armée du Nord, en garnison à Bitche.
  - Amalgamé lors de la première réorganisation dans la 43e demi-brigade de première formation
    - Amalgamé lors de la deuxième réorganisation dans la 54e demi-brigade de deuxième formation
- 5e bataillon de volontaires de Seine-et-Oise, formé le 10 septembre 1792
  - Personnalités : Philippe Joseph Jacob alors lieutenant-colonel en chef du bataillon
  - Armée de la Moselle
  - Amalgamé lors de la première réorganisation dans la 205e demi-brigade de première formation
    - Amalgamé lors de la deuxième réorganisation dans la 109e demi-brigade de deuxième formation
- 6e bataillon de volontaires de Seine-et-Oise, formé le 10 septembre 1792
  - Personnalités :
  - Armée du Rhin corps du Haut-Rhin
  - Non amalgamé lors de la première réorganisation
    - Amalgamé lors de la deuxième réorganisation dans la 55e demi-brigade de deuxième formation
- 7e bataillon de volontaires de Seine-et-Oise, formé le 14 septembre 1792
  - Personnalités :
  - Armée du Rhin corps du Haut-Rhin
  - Amalgamé lors de la première réorganisation dans la 109e demi-brigade de première formation
    - Amalgamé lors de la deuxième réorganisation dans la 31e demi-brigade de deuxième formation
- 8e bataillon de volontaires de Seine-et-Oise, formé le 13 septembre 1792
  - Personnalités :
  - Armée du Rhin corps du Haut-Rhin
  - Non amalgamé lors de la première réorganisation
    - Amalgamé lors de la deuxième réorganisation dans la 86e demi-brigade de deuxième formation
- 9e bataillon de volontaires de Seine-et-Oise, formé le 14 septembre 1792
  - Personnalités : Claude Ursule Gency alors capitaine puis lieutenant-colonel en chef du bataillon
  - En garnison à Givet
  - Amalgamé lors de la première réorganisation dans la 26e demi-brigade de première formation
    - Amalgamé lors de la deuxième réorganisation dans la 108e demi-brigade de deuxième formation
- 10e bataillon de volontaires de Seine-et-Oise également appelé bataillon de Versailles, formé le 3 septembre 1792
  - Personnalités :
  - Armée de BelgiqueArmée du Nord
  - Amalgamé lors de la première réorganisation dans la 33e demi-brigade de première formation
    - Amalgamé lors de la deuxième réorganisation dans la 17e demi-brigade de deuxième formation
- 11e bataillon de volontaires de Seine-et-Oise
  - Personnalités :
  - Guerre de Vendée, Bataille de Nantes
  - Non amalgamé
    - Non amalgamé
- 12e bataillon de volontaires de Seine-et-Oise
  - Personnalités :
  - Le bataillon est incorporé dans le 2e bataillon de la formation d'Orléans
  - Non amalgamé lors de la première réorganisation
    - Amalgamé lors de la deuxième réorganisation dans la 13e demi-brigade de deuxième formation
- 13e bataillon de volontaires de Seine-et-Oise, formé en juin 1793
  - Personnalités :
  - Guerre de Vendée, Bataille de Nantes
  - Non amalgamé lors de la première réorganisation
    - Amalgamé lors de la deuxième réorganisation dans la 86e demi-brigade de deuxième formation
- 14e bataillon de volontaires de Seine-et-Oise, formé le 25 août 1793
  - Personnalités :
  - Non amalgamé lors de la première réorganisation
    - Amalgamé lors de la deuxième réorganisation dans la 86e demi-brigade de deuxième formation
- Chasseurs de Seine-et-Oise
  - Personnalités :
  - Les chasseurs de Seine-et-Oise formeront le 3e bataillon de Tirailleurs
  - Amalgamé lors de la première réorganisation dans la demi-brigade de Tirailleurs
    - Amalgamé lors de la deuxième réorganisation dans la 15e demi-brigade légère de deuxième formation
- 1re compagnie de chasseurs à cheval de Versailles également appelée 1re compagnie de chasseurs de Seine-et-Oise, formée le 3 septembre 1792
  - Armée des Ardennes, Armée de Belgique
  - Personnalités :
- 2e compagnie de chasseurs à cheval de Versailles également appelée 2e compagnie de chasseurs de Seine-et-Oise, formée le 3 septembre 1792
  - Armée des Ardennes, Armée de Belgique
  - Personnalités :

### Seine-Inférieure
De 1791 à 1793, les 7 districts (Cany, Caudebec-en-Caux, Dieppe, Gournay, Montivilliers, Neufchâtel et Rouen) du département de la Seine-Inférieure fournirent 14 bataillons
- 1er bataillon de volontaires de la Seine-Inférieure, formé le 12 janvier 1792
  - Armée du Nord division de Miranda, Bataille de Valmy, Armée de Belgique, Bataille de Jemappes, Siège de Valenciennes
  - Personnalités : Charles Victor Woirgard alors lieutenant, adjudant-major puis lieutenant-colonel en second du bataillon
  - Non amalgamé lors de la première réorganisation
    - Amalgamé lors de la deuxième réorganisation dans la 81e demi-brigade de deuxième formation
- 2e bataillon de volontaires de la Seine-Inférieure, formé le 12 janvier 1792
  - En garnison dans le camp retranché de Sedan
  - Personnalités : Auguste Joseph Tribout alors tambour major puis lieutenant-colonel en second du bataillon
  - Amalgamé lors de la première réorganisation dans la 197e demi-brigade de première formation
    - Amalgamé lors de la deuxième réorganisation dans la 58e demi-brigade de deuxième formation
- 3e bataillon de volontaires de la Seine-Inférieure, formé en février 1792
  - Armée des Côtes de Brest, Révolution haïtienne, en garnison en Martinique
  - Personnalités :
  - Amalgamé lors de la première réorganisation dans la 17e demi-brigade de première formation
    - Amalgamé lors de la deuxième réorganisation dans la 46e demi-brigade de deuxième formation
- 4e bataillon de volontaires de la Seine-Inférieure, formé le 18 septembre 1792
  - Camp de L'Épine, Armée de la Moselle
  - Personnalités :
  - Amalgamé lors de la première réorganisation dans la 5e demi-brigade de première formation
    - Amalgamé lors de la deuxième réorganisation dans la 24e demi-brigade de deuxième formation
- 5e bataillon de volontaires de la Seine-Inférieure
  - Armée de Belgique, Bataille de Jemappes
  - Personnalités :
- 6e bataillon de volontaires de la Seine-Inférieure, formé le 25 septembre 1792
  - En garnison à Mons
  - Personnalités :
  - Amalgamé lors de la première réorganisation dans la 50e demi-brigade de première formation
    - Amalgamé lors de la deuxième réorganisation dans la 70e demi-brigade de deuxième formation
- 7e bataillon de volontaires de la Seine-Inférieure, formé le 8 octobre 1792
  - En garnison à Gravelines
  - Personnalités : François Amable Ruffin alors capitaine puis lieutenant-colonel en chef du bataillon
  - Amalgamé lors de la première réorganisation dans la 178e demi-brigade de première formation
    - Amalgamé lors de la deuxième réorganisation dans la 17e demi-brigade de deuxième formation
- 8e bataillon de volontaires de la Seine-Inférieure également appelé bataillon de volontaires de Dieppe, formé le 25 septembre 1792
  - En garnison à Douai
  - Personnalités :
  - Non amalgamé lors de la première réorganisation
    - Amalgamé lors de la deuxième réorganisation dans la 64e demi-brigade de deuxième formation
- 9e bataillon de volontaires de la Seine-Inférieure, formé le 26 septembre 1792
  - Armée du Nord, en garnison à Bouchain
  - Personnalités :
  - Amalgamé lors de la première réorganisation dans la demi-brigade de la Seine-Inférieure
    - Amalgamé lors de la deuxième réorganisation dans la 14e demi-brigade de deuxième formation
- 10e bataillon de volontaires de la Seine-Inférieure, formé en octobre 1792
  - Armée du Nord, en garnison à Tournai
  - Personnalités :
  - Amalgamé lors de la première réorganisation dans la 76e demi-brigade de première formation
    - Amalgamé lors de la deuxième réorganisation dans la 76e demi-brigade de deuxième formation
- 11e bataillon de volontaires de la Seine-Inférieure également appelé bataillon de volontaires de l'Égalité, formé le 14 juillet 1793
  - Personnalités : Pierre Barois
  - Non amalgamé lors de la première réorganisation
    - Amalgamé lors de la deuxième réorganisation dans la 8e demi-brigade légère de deuxième formation
- 12e bataillon de volontaires de la Seine-Inférieure
  - Personnalités :
- 13e bataillon de volontaires de la Seine-Inférieure également appelé 2e bataillon de réquisition, formé le 26 frimaire an II
  - Personnalités :
- 14e bataillon de volontaires de la Seine-Inférieure également appelé 3e bataillon de volontaires de Rouen, formé le 9 frimaire an II
  - Personnalités :
  - Non amalgamé lors de la première réorganisation
    - Amalgamé lors de la deuxième réorganisation dans la 40e demi-brigade de deuxième formation

### Seine-et-Marne
De 1791 à 1793, les 5 districts (Melun, Meaux, Provins, Nemours et Rosoy) du département de Seine-et-Marne fournirent 6 bataillons
- 1er bataillon de volontaires de Seine-et-Marne, formé à Meaux entre le 15 août et le 1er septembre 1791[144]
  - Armée de Belgique, Bataille de Jemappes
  - Personnalités :
  - Amalgamé lors de la première réorganisation dans la 93e demi-brigade de première formation
    - Amalgamé lors de la deuxième réorganisation dans la 49e demi-brigade de deuxième formation
- 2e bataillon de volontaires de Seine-et-Marne, formé le 23 septembre 1791
  - Armée du Nord, Armée de la Moselle, Siège de Thionville
  - Personnalités : Louis Lequoy alors capitaine puis lieutenant-colonel en chef du régiment, Étienne Jean-François Cordellier-Delanoüe alors capitaine puis lieutenant-colonel en second du régiment
  - Amalgamé lors de la première réorganisation, le 17 messidor an III (5 juillet 1795), dans la 199e demi-brigade de première formation
    - Amalgamé lors de la deuxième réorganisation dans la 51e demi-brigade de deuxième formation
- 3e bataillon de volontaires de Seine-et-Marne également appelé 6e bataillon de volontaires de l'Oise, formé le 20 août 1792
  - Le 3e bataillon de volontaires de Seine-et-Marne est le même bataillon que le 6e bataillon de volontaires de l'Oise; il était composé des volontaires de Senlis et de Compiègne. Camp de L'Épine, En garnison à Verdun, Armée du Nord
  - Personnalités :
  - Amalgamé lors de la première réorganisation dans la 128e demi-brigade de première formation
    - Amalgamé lors de la deuxième réorganisation dans la 7e demi-brigade de deuxième formation
- 4e bataillon de volontaires de Seine-et-Marne, formé à Meaux le 28 septembre 1792[144]
  - En garnison à Lille
  - Personnalités :
  - Amalgamé lors de la première réorganisation dans la 196e demi-brigade de première formation
    - Amalgamé lors de la deuxième réorganisation dans la 6e demi-brigade de deuxième formation
- 5e bataillon de volontaires de Seine-et-Marne, également appelé 5e bataillon de la République, formé le 23 octobre 1792
  - Insurrections fédéralistes, Guerre de la Première Coalition, Armée de la Moselle, armée du Rhin
  - Personnalités :
  - Amalgamé lors de la première réorganisation dans la 139e demi-brigade de première formation
    - Lors de la deuxième réorganisation une partie de la 139e demi-brigade de première formation est incorporée dans la 21e demi-brigade de deuxième formation
    - Lors de la deuxième réorganisation une autre partie de la 139e demi-brigade de première formation est incorporée dans la 14e demi-brigade légère de deuxième formation
- Bataillon de Melun
  - Il est incorporé dans le 4e bataillon des Ardennes
  - Personnalités :
  - Non amalgamé lors de la première réorganisation
    - Amalgamé lors de la deuxième réorganisation dans la 64e demi-brigade de deuxième formation
- Compagnie de chasseurs de Coulommiers également appelée compagnie franche de Seine-et-Marne
  - En garnison à Lille, Armée du Nord
  - Personnalités :
  - Non amalgamé lors de la première réorganisation
    - Amalgamé lors de la deuxième réorganisation dans la 2e demi-brigade légère de deuxième formation

### Deux-Sèvres
De 1791 à 1793, les 6 districts (Melle, Niort, Saint-Maixent, Parthenay, Thouars et Châtillon) du département des Deux-Sèvres fournirent 6 bataillons.
- 1er bataillon de volontaires des Deux-Sèvres, formé le 16 août 1792
  - Armée du Nord division de Miranda, Bataille de Valmy, Armée de Belgique, Bataille de Jemappes, Siège de Valenciennes
  - Personnalités :
  - Amalgamé lors de la première réorganisation dans la demi-brigade des Deux-Sèvres
    - Amalgamé lors de la deuxième réorganisation dans la 63e demi-brigade de deuxième formation
- 2e bataillon de volontaires des Deux-Sèvres également appelé 22e bataillon des réserves, formé le 26 septembre 1792
  - En garnison à Condé
  - Personnalités : René Poudret de Sevret alors simple soldat.
  - Amalgamé lors de la première réorganisation dans la 112e demi-brigade de première formation
    - Amalgamé lors de la deuxième réorganisation dans la 88e demi-brigade de deuxième formation
- 3e bataillon de volontaires des Deux-Sèvres, formé le 18 août 1792
  - Armée de l'Ouest, Guerre de Vendée, Armée des côtes de La Rochelle[59], Bataille de Chantonnay
  - Personnalités : René François Lecomte alors lieutenant puis lieutenant-colonel en chef du bataillon
  - Amalgamé lors de la première réorganisation dans la demi-brigade des Deux-Sèvres
    - Amalgamé lors de la deuxième réorganisation dans la 63e demi-brigade de deuxième formation
- 4e bataillon de volontaires des Deux-Sèvres, formé le 28 février 1793
  - Personnalités :
  - Amalgamé lors de la première réorganisation dans la 47e demi-brigade de première formation
    - Amalgamé lors de la deuxième réorganisation dans la 97e demi-brigade de deuxième formation
- 5e bataillon de volontaires des Deux-Sèvres, formé en février 1792
  - Personnalités :
  - Amalgamé lors de la première réorganisation dans la 209e demi-brigade bis de première formation
    - Amalgamé lors de la deuxième réorganisation dans la 97e demi-brigade de deuxième formation
- 6e bataillon de volontaires des Deux-Sèvres également appelé bataillon de Parthenay, formé le 19 mai 1793
  - Personnalités :
  - Amalgamé lors de la première réorganisation dans la 209e demi-brigade bis de première formation
    - Amalgamé lors de la deuxième réorganisation dans la 97e demi-brigade de deuxième formation
- Bataillon de Sèvres et Charente, également appelé 1er bataillon Le Vengeur, ou 2e bataillon de la Vendée, ou bataillon des Vengeurs
  - Armée de l'Ouest, Guerre de Vendée, Bataille de Chantonnay
  - Personnalités :
- Chasseurs des Deux-Sèvres
  - Guerre de Vendée, Armée des côtes de La Rochelle[59],
  - Personnalités :

### Somme
De 1791 à 1793, les 5 districts (Amiens, Abbeville, Doullens, Montdidier et Péronne) du département de la Somme fournirent 8 bataillons et 1 compagnie
- 1er bataillon de volontaires de la Somme, formé en septembre 1791
  - Armée du Nord, Armée de Belgique
  - Personnalités :
  - Amalgamé lors de la première réorganisation dans la 38e demi-brigade de première formation
    - Amalgamé lors de la deuxième réorganisation dans la 21e demi-brigade de deuxième formation
- 2e bataillon de volontaires de la Somme, formé le 6 septembre 1791
  - Armée du Nord division de Miranda, Siège de Lille, Siège de Maubeuge. Le 6 février 1794 533 réquisitionnaires de Joigny, composés de 6 compagnies du 10e bataillon de volontaires de l'Yonne, sont versés dans le 2e bataillon de volontaires de la Somme.
  - Personnalités : Louis Adrien Théodore Thory alors lieutenant-colonel chef du bataillon
  - Amalgamé lors de la première réorganisation dans la 123e demi-brigade de première formation
    - Amalgamé lors de la deuxième réorganisation dans la 99e demi-brigade de deuxième formation
- 3e bataillon de volontaires de la Somme, formé le 2 septembre 1791
  - Armée du Nord, en garnison à Anvers.
  - Personnalités :
  - Amalgamé lors de la première réorganisation dans la 24e demi-brigade de première formation
    - Amalgamé lors de la deuxième réorganisation dans la 61e demi-brigade de deuxième formation
- 4e bataillon de volontaires de la Somme, formé le 6 septembre 1791
  - Armée du Nord, Siège de Lille, Armée des Ardennes
  - Personnalités : Jean-Siméon Domon alors sous-lieutenant
  - Amalgamé lors de la première réorganisation dans la 2e demi-brigade de première formation
    - Amalgamé lors de la deuxième réorganisation dans la 9e demi-brigade de deuxième formation
- 5e bataillon de volontaires de la Somme, formé le 6 octobre 1792
  - Armée du Nord, en garnison à Condé
  - Personnalités :
  - Amalgamé lors de la première réorganisation dans la 36e demi-brigade de première formation
    - Amalgamé lors de la deuxième réorganisation dans la 84e demi-brigade de deuxième formation
- 6e bataillon de volontaires de la Somme, également appelé 1er bataillon de Piquiers de la Somme, formé le 13 octobre 1792
  - Armée du Nord, en garnison à Lille, Armée de Sambre-et-Meuse
  - Personnalités : Baptiste Pierre Bisson alors lieutenant-colonel en chef du bataillon.
  - Non amalgamé lors de la première réorganisation
    - Amalgamé lors de la deuxième réorganisation dans la 68e demi-brigade de deuxième formation
- 7e bataillon de volontaires de la Somme, également appelé 2e bataillon de Piquiers de la Somme, formé le 15 octobre 1792
  - En garnison à Aire
  - Personnalités :
  - Amalgamé lors de la première réorganisation dans la 197e demi-brigade de première formation
    - Amalgamé lors de la deuxième réorganisation dans la 58e demi-brigade de deuxième formation
- 8e bataillon de volontaires de la Somme, formé le 1er mai 1793
  - Guerre de Vendée, Armée des côtes de La Rochelle[65]
  - Personnalités :
  - Non amalgamé lors de la première réorganisation
    - Amalgamé lors de la deuxième réorganisation dans la 30e demi-brigade légère de deuxième formation
- Compagnie de chasseurs bons-tireurs de la Somme[102]
  - Personnalités :
- 1er bataillon auxiliaire de la Somme 
  - Personnalités :
  - Non amalgamé lors de la première réorganisation
    - Amalgamé lors de la deuxième réorganisation dans la 1re demi-brigade de deuxième formation
- 2e bataillon auxiliaire de la Somme 
  - Personnalités :
  - Non amalgamé lors de la première réorganisation
    - Amalgamé lors de la deuxième réorganisation dans la 30e demi-brigade de deuxième formation

### Tarn
De 1791 à 1793, les 5 districts (Albi, Castres, Lavaur, Gaillac et Lacaune) du département du Tarn fournirent 4 bataillons
- 1er bataillon de volontaires du Tarn, formé le 6 juillet 1792
  - Armée des Pyrénées, Armée des Pyrénées orientales, Bataille de Mas Deu, Bataille de Saint-Laurent-de-la-Mouga
  - Personnalités : Nicolas Antoine Sanson alors engagé volontaire
  - Amalgamé lors de la première réorganisation dans la 4e demi-brigade provisoire de première formation
    - Amalgamé lors de la deuxième réorganisation dans la 11e demi-brigade de deuxième formation
- 2e bataillon de volontaires du Tarn, formé le 6 juillet 1792
  - Armée des Pyrénées, Bataille du camp des Sans Culottes
  - Personnalités : Pierre Honoré Bories de Castelpers alors capitaine puis lieutenant-colonel en chef du bataillon
    -       - Amalgamé lors de la première réorganisation dans la demi-brigade des Deux-Sèvres

    - Amalgamé lors de la deuxième réorganisation dans la 63e demi-brigade de deuxième formation
- 3e bataillon de volontaires du Tarn, formé le 26 septembre 1792
  - Personnalités :
  - Amalgamé lors de la première réorganisation dans la 4e demi-brigade provisoire de première formation
    - Amalgamé lors de la deuxième réorganisation dans la 11e demi-brigade de deuxième formation
- 4e bataillon de volontaires du Tarn également appelé bataillon de chasseurs du Tarn
  - Armée des Pyrénées-Orientales
  - Personnalités :
  - Amalgamé lors de la première réorganisation dans la 6e demi-brigade provisoire de première formation
    - Amalgamé lors de la deuxième réorganisation dans la 18e demi-brigade de deuxième formation

### Var
De 1791 à 1793, les 9 districts (Toulon, Grasse, Hyères, Draguignan, Brignoles, Saint-Maximin, Fréjus, Saint-Paul-lès-Vence et Barjols) du département du Var fournirent 10 bataillons
- 1er bataillon de volontaires du Var, formé le 16 septembre 1791
  - Armée du Midi, Armée d'Italie
  - Personnalités : Honoré Charles Reille alors grenadier, Gaspard Amédée Gardanne alors lieutenant-colonel en second du bataillon.
  - Amalgamé lors de la première réorganisation dans la 165e demi-brigade de première formation
    - Amalgamé lors de la deuxième réorganisation dans la 45e demi-brigade de deuxième formation
- 2e bataillon de volontaires du Var, formé le 17 septembre 1791
  - Armée du Midi, Armée d'Italie
  - Personnalités : Charles Bouge alors capitaine, André Masséna alors lieutenant-colonel en chef du bataillon, Honoré Théodore Maxime Gazan alors lieutenant-colonel.
  - Amalgamé lors de la première réorganisation dans la 21e demi-brigade de première formation
    - Amalgamé lors de la deuxième réorganisation dans la 32e demi-brigade de deuxième formation
- 3e bataillon de volontaires du Var
  - Armée du Midi, Armée d'Italie
  - Personnalités : Général Louis Paul Baille de Saint-Pol alors lieutenant
  - Amalgamé lors de la première réorganisation dans la 102e demi-brigade de première formation[103]
    - Amalgamé lors de la deuxième réorganisation dans la 69e demi-brigade de deuxième formation
- 4e bataillon de volontaires du Var, formé le 10 août 1792
  - Armée d'Italie, Armée du Rhin
  - Personnalités :
  - Amalgamé lors de la première réorganisation dans la 66e demi-brigade de première formation
    - Amalgamé lors de la deuxième réorganisation dans la 96e demi-brigade de deuxième formation
- 5e bataillon de volontaires du Var, formé en septembre 1792
  - Armée d'Italie
  - Personnalités :
  - Amalgamé lors de la première réorganisation dans la 166e demi-brigade de première formation
    - Amalgamé lors de la deuxième réorganisation dans la 69e demi-brigade de deuxième formation
- 6e bataillon de volontaires du Var, formé en septembre 1792
  - En garnison à Brignoles, Armée d'Italie
  - Personnalités :
  - Amalgamé lors de la première réorganisation dans la 102e demi-brigade de première formation[103]
    - Amalgamé lors de la deuxième réorganisation dans la 69e demi-brigade de deuxième formation
- 7e bataillon de volontaires du Var, formé le 22 septembre 1792
  - En garnison à Antibes, Armée d'Italie
  - Personnalités :
  - Amalgamé lors de la première réorganisation dans la 121e demi-brigade de première formation
    - Amalgamé lors de la deuxième réorganisation dans la 39e demi-brigade de deuxième formation
- 8e bataillon de volontaires du Var, également appelé 8e bataillon des grenadiers et chasseurs du Var 
  - Armée d'Italie
  - Personnalités :
  - Non amalgamé lors de la première réorganisation
    - Amalgamé lors de la deuxième réorganisation dans la 11e demi-brigade légère de deuxième formation
- 9e bataillon de volontaires du Var
  - Armée d'Italie
  - Personnalités :
  - Amalgamé lors de la première réorganisation dans la 166e demi-brigade de première formation
    - Amalgamé lors de la deuxième réorganisation dans la 69e demi-brigade de deuxième formation
- 10e bataillon de volontaires du Var
  - Personnalités : Maximin-Joseph Emmanuel Guidal alors capitaine puis commandant.
  - Non amalgamé lors de la première réorganisation
    - Amalgamé lors de la deuxième réorganisation dans la 30e demi-brigade légère de deuxième formation

### Vaucluse
De 1791 à 1793, les 4 districts (Apt, Avignon, Carpentras et Orange) du département de Vaucluse fournirent 5 bataillons
- 1er bataillon de volontaires de Vaucluse également appelé 1er bataillon de chasseurs de Vaucluse, formé le 5 mars 1793
  - Armée d'Italie
  - Personnalités :
  - Amalgamé lors de la première réorganisation dans la 7e demi-brigade provisoire de première formation
    - Lors de la deuxième réorganisation le 1er bataillon de la 7e demi-brigade provisoire de première formation est incorporé dans la 23e demi-brigade légère de deuxième formation
    - Lors de la deuxième réorganisation le 2e bataillon de la 7e demi-brigade provisoire de première formation est incorporé dans la 11e demi-brigade de deuxième formation
    - Lors de la deuxième réorganisation le 3e bataillon de la 7e demi-brigade provisoire de première formation est incorporé dans la 80e demi-brigade de deuxième formation
- 2e bataillon de volontaires de Vaucluse, formé le 25 septembre 1792
  - Personnalités :
  - Amalgamé lors de la première réorganisation dans la 52e demi-brigade de première formation
    - Lors de la deuxième réorganisation le 1er bataillon de la 52e demi-brigade de première formation est incorporé dans la 4e demi-brigade légère de deuxième formation
    - Lors de la deuxième réorganisation le 2e bataillon de la 52e demi-brigade de première formation est incorporé dans la 27e demi-brigade légère de deuxième formation
    - Lors de la deuxième réorganisation le 3e bataillon de la 52e demi-brigade de première formation est incorporé dans la 22e demi-brigade légère de deuxième formation
- 3e bataillon de volontaires de Vaucluse également appelé bataillon de volontaires d'Apt, formé le 15 avril 1793
  - Personnalités :
  - Lors de la première réorganisation une partie du 3e bataillon de volontaires du Vaucluse est incorporée dans la 18e demi-brigade légère de première formation
    - Lors de la deuxième réorganisation cette partie est incorporée dans la 29e demi-brigade légère de deuxième formation

  - Lors de la première réorganisation, une autre partie du 3e bataillon de volontaires du Vaucluse n'est pas amalgamé lors de la première réorganisation
    - Lors de la deuxième réorganisation cette partie est incorporée dans la 80e demi-brigade de deuxième formation
- 4e bataillon de volontaires de Vaucluse, formé le 12 septembre 1793 et incorporé dans la Légion des Pyrénées
  - Personnalités :
  - Amalgamé lors de la première réorganisation dans la 29e demi-brigade légère de première formation
    - Amalgamé lors de la deuxième réorganisation dans la 35e demi-brigade de deuxième formation
- 5e bataillon de volontaires de Vaucluse 
  - Expédition de Sardaigne
  - Personnalités :
  - Amalgamé lors de la première réorganisation dans la 15e demi-brigade légère de première formation après incorporation au 2e bataillon de volontaires des Bouches-du-Rhône
    - Amalgamé lors de la deuxième réorganisation dans la 27e demi-brigade légère de deuxième formation
- Compagnie franche de chasseurs d'Orange
  - En garnison à Rueil
  - Personnalités :
- Chasseurs de Vaucluse
  - Armée des Pyrénées orientales
  - Personnalités :

### Vendée
De 1791 à 1793, les 6 districts (Fontenay-le-Comte, La Châtaigneraie, Montaigu, Challans, Les Sables-d'Olonne et La Roche-sur-Yon) du département de la Vendée fournirent 2 bataillons et 1 compagnie
- 1er bataillon de volontaires de la Vendée, formé le 5 décembre 1791
  - Bataille de Valmy, Armée de Belgique, Bataille de Jemappes
  - Personnalités : Augustin-Daniel Belliard alors capitaine
  - Amalgamé lors de la première réorganisation dans la 89e demi-brigade de première formation
    - Amalgamé lors de la deuxième réorganisation dans la 79e demi-brigade de deuxième formation
- 2e bataillon de volontaires de la Vendée également appelé bataillon des Vengeurs ou bataillon de Sèvres et Charente ou 3e bataillon des Deux-Sèvres formé le 1er mai 1793 à Tours
  - Guerre de Vendée, Bataille de Fontenay-le-Comte, Première bataille de Luçon, Deuxième bataille de Luçon, Troisième bataille de Luçon, Bataille de Chantonnay, Deuxième bataille de Moulin-aux-Chèvres, Deuxième bataille de Châtillon, Bataille de Cholet, Virée de Galerne, Bataille d'Entrammes, Bataille du Mans, Colonnes infernales, Bataille de Cholet, Bataille de Saint-Denis-la-Chevasse[147],
  - Personnalités :
  - Non amalgamé lors de la première réorganisation
    - Amalgamé lors de la deuxième réorganisation dans la 10e demi-brigade de deuxième formation

### Vienne
De 1791 à 1793, les 6 districts (Loudun, Châtellerault, Poitiers, Lusignan, Montmorillon et Civray) du département de la Vienne fournirent 5 bataillons
- 1er bataillon de volontaires de la Vienne, formé le 21 novembre 1791
  - Personnalités : Louis Marion Jacquet alors soldat puis sergent-major
  - Armée du Nord, Armée de Moselle
  - Amalgamé lors de la première réorganisation dans la 123e demi-brigade de première formation
    - Amalgamé lors de la deuxième réorganisation dans la 99e demi-brigade de deuxième formation
- 2e bataillon de volontaires de la Vienne, formé le 5 septembre 1792
  - Personnalités :
  - Armée du Nord, Bataille de Valmy, Armée de Belgique, Guerre de Vendée, Armée des côtes de La Rochelle[59]
  - Amalgamé lors de la première réorganisation dans la 138e demi-brigade de première formation
    - Amalgamé lors de la deuxième réorganisation dans la 61e demi-brigade de deuxième formation
- 3e bataillon de volontaires de la Vienne, formé le 3 mai 1793
  - Personnalités :
  - Guerre de Vendée, Armée des côtes de La Rochelle[59]
  - Amalgamé lors de la première réorganisation dans la 206e demi-brigade de première formation
    - Amalgamé lors de la deuxième réorganisation dans la 24e demi-brigade de deuxième formation
- 4e bataillon de volontaires de la Vienne, formé en juillet 1793
  - Personnalités :
  - Non amalgamé lors de la première réorganisation
    - Amalgamé lors de la deuxième réorganisation dans la 6e demi-brigade de deuxième formation
- 5e bataillon de volontaires de la Vienne, formé le 10 juillet 1793
  - Personnalités :
  - Non amalgamé lors de la première réorganisation
    - Amalgamé lors de la deuxième réorganisation dans la 30e demi-brigade légère de deuxième formation

### Haute-Vienne
De 1791 à 1793, les 6 districts (Limoges, Le Dorat, Bellac, Saint-Junien, Saint-Yrieix et Saint-Léonard) du département de la Haute-Vienne fournirent 5 bataillons
- 1er bataillon de volontaires de la Haute-Vienne, formé le 1er octobre 1791
  - Personnalités : Mathieu Joseph d'Arbonneau alors chef du bataillon, Jean-Baptiste Dalesme alors second du bataillon, Martial Bardet capitaine de la 3e compagnie à la création, puis chef de bataillon en 1793.
  - Armée du Nord, en garnison à Givet, Armée de Sambre-et-Meuse
  - Amalgamé lors de la première réorganisation (1794) dans la 174e demi-brigade de première formation
    - Amalgamé lors de la deuxième réorganisation (1796) dans la 49e demi-brigade de deuxième formation
- 2e bataillon de volontaires de la Haute-Vienne, formé le 25 octobre 1791
  - Personnalités : Jean-Baptiste Jourdan alors chef du bataillon, Martial Beyrand alors capitaine.
  - Armée de Belgique, Bataille de Valmy, Bataille de Jemappes
  - Non amalgamé lors de la première réorganisation
    - Amalgamé lors de la deuxième réorganisation dans la 55e demi-brigade de deuxième formation
- 3e bataillon de volontaires de la Haute-Vienne, formé le 18 octobre 1791
  - Personnalités :
  - Armée des Pyrénées, Guerre de Vendée, Armée des côtes de La Rochelle[59], Armée des Pyrénées orientales
  - Amalgamé lors de la première réorganisation dans la 145e demi-brigade de première formation
    - Amalgamé lors de la deuxième réorganisation dans la 4e demi-brigade de deuxième formation
- 4e bataillon de volontaires de la Haute-Vienne
  - Personnalités : François Lanusse alors simple volontaire[148]
  - Armée des Pyrénées-Occidentales
- 5e bataillon de volontaires de la Haute-Vienne, formé le 12 septembre 1793
  - Personnalités : François Lanusse alors chef de bataillon.
  - Amalgamé lors de la première réorganisation dans la 10e demi-brigade provisoire de première formation
    - Amalgamé lors de la deuxième réorganisation dans la 63e demi-brigade de deuxième formation

### Vosges
De 1791 à 1793, les 9 districts (Épinal, Saint-Dié, Remiremont, Mirecourt, Neufchâteau, Bruyères, Darney, Rambervillers et Lamarche) du département des Vosges fournirent 16 bataillons

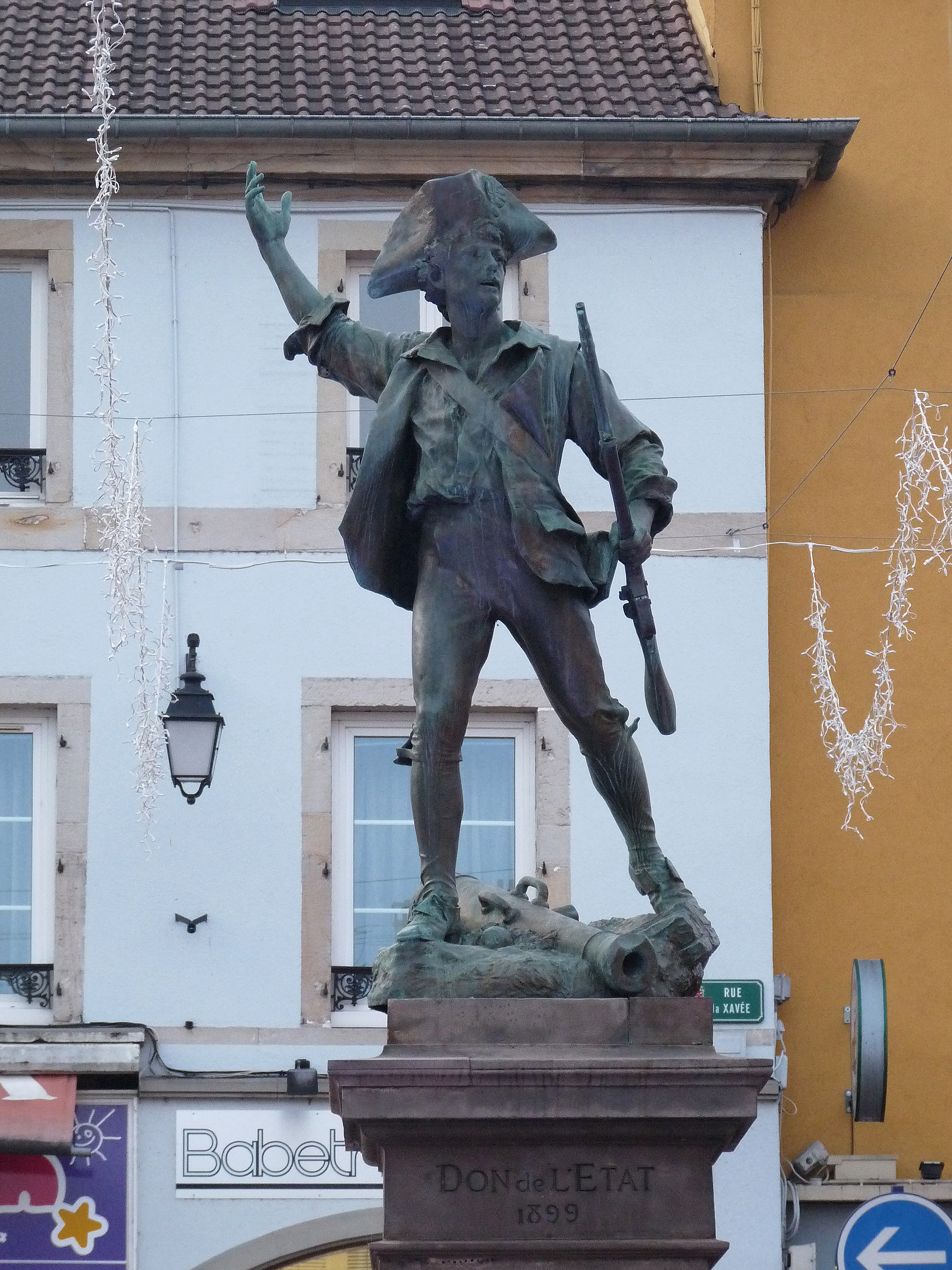
Remiremont : Un volontaire de 1792

- 1er bataillon de volontaires des Vosges, formé le 29 août 1791
  - Armée des Vosges, guerre de Vendée
  - Personnalités : Jean-Baptiste Salme alors adjudant, Charles-François Raoul alors capitaine puis lieutenant-colonel en second du bataillon
  - Amalgamé lors de la première réorganisation dans la 75e demi-brigade de première formation
    - Amalgamé lors de la deuxième réorganisation dans la 56e demi-brigade de deuxième formation
- 2e bataillon de volontaires des Vosges, formé le 27 août 1791
  - Armée des Vosges
  - Personnalités :
  - Non amalgamé lors de la première réorganisation
    - Amalgamé lors de la deuxième réorganisation dans la 94e demi-brigade de deuxième formation
- 3e bataillon de volontaires des Vosges, formé le 29 août 1792
  - Armée des Vosges, Bataille de Valmy, Armée de Mayence, Siège de Mayence, Guerre de Vendée, Bataille de Noirmoutier
  - Personnalités : Nicolas Haxo alors lieutenant-colonel en chef du bataillon, Jean Louis Dumas alors lieutenant-colonel en second du bataillon.
  - Non amalgamé lors de la première réorganisation
    - Amalgamé lors de la deuxième réorganisation dans la 30e demi-brigade légère de deuxième formation
- 4e bataillon de volontaires des Vosges, formé le 28 août 1792
  - Personnalités : Charles Joseph Buquet alors soldat, Charles Stanislas Marion alors capitaine, Joseph-Emmanuel Aubry alors caporal de grenadiers.
  - Armée des Vosges
  - Amalgamé lors de la première réorganisation dans la 15e demi-brigade légère bis de première formation
    - Amalgamé lors de la deuxième réorganisation dans la 3e demi-brigade légère de deuxième formation
- 5e bataillon de volontaires des Vosges, formé en juin 1793
  - Armée des Ardennes, Armée du Nord
  - Personnalités :
  - Amalgamé lors de la première réorganisation dans la 138e demi-brigade de première formation
    - Amalgamé lors de la deuxième réorganisation dans la 61e demi-brigade de deuxième formation
- 6e bataillon de volontaires des Vosges, formé le 4 août 1792
  - Armée du Rhin
  - Personnalités :
  - Amalgamé lors de la première réorganisation dans la 173e demi-brigade de première formation
    - Lors de la deuxième réorganisation une partie de la 173e demi-brigade de première formation est incorporée dans la 37e demi-brigade de deuxième formation
    - Lors de la deuxième réorganisation une autre partie de la 173e demi-brigade de première formation est incorporée dans la 88e demi-brigade de deuxième formation
- 7e bataillon de volontaires des Vosges, formé le 5 août 1792
  - Armée des Vosges, Armée de Mayence, Siège de Mayence, Guerre de Vendée
  - Personnalités :
  - Amalgamé lors de la première réorganisation dans la demi-brigade de Paris et Vosges
    - Amalgamé lors de la deuxième réorganisation dans la 13e demi-brigade légère de deuxième formation
- 8e bataillon de volontaires des Vosges, formé le 5 août 1792
  - Armée des Vosges, Armée de Mayence, Siège de Mayence, Guerre de Vendée
  - Personnalités :
  - Non amalgamé lors de la première réorganisation
    - Amalgamé lors de la deuxième réorganisation dans la 6e demi-brigade légère de deuxième formation
- 9e bataillon de volontaires des Vosges, formé le 8 août 1792
  - Armée du Rhin, 2e bataille de Wissembourg
  - Personnalités :
  - Amalgamé lors de la première réorganisation dans la 206e demi-brigade de première formation
    - Amalgamé lors de la deuxième réorganisation dans la 24e demi-brigade de deuxième formation
- 10e bataillon de volontaires des Vosges (Bataillon d'Epinal), formé le 6 août 1792
  - Armée du Rhin, 2e bataille de Wissembourg
  - Personnalités : Jean-Daniel de Poulit, chef de bataillon[149]
  - Amalgamé lors de la première réorganisation dans la 6e demi-brigade de première formation
    - Amalgamé lors de la deuxième réorganisation dans la 100e demi-brigade de deuxième formation
- 11e bataillon de volontaires des Vosges, formé le 4 août 1792
  - Armée du Rhin, Armée du Nord
  - Personnalités :
  - Amalgamé lors de la première réorganisation dans la 175e demi-brigade de première formation
    - Lors de la deuxième réorganisation le 1er bataillon de la 175e demi-brigade de première formation est incorporé dans la 23e demi-brigade de deuxième formation
    - Lors de la deuxième réorganisation le 2e bataillon de la 175e demi-brigade de première formation est incorporé dans la 67e demi-brigade de deuxième formation
    - Lors de la deuxième réorganisation le 3e bataillon de la 175e demi-brigade de première formation est incorporé dans la 30e demi-brigade de deuxième formation
- 12e bataillon de volontaires des Vosges, formé le 4 août 1792
  - Armée du Rhin
  - Personnalités :
  - Amalgamé lors de la première réorganisation dans la 73e demi-brigade de première formation
    - Amalgamé lors de la deuxième réorganisation dans la 74e demi-brigade de deuxième formation
- 13e bataillon de volontaires des Vosges, formé le 2 août 1792
  - Guerres de la première Coalition, Armée du Rhin Armée de Mayence, Siège de Mayence, Guerre de Vendée Armée de l'Ouest, Batailles de Torfou, de Dol, de Cholet, de Laval.
  - Personnalités : Jean Joseph Amable Humbert engagé le 1er avril 1792. Il est élu capitaine le 11 août 1792, lieutenant-colonel quatre jours plus tard, et général de brigade le 9 avril 1794.
  - Amalgamé lors de la première réorganisation dans la 157e demi-brigade de première formation
    - Amalgamé lors de la deuxième réorganisation dans la 70e demi-brigade de deuxième formation
- 14e bataillon de volontaires des Vosges, formé le 11 septembre 1792
  - Personnalités :
  - Amalgamé lors de la première réorganisation dans la 207e demi-brigade de première formation
    - Amalgamé lors de la deuxième réorganisation dans la 93e demi-brigade de deuxième formation
- 15e bataillonde volontaires des Vosges[150]
  - Personnalités :
  - Amalgamé lors de la première réorganisation dans la 208e demi-brigade de première formation
    - Amalgamé lors de la deuxième réorganisation dans la 56e demi-brigade de deuxième formation
- Bataillon des Vosges et Meurthe[150]
  - Personnalités :
  - Amalgamé lors de la première réorganisation dans la 4e demi-brigade de première formation
    - Lors de la deuxième réorganisation le 1er bataillon de la 4e demi-brigade de première formation est incorporé dans la 89e demi-brigade de deuxième formation
    - Lors de la deuxième réorganisation le 2e bataillon de la 4e demi-brigade de première formation est incorporé dans la 31e demi-brigade de deuxième formation
    - Lors de la deuxième réorganisation le 3e bataillon de la 4e demi-brigade de première formation est incorporé dans la 62e demi-brigade de deuxième formation

### Yonne
De 1791 à 1793, les 7 districts (Auxerre, Sens, Joigny, Saint-Fargeau, Avallon, Tonnerre et Saint-Florentin) du département de l'Yonne fournirent 7 bataillons
- 1er bataillon de volontaires de l'Yonne, formé le 22 septembre 1791, chef du bataillon Edme Martin Bourdois de Champfort
  - Armée du Nord division de Miranda, Combat de Quiévrain, Bataille de Valmy, Bataille de Jemappes
  - Personnalités : Edme Martin Bourdois de Champfort alors lieutenant-colonel en chef du bataillon.
  - Amalgamé lors de la première réorganisation dans la 193e demi-brigade de première formation
    - Amalgamé lors de la deuxième réorganisation dans la 5e demi-brigade de deuxième formation
- 2e bataillon de volontaires de l'Yonne, formé le 22 septembre 1791
  - Armée de Belgique, Armée du Nord, Bataille de Jemappes
  - Personnalités : Jérôme Gallimard de Vaucharmes alors lieutenant-colonel, Georges Alexis Mocquery alors simple volontaire puis lieutenant et capitaine, Louis Loup Étienne Martin Bougault alors volontaire.
  - Amalgamé lors de la première réorganisation dans la demi-brigade de l'Yonne
    - Lors de la deuxième réorganisation une partie de la demi-brigade de l'Yonne est incorporée dans la 67e demi-brigade de deuxième formation
    - Lors de la deuxième réorganisation une autre partie de la demi-brigade de l'Yonne est incorporée dans la 16e demi-brigade de deuxième formation
- 3e bataillon de volontaires de l'Yonne, formé le 23 septembre 1791, chef du bataillon adjoint Louis-Nicolas Davout
  - Armée du Nord, Armée de Belgique, Bataille de Jemappes
  - Personnalités : Louis-Nicolas Davout alors chef de bataillon en second
  - Amalgamé lors de la première réorganisation dans la 107e demi-brigade de première formation
    - Amalgamé lors de la deuxième réorganisation dans la 46e demi-brigade de deuxième formation
- 4e bataillon de volontaires de l'Yonne également appelé 28e bataillon de volontaires des réserves, formé le 1er septembre 1792
  - Armée du Nord, en garnison à Mons.
  - Personnalités : Pierre Joseph Habert alors capitaine puis lieutenant-colonel en second du bataillon.
  - Amalgamé lors de la première réorganisation dans la 107e demi-brigade de première formation
    - Amalgamé lors de la deuxième réorganisation dans la 46e demi-brigade de deuxième formation
- 5e bataillon de volontaires de l'Yonne, formé le 22 octobre 1792
  - Guerre de la Première Coalition, Armée du Nord, Armée de la Belgique, Armée de Sambre-et-Meuse, Siège de Maubeuge, Siège du Quesnoy, Siège de Maëstricht, Siège de Luxembourg,Siège de Mayence
  - Personnalités :
  - Non amalgamé lors de la première réorganisation
    - Amalgamé lors de la deuxième réorganisation dans la 2e demi-brigade de deuxième formation
- 6e bataillon de volontaires de l'Yonne, formé en octobre 1792
  - Armée du Nord, Armée des Ardennes
  - Personnalités :
  - Amalgamé lors de la première réorganisation dans la 174e demi-brigade de première formation
    - Amalgamé lors de la deuxième réorganisation dans la 49e demi-brigade de deuxième formation
- 7e bataillon de volontaires de l'Yonne, formé le 21 juillet 1793
  - Personnalités :
  - Non amalgamé lors de la première réorganisation
    - Amalgamé lors de la deuxième réorganisation dans la 7e demi-brigade de deuxième formation
- 10e bataillon de volontaires de l'Yonne
  - Le 6 février 1794 533 réquisitionnaires de Joigny, composés de 6 compagnies du 10e bataillon de volontaires de l'Yonne, sont versés dans le 2e bataillon de volontaires de la Somme
  - Personnalités :
  - Amalgamé lors de la première réorganisation dans la 123e demi-brigade de première formation
    - Amalgamé lors de la deuxième réorganisation dans la 99e demi-brigade de deuxième formation

## Bataillons divers

### Bataillons d'infanterie légère
Ces bataillons furent formés dans la division de l'Ouest.
- 1er bataillon d'infanterie légère, formé le 25 brumaire an II
  - Personnalités :
  - Non amalgamé lors de la première réorganisation
    - Amalgamé lors de la deuxième réorganisation dans la 28e demi-brigade légère de deuxième formation
- 2e bataillon d'infanterie légère, formé le 25 brumaire an II
  - Personnalités :
  - Non amalgamé lors de la première réorganisation
    - Amalgamé lors de la deuxième réorganisation dans la 28e demi-brigade légère de deuxième formation
- 3e bataillon d'infanterie légère
  - Personnalités :

### Bataillons francs de chasseurs du Nord
Ainsi que la loi l'y autorisait, Dumouriez réunit en bataillon les compagnies franches de son armée. Cette opération commença le 21 août 1792.
Ainsi sont réunis sous le nom global de « Chasseurs francs du Nord » les :
- 1er bataillon francs de chasseurs du Nord, également appelé bataillon Müller, formé le 21 août 1792[152]
  - Armée du Nord, Bataille de Jemmapes, Bataille de Neerwinden. Le 21 août 1792, il devient le 21e bataillon de chasseurs
  - Personnalités : Jacques Léonard Muller alors chef du bataillon, Jean Adam Schramm alors capitaine
  - Amalgamé lors de la première réorganisation dans la 21e demi-brigade légère de première formation
    - Amalgamé lors de la deuxième réorganisation dans la 2e demi-brigade légère de deuxième formation
- 2e bataillon francs de chasseurs du Nord également appelé bataillon de chasseurs du Petit-Capucin, formé le 15 septembre 1792
  - Personnalités :
  - Non amalgamé lors de la première réorganisation
    - Amalgamé lors de la deuxième réorganisation dans la 28e demi-brigade légère de deuxième formation
- 3e bataillon francs de chasseurs du Nord, formé le 15 septembre 1792
  - Personnalités : Jean Joseph Louis Autesserre lieutenant-colonel en chef du bataillon, René-Bernard Chapuis lieutenant-colonel en chef du bataillon
  - Amalgamé lors de la première réorganisation dans la demi-brigade de Tirailleurs
    - Amalgamé lors de la deuxième réorganisation dans la 15e demi-brigade légère de deuxième formation
- 4e bataillon francs de chasseurs du Nord également chasseurs du Hainaut, formé le 14 novembre 1792
  - Ce bataillon est formé des compagnies franches de Saône-et-Loire, de Blanzac, de la forêt de Mormal et du Calvados
  - Personnalités : Guillaume Philibert Duhesme alors lieutenant-colonel en chef du bataillon
  - Amalgamé lors de la première réorganisation dans la 32e demi-brigade légère de première formation
    - Amalgamé lors de la deuxième réorganisation dans la 17e demi-brigade légère de deuxième formation
- 5e bataillon francs de chasseurs du Nord, formé le 18 avril 1793
  - Ce bataillon est formé à Valenciennes, par ordre du ministre du 13 février 1793. Le noyau provient de deux compagnies franches de Rethel et d'une des chasseurs de la Charente arrivées à Valenciennes en janvier 1793.
  - Personnalités :
  - Amalgamé lors de la première réorganisation dans la demi-brigade de Tirailleurs
    - Amalgamé lors de la deuxième réorganisation dans la 15e demi-brigade légère de deuxième formation
- 6e bataillon francs de chasseurs du Nord
  - Ce bataillon est attaché au 12e régiment de chasseurs à cheval
  - Personnalités :

### Bataillons francs, compagnies franches et chasseurs nationaux
La loi du 31 mai 1792 avait créé 54 compagnies franches pour les armées à organiser par les soins des généraux en chefs. Par une autre loi du 28 juillet, il est formé des compagnies de chasseurs volontaires nationaux qui portent le nom de leur département ou du district de leur provenance. Les officiers des compagnies franches étaient nommés par les généraux en chef; ceux des compagnies créées par la loi du 28 juillet sont élus. 
La compagnie doit comprendre : 1 capitaine commandant, 1 capitaine en second, 3 sous-lieutenants et 144 sous-officiers, caporaux et volontaires.

#### Chasseurs volontaires nationaux
- 1re compagnie de chasseurs volontaires de l'Ardèche 
  - Armée des Alpes
  - Personnalités :
- 2e compagnie de chasseurs volontaires de l'Ardèche 
  - Armée des Alpes
  - Personnalités :
- 1re compagnie franche de chasseurs de l'Ariège, formée le 8 février 1794
  - Armée des Pyrénées-Orientales
  - Personnalités :
- 2e compagnie franche de chasseurs de l'Ariège, formée le 8 février 1794
  - Armée des Pyrénées-Orientales
  - Personnalités :
- Compagnie franche de Bardon, également appelé 23e bataillon de chasseurs, formée le 12 août 1793
  - Commissionné à la fois en vertu de la loi du 22 juillet et de celle du 31 mai 1792, le 1er août, par le général en chef de l'armée du Nord pour une compagnie franche destinée à cette armée à lever dans les départements de Maine-et-Loire, de la Sarthe, d'Indre-et-Loire et circonvoisins. Cette compagnie n'avait pas rejoint l'armée du Nord ou elle comptait, et opérait dans la Sarthe, avec sa garnison à La Flèche.
  - Personnalités : Marc Antoine Pierre Bardon capitaine commandant la compagnie
  - Non amalgamé lors de la première réorganisation
    - Amalgamé lors de la deuxième réorganisation dans la 13e demi-brigade légère de deuxième formation
- 1re compagnie de chasseurs basques
  - Personnalités : Jean Isidore Harispe alors capitaine
  - Armée des Pyrénées
  - Amalgamé lors de la première réorganisation dans la demi-brigade Basque
    - Amalgamé lors de la deuxième réorganisation dans le bataillon de Chasseurs Basques
- 2e compagnie de chasseurs basques
  - Personnalités :
  - Armée des Pyrénées
  - Amalgamé lors de la première réorganisation dans la demi-brigade Basque
    - Amalgamé lors de la deuxième réorganisation dans le bataillon de Chasseurs Basques
- 3e compagnie de chasseurs basques
  - Personnalités :
  - Armée des Pyrénées
  - Amalgamé lors de la première réorganisation dans la demi-brigade Basque
    - Amalgamé lors de la deuxième réorganisation dans le bataillon de Chasseurs Basques
- 4e compagnie de chasseurs basques
  - Personnalités :
  - Armée des Pyrénées
  - Non amalgamé lors de la première réorganisation
    - Amalgamé lors de la deuxième réorganisation dans le bataillon de Chasseurs Basques
- Compagnie franche de Béthune
  - Personnalités :
  - En garnison à Valenciennes
- Compagnie franche de Billard, formée le 13 septembre 1792 à Gien,
  - Personnalités : Toussaint Billard capitaine commandant la compagnie
  - En garnison à Longwy.
- Compagnie de chasseurs des Bouches-du-Rhône, formé le 4 septembre 1792
  - Personnalités :
  - Armée d'Italie
- Compagnie franche de Boussart, également appelée 3e compagnie de chasseurs de la Meuse formée le 1er octobre 1792
  - Personnalités : André Joseph Boussart capitaine commandant la compagnie
  - Armée de Belgique
- Compagnie franche de grenadiers du Calvados, formée le 14 octobre 1792 à Isigny
  - Personnalités :
  - En garnison à Valenciennes.
- Compagnie de volontaires nationaux à cheval du Calvados, formée le 19 septembre 1792
  - Personnalités :
- Compagnie de chasseurs Cambrelots
  - Personnalités :
  - Armée de Belgique, Bataille de Jemappes
- Compagnie franche de Cazain également appelée compagnie franche de Metz, formée le 11 novembre 1792
  - Personnalités : Jean Nicolas Cazain capitaine commandant la compagnie
  - Armée de la Moselle
- 1re compagnie de chasseurs de la Charente également appelée 1re compagnie franche de Ruffec, formée le 7 septembre 1792
  - Personnalités :
  - En garnison à Bruxelles
- 2e compagnie de chasseurs de la Charente également appelée 2e compagnie franche de Ruffec, formée le 4 octobre 1792
  - Personnalités :
  - En garnison à Bruxelles
- Compagnie franche de Clémendot, formée le 28 août 1792 à Condé
  - Personnalités : Nicolas Simon Clémendot capitaine commandant la compagnie
  - En garnison à Mons
- Compagnie de chasseurs nationaux du district de Clermont également appelé Compagnie de chasseurs nationaux de l'Oise formée le 1er septembre 1792
  - Personnalités :
  - Armée de Belgique
- Compagnie franche de la Côte-d'Or également appelée compagnie des chasseurs de la Côte-d'Or, formée le 4 septembre 1792
  - Personnalités :
  - En garnison à Landrecies, Armée de Mayence, Siège de Mayence, Guerre de Vendée
- Compagnie de chasseurs de Coulommiers également appelée compagnie franche de Seine-et-Marne
  - En garnison à Lille, Armée du Nord
  - Personnalités :
  - Non amalgamé lors de la première réorganisation
    - Amalgamé lors de la deuxième réorganisation dans la 2e demi-brigade légère de deuxième formation
- Compagnie de chasseurs de Dubourg[121] également appelé 1re compagnie franche des chasseurs de Paris formée le 4 août 1792[122]
  - Armée de la Moselle
  - Personnalités : Jacques Dutruy alors capitaine-commandant de la compagnie.
- Compagnie franche de l'Égalité de Paris dite de l'Oratoire, formée le 4 septembre 1792[123]
  - Armée du Nord division de Miranda, Armée de Belgique, Siège de Lille, combat de Lapanpon Combat de Flers Combat de Termonde, Retraite de Wlodrops, Combat de L'Abeele
  - Personnalités :
  - Réuni au bataillon de chasseurs du Mont-Cassel le 19 fructidor an I (5 septembre 1793) la compagnie est ensuite amalgamée lors de la première réorganisation dans la 14e demi-brigade légère de première formation
    - Amalgamé lors de la deuxième réorganisation dans la 1re demi-brigade légère de deuxième formation
- Compagnie de chasseurs de l'Eure également appelé compagnie de chasseurs volontaires du district d'Evreux, formée le 30 août 1792
  - Personnalités :
  - Non amalgamé lors de la première réorganisation
    - Amalgamé lors de la deuxième réorganisation dans la 6e demi-brigade légère de deuxième formation
- Compagnie de grenadiers nationaux d'Eure-et-Loir
  - En garnison à Longwy
  - Personnalités :
- Compagnie de chasseurs volontaires du Finistère, formée le 17 août 1792
  - En garnison à Abbeville
  - Personnalités :
- Compagnie franche de Gachot 
  - En garnison à Longwy
  - Personnalités : François Louis Gachot capitaine commandant la compagnie
- Compagnie franche de Gaillard 
  - Armée de la Moselle
  - Personnalités :
- 1re compagnie de chasseurs de la Haute-Garonne, formée le 14 juillet 1792
  - Armée des Pyrénées
  - Personnalités :
- 2e compagnie de chasseurs de la Haute-Garonne, formée le 14 juillet 1792
  - Armée des Pyrénées
  - Personnalités :
- 1re compagnie de chasseurs nationaux à pied du Gers, formée le 7 juillet 1792
  - Armée des Pyrénées
  - Personnalités :
- 2e compagnie de chasseurs nationaux à pied du Gers, formée le 7 juillet 1792
  - Armée des Pyrénées
  - Personnalités :
- 1re compagnie de chasseurs volontaires de la Gironde
  - Armée des Alpes
  - Personnalités :
- 2e compagnie de chasseurs volontaires de la Gironde
  - Armée des Alpes
  - Personnalités :
- Compagnie de chasseurs de Golbéry
  - Armée des Ardennes
  - Personnalités :
- Compagnie des Flanqueurs d'Hasnon
  - En garnison à Condé
  - Personnalités :
- Compagnie franche de Haux
  - En garnison à Béthune
  - Personnalités :
- Compagnie de dragons de l'Hérault
  - Armée des Pyrénées
  - Personnalités :
- Compagnie franche d'Hesdin, formée le 3 novembre 1792
  - Personnalités :
- Compagnie franche d'Humbert, formée le 13 juillet 1792
  - Armée de la Moselle
  - Personnalités : François Louis Étienne d'Humbert capitaine commandant la compagnie
- Compagnie franche de La Rochelle, formée le 4 août 1792
  - Armée des Alpes
  - Personnalités :
- Compagnie de volontaires de Libourne
  - Armée des Alpes
  - Personnalités :
- 1re compagnie de chasseurs du Loiret, formée le 25 septembre 1792
  - En garnison à Ypres
  - Personnalités :
- Compagnie de chasseurs de Lorient
  - Armée de Belgique
  - Personnalités :
- 1re compagnie de chasseurs du Louvre, formée le 2 septembre 1792 à Paris
  - En garnison à Toul
  - Personnalités :
  - Réuni au 2e bataillon des corps francs le 22 ventôse an II (12 mars 1794) la compagnie est ensuite amalgamée lors de la première réorganisation dans la 19e demi-brigade légère bis de première formation[125]
    - Amalgamé lors de la deuxième réorganisation dans la 53e demi-brigade de deuxième formation
- 2e compagnie de chasseurs du Louvre, formée le 4 septembre 1792 à Paris
  - Armée des Pyrénées
  - Personnalités : Jacques François Bache alors capitaine commandant la compagnie
- 3e compagnie de chasseurs du Louvre, formée le 15 septembre 1792 à Paris
  - Armée de la Moselle
  - Personnalités :
  - Réuni au 2e bataillon des corps francs le 22 ventôse an II (12 mars 1794) la compagnie est ensuite amalgamée lors de la première réorganisation dans la 19e demi-brigade légère bis de première formation[125]
    - Amalgamé lors de la deuxième réorganisation dans la 53e demi-brigade de deuxième formation
- 4e compagnie de chasseurs du Louvre, formée le 16 octobre 1792 à Paris
  - Armée de la Moselle
  - Personnalités :
  - Réuni au 2e bataillon des corps francs le 22 ventôse an II (12 mars 1794) la compagnie est ensuite amalgamée lors de la première réorganisation dans la 19e demi-brigade légère bis de première formation[125]
    - Amalgamé lors de la deuxième réorganisation dans la 53e demi-brigade de deuxième formation
- Compagnie des chasseurs de Magnée
  - Armée de Belgique
  - Personnalités : Simon Joseph Magnée capitaine commandant la compagnie
- 4e compagnie franche de chasseurs nationaux du Mail, formée en 11 septembre 1792[127]
  - Armée du Rhin, en garnison à Molsheim, en garnison dans l'île de Dalhunden
  - Personnalités :
  - Réunie au 15e bataillon bis de chasseurs le 2 prairial an II (21 mai 1794) la compagnie est ensuite amalgamée lors de la première réorganisation dans la 15e demi-brigade légère bis de première formation
    - Amalgamé lors de la deuxième réorganisation dans la 3e demi-brigade légère de deuxième formation.
- Compagnie franche de Manosque
  - Armée des Alpes
  - Personnalités :
- 2e compagnie franche de chasseurs de la Meuse, formée le 2 septembre 1792
  - Armée des Ardennes
  - Personnalités :
- Compagnie franche de Milon, formée le 5 août 1792
  - Armée de la Moselle
  - Personnalités :
- Compagnie franche des chasseurs nationaux de Morlaix, formée le 21 août 1792
  - En garnison à Landrecies
  - Personnalités :
- 1re compagnie franche de la Moselle, formée le 29 juillet 1792
  - Armée de la Moselle
  - Personnalités : Paul Guillaume alors capitaine commandant de la compagnie
- 1re compagnie de volontaires nantais
  - En garnison à Anvers
  - Personnalités :
- 2e compagnie de volontaires nantais
  - En garnison à Anvers
  - Personnalités :
- 1re compagnie des chasseurs de l'Observatoire, formée le 27 août 1792 à Paris[128]
  - Armée de la Moselle
  - Personnalités :
- 2e compagnie des chasseurs de l'Observatoire, formée le 27 août 1792 à Paris[129]
  - En garnison à Cassel
  - Personnalités :
- Compagnie de chasseurs bons-tireurs de l'Oise[102], formée le 1er octobre 1792
  - Personnalités :
- Compagnie de chasseurs bons-tireurs de la Somme[102]
  - Personnalités :
- Compagnie franche de chasseurs d'Orange
  - En garnison à Rueil
  - Personnalités :
- 2e compagnie franche de la section du Panthéon-Français, formée des boursiers du Collège de l'Égalité (ci-devant Louis-le-Grand) formée le 30 juillet 1792[130]
  - Armée de Belgique, Bataille de Jemappes, Prise de Bruxelles, En garnison à Liège, Bataille d'Aldenhoven, Siège de Valenciennes
  - Personnalités :
  - Les derniers volontaires subsistant de la compagnie sont répartis dans différents corps.
- Compagnie franche du Pas-de-Calais, formée le 6 octobre 1792
  - Personnalités :
- Compagnie des Chasseurs des Pyrénées levés dans la section des Tuileries, formés en mai 1793[133]
  - Guerre de Vendée, Armée de l'Ouest, Bataille de Saumur
  - Personnalités :
  - La compagnie est réunie au 22e bataillon d'infanterie légère le 9 messidor an I (27 juin 1793) la compagnie est ensuite amalgamée lors de la première réorganisation dans la 22e demi-brigade légère de première formation
    - Amalgamé lors de la deuxième réorganisation dans la 5e demi-brigade légère de deuxième formation
- Compagnie de chasseurs volontaires nationaux des Hautes-Pyrénées
  - Armée des Pyrénées
  - Personnalités :
- Compagnie de chasseurs des Quatre-Nations de Paris, formée le 2 septembre 1792[131]
  - Armée de Belgique, Bataille de Jemappes
  - Personnalités : Luc Antoine Vincent alors capitaine commandant de la compagnie
- Compagnie de chasseurs nationaux volontaires du Bourg de Quissac
  - Armée des Alpes
  - Personnalités :
- Compagnie de chasseurs de Ransonnet
  - Armée des Ardennes
  - Personnalités : Jean-Pierre Ransonnet alors capitaine commandant de la compagnie
- Compagnie franche des chasseurs de Rennes également appelée compagnie des volontaires cavaliers de Rennes
  - Armée des Ardennes
  - Personnalités :
- 1re compagnie franche de Rethel, formée en septembre 1792
  - En garnison à Valenciennes
  - Personnalités :
- 1re compagnie franche de Rethel, formée le 17 septembre 1792
  - En garnison à Valenciennes
  - Personnalités :
- Compagnie franche de Saint-Maurice
  - Armée de la Moselle, Bataille de Pellingen
  - Personnalités :
- Compagnie de grenadiers volontaires de Saint-Quentin également appelée compagnie de chasseurs du Nord, formée le 1er septembre 1792
  - En garnison à Valenciennes
  - Personnalités :
- 2e compagnie de chasseurs nationaux des Sans-Culottes
  - Armée de la Moselle
  - Personnalités :
- Compagnie franche de cavalerie de la Sarthe, formée le 21 septembre 1792
  - Personnalités :
- Compagnie franche de Saulnier
  - Armée de la Moselle
  - Personnalités :
- Compagnie franche de Saulty
  - En garnison à Arras
  - Personnalités :
- Compagnie de volontaires de Sauve (Gers)
  - Armée des Pyrénées
  - Personnalités :
- 1re compagnie de chasseurs sedanais
  - En garnison à Philippeville
  - Personnalités :
- 2e compagnie de chasseurs sedanais
  - En garnison à Philippeville
  - Personnalités :
- 3e compagnie de chasseurs sedanais
  - En garnison à Philippeville
  - Personnalités :
- Compagnie franche des volontaires de Tourcoing, formée le 27 septembre 1792
  - En garnison à Tourcoing
  - Personnalités :
- Compagnie de chasseurs de Vandamme
  - En garnison à Anvers, armée du Nord puis amalgamée au bataillon des chasseurs du Mont-Cassel
  - Personnalités : Dominique René Vandamme alors capitaine commandant de la compagnie.
- 1re compagnie de chasseurs de Versailles également appelée 1re compagnie de chasseurs de Seine-et-Oise, formée le 3 septembre 1792
  - Armée des Ardennes
  - Personnalités :
- 2e compagnie de chasseurs de Versailles également appelée 2e compagnie de chasseurs de Seine-et-Oise, formée le 3 septembre 1792
  - Armée des Ardennes
  - Personnalités :
- Escadron franc formé à Arras formé le 31 octobre 1792
  - Amalgamé dans le 12e régiment de chasseurs à cheval
  - Personnalités : Pierre Wattier alors sous-lieutenant, Joachim Murat alors lieutenant
- Corps de piquiers formé à Lille
  - Personnalités :
- Chasseurs francs de Cassel, également appelés plus simplement Chasseurs de Cassel formés à Mayence, le 7 septembre 1793
  - Armée de Mayence, Siège de Mayence, Guerre de Vendée
  - Personnalités :
  - Non amalgamé lors de la première réorganisation
    - Amalgamé lors de la deuxième réorganisation dans la 24e demi-brigade légère de deuxième formation
- 1er bataillon des chasseurs réunis des divisions de l'Ouest, formé le 15 mars 1793
  - Personnalités :
  - Non amalgamé lors de la première réorganisation
    - Amalgamé lors de la deuxième réorganisation dans la 3e demi-brigade légère de deuxième formation
- 2e bataillon de chasseurs réunis des divisions de l'Ouest, formé le 15 mars 1793
  - Personnalités :
  - Non amalgamé lors de la première réorganisation
    - Amalgamé lors de la deuxième réorganisation dans la 6e demi-brigade légère de deuxième formation
- 1er bataillon de chasseurs éclaireurs sans-culottes des Pyrénées-Orientales
  - Personnalités :
  - Non amalgamé lors de la première réorganisation
    - Amalgamé lors de la deuxième réorganisation dans la 24e demi-brigade légère de deuxième formation
- 2e bataillon de chasseurs éclaireurs sans-culottes des Pyrénées-Orientales
  - Personnalités :
  - Non amalgamé lors de la première réorganisation
    - Amalgamé lors de la deuxième réorganisation dans la 24e demi-brigade légère de deuxième formation
- Compagnie des chasseurs du Midi formée à Paris, section du Temple formée le 18 février 1793[134]
  - Armée des Pyrénées Occidentales, Bataille de Perpignan, Combat de Corneilla
  - Personnalités : Hilaire Benoît Reynaud alors sergent-major
  - Réunie au 20e bataillon de chasseurs le 16 fructidor an I (2 septembre 1793) la compagnie est ensuite Amalgamé lors de la première réorganisation dans la 20e demi-brigade légère de première formation
    - Amalgamé lors de la deuxième réorganisation dans la 7e demi-brigade légère de deuxième formation
- 5e bataillon de chasseurs à pied de l'armée du Nord, formé le 20 août 1792
  - Personnalités :
  - Non amalgamé lors de la première réorganisation
    - Amalgamé lors de la deuxième réorganisation dans la 10e demi-brigade légère de deuxième formation
- 16e bataillon formé des compagnies sédanoises, formé le 22 mai 1793 à Sedan
  - Personnalités :
  - Non amalgamé lors de la première réorganisation
    - Amalgamé lors de la deuxième réorganisation dans la 16e demi-brigade légère de deuxième formation
- 17e bataillon de chasseurs également appelé chasseurs de la Haute-Garonne
  - Personnalités :
  - Non amalgamé lors de la première réorganisation
    - Amalgamé lors de la deuxième réorganisation dans la 13e demi-brigade légère de deuxième formation
- 1er bataillonde chasseurs de la Neste également appelé 1er bataillon de Miquelets de la Neste (Hautes-Pyrénées), formé le 4 brumaire an II
  - Personnalités :
  - Amalgamé lors de la première réorganisation dans la 22e demi-brigade légère de première formation
    - Amalgamé lors de la deuxième réorganisation dans la 5e demi-brigade légère de deuxième formation
- 2e bataillonde chasseurs de la Neste également appelé 2e bataillon de Miquelets de la Neste (Hautes-Pyrénées)
  - Personnalités :
- 3e bataillon de chasseurs de la Neste également appelé 1er bataillon de Miquelets de la Neste (Hautes-Pyrénées), formé le 22 septembre 1793
  - Personnalités :
  - Amalgamé lors de la première réorganisation dans la demi-brigade des Aurois
    - Amalgamé lors de la deuxième réorganisation dans la 7e demi-brigade légère de deuxième formation
- Bataillon des chasseurs Aurois, formé le 20 vendémiaire an II
  - Personnalités :
  - Non amalgamé lors de la première réorganisation
    - Amalgamé lors de la deuxième réorganisation dans la 7e demi-brigade légère de deuxième formation
- Bataillon de chasseurs Révolutionnaires, formé en août 1793
  - Personnalités :
  - Non amalgamé lors de la première réorganisation
    - Amalgamé lors de la deuxième réorganisation dans la 11e demi-brigade légère de deuxième formation
- 1er bataillon de chasseurs des Alpes également appelé 4e bataillon de volontaires des Hautes-Alpes 
  - Personnalités :
  - Amalgamé lors de la première réorganisation dans la 3e demi-brigade légère de première formation
    - Amalgamé lors de la deuxième réorganisation dans la 11e demi-brigade légère de deuxième formation
- 3e bataillon de chasseurs des montagnes
  - Personnalités :
  - Non amalgamé lors de la première réorganisation
    - Amalgamé lors de la deuxième réorganisation dans la 35e demi-brigade de deuxième formation
- 4e bataillon de chasseurs des montagnes
  - Personnalités :
  - Non amalgamé lors de la première réorganisation
    - Amalgamé lors de la deuxième réorganisation dans la 27e demi-brigade légère de deuxième formation
- Bataillon de Braconniers montagnards[Note 13]
  - Armée des Pyrénées orientales
  - Personnalités : Louis-Joseph Mejan
  - Amalgamé lors de la première réorganisation dans la 10e demi-brigade provisoire de première formation
    - Amalgamé lors de la deuxième réorganisation dans la 63e demi-brigade de deuxième formation
- Chasseurs de Muller, également appelé 1er bataillon franc de Muller ou bataillon franc de Muller (Bataillon Suisse)
  - Bataillon formé avec le 1er bataillon franc du Nord et 4 compagnies formées avec les Suisses des régiments licenciés. Armée du Nord
  - Personnalités : Jean Adam Schramm
  - Amalgamé lors de la première réorganisation dans la 21e demi-brigade légère de première formation
    - Amalgamé lors de la deuxième réorganisation dans la 2e demi-brigade légère de deuxième formation

#### Bataillons de Grenadiers Réunis
Les compagnies de grenadiers furent détachées au début de la campagne et réunies pour former des bataillons de grenadiers portant les nos 1, 2, 3, etc. de chacune des armées. Ces bataillons servaient à l'avant-garde.

#### Armée de la Belgique
Il existait 16 bataillons de grenadiers à l'armée de la Belgique : 
- 4 à la division Miranda, qui agissait pour l'armée du Nord
- 6 à l'armée de la Belgique proprement dite
- 2 à la réserve du général Harville
- 4 à l'avant-garde de l'armée des Ardennes

##### Bataillon de grenadiers volontaires de l'armée des Ardennes
Le bataillon de grenadiers volontaires de l'armée des Ardennes est formé de 18 compagnies des grenadiers 
- des 1er et 3e bataillons des Ardennes
- du 1er bataillon de la Creuse
- du 1er bataillon du Cher (François Maulmond alors lieutenant du bataillon de grenadiers)
- des 1er et 3e bataillons de la Meuse
- du 2e bataillon de Seine-et-Marne
- des 2e, 3e et 4e bataillons de la Moselle
- du 1er bataillon d'Eure-et-Loir
- du 1er bataillon de la Nièvre
- du 4e bataillon de la Haute-Marne
- de 4 bataillons provenant des fédérés de Reims
- de 1 compagnie de la Charente-Inférieure déjà rentrée à son bataillon

#### Bataillons francs
- 1er bataillon de l'Armée des Alpes, formé le 22 ventôse an II
  - Personnalités :
- 1er bataillon de l'armée de la Moselle, formé le 22 ventôse an II
  - Personnalités :
  - Non amalgamé lors de la première réorganisation
    - Amalgamé lors de la deuxième réorganisation dans la 10e demi-brigade légère de deuxième formation
- 2e bataillon de l'armée de la Moselle, formé le 22 ventôse an II
  - Personnalités :
  - Non amalgamé lors de la première réorganisation
    - Amalgamé lors de la deuxième réorganisation dans la 53e demi-brigade de deuxième formation
- 1er bataillon franc de la République, formé le 15 avril 1793
  - Soulèvement de Lyon, Insurrections fédéralistes, Siège de Lyon
  - Personnalités :
  - Non amalgamé lors de la première réorganisation
    - Amalgamé lors de la deuxième réorganisation dans la 12e demi-brigade légère de deuxième formation

#### Compagnies franches
- Compagnie franche des Antilles
  - Aux colonies
  - Personnalités :
  - Alors aux colonies la compagnie ne fut pas amalgamée lors de la première réorganisation
- Compagnie franche pour l'armée du Midi
  - Armée du Midi
  - Personnalités :

- Compagnie franche de la Liberté de Rosenthal
  - Cette compagnie est créée par décret du 12 septembre 1792 et se compose de 237 chasseurs à pied et de 75 chasseurs à cheval. Elle se compose de 3 divisions : « Fouilleurs », « Enfants perdus » et « gros de la troupe »[156],[157].
  - Personnalités :

### Bataillons de tirailleurs
- 1er bataillon de tirailleurs belges[158]
  - Composition : 1er bataillon de chasseurs de Gand, 2e régiment d'infanterie belge et légion liégeoise.
  - Formé le 5 pluviôse an II (24 janvier 1794), à Péronne, il quitte Saint-Quentin pour rejoindre Aire, et sert dans l'armée du Nord. Le 15 messidor an II (3 juillet 1794), il a un effectif de 848 hommes
  - Personnalités :
  - Incorporé dans la légion franche étrangère[159]
    - Amalgamé lors de la deuxième réorganisation dans la 8e demi-brigade légère de deuxième formation
- 2e bataillon de tirailleurs
  - Composition : 1er bataillon belge, 2e bataillon de chasseurs de Gand, chasseurs nationaux bataves, 3e bataillon liégeois, 4e bataillon de chasseurs belges
  - Armée du Nord
  - Personnalités : Louis Antoine Vast Vite Goguet alors chef de bataillon au 3e bataillon liégeois, Louis Joseph Vichery alors sergent au [1er bataillon belge puis sergent-major, sous-lieutenant et adjudant-major.
  - Non amalgamé lors de la première réorganisation
    - Amalgamé lors de la deuxième réorganisation dans la 13e demi-brigade légère de deuxième formation
- 3e bataillon de tirailleurs
  - Composition : 3e régiment d'infanterie belge devenu 28e bataillon d'infanterie légère belge de Namur, 4e bataillon de chasseurs belges d'Anvers, chasseurs de Seine-et-Oise.
  - Formé en mars 1794 à Péronne, il sert dans l'armée du Nord et dans l'armée de Sambre-et-Meuse[160].
  - Personnalités :
  - Amalgamé lors de la première réorganisation dans la demi-brigade de Tirailleurs
    - Amalgamé lors de la deuxième réorganisation dans la 15e demi-brigade légère de deuxième formation
- 4e bataillon de tirailleurs belges[161]
  - Composition : 15e bataillon de volontaires belges, 23e bataillon de volontaires belges, 24e bataillonde volontaires belges
  - Formé en novembre 1793 ou le 13 février 1794, à Péronne, il sert dans l'armée du Nord
  - Personnalités :
  - Amalgamé lors de la première réorganisation dans la demi-brigade de Tirailleurs
    - Amalgamé lors de la deuxième réorganisation dans la 15e demi-brigade légère de deuxième formation
- 5e bataillon de tirailleurs
  - Composition : 1er bataillon de Jemmapes, 2e bataillon de Jemmapes, 2e bataillon belge, chasseurs de Pauly.
  - Armée du Nord
  - Personnalités : Louis Joseph Vichery, lieutenant-colonel en second
  - Amalgamé lors de la première réorganisation dans la 14e demi-brigade légère de première formation
    - Amalgamé lors de la deuxième réorganisation dans la 1re demi-brigade légère de deuxième formation
- 1er bataillon de tirailleurs de la frontière des Alpes, formé le 30 floréal an I (19 mai 1793)
  - Personnalités :
  - Non amalgamé
    - Amalgamé lors de la deuxième réorganisation dans la 27e demi-brigade légère de deuxième formation
- 2e bataillon de tirailleurs de la frontière des Alpes, formé le  1er brumaire an II (22 octobre 1793)
  - Personnalités :
  - Amalgamé lors de la première réorganisation dans la 19e demi-brigade légère bis de première formation
    - Amalgamé lors de la deuxième réorganisation dans la 53e demi-brigade de deuxième formation
- 1er bataillon de tirailleurs également appelé Le Vengeur des Deux-Sèvres et Charente, bataillon de Sèvres et Charente ou plus simplement bataillon Le Vengeur, formé à Tours, le 12 floréal an I (1er mai 1793) avec quatre compagnies de réquisitionnaires du département des Deux-Sèvres et quatre compagnies de réquisitionnaires du département de la Charente[162].
  - Guerre de Vendée, Première bataille de Fontenay-le-Comte
  - Personnalités : René François Lecomte alors chef du bataillon

### Autres bataillons et bataillons divers
- 1er bataillon provisoire des Côtes-de-Brest
  - Personnalités :
  - Non amalgamé lors de la première réorganisation
    - Amalgamé lors de la deuxième réorganisation dans la 58e demi-brigade de deuxième formation
- 1er bataillon des Vengeurs levé dans le Midi, organisé le 27 fructidor an I (13 septembre 1793) avec la 13e compagnie franche des Chasseurs de la Haute-Garonne et la 2e compagnie du Lot[85]
  - Armée des Pyrénées, Combat du col de la Perche, Combat d'Olette, Bataille de Trouillas, Expédition de Camprodon, Combat d'Espolla
  - Amalgamé lors de la première réorganisation dans la 1re demi-brigade légère de première formation
    - Amalgamé lors de la deuxième réorganisation dans la 17e demi-brigade légère de deuxième formation

  - Personnalités :
- 1er bataillon formé de compagnies de chasseurs
- 2e bataillon formé de compagnies de chasseurs
- 1er bataillon des corps francs également appelé 20e bataillon de chasseurs
- 2e bataillon des corps francs formé le 22 ventôse an II (12 mars 1794) avec les 2e compagnie franche des Sans-Culottes de Paris, 1re compagnie franche de chasseurs du Louvre, 3e compagnie franche de chasseurs du Louvre, 4e compagnie franche de chasseurs du Louvre et 1re compagnie franche des chasseurs de l'Observatoire[125]
  - Personnalités :
  - amalgamée lors de la première réorganisation dans la 19e demi-brigade légère bis de première formation
    - Amalgamé lors de la deuxième réorganisation dans la 53e demi-brigade de deuxième formation
- 1er bataillon franc également appelé 21e bataillon de chasseurs
- Bataillon des chasseurs de Mont-Cassel, formé le 28 fructidor an I (14 septembre 1793) , chef de bataillon Dominique-Joseph René Vandamme[163]
  - Composition : 2e compagnie franche des chasseurs de l'Observatoire (Paris), de la compagnie franche des chasseurs de Vandamme, compagnie franche de l'Égalité dite Oratoire (Paris), compagnie franche des chasseurs de Solty ou Saultree (Arras)[164].
  - Armée du Nord
  - Personnalités : Dominique-Joseph René Vandamme alors chef de bataillon
  - Amalgamé lors de la première réorganisation dans la 14e demi-brigade légère de première formation
    - Amalgamé lors de la deuxième réorganisation dans la 1re demi-brigade légère de deuxième formation

## Bataillons des Côtes maritimes
Les bataillons des Côtes maritimes ont été formés à Grenoble de l'excédent du contingent des 300 000 hommes
Il y avait 7 bataillons des Côtes maritimes :
- 1er bataillon des Côtes maritimes, formé le 2 mai 1793
  - Armée des Pyrénées-Orientales
  - Personnalités :
  - Amalgamé lors de la première réorganisation dans la 13e demi-brigade provisoire de première formation
    - Amalgamé lors de la deuxième réorganisation dans la 51e demi-brigade de deuxième formation
- 2e bataillon des Côtes maritimes, formé le 27 mai 1793
  - Armée des Pyrénées-Orientales
  - Personnalités :
  - Amalgamé lors de la première réorganisation dans la 14e demi-brigade provisoire de première formation
    - Amalgamé lors de la deuxième réorganisation dans la 4e demi-brigade de deuxième formation
- 3e bataillon des Côtes maritimes, formé le 1er juin 1793
  - Armée des Pyrénées-Orientales
  - Personnalités :
  - Amalgamé lors de la première réorganisation dans la 13e demi-brigade provisoire de première formation
    - Amalgamé lors de la deuxième réorganisation dans la 51e demi-brigade de deuxième formation
- 4e bataillon des Côtes maritimes, formé le 4 juin 1793
  - Armée des Pyrénées-Orientales
  - Personnalités :
  - Amalgamé lors de la première réorganisation dans la 14e demi-brigade provisoire de première formation
    - Amalgamé lors de la deuxième réorganisation dans la 4e demi-brigade de deuxième formation
- 5e bataillon des Côtes maritimes, formé le 11 juin 1793
  - Armée des Alpes
  - Personnalités :
  - Amalgamé lors de la première réorganisation dans la 18e demi-brigade légère bis de première formation
    - Amalgamé lors de la deuxième réorganisation dans la 23e demi-brigade légère de deuxième formation
- 6e bataillon des Côtes maritimes, formé le 19 juin 1793
  - Armée des Pyrénées-Orientales
  - Personnalités :
  - Amalgamé lors de la première réorganisation dans la 13e demi-brigade provisoire de première formation
    - Amalgamé lors de la deuxième réorganisation dans la 51e demi-brigade de deuxième formation
- 7e bataillon des Côtes maritimes, formé le 22 juin 1793
  - Siège de Lyon, Armée de Toulon, Armée des Pyrénées-Orientales
  - Personnalités :
  - Amalgamé lors de la première réorganisation dans la 14e demi-brigade provisoire de première formation
    - Amalgamé lors de la deuxième réorganisation dans la 4e demi-brigade de deuxième formation

## Bataillons des fédérés nationaux
Les bataillons des fédérés nationaux ou bataillons de Gardes Nationales Fédérées appelés plus couramment bataillons de Fédérés, sont composés des Fédérés des départements venus à Paris pour la Fédération de 1792 et formés en vertu des lois des 2 et 11 juillet 1792. Ils sont au nombre de 18.
- Bataillon des Fédérés des 83 départements, formé le 15 juillet 1792
  - Armée de la Moselle
  - Personnalités :
  - Non amalgamé lors de la première réorganisation
    - Amalgamé lors de la deuxième réorganisation dans la 13e demi-brigade de deuxième formation
- 1er bataillon des fédérés nationaux, formé le 25 juillet 1792
  - Armée des Vosges, Armée de Mayence, Siège de Mayence, Guerre de Vendée
  - Personnalités :
  - Amalgamé lors de la première réorganisation dans la 203e demi-brigade de première formation
    - Amalgamé lors de la deuxième réorganisation dans la 100e demi-brigade de deuxième formation
- 2e bataillon des fédérés nationaux, formé le 25 juillet 1792
  - En garnison à Douai
  - Personnalités :
  - Non amalgamé lors de la première réorganisation
    - Amalgamé lors de la deuxième réorganisation dans la 13e demi-brigade légère de deuxième formation
- 3e bataillon des fédérés nationaux, formé le 26 juillet 1792
  - Armée du Nord, en garnison à Ostende
  - Personnalités :
  - Non amalgamé lors de la première réorganisation
    - Amalgamé lors de la deuxième réorganisation dans la 13e demi-brigade légère de deuxième formation
- 4e bataillon des fédérés nationaux, formé le 28 juillet 1792
  - Armée de Belgique, Armée du Nord
  - Personnalités :
  - Amalgamé lors de la première réorganisation dans la 176e demi-brigade de première formation
    - Amalgamé lors de la deuxième réorganisation dans les  20e demi-brigade de deuxième formation,  23e demi-brigade de deuxième formation  et 53e demi-brigade de deuxième formation
- 5e bataillon des fédérés nationaux, formé le 29 juillet 1792
  - En garnison à Valenciennes
  - Personnalités : Pierre Noël alors lieutenant-colonel en chef du bataillon
  - Non amalgamé lors de la première réorganisation
    - Amalgamé lors de la deuxième réorganisation dans la 76e demi-brigade de deuxième formation
- 6e bataillon des fédérés nationaux, formé le 29 juillet 1792
  - Armée du Nord, en garnison à Dunkerque, Siège de Lille
  - Personnalités :
  - Amalgamé lors de la première réorganisation dans la demi-brigade des Côtes-du-Nord
    - Amalgamé lors de la deuxième réorganisation dans la 60e demi-brigade de deuxième formation
- 7e bataillon des fédérés nationaux, formé le 29 juillet 1792
  - Armée de Belgique
  - Personnalités :
  - Non amalgamé lors de la première réorganisation
    - Amalgamé lors de la deuxième réorganisation dans la 41e demi-brigade de deuxième formation
- 8e bataillon des fédérés nationaux, formé le 31 juillet 1792
  - Armée du Nord, en garnison à Lille, Siège de Lille
  - Personnalités :
  - Amalgamé lors de la première réorganisation dans la 90e demi-brigade de première formation
    - Amalgamé lors de la deuxième réorganisation dans la 33e demi-brigade de deuxième formation
- 9e bataillon des fédérés nationaux, formé le 1er août 1792
  - Armée du Nord division de Miranda, Armée de Belgique, Bataille de Jemappes
  - Personnalités : Laurent de Gouvion-Saint-Cyr alors capitaine, Louis Antoine Vast Vite Goguet alors lieutenant-colonel en chef du bataillon
  - Amalgamé lors de la première réorganisation dans la 76e demi-brigade de première formation
    - Amalgamé lors de la deuxième réorganisation dans la 76e demi-brigade de deuxième formation
- 10e bataillon des fédérés nationaux, formé le 3 août 1792
  - En garnison à Bruxelles
  - Personnalités :
  - Amalgamé lors de la première réorganisation dans la 21e demi-brigade légère de première formation
    - Amalgamé lors de la deuxième réorganisation dans la 2e demi-brigade légère de deuxième formation
- 11e bataillon des fédérés nationaux, formé le 3 août 1792
  - Armée de Belgique, Armée du Nord
  - Personnalités :
  - Amalgamé lors de la première réorganisation dans la 27e demi-brigade de première formation
    - Amalgamé lors de la deuxième réorganisation dans la 23e demi-brigade de deuxième formation
- 12e bataillon des fédérés nationaux, formé le 3 août 1792
  - En garnison à Dunkerque
  - Personnalités :
  - Amalgamé lors de la première réorganisation dans la 209e demi-brigade bis de première formation
    - Amalgamé lors de la deuxième réorganisation dans la 97e demi-brigade de deuxième formation
- 13e bataillon des fédérés nationaux, formé le 3 août 1792
  - Armée du Nord, Armée de la Moselle
  - Personnalités :
  - Amalgamé lors de la première réorganisation dans la 71e demi-brigade de première formation
    - Amalgamé lors de la deuxième réorganisation dans la 92e demi-brigade de deuxième formation
- 14e bataillon des fédérés nationaux, formé le 3 août 1792
  - Armée du Nord, Siège de Lille, Armée des Ardennes
  - Personnalités :
  - Amalgamé lors de la première réorganisation dans la 29e demi-brigade de première formation
    - Amalgamé lors de la deuxième réorganisation dans la 14e demi-brigade de deuxième formation
- 15e bataillon des fédérés nationaux, formé le 6 août 1792
  - En garnison à Lille, Siège de Lille
  - Personnalités :
  - Non amalgamé lors de la première réorganisation
    - Amalgamé lors de la deuxième réorganisation dans la 20e demi-brigade de deuxième formation
- 16e bataillon des fédérés nationaux, formé le 10 août 1792
  - En garnison à Lille, Siège de Lille
  - Personnalités :
  - Non amalgamé lors de la première réorganisation
    - Amalgamé lors de la deuxième réorganisation dans la 7e demi-brigade de deuxième formation
- 17e bataillon des fédérés nationaux, formé le 28 août 1792
  - En garnison à La Bassée, Armée du Nord, Siège de Lille, Armée de Belgique, Bataille de Jemappes
  - Personnalités :
  - Amalgamé lors de la première réorganisation dans la 21e demi-brigade légère de première formation
    - Amalgamé lors de la deuxième réorganisation dans la 2e demi-brigade légère de deuxième formation

## Bataillons de la Formation d'Orléans
La formation d'Orléans est composée de volontaires appelés des Armées du Nord et des Ardennes pour aller combattre en Vendée. Il y avait 15 bataillons de la formation d'Orléans :
- 1er bataillon de la formation d'Orléans, formé le 17 mars 1793
  - Personnalités :
  - Amalgamé lors de la première réorganisation dans la 196e demi-brigade de première formation
    - Amalgamé lors de la deuxième réorganisation dans la 6e demi-brigade de deuxième formation
- 2e bataillon de la formation d'Orléans, formé le 19 mai 1793
  - Le 12e bataillon de volontaires de Seine-et-Oise est incorporé dans le bataillon. Guerre de Vendée, Armée des côtes de La Rochelle[65]
  - Personnalités :
  - Non amalgamé lors de la première réorganisation
    - Amalgamé lors de la deuxième réorganisation dans la 13e demi-brigade de deuxième formation
- 3e bataillon de la formation d'Orléans, formé le 28 mai 1793
  - Guerre de Vendée, Armée des côtes de La Rochelle[59],
  - Personnalités :
  - Non amalgamé lors de la première réorganisation
    - Amalgamé lors de la deuxième réorganisation dans la 13e demi-brigade légère de deuxième formation
- 4e bataillon de la formation d'Orléans
  - Guerre de Vendée, Armée des côtes de La Rochelle[65],
  - Personnalités :
  - Non amalgamé lors de la première réorganisation
    - Amalgamé lors de la deuxième réorganisation dans la 10e demi-brigade de deuxième formation
- 5e bataillon de la formation d'Orléans, formé le 20 mai 1793
  - Guerre de Vendée, Armée des côtes de La Rochelle[65]
  - Personnalités :
  - Amalgamé lors de la première réorganisation dans la 151e demi-brigade de première formation[166]
    - Amalgamé lors de la deuxième réorganisation dans la 6e demi-brigade légère de deuxième formation
- 6e bataillon de la formation d'Orléans, formé le 23 mai 1793
  - Armée du Nord, Guerre de Vendée, Armée des côtes de La Rochelle[59]
  - Personnalités : Jacques Mesnage alors chef du bataillon
  - Non amalgamé lors de la première réorganisation
    - Amalgamé lors de la deuxième réorganisation dans la 84e demi-brigade de deuxième formation
- 7e bataillon de la formation d'Orléans, formé le 28 mai 1793
  - Armée de l'Ouest, Guerre de Vendée, bataille de Chantonnay, Armée des côtes de La Rochelle[59]
  - Personnalités :
  - Amalgamé lors de la première réorganisation dans la 144e demi-brigade de première formation
    - Amalgamé lors de la deuxième réorganisation dans la 52e demi-brigade de deuxième formation
- 8e bataillon de la formation d'Orléans, formé le 26 mai 1793
  - Guerre de Vendée, Armée des côtes de La Rochelle[59]
  - Personnalités : Louis Harlet alors lieutenant puis capitaine
  - Amalgamé lors de la première réorganisation dans la 151e demi-brigade de première formation[166]
    - Amalgamé lors de la deuxième réorganisation dans la 64e demi-brigade de deuxième formation
- 9e bataillon de la formation d'Orléans, formé le 23 mai 1793
  - Armée de l'Ouest, Deuxième bataille de Châtillon, Guerre de Vendée, Armée des côtes de La Rochelle[59], Armée de la Moselle, Armée devant Mayence, Blocus de Mayence
  - Personnalités :
  - Amalgamé lors de la première réorganisation dans la 202e demi-brigade de première formation
    - Amalgamé lors de la deuxième réorganisation dans la 53e demi-brigade de deuxième formation
- 10e bataillon de la formation d'Orléans, formé le 24 mai 1793
  - Armée de l'Ouest, Guerre de Vendée, Armée des côtes de La Rochelle[59], bataille de Chantonnay
  - Personnalités : Maximin Legros alors lieutenant-colonel en chef du bataillon
  - Amalgamé lors de la première réorganisation dans la 144e demi-brigade de première formation
    - Amalgamé lors de la deuxième réorganisation dans la 52e demi-brigade de deuxième formation
- 11e bataillon de la formation d'Orléans
  - Guerre de Vendée, Bataille de La Garnache, Bataille de Bouin, Bataille de Noirmoutier, Armée des côtes de La Rochelle[59]
  - Personnalités :
  - Non amalgamé lors de la première réorganisation
    - Amalgamé lors de la deuxième réorganisation dans la 13e demi-brigade légère de deuxième formation
- 12e bataillon de la formation d'Orléans
  - Guerre de Vendée, Armée des côtes de La Rochelle[59]
  - Personnalités :
  - Non amalgamé lors de la première réorganisation
    - Amalgamé lors de la deuxième réorganisation dans la 86e demi-brigade de deuxième formation
- 13e bataillon de la formation d'Orléans
  - Guerre de Vendée, Armée des côtes de La Rochelle[59]
  - Personnalités :
  - Amalgamé lors de la première réorganisation dans la 6e demi-brigade de première formation
    - Amalgamé lors de la deuxième réorganisation dans la 6e demi-brigade de deuxième formation
- 14e bataillon de la formation d'Orléans
  - Guerre de Vendée, Armée des côtes de La Rochelle[59]
  - Personnalités :
  - Non amalgamé lors de la première réorganisation
    - Amalgamé lors de la deuxième réorganisation dans la 28e demi-brigade légère de deuxième formation
- 15e bataillon de la formation d'Orléans
  - Guerre de Vendée, Armée des côtes de La Rochelle[65]
  - Personnalités :
  - Non amalgamé lors de la première réorganisation
    - Amalgamé lors de la deuxième réorganisation dans la 64e demi-brigade de deuxième formation

## Bataillons de la Formation d'Angers
Il y avait ? bataillons de la formation d'Angers :
- 1er bataillon de la formation d'Angers 
  - Personnalités :
  - Amalgamé lors de la première réorganisation dans la 60e demi-brigade de première formation
    - Amalgamé lors de la deuxième réorganisation dans la 12e demi-brigade de deuxième formation
- 2e bataillon de la formation d'Angers[167]
  - Personnalités :
  - Amalgamé lors de la première réorganisation dans la 208e demi-brigade de première formationpremière formation
    - Amalgamé lors de la deuxième réorganisation dans la 56e demi-brigade de deuxième formation
- 3e bataillon de la formation d'Angers 
  - Personnalités :
  - Non amalgamé lors de la première réorganisation
    - Amalgamé lors de la deuxième réorganisation dans la 58e demi-brigade de deuxième formation
- 12e bataillon de la formation d'Angers 
  - Personnalités :
  - Amalgamé lors de la première réorganisation dans la 60e demi-brigade de première formationpremière formation
    - Amalgamé lors de la deuxième réorganisation dans la 12e demi-brigade de deuxième formation
- 15e bataillon de la Formation d'Angers[168]
  - Personnalités :

## Bataillons de la Montagne
Il y avait 7 bataillons de la Montagne, formés à Toulouse : Armée des Pyrénées orientales
- 1er bataillon de la Montagne 
  - Incorporé dans le 1er bataillon de volontaires du Cantal.
  - Personnalités :
  - Amalgamé lors de la première réorganisation dans la 8e demi-brigade légère de première formation
    - Amalgamé lors de la deuxième réorganisation dans la 4e demi-brigade légère de deuxième formation
- 2e bataillon de la Montagne 
  - Armée des Pyrénées orientales
  - Personnalités :
- 3e bataillon de la Montagne 
  - Armée des Pyrénées orientales
  - Personnalités :
- 4e bataillon de la Montagne 
  - Personnalités :
- 5e bataillon de la Montagne 
  - Personnalités :
- 6e bataillon de la Montagne 
  - Personnalités :
- 7e bataillon de la Montagne de Haute-Garonne 
  - Armée des Pyrénées orientales, le 8 février 1795 il est incorporé dans le 3e bataillon de volontaires de l'Ariège
  - Personnalités :
  - Amalgamé lors de la première réorganisation dans la 3e demi-brigade provisoire de première formation
    - Amalgamé lors de la deuxième réorganisation dans la 57e demi-brigade de deuxième formation

## Bataillons des Réserves également appelés bataillons de Soissons ou bataillons de volontaires nationaux
Les bataillons de volontaires des réserves également appelés bataillons des réserves, bataillons de Soissons ou encore bataillons de volontaires nationaux se composaient de 32 bataillons. Ils sont organisés en vertu de la loi du 22 juillet 92, titre III, article 4, qui prescrit la formation de 42 bataillons pour les corps de réserve, au moyen d'un appel de 33 600 hommes fait sur les 83 départements.
| Département         | Nb de compagnies à fournir | Département      | Nb de compagnies à fournir | Département         | Nb de compagnies à fournir |
| ------------------- | -------------------------- | ---------------- | -------------------------- | ------------------- | -------------------------- |
| Ain                 | 5                          | Gard             | 5                          | Nord                | 3                          |
| Aisne               | 3                          | Haute-Garonne    | 1                          | Oise                | 3                          |
| Allier              | 6                          | Gers             | 5                          | Orne                | 5                          |
| Basses-Alpes        | 3                          | Gironde          | 1                          | Pas-de-Calais       | 1                          |
| Hautes-Alpes        | 5                          | Hérault          | 6                          | Puy-de-Dôme         | 8                          |
| Ardèche             | 5                          | Ille-et-Vilaine  | 5                          | Basses-Pyrénées     | 3                          |
| Ardennes            | 1                          | Indre            | 5                          | Hautes-Pyrénées     | 3                          |
| Ariège              | 3                          | Indre-et-Loire   | 6                          | Pyrénées-Orientales | 3                          |
| Aube                | 6                          | Isère            | 1                          | Bas-Rhin            | 1                          |
| Aude                | 5                          | Jura             | 1                          | Haut-Rhin           | 1                          |
| Aveyron             | 5                          | Landes           | 4                          | Rhône-et-Loire      | 8                          |
| Bouches-du-Rhône    | 1                          | Loir-et-Cher     | 6                          | Haute-Saône         | 1                          |
| Calvados            | 3                          | Haute-Loire      | 4                          | Saône-et-Loire      | 5                          |
| Cantal              | 4                          | Loire-Inférieure | 6                          | Sarthe              | 6                          |
| Charente            | 5                          | Loiret           | 6                          | Seine–Paris         | 16                         |
| Charente-Inférieure | 5                          | Lot              | 5                          | Seine-Inférieure    | 5                          |
| Cher                | 6                          | Lot-et-Garonne   | 5                          | Seine-et-Marne      | 5                          |
| Corrèze             | 6                          | Lozère           | 4                          | Seine-et-Oise       | 1                          |
| Corse               | 1                          | Manche           | 6                          | Deux-Sèvres         | 6                          |
| Côte-d'Or           | 5                          | Marne            | 1                          | Somme               | 1                          |
| Côtes-du-Nord       | 1                          | Haute-Marne      | 6                          | Tarn                | 5                          |
| Creuse              | 6                          | Mayenne          | 5                          | Var                 | 3                          |
| Dordogne            | 5                          | Mayenne-et-Loire | 6                          | Vendée              | 6                          |
| Doubs               | 5                          | Meurthe          | 1                          | Vienne              | 6                          |
| Drôme               | 1                          | Meuse            | 1                          | Haute-Vienne        | 4                          |
| Eure                | 5                          | Morbihan         | 4                          | Vosges              | 1                          |
| Eure-et-Loir        | 6                          | Moselle          | 1                          | Yonne               | 3                          |
| Finistère           | 3                          | Nièvre           | 6                          |                     |                            |

- 1er bataillon de volontaires des réserves également appelé 1er bataillon de volontaires de Soissons, formé le 27 août 1792
  - En garnison à Mons
  - Personnalités :
  - Non amalgamé lors de la première réorganisation
    - Amalgamé lors de la deuxième réorganisation dans la 64e demi-brigade de deuxième formation
- 2e bataillon de volontaires des réserves également appelé 2e bataillon de volontaires de Soissons, formé le 30 août 1792
  - En garnison à Valenciennes
  - Personnalités :
  - Non amalgamé lors de la première réorganisation
    - Amalgamé lors de la deuxième réorganisation dans la 55e demi-brigade de deuxième formation
- 3e bataillon de volontaires des réserves également appelé 3e bataillon de volontaires de Soissons, formé le 1er septembre 1792
  - Armée du Nord, en garnison à Arras
  - Amalgamé lors de la première réorganisation dans la 183e demi-brigade de première formation
    - Amalgamé lors de la deuxième réorganisation dans la 28e demi-brigade de deuxième formation
- 4e bataillon de volontaires des réserves également appelé 4e bataillon de volontaires de Soissons, ainsi que 11e bataillon de la Charente formé le 6 septembre 1792
  - Armée du Nord, en garnison à Douai, armée de Hollande
  - Personnalités : Jean-Baptiste Huché alors lieutenant-colonel en chef du bataillon, Henri Simon lieutenant-colonel en second du bataillon, Pierre Dereix alors capitaine
  - Non amalgamé lors de la première réorganisation
    - Amalgamé lors de la deuxième réorganisation dans la 60e demi-brigade de deuxième formation
- 5e bataillon de volontaires des réserves également appelé 5e bataillon de volontaires de Soissons, ainsi que 2e bataillon de la Nièvre
  - En garnison à Bruges, Armée du Nord
  - Personnalités :
  - Amalgamé lors de la première réorganisation dans la 33e demi-brigade de première formation
    - Amalgamé lors de la deuxième réorganisation dans la 17e demi-brigade de deuxième formation
- 6e bataillon de volontaires des réserves également appelé 6e bataillon de volontaires de Soissons, formé le 8 septembre 1792
  - Armée de Belgique
  - Personnalités :
  - Non amalgamé lors de la première réorganisation
    - Amalgamé lors de la deuxième réorganisation dans la 28e demi-brigade de deuxième formation
- 7e bataillon de volontaires des réserves également appelé 7e bataillon de volontaires de Soissons, ainsi que 3e bataillon de la Charente
  - Armée de Belgique
  - Personnalités :
  - Non amalgamé lors de la première réorganisation
    - Amalgamé lors de la deuxième réorganisation dans la 70e demi-brigade de deuxième formation
- 8e bataillon de volontaires des réserves également appelé 8e bataillon de volontaires de Soissons, formé en septembre 1792
  - Armée du Nord, en garnison à Bruges
  - Personnalités : Étienne Alexandre Bardin alors adjudant-major
  - Non amalgamé lors de la première réorganisation
    - Amalgamé lors de la deuxième réorganisation dans la 8e demi-brigade légère de deuxième formation
- 9e bataillon de volontaires des réserves également appelé 9e bataillon de volontaires de Soissons, formé le 12 septembre 1792
  - Armée de Belgique
  - Personnalités :
  - Non amalgamé lors de la première réorganisation
    - Amalgamé lors de la deuxième réorganisation dans la 28e demi-brigade de deuxième formation
- 10e bataillon de volontaires des réserves également appelé 10e bataillon de volontaires de Soissons, formé le 13 septembre 1792
  - Armée du Nord, en garnison à Aire
  - Personnalités :
  - Amalgamé lors de la première réorganisation dans la 24e demi-brigade de première formation
    - Amalgamé lors de la deuxième réorganisation dans la 61e demi-brigade de deuxième formation
- 11e bataillon de volontaires des réserves également appelé 11e bataillon de volontaires de Soissons, ainsi que 4e bataillon de la Charente
  - Armée du Nord
  - Personnalités :
  - Amalgamé lors de la première réorganisation dans la 197e demi-brigade bis de première formation également appelée demi-brigade des Lombards
    - Amalgamé lors de la deuxième réorganisation dans la 61e demi-brigade de deuxième formation
- 12e bataillon de volontaires des réserves également appelé 12e bataillon de volontaires de Soissons, ainsi que 5e bataillon de Rhône-et-Loire
  - Personnalités :
  - Amalgamé lors de la première réorganisation dans la 44e demi-brigade de première formation
    - Amalgamé lors de la deuxième réorganisation dans la 22e demi-brigade de deuxième formation
- 13e bataillon de volontaires des réserves également appelé 13e bataillon de volontaires de Soissons, formé le 15 septembre 1792
  - Armée du Nord, en garnison à Maubeuge
  - Personnalités :
  - Amalgamé lors de la première réorganisation dans la 68e demi-brigade de première formation
    - Amalgamé lors de la deuxième réorganisation dans la 15e demi-brigade de deuxième formation
- 14e bataillon de volontaires des réserves également appelé 14e bataillon de volontaires de Soissons, ainsi que 14e bataillon de la Charente
  - En garnison à Gravelines, Armée du Nord, Guerre de Vendée, Armée des côtes de La Rochelle[59]
  - Personnalités :
  - Non amalgamé lors de la première réorganisation
    - Amalgamé lors de la deuxième réorganisation dans la 64e demi-brigade de deuxième formation
- 15e bataillon de volontaires des réserves également appelé 15e bataillon de volontaires de Soissons, formé le 17 septembre 1792
  - Armée du Nord, en garnison à Douai
  - Personnalités : Pierre Jean François Vrigny alors capitaine
  - Amalgamé lors de la première réorganisation dans la 163e demi-brigade de première formation
    - Amalgamé lors de la deuxième réorganisation dans la 36e demi-brigade de deuxième formation
- 16e bataillon de volontaires des réserves également appelé 16e bataillon de volontaires de Soissons, formé le 14 septembre 1792
  - Armée du Nord, en garnison à Condé
  - Personnalités :
  - Amalgamé lors de la première réorganisation dans la 197e demi-brigade bis de première formation également appelée demi-brigade des Lombards
    - Amalgamé lors de la deuxième réorganisation dans la 72e demi-brigade de deuxième formation
- 17e bataillon de volontaires des réserves également appelé 17e bataillon de volontaires de Soissons, formé en septembre 1792
  - En garnison à Valenciennes
  - Personnalités : François-Ganivet Desgraviers-Berthelot alors lieutenant-colonel en chef du bataillon.
  - Amalgamé lors de la première réorganisation dans la 131e demi-brigade de première formation
    - Amalgamé lors de la deuxième réorganisation dans la 1re demi-brigade de deuxième formation
- 18e bataillon de volontaires des réserves également appelé 18e bataillon de volontaires de Soissons, ainsi que 5e bataillon de la Côte-d'Or
  - En garnison à Saint-Omer, Armée du Nord
  - Personnalités :
  - Amalgamé lors de la première réorganisation dans la 3e demi-brigade de première formation
    - Amalgamé lors de la deuxième réorganisation dans la 8e demi-brigade de deuxième formation
- 19e bataillon de volontaires des réserves également appelé 19e bataillon de volontaires de Soissons, ainsi que 5e bataillon de la Charenteformé le 18 septembre 1792
  - En garnison à Mons
  - Personnalités :
  - Non amalgamé lors de la première réorganisation
    - Amalgamé lors de la deuxième réorganisation dans la 13e demi-brigade de deuxième formation
- 20e bataillon de volontaires des réserves également appelé 20e bataillon de volontaires de Soissons, ainsi que 3e bataillon du Lot
  - En garnison à Louvain, Armée du Nord
  - Personnalités :
  - Amalgamé lors de la première réorganisation dans la 43e demi-brigade de première formation
    - Amalgamé lors de la deuxième réorganisation dans la 54e demi-brigade de deuxième formation
- 21e bataillon de volontaires des réserves également appelé 21e bataillon de volontaires de Soissons, considéré comme 7e bataillon de l'Ain formé le 21 septembre 1792
  - Armée du Nord, en garnison à Mons
  - Personnalités :
  - Amalgamé lors de la première réorganisation dans la demi-brigade de l'Yonne
    - Amalgamé lors de la deuxième réorganisation dans la 67e demi-brigade de deuxième formation
- 22e bataillon de volontaires des réserves également appelé 22e bataillon de volontaires de Soissons, ainsi que 2e bataillon des Deux-Sèvres
  - En garnison à Condé
  - Personnalités :
  - Amalgamé lors de la première réorganisation dans la 112e demi-brigade de première formation
    - Amalgamé lors de la deuxième réorganisation dans la 88e demi-brigade de deuxième formation
- 23e bataillon de volontaires des réserves également appelé 23e bataillon de volontaires de Soissons, formé le 1er octobre 1792
  - Armée du Nord, en garnison à Ypres
  - Personnalités : Jean-Pierre Dellard alors fourrier
  - Amalgamé lors de la première réorganisation dans la 163e demi-brigade de première formation
    - Amalgamé lors de la deuxième réorganisation dans la 36e demi-brigade de deuxième formation
- 24e bataillon de volontaires des réserves également appelé 24e bataillon de volontaires de Soissons, ainsi que 3e bataillon de Lot-et-Garonne
  - En garnison à Doullens, Guerre de Vendée[90]
  - Personnalités :
  - Non amalgamé lors de la première réorganisation
    - Amalgamé lors de la deuxième réorganisation dans la 30e demi-brigade légère de deuxième formation
- 25e bataillon de volontaires des réserves également appelé 25e bataillon de volontaires de Soissons, formé le 4 octobre 1792
  - En garnison à Mons
  - Personnalités :
  - Non amalgamé lors de la première réorganisation
    - Amalgamé lors de la deuxième réorganisation dans la 68e demi-brigade de deuxième formation
- 26e bataillon de volontaires des réserves également appelé 26e bataillon de volontaires de Soissons, ainsi que 4e bataillon de l'Eure
  - Armée du Rhin
  - Personnalités :
  - Amalgamé lors de la première réorganisation dans la 41e demi-brigade de première formation
    - Amalgamé lors de la deuxième réorganisation dans la 93e demi-brigade de deuxième formation
- 27e bataillon de volontaires des réserves également appelé 27e bataillon de volontaires de Soissons, ainsi que 2e bataillon de la Mayenne
  - Armée du Nord, en garnison à Mons
  - Personnalités :
  - Amalgamé lors de la première réorganisation dans la 184e demi-brigade de première formation
    - Amalgamé lors de la deuxième réorganisation dans la 40e demi-brigade de deuxième formation
- 28e bataillon de volontaires des réserves également appelé 28e bataillon de volontaires de Soissons, ainsi que 4e bataillon de l'Yonne
  - Armée du Nord, en garnison à Mons.
  - Personnalités : Pierre Joseph Habert alors capitaine puis lieutenant-colonel en second du bataillon.
  - Amalgamé lors de la première réorganisation dans la 107e demi-brigade de première formation
    - Amalgamé lors de la deuxième réorganisation dans la 46e demi-brigade de deuxième formation
- 29e bataillon de volontaires des réserves également appelé 29e bataillon de volontaires de Soissons, ainsi que 2e bataillon de la Corrèze
  - Armée du Nord, Bataille de Jemmapes, Armée de Belgique
  - Personnalités : Joseph Souham en tant que chef de bataillon
  - Amalgamé lors de la première réorganisation dans la 44e demi-brigade de première formation
    - Amalgamé lors de la deuxième réorganisation dans la 22e demi-brigade de deuxième formation
- 30e bataillon de volontaires des réserves également appelé 30e bataillon de volontaires de Soissons, ainsi que 3e bataillon de l'Eure
  - En garnison à Ypres, Armée du Nord
  - Personnalités : Louis Marie Turreau de Garambouville, baron de Linières alors lieutenant-colonel en chef du bataillon
  - Amalgamé lors de la première réorganisation dans la 128e demi-brigade de première formation
    - Amalgamé lors de la deuxième réorganisation dans la 7e demi-brigade de deuxième formation
- 31e bataillon de volontaires des réserves également appelé 31e bataillon de volontaires de Soissons, formé le 28 octobre 1792
  - En garnison à Tournai
  - Personnalités :
  - Non amalgamé lors de la première réorganisation
    - Amalgamé lors de la deuxième réorganisation dans la 28e demi-brigade légère de deuxième formation

## Légions des Armées
La loi du 31 mai 1792 ordonne que, par les soins de Luckner, La Fayette et Kellermann, il sera levé 3 légions, chacune de 26 compagnies, dont 18 d'infanterie formant 2 bataillons, et 8 de cavalerie formant 2 escadrons. L'état-major est composé de 3 lieutenants-colonels, dont 1 de cavalerie, 1 quartier-maitre-trésorier, 1 chirurgien-major, 3 adjudants dont 1 de cavalerie, 1 tambour-maitre, 1 maitre-sellier, 1 maitre-bottier-cordonnier, 1 maitre-tailleur, 1 maitre-armurier.

### Légion de la Moselle
- Légion de la Moselle ci-devant légion de Kellermann, créée le 28 mai 1792, composée 2 bataillons d'infanterie, 1 escadron de hussards et 1 escadron de chasseurs à cheval
  - Les hussards de Saxe et le régiment de cavalerie Royal-Allemand en ont formé le noyau. La Légion de Kellermann créée le 28 mai 1792 prend le nom de Légion de la Moselle le 22 avril 1793. Une partie de la cavalerie de la légion de la Moselle sera versée dans le 7e régiment de hussards, une partie dans le 20e régiment de chasseurs à cheval, une partie qui était à l'armée des Ardennes forme les deux premiers escadrons du 13e régiment bis de chasseurs à cheval.
  - Personnalités : François Nicolas de Salomon alors lieutenant-colonel
  - Lors de la première réorganisation le 1er bataillon est Amalgamé dans la 10e demi-brigade légère de première formation
    - Lors de la deuxième réorganisation le 1er bataillon est amalgamé, dans la 20e demi-brigade légère de deuxième formation

  - Lors de la première réorganisation le 2e bataillon est Amalgamé dans la 8e demi-brigade légère de première formation
    - Lors de la deuxième réorganisation le 2e bataillon est amalgamé, dans la 4e demi-brigade légère de deuxième formation

### Légion du Nord
- Légion du Nord, ci-devant légion de La Fayette composée 2 bataillons d'infanterie, 2 escadrons de chasseurs à cheval et d'artillerie légère 
  - La Légion de La Fayette est créée le 28 mai 1792 avant de prendre le nom de Légion du Nord. Armée du Nord, Armée des Ardennes, Guerre de Vendée, Armée des côtes de La Rochelle[59]
  - Personnalités : Dominique Joba alors capitaine d'infanterie, François Félix Vignes alors sous-lieutenant d'infanterie, Pierre Poinsot de Chansac alors capitaine des chasseurs à cheval, Cyrille Simon Picquet alors capitaine des chasseurs à cheval,
  - Lors de la première réorganisation les 2 bataillons sont amalgamés dans la 19e demi-brigade légère bis de première formation
    - Lors de la deuxième réorganisation les 2 bataillons sont amalgamés 53e demi-brigade de deuxième formation
- Cavalerie de la Légion du Nord
  - Armée de l'Ouest
  - Personnalités :
  - Forme, lors de la première réorganisation, avec une partie de la cavalerie des volontaires d'Angers et de la légion des Francs le 19e régiment de dragons.
    - Lors de la seconde réorganisation, le 19e régiment de dragons garde son nom et son rang obtenu lors de la première réorganisation.

Il convient de ne pas la confondre avec une légion polonaise du même nom, créée sous commandement français en 1806.

### Légion du Centre
- Légion du Centre ci-devant légion de Luckner créée le 28 mai 1792
  - Par suite du décret du 20 août 1791 qui licencie les troupes suisses, une partie du régiment de Castellas s'engage dans la légion de Luckner[172],[173].
  - Personnalités : Michel François de Sistrières alors lieutenant-colonel, Pierre Barbier alors capitaine, Antoine Chapt de Rastignac alors lieutenant, Jean Simon Pierre Pinon alors capitaine de cavalerie, Jean Augustin Carrié de Boissy alors sous-lieutenant de cavalerie
  - Amalgamé lors de la première réorganisation dans la 10e demi-brigade légère de première formation
    - Amalgamé lors de la deuxième réorganisation dans la 20e demi-brigade légère de deuxième formation

### Légion des Alpes
- Légion des Alpes ci-devant légion du Midi également appelée légion de Montesquiou
  - Créée par la loi du 21 juillet 1792, elle comprend 18 compagnies d'infanterie comme les autres légion, mais seulement 4 compagnies de cavalerie
  - Personnalités : Alexandre de Châteauneuf-Randon alors colonel, Thomas Chegaray de Sandos alors lieutenant-colonel
  - Lors de la première réorganisation le 1er bataillon de la légion des Alpes est amalgamé dans la 17e demi-brigade légère bis de première formation
    - Amalgamé lors de la deuxième réorganisation dans la 26e demi-brigade légère de deuxième formation

  - Lors de la première réorganisation le 2e bataillon de la légion des Alpes amalgamé dans la 18e demi-brigade légère bis de première formation
    - Amalgamé lors de la deuxième réorganisation dans la 23e demi-brigade légère de deuxième formation

### Légion des Ardennes
Créée par ordre du général Dumouriez et formée de compagnies franches, l’organisation de la légion ayant été confirmée par une loi du 10 décembre 1792. Elle comprend le 1er bataillon de chasseurs des Ardennes, le 2e bataillon de chasseurs des Ardennes et l'escadron de hussards des Ardennes.
- Légion des Ardennes 
  - Armée de Belgique
  - Personnalités : Pierre Margaron alors lieutenant-colonel du 1er bataillon de chasseurs
  - Lors de la première réorganisation le1er bataillon à pied de la légion des Ardennes également appelé 11e bataillon bis de chasseurs est amalgamé dans la 23e demi-brigade légère de première formation
    - Amalgamé lors de la deuxième réorganisation dans la 16e demi-brigade légère de deuxième formation

  - Le 2e bataillon à pied de la légion des Ardennes n'est pas amalgamé lors de la première réorganisation
    - Amalgamé lors de la deuxième réorganisation dans la 30e demi-brigade légère de deuxième formation
- Bataillon à cheval de la Légion des Ardennes 
  - Armée du Nord. C'était un bataillon de hussards qui deviendra en septembre 1793 le 23e régiment de chasseurs à cheval.
  - Personnalités : Antoine Louis Decrest de Saint-Germain lieutenant-colonel en chef du bataillon, Marie Adrien François Guiton alors capitaine
  - Amalgamé lors de la première réorganisation dans le 23e régiment de chasseurs à cheval
    - Lors de la seconde réorganisation, le 23e régiment de chasseurs à cheval garde son nom et son rang obtenu lors de la première réorganisation.

## Légions diverses
- Légion batave également appelée légion franche étrangère batave formée à Dunkerque le 1er août 1792, principalement de Hollandais[Note 15],[174],
  - Armée de Belgique
  - Personnalités : Herman Willem Daendels alors lieutenant-colonel
  - Amalgamé lors de la première réorganisation dans la 30e demi-brigade légère de première formation et pour la cavalerie dans le 13e régiment de chasseurs à cheval
    - Amalgamé lors de la deuxième réorganisation dans la 8e demi-brigade légère de deuxième formation
- Légion de Biron[175]
  - Rattachée à l'armée du Rhin puis à l'armée des Alpes, cette légion est formée de compagnies de chasseurs levées en Alsace par le général Biron en vertu de la loi, et réunies par lui sous ce titre. La composition du corps devenu « chasseurs du Rhin », n'a pas été retrouvée.
  - Personnalités :
  - 16e demi-brigade légère bis de première formation
    - 26e demi-brigade légère de deuxième formation
- Légion des Francs, dite Légion des Francs à pied, formée à Mayence
  - Armée de Mayence, Siège de Mayence, Guerre de Vendée, Bataille de Savenay, Bataille de Port-Saint-Père
  - Personnalités : Jean Fortuné Boüin de Marigny
  - Non amalgamé lors de la première réorganisation
    - Amalgamé lors de la deuxième réorganisation dans la 24e demi-brigade légère de deuxième formation
- Cavalerie de la Légion des Francs, également appelée Légion des Francs à cheval 
  - Armée de Mayence, Siège de Mayence, Guerre de Vendée, Armée de l'Ouest
  - Personnalités :
  - Forme, lors de la première réorganisation, avec une partie de la cavalerie des volontaires d'Angers et de la légion du Nord le 19e régiment de dragons.
    - Lors de la seconde réorganisation, le 19e régiment de dragons garde son nom et son rang obtenu lors de la première réorganisation.
- 1re légion des Francs de l'Ouest dite Légion Noire[176]
  - Armée du Rhin, bataille de Neuwied
  - Personnalités :
  - Non amalgamé lors de la première réorganisation
    - 14e demi-brigade légère de deuxième formation
- 2e légion des Francs dite Légion Rouge
  - Personnalités :
- Légion de Gendarmerie
  - Personnalités :
- Légion des Montagnes ou Miquelets devenue demi-brigade de chasseurs des Montagnes
  - Personnalités :
  - Non amalgamé lors de la première réorganisation
    - Amalgamé lors de la deuxième réorganisation dans la 24e demi-brigade légère de deuxième formation
- Cavalerie de la Légion des Montagnes ou légion des Sociétés populaires
  - Armée d'Italie
  - Personnalités :
  - Amalgamé lors de la première réorganisation dans le 25e régiment de chasseurs à cheval
    - Lors de la seconde réorganisation, le 25e régiment de chasseurs à cheval garde son nom et son rang obtenu lors de la première réorganisation.
- Légion nantaise
  - Personnalités :
  - Non amalgamé lors de la première réorganisation
    - Amalgamé lors de la deuxième réorganisation dans la 24e demi-brigade légère de deuxième formation
- Légion de Neustrie
  - Personnalités :
- 1re légion de Police
  - Personnalités :
- 2e légion de Police
  - Personnalités :
- Cavalerie de la Légion de Police
  - Armée du Nord
  - Personnalités :
  - Forme, lors de la première réorganisation, avec les dragons de la Manche le 21e régiment de dragons.
    - Lors de la seconde réorganisation, le 19e régiment de dragons garde son nom et son rang obtenu lors de la première réorganisation.
- Légion de Rosenthal également appelée Légion germanique ou 22e bataillon de chasseurs[177]
  - Guerre de Vendée, Armée des côtes de La Rochelle[59]
  - Personnalités :
  - Amalgamé lors de la première réorganisation dans la 22e demi-brigade légère de première formation
    - Amalgamé lors de la deuxième réorganisation dans la 5e demi-brigade légère de deuxième formation
- Légion Vaudoise
  - Personnalités :
- Légion de Valence
  - Rattachée à l'armée des Ardennes, la légion de Valence est constituée d'une seule compagnie organisée et constituant le dépôt du corps.
  - Personnalités :

### Légion des Allobroges
La loi relative à la formation de la Légion des Allobroges, du 13 août 1792, dit qu'il ne peut y être admis que des Allobroges. ette légion pourra être formée de 14 compagnies d'infanterie légère, de 120 hommes chacune, officiers compris; 7 compagnies sont armées de carabines, les 7 autres de fusils à baïonnettes; plus 3 compagnies de dragons légers, de 100 hommes chacune, avec les officiers, faisant le service à pied et à cheval et enfin, d'une compagnie d'artillerie légère, de 160 hommes, officiers compris.

État-major : 1 colonel-commandant, 2 lieutenants-colonels, 1 quartier-maître-trésorier, de 3 adjudants-majors, de 3 adjudants particuliers, 1 chirurgien major, 1 aide chirurgien, 1 tambour-maître, 1 maître maréchal, 1 maître sellier, 1 maître tailleur et 1 maître bottier-cordonnier, soit au total 2 157 hommes.

Il y a 4 pièces de canon attachée à cette légion; elles sont montées sur des affuts en traineaux, tel que cela se pratique en Corse, en temps de guerre. 

La légion était encore en formation au 1er décembre 1792. La moitié des places d'officiers étaient à l'élection, et il n'y fut procédé que les 5 et 6 décembre; les autres vacances furent comblées par le conseil d'administration le 8 décembre.
- Légion des Allobroges, 2 bataillons formés à Grenoble le 13 août 1792[178],[179]
  - Armée des Pyrénées orientales, Combat d'Oms, 2e bataille du Boulou[180]. Le 22 juillet 1794 le 6e bataillon de volontaires de l'Ariège est incorporé, à Perpignan, dans la Légion.
  - Personnalités : Joseph Marie Dessaix alors lieutenant-colonel, François Amédée Doppet alors lieutenant-colonel, Pierre Louis Dupas alors capitaine des carabiniers, Jean Mathieu Seras alors capitaine des carabiniers, Louis Pierre Aimé Chastel alors capitaine des carabiniers, François Louis Forestier alors lieutenant des chasseurs à pied, Antoine Arnaud alors sous-lieutenant des chasseurs à pied, Jean-Louis Richter alors capitaine des dragons légers, Louis Pierre Aimé Chastel alors lieutenant des dragons légers.
  - Lors de la première réorganisation les 2 bataillons sont amalgamés dans la 4e demi-brigade légère bis de première formation
    - 27e demi-brigade légère de deuxième formation

### Légion Franche Étrangère
La légion Franche Étrangère est établie par la loi du 1er août 1792 et composée de 4 escadrons de chasseurs (à cheval), de 2 compagnies chacune de 62 hommes; plus 4 bataillons d'infanterie, de 4 compagnies de 100 hommes, officiers compris, et 1 bataillon de chasseurs (à pied); de 2 compagnies d'artillerie, chacune de 100 hommes, et d'une compagnie de 50 ouvriers avec 3 officiers et 4 piqueurs; total 2 800, état-major compris, lequel est composé de : 1 chef de légion, 1 membre du conseil d'administration, 1 lieutenant-colonel commandant de la cavalerie, 4 lieutenants-colonels commandant les bataillons d'infanterie, 1 lieutenant-colonel commandant des chasseurs, 1 adjudant-général, 1 quartier-maître général, 1 lieutenant-colonel en second de la cavalerie, 4 lieutenants-colonels en second d'infanterie, 1 lieutenant-colonel en second des chasseurs, 1 médecin-chirurgien en chef, 1 adjudant de cavalerie, 4 adjudants d'infanterie, 1 adjudant de chasseurs et d'artillerie, 7 quartiers-maîtres trésoriers, 7 premiers chirurgiens, 2 aumôniers (1 catholique, 1 protestant), 12 musiciens, dont 1 cor de chasse-major de la cavalerie, 1 maréchal expert, 1 sellier, 2 maréchaux, 2 armuriers, 1 charpentier, 1 maître bottier, 1 boucher.
- Légion Franche Étrangère, 5 bataillons d'infanterie, 4 escadrons de cavalerie et 2 compagnies d'artillerie
  - Personnalités : Herman Willem Daendels alors lieutenant-colonel commandant le 4e bataillon d'infanterie, Justin Théodore Coucourt alors quartier-maitre-trésorier d'artillerie
  - Lors de la première réorganisation, l'ensemble des bataillons sont amalgamés dans la 30e demi-brigade légère de première formation
    - Amalgamé lors de la deuxième réorganisation dans la 8e demi-brigade légère de deuxième formation

### Légion germanique
La Légion germanique est créée par décret du 4 septembre 1792 et composée de 4 escadrons de cuirassiers légers, 4 escadrons de piqueurs à cheval, chaque escadron étant composé de 2 compagnies. Il y a en plus 1 bataillon d'arquebusiers de 4 compagnies, 2 bataillons d'infanterie légère de 4 compagnies chacun, et 1 compagnie d'artillerie.

Les compagnies à cheval sont de 62 hommes, officiers compris; celle d'infanterie de 120 hommes et celle d'artillerie de 138 hommes.
Il ne peut y être admis que des étrangers ou enfants de famille étrangère.

État-major : 1 colonel en chef, 1 colonel en second, 2 lieutenants-colonels commandant des arquebusiers et de l'infanterie, 2 lieutenants-colonels commandant la cavalerie. Le reste de l'état-major est à peu de chose près comme celui de la Légion franche étrangère.
- Légion germanique
  - Personnalités : Claude François Thomas Sandoz alors lieutenant-colonel en chef des arquebusiers, François Séverin Marceau alors lieutenant des cuirassiers légers, Pierre Ismert alors lieutenant des cuirassiers légers.
  - L'infanterie forme la 22e demi-brigade légère de première formation et la cavalerie le 11e régiment de hussards[181]
    - L'infanterie est amalgamée dans la 5e demi-brigade légère de deuxième formation

### Légion franche à cheval des Américains et du Midi

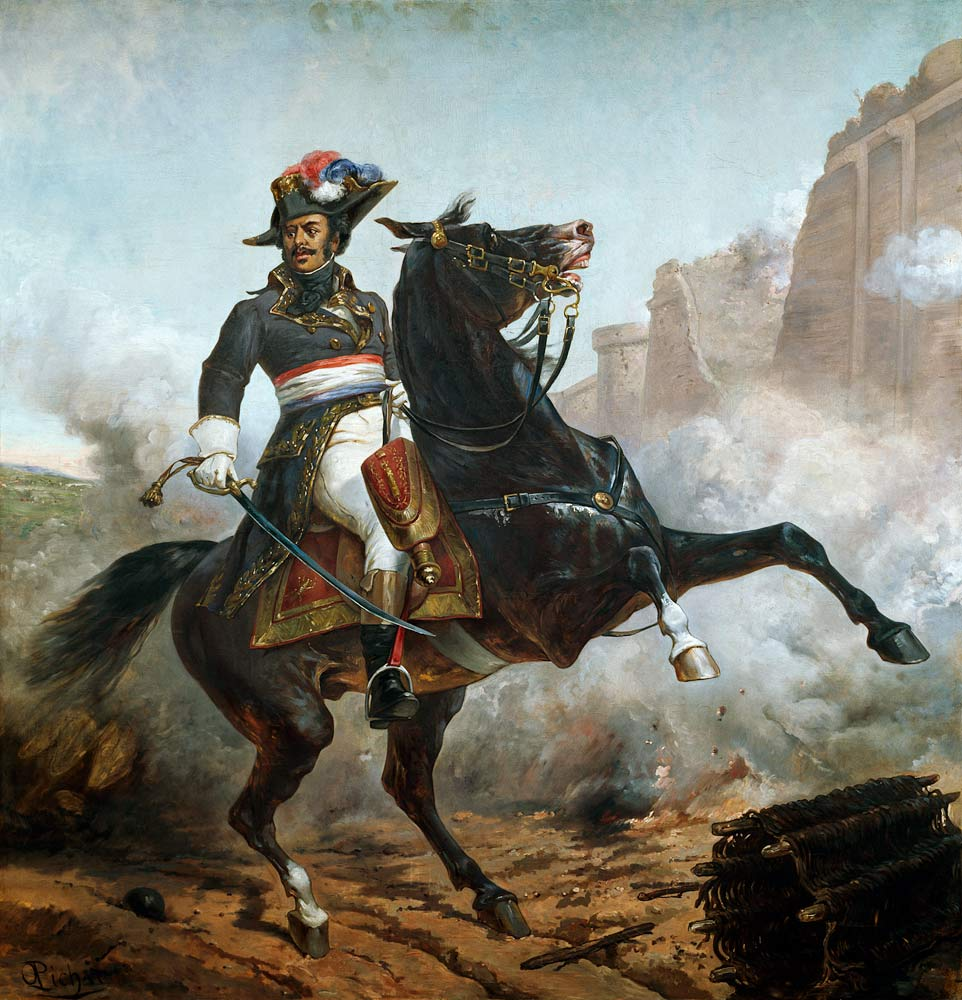
Thomas Alexandre Davy de La Pailleterie, dit Dumas.

La Légion franche à cheval des Américains et du Midi est établie par décret du 7 septembre 1792 et composée de 4 escadrons chacun de 2 compagnies composée d'un maréchal des logis en chef, 2 maréchaux des logis, 1 brigadier-fourrier, 4 brigadiers, 4 appointés, 72 chasseurs et 1 trompette, commandés par 1 capitaine, 1 lieutenant et 1 sous-lieutenant.
État-major : 1 colonel, 2 lieutenants-colonels, 1 quartier-maitre, 1 aumonier, 1 chirurgien-major, 2 adjudants, 1 trompette-major, 1 maréchal, 1 sellier, 1 armurier, 1 tailleur, 1 bottier, pour un total de 724 officiers, sous-officiers et hommes de troupes comme dans les régiments de chasseurs.
- Légion franche à cheval des Américains et du Midi dite de Saint-Georges formée le 7 septembre 1792
  - Formée avec les hussards du Midi et plusieurs compagnies de cavalerie nationale qui avaient été organisées le 19 août 1792 pour le camp de Paris.
  - Personnalités : Joseph Bologne de Saint-George, Thomas Alexandre Davy de La Pailleterie alors lieutenant-colonel[182]
  - Le régiment n'a pas été amalgamé et devient le 13e régiment de chasseurs à cheval[182]

### Légion des Pyrénées
Suivant le décret du 16 septembre 1792, elle est composée d'infanterie et de cavalerie; savoir 1 600 chasseurs à pied, 600 chasseurs à cheval, 200 hommes d'artillerie, et 100 ouvriers soit un total de 2 500 hommes.
Les 1 600 chasseurs à pied sont formés en bataillons et en compagnies, à l'instar des compagnies d'infanterie légère, et les chasseurs à cheval en 4 escadrons et compagnies semblables aux chasseurs à cheval; les compagnies d'artillerie et d'ouvriers comme celles de l'armée de ligne.

État-major : 1 colonel commandant légionnaire, 2 lieutenants-colonels d'infanterie, 2 lieutenants-colonels de cavalerie, 2 adjudants-majors d'infanterie, 2 adjudants-majors de cavalerie, 2 adjudants sous-officiers d'infanterie, 2 adjudants sous-officiers de cavalerie, 1 chirurgien-major, 2 chirurgiens aide-major, 1 quartier-maitre-trésorier, 1 armurier, 1 sellier, 1 tambour-major et 1 trompette-major.
- Légion des Pyrénées, 2 bataillons 
  - Sont incorporées dans cette légion le 9e bataillon de volontaires de Dordogne et le 4e bataillon de volontaire de Vaucluse.
  - Personnalités : Jean Castelbert de Castelverd alors colonel de la Légion, Catherine Dominique de Pérignon alors lieutenant-colonel d'infanterie, Pierre Joseph Bérardier Grézieu alors lieutenant-colonel d'infanterie, Pierre Dominique Prévost alors lieutenant-colonel d'artillerie, Étienne Charlet alors capitaine des chasseurs à pied, Augustin Tuncq alors capitaine des chasseurs à pied, Jacques Ferrand alors capitaine des chasseurs à pied
  - Lors de la première réorganisation le 1er bataillon également appelé 29e bataillon de chasseurs est amalgamé dans la 29e demi-brigade légère de première formation
    - Amalgamé lors de la deuxième réorganisation dans la 35e demi-brigade de deuxième formation

  - Lors de la première réorganisation le 2e bataillon également appelé 30e bataillon de chasseurs est amalgamé dans la 29e demi-brigade légère de première formation
    - Amalgamé lors de la deuxième réorganisation dans la 35e demi-brigade de deuxième formation
- Légion des Pyrénées Orientales; cavalerie
  - Armée des Pyrénées, Armée des Pyrénées orientales
  - Personnalités : Jean-Pierre Ramel alors lieutenant-colonel de cavalerie, Antoine Oulié alors adjudant-major de cavalerie, Bertrand Clauzel alors capitaine des chasseurs à cheval, Nicolas Reynaud alors capitaine des chasseurs à cheval
  - Amalgamé lors de la première réorganisation dans le 22e régiment de chasseurs à cheval
    - Lors de la seconde réorganisation, le 22e régiment de chasseurs à cheval garde son nom et son rang obtenu lors de la première réorganisation.

## Cavalerie
L'ordonnance royale du 1er janvier 1791 réorganise les corps de cavalerie de l'armée française en 27 régiments de cavalerie de bataille, 25 de chasseurs à cheval, 21 de dragons, 12 de hussards et 2 de carabiniers.

### Hussards de la Liberté
Les Hussards de la Liberté sont créés par décret du 2 septembre 1792 et forment 2 corps de 400 hommes chacun.

Chaque corps est partagé en 2 divisions, 4 escadrons et 8 compagnies composées chacune de 1 maréchal des logis chef, 2 maréchaux des logis en second, 1 fourrier, 4 brigadiers, 1 trompette et 48 hussards commandés par 1 capitaine, 1 lieutenant et 1 sous-lieutenant.

État-major de chaque corps : 1 lieutenant-colonel, 1 quartier-maitre, 1 adjudant, 1 chirurgien, 1 maréchal ferrant expert.
- 1er corps Hussards de la Liberté, formé le 2 septembre 1792, à Saint-Germain de volontaires parisiens et de la région parisienne.
  - Armée du Rhin
  - Personnalités :
  - Lors de la première réorganisation, le 1er corps prend le nom de 7e régiment bis de hussards
    - Lors de la deuxième réorganisation, il garde son nom et son rang obtenu en 1793.
- 2e corps Hussards de la Liberté, formé le 2 septembre 1792 de volontaires lillois[183].
  - Personnalités :
  - Lors de la première réorganisation, le 2e corps prend le nom de 10e régiment de hussards qui deviendra le 9e régiment de hussards en juin 1793
    - Lors de la deuxième réorganisation, il garde son nom et son rang obtenu en 1793.

### Hussards Braconniers
Le 3 septembre 1792, le citoyen Jean Landrieux se fait autoriser par la Convention à lever un nombre indéterminé de compagnies de chasseurs à cheval sous la dénomination de « Hussards Braconniers ». Il lui est permis de traiter avec le ministre de la guerre au prix de 800 livres pour chaque homme engagé, monté, armé et équipé, en se conformant d'ailleurs pour la formation, solde, etc. aux décrets relatifs aux compagnies franches,,.
- Hussards Braconniers, organisés le 3 septembre 1792, à Meaux.
  - En février 1793 les quatre premières compagnies se rendent à l'armée du Nord, en garnison à Bruxelles
  - Personnalités :
  - Lors de la première réorganisation, les Hussards Braconniers deviennent le 21e régiment chasseurs à cheval
    - Lors de la deuxième réorganisation, il garde son nom et son rang obtenu en 1793.

### Corps d'éclaireurs de l'armée du Centre
- Corps d'éclaireurs de l'armée du Centre, également appelé Éclaireurs de Fabrefonds, organisé en octobre 1792, à Nancy il se compose de hussards et de chasseurs à pied.
  - Armée du Nord
  - Personnalités : Joseph Vincent Dominique Fabre dit Fabrefond alors colonel du corps, Louis Michel Auguste Thévenet alors chef d'escadron, Jacob François Marulaz alors lieutenant de hussards.
  - Lors de la première réorganisation, le corps devient le 8e régiment hussards
    - Lors de la deuxième réorganisation, il garde son nom et son rang obtenu en 1793.